# Liste der Geotope in der Oberpfalz
Die Liste der Geotope in der Oberpfalz ist eine Zusammenfassung der Geotope in der Oberpfalz. Sie bindet folgende Listen automatisch der Geotope in Oberpfälzer Landkreisen und Städten aus dem Artikelnamensraum ein:
- Liste der Geotope in Amberg
- Liste der Geotope in Regensburg
- Liste der Geotope in Weiden in der Oberpfalz
- Liste der Geotope im Landkreis Amberg-Sulzbach
- Liste der Geotope im Landkreis Cham
- Liste der Geotope im Landkreis Neumarkt in der Oberpfalz
- Liste der Geotope im Landkreis Neustadt an der Waldnaab
- Liste der Geotope im Landkreis Regensburg
- Liste der Geotope im Landkreis Schwandorf
- Liste der Geotope im Landkreis Tirschenreuth
- Liste der Geotope in Weiden in der Oberpfalz

Diese Liste ist nicht vollständig. Einige Geotope sind für eine Veröffentlichung nicht geeignet.
| Name                                                             | Bild           | Geotop ID | Gemeinde / Lage                             | Geologische Raumeinheit         | Beschreibung | Fläche m² / Ausdehnung m | Geologie | Aufschlussart                  | Wert               | Schutzstatus                                                  | Bemerkung                       |
| ---------------------------------------------------------------- | -------------- | --------- | ------------------------------------------- | ------------------------------- | --- | ------------------------ | --- | ------------------------------ | ------------------ | ------------------------------------------------------------- | ------------------------------- |
| Knockfelsen im Ammerbachtal NW von Lengenloh                     |                | 361R001   | Amberg Position                             | Mittlere Frankenalb             | Im Ammerbachtal ragen mehrere Frankendolomitfelsen als einzelne, durch Erosion freigelegte Kuppen – sogenannte Knocks – aus der kreidezeitlichen Sedimentdecke heraus. Beim Kreuzfelsen und dem nördlich gelegenen Knockfelsen (auf Weideflächen) ist deutlich eine dickbankige, kuppelförmige Lagerung zu erkennen. Es handelt sich hier um die ehemaligen Riffkuppeln, die durch die Verwitterung herausmodelliert wurden. | 500 25 × 20              | Typ: Felskuppe Art: Dolomitstein                                                                                       | Felshang/Felskuppe             | wertvoll           | Naturdenkmal, Naturpark                                       |                                 |
| Ehemaliger Steinbruch SW von Kager                               | weitere Bilder | 362A001   | Regensburg Position                         | Mittlere Frankenalb             | Referenzprofil der Netzstall-Subformation der Torleite-Formation auf der Mittleren Frankenalb. Mittel- bis dickbankige, gelblichgraue bis grellweiße Kalksteine mit sehr gut ausgebildeten, ebenflächigen Schichtgrenzen. Die Schichtflächen färben kreidig ab. Die mikritischen Kalksteine brechen splittig. Das Vorkommen zeigt sehr starke Klüftung. Diese Schichten wurden auch als Kager Schichten bezeichnet. Abgelagert wurden diese Gesteine im zentralen Bereich der Schichtfazies-Wanne von Kager-Eberwies. Ein Großteil des ehem. Steinbruchareals wird heute vom Regensburger Tierheim eingenommen. | 4200 120 × 35            | Typ: Standard-/Referenzprofil, Gesteinsart Art: Kalkstein                                                              | Steinbruch                     | wertvoll           | Landschaftsschutzgebiet                                       |                                 |
| Doggeraufschluss NW von Tegernheim                               |                | 362A003   | Regensburg Position                         | Regensburger Wald               | Am Westhang des Tegernheimer Grabens sind nahe der Keilbergstörung Dogger-Eisensandsteine aufgeschlossen. Diese sind leicht aufgeschuppt und teilweise auffällig rötelfarbig und entfestigt. | 100 20 × 5               | Typ: Gesteinsart Art: Sandstein                                                                                        | Hanganriss/Felswand            | bedeutend          | Naturschutzgebiet, FFH-Gebiet                                 |                                 |
| Tagebau Friedrich-Zeche bei Dechbetten                           | weitere Bilder | 362G001   | Regensburg Position                         | Südliche Frankenalb             | Das Braunkohletertiär erreicht hier Mächtigkeiten von 24 m. Der Abbau bezieht sich hauptsächlich auf das tonige Hauptzwischenmittel, eine Abbaugenehmigung für die Friedrich-Zeche liegt bis 2029 vor. Am Rand des Tagebaus wurde ein Lehrpfad für Geologie, Landschaft und Rohstoffabbau mit einer Aussichtsplattform eingerichtet. | 62500 250 × 250          | Typ: Tagebau, Schichtfolge Art: Braunkohle, Ton                                                                        | Lehmgrube/Tongrube/Mergelgrube | bedeutend          | Landschaftsbestandteil                                        |                                 |
| Höhle am Keilstein NE von Schwabelweis                           | weitere Bilder | 362H001   | Regensburg Position                         | Dungau                          | Die Halbhöhle besteht aus zwei gleichartigen vertieften Einbuchtungen. Die kantigen Gesteinsstrukturen zeigen einen beeindruckenden Wechsel zwischen weißen und völlig schwarzen Flächen. | 15 3 × 5                 | Typ: Karst-Halbh./Naturbrücke Art: Kalkstein                                                                           | Hanganriss/Felswand            | bedeutend          | Naturschutzgebiet, FFH-Gebiet                                 |                                 |
| Felshänge an der Südseite des Keilberges NE von Regensburg       | weitere Bilder | 362R001   | Regensburg Position                         | Dungau                          | Im Bereich der Keilbergstörung, die das Kristalline Grundgebirge des Vorderen Bayerischen Waldes vom Deckgebirge im Westen trennt, ist der gesamte Jura flexurartig nach Osten hochgebogen. Die einzelnen Schichtglieder treten am Keilbergsüdhang zutage. Der Übergang von steil nach W einfallenden in flach lagernde Weißjurakalke ist gut zu erkennen. | 200000 1000 × 200        | Typ: Felsgruppe, Schichtfolge, Flexur, Karst-Horizontalhöhle Art: Kalkstein                                            | Hanganriss/Felswand            | besonders wertvoll | Naturschutzgebiet                                             |                                 |
| Der Große Felsen am Keilberg NE von Schwabelweis                 | weitere Bilder | 362R002   | Regensburg Position                         | Dungau                          | An der Felsspitze beginnt der Malm Epsilon mit dünnbankigen Kalken. | 1000 50 × 20             | Typ: Felsburg, Schichtfolge Art: Kalkstein                                                                             | Hanganriss/Felswand            | wertvoll           | Naturschutzgebiet, FFH-Gebiet                                 |                                 |
| Felsgruppe am SW-Teil des Keilbergs N von Schwabelweis           | weitere Bilder | 362R003   | Regensburg Position                         | Dungau                          | Die Felsgruppe schließt Massenkalk des Malm Epsilon und Zeta auf. An deren Fuß ist eine dichte Folge von Kieselschwämmen zu erkennen. Im Niveau zwischen den beiden Felsengalerien stehen dünnbankige Kalke des Malm Epsilon an. | 1000 50 × 20             | Typ: Felsgruppe, Schichtfolge Art: Kalkstein                                                                           | Hanganriss/Felswand            | wertvoll           | Naturschutzgebiet, FFH-Gebiet                                 |                                 |
| Große Doline Schauergrube W von Vorderkeilberg                   | weitere Bilder | 362R004   | Regensburg Position                         | Mittlere Frankenalb             | Die völlig bewachsene Doline weist einen unregelmäßigen, nicht runden Außenrand auf. | 800 40 × 20              | Typ: Doline Art: Kalkstein                                                                                             | kein Aufschluss                | bedeutend          | Naturdenkmal                                                  |                                 |
| Felshang an den Winzerer Höhen bei Niederwinzer                  | weitere Bilder | 362R005   | Regensburg Position                         | Mittlere Frankenalb             | Der Felshang aus massigem Malmkalk wurde an der Basis durch eine Garagenanlage verbaut. Der Aufschluss ist nicht öffentlich zugänglich. | 30 30 × 1                | Typ: Felswand/-hang Art: Kalkstein                                                                                     | Hanganriss/Felswand            | bedeutend          | Naturdenkmal                                                  |                                 |
| Felsen am Max-Schulze-Steig N von Sinzing                        |                | 362R006   | Regensburg Position                         | Südliche Frankenalb             | Zahlreiche eindrucksvolle Felstürme mit über 20 m Höhe prägen die Donauleite im Gebiet des NSG Max-Schulze-Steig. Auch etwa 30 kleinere Höhlen gibt es dort. Die Felsen bestehen aus Plumpem Felsenkalk des Weißjura, Der Höhenweg verläuft mehr oder weniger auf der präkretazischen Landoberfläche. Östlich des Weges liegen einige ehemalige Steinbrüche im Regensburger Grünsandstein (Regensburg-Formation, Oberkreide) Als Anfang des 20. Jahrhunderts markante Felsen in diesem Bereich gesprengt und abgebaut werden sollten, kaufte der Oberbaurat Max Schultze das Gebiet mit eigenen Mitteln. 1921 wurde es unter Naturschutz gestellt. Der gesamte Donauuferstreifen war damals – mit zwei Ausnahmen (Wald- und Weinberg) – unbewaldet und wurde mit Schafen und Kühen beweidet. | 40 20 × 2                | Typ: Felswand/-hang, Schichtfolge, Karst-Halbh./Naturbrücke Art: Kalkstein, Sandstein                                  | Hanganriss/Felswand            | bedeutend          | Naturschutzgebiet                                             |                                 |
| Ehemaliger Steinbruch an der Blockhütte zw. Weiden und Theisseil | weitere Bilder | 363A002   | Weiden i.d.OPf. Position                    | Nördlicher Oberpfälzer Wald     | In dem ehemaligen Steinbruch stehen feinkörnige Gneise an. An der zugänglichen Aufschlusswand können verschiedene metamorphe Gefüge wie Schieferung (im mm-Bereich) und Fältelungen (im cm-Bereich) beobachtet werden. Die Gneise gehören tektonisch zur Neustädter Scholle (ZEV: Zone Erbendorf-Vohenstrauss). | 2400 80 × 30             | Typ: Gesteinsart Art: Biotit-Plagioklasgneis                                                                           | Steinbruch                     | bedeutend          | Landschaftsschutzgebiet, Naturpark                            |                                 |
| Ehemaliger Kalksteinbruch bei Rieden                             |                | 371A001   | Ensdorf Position                            | Mittlere Frankenalb             | Die Aufschlüsse an der Straßenböschung der Vilstalstraße sind die Reste des ehemaligen Kalksteinbruchs. Zu sehen sind dort die Kalksteine des Malm alpha und beta in Bankfazies. Die meisten Bereiche sind inzwischen fast völlig zugewachsen, aber ein Teilstück direkt am Radweg gibt immer noch einen guten Einblick in den typischen Aufbau der Schichten: 1 – 2 dm mächtige Kalkbänke wechseln mit dünnen Lagen feinblättriger Mergel. Nach der modernen Nomenklatur werden die Gesteine des Aufschlusses in die Hartmannshof-Formation (Mittleres Oxfordium – Unteres Kimmeridgium) gestellt. | 300 30 × 10              | Typ: Gesteinsart Art: Kalkstein                                                                                        | Steinbruch                     | bedeutend          | kein Schutzgebiet                                             |                                 |
| Steinbruch bei Pettenhof                                         |                | 371A004   | Schmidmühlen Position                       | Mittlere Frankenalb             | Im aufgelassenen Steinbruch sind gebankte Kalksteine und Mergel aufgeschlossen. Teilweise finden sich zahlreiche Fossilien. Gut zu erkennen sind im oberen Bereich die Auswirkungen der Bodenbildung auf Kalkstein: nach oben löst sich die Bankung in einzelne Kalkquader auf. | 3750 75 × 50             | Typ: Gesteinsart, Kluft Art: Kalkstein                                                                                 | Steinbruch                     | bedeutend          | Landschaftsschutzgebiet                                       |                                 |
| Karneolbank NE von Schnaittenbach                                |                | 371A005   | Schnaittenbach Position                     | Oberpfälzer Grundgebirgsvorland | Im Blasensandstein, einem Schichtglied des Sandsteinkeupers, treten stellenweise Karneolhorizonte auf (bis mehr als 1 m Mächtigkeit). Hier nimmt die Karneolbank eine Fläche von ca. 6000 Quadratmetern ein. Sie ist aber nur an wenigen kleinen Stellen durch Mineraliensammler aufgeschlossen. Karneol ist die rötlich gefärbte Variante des Chalcedons. Chalcedon besteht aus kryptokristallinem Siliziumdioxid (gleicher Chemismus wie Quarz) und hat einen wächsernen Glanz. | 20 2 × 10                | Typ: Mineralien, Gesteinsart Art: Sandstein                                                                            | Schurf                         | bedeutend          | kein Schutzgebiet                                             |                                 |
| Sandgruben N von Süß                                             |                | 371A006   | Hahnbach Position                           | Oberpfälzer Grundgebirgsvorland | In den Sandgruben waren Burgsandstein sowie Terrassensande und Fließerde aus dem Quartär aufgeschlossen. Inzwischen sind die ehemaligen Sandgruben weitgehend verfüllt und rekultiviert. Nur noch der Südteil der Grube mit Burgsandstein ist offen. An den stark abgeböschten Grubenwänden mit tiefen Erosionsrinnen (Badlands) treten farbige Sandsteine mit Tonsteinhorizonten zu Tage. Die Grubenwand erscheint weiß, rot und violett gestreift. | 31250 250 × 125          | Typ: Gesteinsart Art: Sandstein                                                                                        | Kiesgrube/Sandgrube            | bedeutend          | kein Schutzgebiet                                             |                                 |
| Ehemaliger Steinbruch E von Oberweißenbach                       |                | 371A007   | Vilseck Position                            | Nördliche Frankenalb            | In den Steinbrüchen E von Oberweißenbach bis zur Teufelslochleite sind Malm Alpha und Beta in Bankfazies aufgeschlossen. In den Brüchen bei Oberweißenbach sind mit bunten kreidezeitlichen Sedimenten erfüllte Karsthohlformen angeschnitten. Der Bruch ist mittlerweile stark verwachsen. | 60000 300 × 200          | Typ: Gesteinsart, Tierische Fossilien, Karstschlot, Karstspalte Art: Kalkstein                                         | Steinbruch                     | bedeutend          | kein Schutzgebiet                                             |                                 |
| Sandgrube am Kühberg                                             |                | 371A008   | Sulzbach-Rosenberg Position                 | Oberpfälzer Grundgebirgsvorland | Die Sandgrube am Kühberg ist weitgehend aufgelassen, evtl. wird aber noch sporadisch Sand gewonnen. Der Großteil der Grube ist zugewachsen oder verfüllt, nur an wenigen Stellen ist der Sandstein der Rhät-Lias-Übergangsschichten gut aufgeschlossen. Dort besteht die Basis der Wand aus einer hellen, mehrere Meter mächtigen kreuzgeschichteten Sandsteinbank. Überlagert wird sie von einer Folge deutlich gebankter gelblich- bräunlicher Sandsteine, die unterschiedlich verfestigt sind. | 42500 425 × 100          | Typ: Gesteinsart Art: Sandstein                                                                                        | Kiesgrube/Sandgrube            | bedeutend          | FFH-Gebiet                                                    |                                 |
| Hornsteinreicher Dolomit NE von Albersdorf                       |                | 371A009   | Neukirchen bei Sulzbach-Rosenberg Position  | Nördliche Frankenalb            | An dem Waldhang steht sehr hornsteinreicher Dolomit in mehreren hausgroßen Felsen oder Felstürmen und kleinen Aufschlusswänden an. | 5000 100 × 50            | Typ: Gesteinsart, Felswand/-hang Art: Dolomitstein                                                                     | Hanganriss/Felswand            | bedeutend          | Landschaftsschutzgebiet, Naturpark                            |                                 |
| Dolomitfelsen SW von Lockenricht                                 | weitere Bilder | 371A010   | Neukirchen bei Sulzbach-Rosenberg Position  | Mittlere Frankenalb             | In mehreren Felsen steht hier gebankter, hornsteinreicher Dolomitstein an. Am Fuß der Felsen finden sich teilweise kleine Karstlöcher und ein großer Abri. Die als Aussichtsfelsen bezeichnete Felsgruppe liegt an einem Rundwanderweg (Höhlensteig). | 400 20 × 20              | Typ: Gesteinsart, Felswand/-hang Art: Dolomitstein                                                                     | Hanganriss/Felswand            | bedeutend          | Naturdenkmal, Naturpark                                       |                                 |
| Steinbruch am Ödersberg NE von Fürnried                          |                | 371A011   | Birgland Position                           | Mittlere Frankenalb             | In der Fürnrieder Wanne ist eine Folge wohlgebankter Kalke (Malm-Epsilon) aufgeschlossen, die vereinzelt Hornsteine, Crinoidenstielglieder und selten Brachipoden enthalten. | 300 30 × 10              | Typ: Gesteinsart Art: Kalkstein                                                                                        | Steinbruch                     | bedeutend          | kein Schutzgebiet                                             |                                 |
| Felsfuß in Högen                                                 |                | 371A012   | Weigendorf Position                         | Mittlere Frankenalb             | In Högen zeigen zwei Aufschlüsse Riffdolomit über den gebankten Kalken des Malm Beta. Ein imposanter Felsturm mitten im Ort ist inzwischen vollständig von Häusern umgeben und daher nicht mehr zugänglich. Die gut erhaltene Felswand am Nordrand des Dorfes ist dagegen gut erreichbar. Dort ist deutlich der Wechsel von einer Bankfazies zu massigen Rifffazies zu erkennen. | 75 15 × 5                | Typ: Schichtfolge, Felsturm/-nadel Art: Dolomitstein                                                                   | Hanganriss/Felswand            | wertvoll           | Landschaftsschutzgebiet                                       |                                 |
| Kaolinsand-Grube am Forsthof NW von Tanzfleck                    |                | 371A014   | Freihung Position                           | Oberpfälzer Grundgebirgsvorland | In der inzwischen aufgelassenen Grube wurden früher Quarz-Feldspat-Kaolinsande des mittleren Buntsandsteins als Rohstoff für die keramische Industrie abgebaut. Ein großer Teil des Grubengeländes beherbergt heute einen See. Die Kaolinsande sind altersgleich zu denen bei Hirschau-Schnaittenbach. Es handelt sich jeweils um stark kaolinisierte feldspatreiche Flusssedimente (Rinnenablagerungen, Schichtflutsedimente). | 93750 375 × 250          | Typ: Gesteinsart Art: Arkose                                                                                           | Kiesgrube/Sandgrube            | wertvoll           | kein Schutzgebiet                                             |                                 |
| Ehemaliger Steinbruch N von Malsbach                             |                | 371A017   | Hohenburg Position                          | Mittlere Frankenalb             | In dem aufgelassenen Steinbruch sind Werkalk (Malm Beta) und Unter-Kimmeridge-Schichten (Malm Gamma) aufgeschlossen. Die ehemals gut sichtbare Schichtgrenze der beiden Einheiten ist als Folge des Bewuchses nicht mehr zu erkennen. Die gebankten Kalke sind fossilführend (z. B. Mollusken: Muschelschalen, Belemnitenrostren). | 200 20 × 10              | Typ: Schichtfolge Art: Kalkstein                                                                                       | Steinbruch                     | bedeutend          | Landschaftsschutzgebiet, Naturpark                            |                                 |
| Aufschluss am Mausberg SW von Gebenbach                          |                | 371A020   | Hahnbach Position                           | Oberpfälzer Grundgebirgsvorland | Am Mausberg sind auf einer kleinen Fläche schräggeschichtete Sandsteine der Rhät-Lias-Übergangsschichten aufgeschlossen. Die Sandsteine erreichen hier eine Mächtigkeit von 12 – 15 Meter und bilden im Hang eine Steilstufe. In dem ziemlich zugewachsenen Aufschluss sind noch die Bearbeitungsspuren vom Abbau zu erkennen. | 100 10 × 10              | Typ: Gesteinsart Art: Sandstein                                                                                        | sonstiger Aufschluss           | bedeutend          | kein Schutzgebiet                                             |                                 |
| Aufschlüsse W von Kricklhof                                      |                | 371A021   | Hirschau Position                           | Oberpfälzer Grundgebirgsvorland | In dem ehemaligen Steinbruch wurde feinkörniger Granit abgebaut, der hier unter einer dünnen Schicht des Deckgebirges zu Tage tritt. Der Granit ist noch relativ gut zu sehen, die aufliegenden etwa 1 Meter mächtigen permotriadischen Sedimente (Karneoldolomit) ist dagegen kaum noch zu sehen. | 150 15 × 10              | Typ: Diskordanz, Schichtfolge Art: Granit, Dolomitstein                                                                | Steinbruch                     | bedeutend          | kein Schutzgebiet                                             |                                 |
| Kaolingruben bei Hirschau-Schnaittenbach                         | weitere Bilder | 371A022   | Hirschau Position                           | Oberpfälzer Grundgebirgsvorland | Bereits seit der ersten Hälfte des 19. Jahrhunderts wird im Raum Hirschau – Schnaittenbach Kaolin (Porzellanerde) abgebaut. Hier tritt die etwa 40 Meter mächtige Schichtfolge des Höheren Hauptbuntsandsteines (Mittlerer Buntsandstein) zu Tage. Der Abbau der auffällig hellen, kaolinithaltigen Sande erfolgt im Tagebau. Ursprünglich als feldspathaltiger Sand abgelagert, ist die Schichtfolge stark kaolinisiert, das heißt der Feldspat ist weitgehend in das Tonmineral Kaolinit umgewandelt. | 3000000 6000 × 500       | Typ: Kaolinisierung, Gesteinsart Art: Sandstein                                                                        | Tagebau                        | wertvoll           | kein Schutzgebiet                                             | Bayerns schönste Geotope Nr. 65 |
| Sandgrube NNW von Atzmannsricht                                  |                | 371A024   | Gebenbach Position                          | Oberpfälzer Grundgebirgsvorland | Hier stehen mit mehreren Zehner Metern Mächtigkeit helle bis weiße, gleichmäßig feinkörnige, nur schwach gebundene Sande des Dogger-Beta an. Im Gegensatz zur ansonsten verbreiteten typischen braungelben Ausbildung der Dogger-Eisensandstein enthalten die Sande hier in der Region von Hirschau in der Regel kaum Eisen. In gewaschenen Zustand finden sie Verwendung in der Glasindustrie – daher der Name Glassand. Sie werden aber auch für verschiedene andere technische Zwecke genutzt. | 35000 175 × 200          | Typ: Gesteinsart Art: Sandstein                                                                                        | Kiesgrube/Sandgrube            | bedeutend          | kein Schutzgebiet                                             |                                 |
| Ehemaliger Steinbruch WSW von Bischofsreuth                      |                | 371A028   | Königstein Position                         | Nördliche Frankenalb            | In dem alten Steinbruch sind großflächig gebankte Malm-Beta-Werkkalksteine aufgeschlossen (Fossilfundstelle). Aber bereits der Weg zu dem ehemaligen Steinbruch ist stark zugewachsen, der Steinbruch selbst ist fast gar nicht mehr zugänglich (stark verbuscht!). | 7500 150 × 50            | Typ: Gesteinsart Art: Kalkstein                                                                                        | Steinbruch                     | bedeutend          | Landschaftsschutzgebiet, Naturpark                            |                                 |
| Ehem. Sandgrube W von Sand bei Auerbach                          |                | 371A030   | Auerbach in der Oberpfalz Position          | Nördliche Frankenalb            | Die ehemalige Sandgrube ist inzwischen zwar weitgehend zugewachsen, die Wand an der Ostseite erlaubt aber noch einen Eindruck der dort anstehenden Kreidesedimente – dem Auerbacher Kellersandstein. An dem Aufschluss tritt grobkörnige bis feinkiesige Arkose zu Tage, also ein Sand der neben Quarz auch einen deutlichen Anteil Feldspat enthält. Der Sand(stein) ist nur schwach gebunden. Er ist in mehrere Dezimeter mächtige Bänke gegliedert, die intern eine Schrägschichtung zeigen. | 20 10 × 2                | Typ: Gesteinsart Art: Arkose                                                                                           | Kiesgrube/Sandgrube            | wertvoll           | FFH-Gebiet, Naturpark                                         |                                 |
| Straßenböschung mit Felsenkeller in Auerbach                     |                | 371A031   | Auerbach in der Oberpfalz Position          | Nördliche Frankenalb            | An der Böschung sind die um Auerbach verbreiteten kreidezeitlichen Sedimente – der Auerbacher Kellersandstein – aufgeschlossen. Der grobkörnige Quarz-Feldspat-Sandstein (Arkose) zeigt als auffälligste Sedimentstrukturen Schrägschichtung sowie Ausfällungen von Eisenhydroxid (gelb-braune Färbungen). Der schwach gebundene Sandstein lässt sich leicht bearbeiten, wie die Schrämspuren und die Felsenkeller an der Straße beweisen. Nach den Felsenkellern hat der Sandstein auch seinen Namen. | 100 50 × 2               | Typ: Gesteinsart, Felsenkeller Art: Arkose                                                                             | Böschung                       | wertvoll           | Naturpark                                                     |                                 |
| Sandsteinfelsen in Aschach                                       |                | 371A032   | Freudenberg Position                        | Oberpfälzer Grundgebirgsvorland | Mitten im Ort an der Böschung sind Sandsteine der Rhätolias-Übergangsschichten aufgeschlossen. Die gelbbraunen Sandsteine, die hier als Grobsandsteine ausgebildet sind, zeigen Schrägschichtung. Sie lassen sich leicht bearbeiten, wie die in den Stein geschlagenen Felsenkeller beweisen. Die Sandsteine sind gegenüber den unterlagernden Feuerletten und den überlagernden Liastonen deutlich standfester, so dass sie als markante Steilstufe (Schichtstufe) in Erscheinung treten. | 40 20 × 2                | Typ: Gesteinsart Art: Sandstein                                                                                        | Böschung                       | wertvoll           | kein Schutzgebiet                                             |                                 |
| Konglomeratblöcke N von Hohenkemnath                             |                | 371A033   | Ursensollen Position                        | Mittlere Frankenalb             | In dem Wäldchen verbirgt sich ein Blockstrom (sowie zusammengetragene Blöcke) aus Amberger Erzkonglomerat. Die Konglomerat- und Brekzienblöcke enthalten Bruchstücke aus Malmkalk, Kieselknollen und Eisenerzbrocken sowie Quarzgerölle. Eingebettet ist das Material in eine gelbliche bis tiefdunkelrote sandige Matrix. Entstanden ist das Gestein im Obercenoman beim Vordringen des Meeres in die Amberger Bucht, in der wegen tektonischer Bewegungen sowohl Kreideerz als auch Jurakalk anstand. | 2500 50 × 50             | Typ: Gesteinsart, Blockstrom Art: Breccie, Konglomerat                                                                 | Block                          | wertvoll           | Naturpark                                                     |                                 |
| Ehem. Glassandgrube N von Atzmannsricht                          |                | 371A034   | Hirschau Position                           | Oberpfälzer Grundgebirgsvorland | Ehemalige Glassandgrube, nach Neubau der Bundesstraße aufgelassen. Die Grube wurde nicht verfüllt und wird in Zukunft wohl eine der wenigen Dogger-Glassand-Gruben sein, die dauerhaft erhalten bleiben könnten. | 3000 100 × 30            | Typ: Gesteinsart Art: Sand                                                                                             | Kiesgrube/Sandgrube            | bedeutend          | kein Schutzgebiet                                             |                                 |
| Aufgel. Steinbruch NE von Großschönbrunn                         |                | 371A035   | Freihung Position                           | Nördliche Frankenalb            | In den Haarhölzern NE von Großschönbrunn befindet sich ein ausgedehntes Areal mit aufgelassenen Steinbrüchen im Seugaster Sandstein (Werksandstein des Oberturon). Die Aufschlüsse bieten u. a. eine bis ca. 10 m hohe Abbauwand mit Bearbeitungsspuren. Es handelt sich um die einzigen als Geotop erfassten Aufschlüsse im Seugaster Sandstein. | 35000 500 × 70           | Typ: Gesteinsart, Schichtfolge, Steinbruch/Grube Art: Sandstein                                                        | Steinbruch                     | wertvoll           | kein Schutzgebiet                                             |                                 |
| Steinbruch NNE von Theuern                                       |                | 371A036   | Kümmersbruck Position                       | Mittlere Frankenalb             | Die Gesteine dieses Geotops gehören nach moderner Nomenklatur in die Arzberg-Formation (Unter-Kimmeridgium) und Theuern-Subformation der Treuchtlingen-Formation (unteres Ober-Kimmeridgium). Im unteren Bereich des Steinbruchs ist die Arzberg-Fomration abgebaut worden. Die Theuern-Subformation bildet den oberen Abschluss des Aufschlusses. | 70000 350 × 200          | Typ: Typlokalität, Schichtfolge Art: Kalkstein                                                                         | Steinbruch                     | wertvoll           | Landschaftsbestandteil, Landschaftsschutzgebiet, Naturpark    |                                 |
| Ehemalige Sandgrube E von Diebis                                 |                | 371A037   | Ebermannsdorf Position                      | Mittlere Frankenalb             | Knollensand-Subformation (der unterturonen Winzerberg-Formation) in atypischer Ausbildung mit deutlichem Feldspatgehalt, Fossil(bruch)führung. | 0 keine Angabe           | Typ: Gesteinsart, Schichtfolge Art: Sandstein                                                                          | Kiesgrube/Sandgrube            | bedeutend          | kein Schutzgebiet                                             |                                 |
| Aufschluss NE von Leidersdorf                                    |                | 371A038   | Ensdorf Position                            | Mittlere Frankenalb             | Die Gesteine dieses Geotops gehören nach moderner Nomenklatur in die Untere Frankenalb-Formation. Mit den im BIS hinterlegten Angaben zu Gestein und Stratigraphie kann die Geologie dieses Geotops zurzeit (März 2014) nur sehr unzureichend wiedergeben werden. | 40 20 × 2                | Typ: Schichtfolge Art: Kalkstein                                                                                       | Böschung                       | bedeutend          | kein Schutzgebiet                                             |                                 |
| Felsfreistellung E von Spieshof                                  |                | 371A039   | Rieden Position                             | Mittlere Frankenalb             | Die Gesteine dieses Geotops gehören nach moderner Nomenklatur in die Frankenalb-Formation. Dieses Vorkommen ist dasjenige mit den jüngsten Gesteinen des Weißjura auf dem Kartenballt Rieden. Neben den Massendolomiten ist hier der Velburg-Horizont entwickelt. Dies ist ein markanter Leithorizont. Mit einer Mächtigkeit von bis zu 5 Metern tritt dieser Horizont mit mittelbankigen und ebenflächigen Kalk- und Dolomitsteinen weit verbreitet in der Frankenalb auf und trennt sowohl die Massendolomite/-kalke der Unteren von der Mittleren Frankenalb-Formation ab, wie auch die dickbankigen bis riesenbankigen Dolomite der Bernhof-Subfomation der Pottenstein-Formation von den darüber folgenden Schichtgliedern der Pottenstein-Formation. Mit den im BIS hinterlegten Angaben zu Gestein und Stratigraphie kann die Geologie dieses Geotops zurzeit (März 2014) nur sehr unzureichend wiedergegeben werden. | 300 30 × 10              | Typ: Schichtfolge, Gesteinsart Art: Dolomitstein                                                                       | Felshang/Felskuppe             | wertvoll           | Landschaftsschutzgebiet, Naturpark                            |                                 |
| Steinbruch NE von Spieshof                                       |                | 371A040   | Rieden Position                             | Mittlere Frankenalb             | Die Gesteine dieses Geotops gehören nach moderner Nomenklatur zur Theuern-Subformation der Treuchtlingen-Formation Mit den im BIS hinterlegten Angaben zu Gestein und Stratigraphie kann die Geologie dieses Geotops zurzeit (März 2014) nur sehr unzureichend wiedergeben werden. | 750 50 × 15              | Typ: Gesteinsart Art: Kalkstein                                                                                        | Steinbruch                     | bedeutend          | Landschaftsschutzgebiet, Naturpark                            |                                 |
| Felsfreistellung N von Spieshof                                  |                | 371A041   | Rieden Position                             | Mittlere Frankenalb             | Die Gesteine dieses Geotops gehören nach moderner Nomenklatur in die Bernhof-Subformation der Pottenstein-Formation. Mit den im BIS hinterlegten Angaben zu Gestein und Stratigraphie kann die Geologie dieses Geotops zurzeit (März 2014) nur sehr unzureichend wiedergegeben werden. | 4500 150 × 30            | Typ: Gesteinsart, Felsgruppe Art: Dolomitstein                                                                         | Felshang/Felskuppe             | wertvoll           | Landschaftsschutzgebiet, Naturpark                            |                                 |
| Kalkbruch am Westfuß des Riedener Schloßberges                   |                | 371A042   | Rieden Position                             | Mittlere Frankenalb             | Der aufgelassene Steinbruch wurde erstmals in der Baustoffkarte von 1947 als Objekt 565/12 gelistet (Werkkalk des Unteren Malm), in der Steinbruchkartei 1957 dann als Objekt 565/16. Die Gesteine dieses Geotops gehören nach moderner Nomenklatur in die Arzberg-Formation (Unter-Kimmeridgium) und Bernhof-Subformation der Pottenstein-Formation (unteres Ober-Kimmeridgium). Abgebaut wurden die Kalksteine der Arzberg-Formation abgebaut worden. Die durch die Dolomite geprägte Bernhof-Subformation steht unmittelbar oberhalb des Aufschlusses an. Der in Gemeindeeigentum befindliche Steinbruch wurde 2013 freigestellt und zeigt u. a. (Paläo-)Karsterscheinungen. Mit den im BIS hinterlegten Angaben zu Gestein und Stratigraphie kann die Geologie dieses Geotops zurzeit (März 2014) nur sehr unzureichend wiedergeben werden. | 4900 140 × 35            | Typ: Schichtfolge, Gesteinsart Art: Kalkstein, Dolomitstein                                                            | Steinbruch                     | wertvoll           | Naturpark                                                     |                                 |
| Aufgelassener Steinbruch in Schmidmühlen                         |                | 371A043   | Schmidmühlen Position                       | Mittlere Frankenalb             | Der aufgelassene Steinbruch liegt an der Straße Richtung Burglengenfeld (St 2235). Es stehen deutlich gebankte Kalke der Arzberg-Formation (ehemals: Obere Mergelkalke des Malm gamma) an, die Arzberg-Formation ist vollständig aufgeschlossen. Eine größere Karstschlotte befindet sich etwa in der Mitte der Aufschlusswand. In der Südostwand sind horizontale Harnische erkennbar. Das Gelände wird heute als Stützpunkt des Straßenbauamts genutzt. Das Betreten ist nach Rücksprache möglich. | 3200 80 × 40             | Typ: Gesteinsart, Schichtfolge, Störung, Sedimentstrukturen, Karstschlot, Karstspalte, Steinbruch/Grube Art: Kalkstein | Steinbruch                     | wertvoll           | Naturpark                                                     |                                 |
| Ehem. Steinbruch E von Sigras                                    |                | 371A046   | Edelsfeld Position                          | Nördliche Frankenalb            | Steinbruch in der geschichteten Fazies des Weißjura. Abgebaut wurden die Bankkalke der Hartmannshof-Formation (Werkkalke) und der Arzberg-Formation (Obere Mergelkalke). Die Grenze zwischen beiden Einheiten sind die Gesteine der Platynota-Zone mit der namensgebenden Ammonitenart Sutneria platynota. Gegenüber den Kalksteinen im Liegenden und Hangenden ist dieser Bereich sehr stark mergelbetont (Platynota-Mergel). Die Sohle des aufgelassenen Steinbruch ist sehr stark verwachsen und verwildert, so dass ein Betreten in der Vegetationszeit nur sehr schwer möglich ist. | 7500 150 × 50            | Typ: Schichtfolge, Gesteinsart Art: Kalkstein                                                                          | Steinbruch                     | bedeutend          | kein Schutzgebiet                                             |                                 |
| Bahneinschnitt WSW von Schlicht                                  |                | 371A047   | Vilseck Position                            | Nördliche Frankenalb            | Entlang der etwa 200 m langen Bahmböschung sind immer wieder gelblichbraune bis rostbraune Doggersandsteine aufgeschlossen. Hinweis zur Geologie: Die Weißjura-Kalksteine, die auf der Ostseite (neben dem Radweg) des Einschnitts aus dem Hang herausschauen sind kein Anstehendes, sondern dort zur Stabilisierung des Hanges eingebaut! Hinweis zur Bahnstrecke: Das Betreten des Bahngeländes (Strecke Nürnberg – Weiden) ist verboten. Die erschlossenen Dogersandsteine befinden sich im unmittelbaren Gefahrenbereich des Zugverkehrs. | 1000 200 × 5             | Typ: Schichtfolge, Gesteinsart Art: Sandstein                                                                          | Böschung                       | bedeutend          | Landschaftsschutzgebiet                                       |                                 |
| Ehem. Sandgrube am Schwabenberg SE von Axtheid-Berg              |                | 371A050   | Vilseck Position                            | Nördliche Frankenalb            | Hier liegen die sogenannten Vilsecker Bausande vor. Diese hellen bis bräunlichen, schräg geschichteten Quarz-Feldspat – Kaolinsande (mit hin und wieder eingeschalteten Limonitlinsen und -lagen) werden heute zur Seugast Subformation der Roding Formation gestellt. (Geologie unter Stamm 2 – Geologische Beschreibung stimmt so nicht, die für Geotope hinterlegte Stratigraphie erlaubt derzeit aber keine sinnvollere Zuordnung). Die Nordostwand der Grube ist heute noch aufgeschlossen und erlaubt somit einen Einblick in den Schichtaufbau. | 1200 40 × 30             | Typ: Gesteinsart, Schichtfolge Art: Sand                                                                               | Kiesgrube/Sandgrube            | bedeutend          | kein Schutzgebiet                                             |                                 |
| Hohlweg SW von Oberlohhof                                        |                | 371A051   | Vilseck Position                            | Nördliche Frankenalb            | Grenzbereich zwischen Seugast-Subformation der Roding-Formation und Jeding-Formation. Der gelblich-braune, unreife Seugaster Sandstein, der in einem festländischen Milieu abgelagert wurde, wird durch einen limonitischen Horizont abgeschlossen. Dieser ist im Hohlweg erschlossen. Ein in den Sandstein eingeschlagener Höhenpunkt der Landesvermessung markiert diesen Bereich zusätzlich. Über dem Limonithorizont setzen die hell grünlichgrauen, gleichkörnigen und meist feinkörnigen Sandsteine der Jeding-Formation ein. Eine geringe bis sehr geringe, aber so gut wie immer vorhandene Glimmerführung ist charakteristisch für diesen Sandstein, der unter flachmarinen Bedingungen abgelagert worden ist. | 2 2 × 1                  | Typ: Gesteinsart Art: Sandstein                                                                                        | Böschung                       | bedeutend          | kein Schutzgebiet                                             |                                 |
| Ehem. Steinbruch SW von Wickenricht                              |                | 371A052   | Vilseck Position                            | Nördliche Frankenalb            | Der ehemalige Steinbruch im Steinschlag SW von Wickenricht ist ein Beispiel für die früher zahlreichen kleinen Steinbrüche in den Kalken des Weißjura, die zur lokalen Versorgung der nächstgelegenen Ortschaften vor allem mit Wegebaumaterial angelegt worden waren. Abgebaut wurden an dieser Stelle die gut gebankten Kalksteine der Hartmannshof-Formation (Werkkalke). Die hier relativ intensive, engständige Klüftung lässt die Kalksteine kleinstückig zerfallen. | 900 30 × 30              | Typ: Schichtfolge, Gesteinsart Art: Kalkstein                                                                          | Steinbruch                     | bedeutend          | kein Schutzgebiet                                             |                                 |
| Ehem. Steinbruch SW von Reisach                                  |                | 371A053   | Vilseck Position                            | Nördliche Frankenalb            | An der nördlichen Hangkante zum Vilstal wurden W von Schlicht nach dem 2. Weltkrieg mehrere kleine Steinbrüche zur Gewinnung von Packlage, Schotter und Splitt sowie Weißkalk und Düngekalk betrieben. Einer dieser Steinbrüche ist der ca. 300 m SW von Reisach am sog. Teufelsweg gelegene kleine Steinbruch, in dem Kalksteine der Hartmannshof-Formation des Weißjura abgebaut wurden. Keine 100 m SSW von diesem Steinbruch liegt ein weiterer ehem. Abbau in diesen Gesteinen. Das frostbeständige Material war als Straßenschotter sehr gut brauchbar. Kurzzeitig wurde es aber auch zu Branntkalk verarbeitet. Der dazu genutzte Kalkofen steht SE von Reisach im Vilstal und ist heute noch erhalten. | 1800 60 × 30             | Typ: Schichtfolge, Gesteinsart Art: Kalkstein                                                                          | Steinbruch                     | bedeutend          | kein Schutzgebiet                                             |                                 |
| Ehem. Steinbruch SE von Reisach                                  |                | 371A055   | Vilseck Position                            | Nördliche Frankenalb            | An der nördlichen Hangkante zum Vilstal wurden W von Schlicht einige Steinbrüche zur Gewinnung von Packlage, Schotter und Splitt sowie Weißkalk und Düngekalk betrieben. Abgebaut wurden dabei die Kalksteine der Hartmannshof-Formation des Weißjura. Im Steinbruch SE von Reisach wurde das abgebaute Material für den jeweiligen Verwendungszweck aufbereitet. Unter anderem wurde in einem nach dem 2. Weltkrieg neu erbauten Kalkofen auch Branntkalk hergestellt. Aber bereits nach wenigen Jahren wurde die Branntkalkherstellung wieder eingestellt. Alle diese Steinbrüche sind schon seit vielen Jahren aufgelassen und nur noch der Kalkofen und einige offene Bruchwände erinnern noch an den Abbau. | 6300 70 × 90             | Typ: Gesteinsart, Kalkofen Art: Kalkstein                                                                              | Steinbruch                     | bedeutend          | kein Schutzgebiet                                             |                                 |
| Eisenerzabbau Anna-Schacht                                       |                | 371G001   | Sulzbach-Rosenberg Position                 | Oberpfälzer Grundgebirgsvorland | Von der 1974 stillgelegten Grube steht nur noch der Förderturm des St.Anna-Schachtes (Industriedenkmal). Der Untertageabbau der Eisenerzfelder bei Sulzbach-Rosenberg begann im 19. Jahrhundert. Da bei den direkt in die Erzkörper abgeteuften Schächten eine große Menge Erz nicht abgebaut werden konnte (Sicherheitspfeiler), wurde 1954 unter schwierigen Bedingungen der St.Anna-Schacht als Zentralschacht außerhalb der Erzformation durch sandige und tonige Oberkreidesedimente bis in den Malmkalk abgeteuft. | 2500 50 × 50             | Typ: Schacht Art: Eisenerz, Sandstein, Schluffstein                                                                    | kein Aufschluss                | bedeutend          | kein Schutzgebiet                                             |                                 |
| Eisenerzabbau Grube Leonie                                       | weitere Bilder | 371G002   | Auerbach in der Oberpfalz Position          | Nördliche Frankenalb            | In Auerbach haben vermutlich bereits die Kelten Eisenerz gewonnen. Im Mittelalter begann der Abbau des oberen Erzlagers. Der Tiefbau der Grube Leoni mit Erzgewinnung aus dem unteren Lager wurde 1972 eröffnet, die Grube war bis 1989 in Betrieb. Das ehemalige Betriebsgelände ist heute Industriestandort, der Förderturm steht noch. Nördlich und östlich schließt sich das über dem unterirdischen Abbaufeld entstandene Bruchfeld mit zahlreichen Einsturztrichtern (Pingen, z. T. wassergefüllt) an (NSG). | 40000 200 × 200          | Typ: Schacht, Pinge/nfeld Art: Eisenerz, Sandstein                                                                     | kein Aufschluss                | bedeutend          | Naturpark                                                     |                                 |
| Monte Kaolino bei Hirschau                                       | weitere Bilder | 371G004   | Hirschau Position                           | Oberpfälzer Grundgebirgsvorland | Nahe den Ortschaften Hirschau und Schnaittenbach werden seit langer Zeit kaolinitische Sande aus dem mittleren Buntsandstein zur Gewinnung des Tonminerals Kaolinit abgebaut. Kaolinit – das weiße Gold der Oberpfalz – wird vor allem in der Keramikindustrie z. B. zur Porzellanherstellung benötigt. Das Abraummaterial (Quarzsand) des Kaolinbergbaus bildet heute einen mehr als 100 m hohen Berg, den Monte Kaolino. Die künstliche Aufschüttung wird als Skipiste touristisch genutzt. | 160000 400 × 400         | Typ: Halde Art: Sand                                                                                                   | kein Aufschluss                | wertvoll           | kein Schutzgebiet                                             |                                 |
| Maffei-Schächte der Grube Nitzlbuch                              |                | 371G005   | Auerbach in der Oberpfalz Position          | Nördliche Frankenalb            | In der ausgedehnten Mulde weisen Halden und Vertiefungen auf den ehemaligen Bergbau hin (Bruchfeld über dem abgebauten Erzlager). Die Förderanlage mit den beiden Fördertürmen ist noch erhalten. Auf dem ehemaligen Betriebsgelände befindet sich heute ein Bergbaumuseum. Öffnungszeiten (Stand 2014): Mai bis September sonntags 15–17 Uhr, Information: http://www.museumtheuern.de/museum/. | 60000 300 × 200          | Typ: Schacht Art: Eisenerz                                                                                             | kein Aufschluss                | bedeutend          | Denkmalschutz, Naturpark                                      |                                 |
| Bruchfeld Großenfalz                                             |                | 371G006   | Sulzbach-Rosenberg Position                 | Oberpfälzer Grundgebirgsvorland | Das NSG Großenfalz liegt direkt über einem ehemaligen Eisenerzkörper, der von 1959 bis 1974 nahezu vollständig abgebaut wurde. Die damalige Ortschaft musste Anfang der 1960er Jahre umgesiedelt werden. Der Erzabbau ging so vonstatten, dass das Eisenerz scheibenweise entnommen wurde, bis der Erzkörper erschöpft war. Später brach das Gebirge über dem Hohlraum ein und hinterließ an der Erdoberfläche ein Bruchfeld mit sehr unruhiger Morphologie. Die größte Pinge ist heute mit Wasser gefüllt (See). | 20000 200 × 100          | Typ: Pinge/nfeld Art: Sand, Ton                                                                                        | kein Aufschluss                | wertvoll           | Naturschutzgebiet                                             |                                 |
| Bruchfeld am Galgenberg                                          |                | 371G007   | Sulzbach-Rosenberg Position                 | Oberpfälzer Grundgebirgsvorland | Das Bruchfeld am Galgenberg ist eines von mehreren Bruchfeldern, die die ehemalige Lage der abgebauten Eisenerzkörper von Sulzbach-Rosenberg nachzeichnen. Sie ziehen etwa NNW-SSE von Großenfalz zum Eichelberg. Die beim Abbau entstandenen Hohlräume brachen später zusammen, das Gestein darüber sackte nach. Dadurch entstanden die Bruchfelder mit tiefen Spalten und Pingen. Die Spalten am Oberhang reichten früher mehr als 20 m tief. Die Bewegungen sind noch nicht abgeschlossen. | 45000 300 × 150          | Typ: Pinge/nfeld Art: Dolomitstein, Sandstein, Tonstein                                                                | Pinge                          | bedeutend          | kein Schutzgebiet                                             |                                 |
| Mühlsteinbruch W von Massenricht                                 |                | 371G008   | Hirschau Position                           | Oberpfälzer Grundgebirgsvorland | Zwischen Ehenfeld und Freihung sind die kreidezeitlichen Sandsteine der Roding-Formation (Ehenfelder Schichten) entlang der Freihunger Störungszone senkrecht aufgerichtet bzw. leicht überkippt. Die hier stark verkieselten Gesteine eigneten sich zur Herstellung von Mühlsteinen. Daher wurden in diesem Bereich zahlreiche, perlschnurartig aneinander gereihte Mühlsteinbrüche angelegt, in denen jahrhundertelang abgebaut wurde. Hiervon zeugt noch heute der große, teilweise verfüllte und teilweise unter Wasser stehende Bruch westlich Massenricht, der bis 1893 in Betrieb war. Die eindrucksvolle östliche Bruchwand stellt eine komplexe Störungsstruktur dar, in der sich Aufschiebungen und Seitenverschiebungen intensiv vergittern, so dass in ihr sowohl geröllführende kreidezeitliche Gesteine, als auch feinkörnige, weißgraue (gebleichte) Sandsteine der Eisensandstein-Formation (Dogger Beta) aus dem unmittelbaren Unterlager der Mühlsandsteine erschlossen anstehen. | 12500 250 × 50           | Typ: Steinbruch/Grube, Störung, Lagerungsverhältnisse Art: Sandstein, Quarzsandstein                                   | Steinbruch                     | wertvoll           | kein Schutzgebiet                                             |                                 |
| Osterhöhle (A 94) bei Trondorf (Schauhöhle)                      | weitere Bilder | 371H002   | Neukirchen bei Sulzbach-Rosenberg Position  | Mittlere Frankenalb             | Im wenig gebankten Frankendolomit ist ein ausgedehntes Gangsystem mit domartigen Erweiterungen ausgebildet. Die etwa 200 m lange Schauhöhle mit ihren vielfältigen Tropfsteinbildungen kann im Sommer an Sonn- und Feiertagen besichtigt werden. | 2220 185 × 12            | Typ: Karst-Horizontalhöhle Art: Dolomitstein                                                                           | Höhle                          | bedeutend          | Bodendenkmal, FFH-Gebiet, Naturpark                           |                                 |
| Schelmbachsteinhöhle (A32) W von Königstein                      | weitere Bilder | 371H003   | Königstein Position                         | Nördliche Frankenalb            | Die Höhle wird auch als Schelmbachsteinloch oder Breitensteiner Bäuerin bezeichnet. Ihre beiden Eingangsschächte führen in ein verzweigtes Etagensystem von bemerkenswerter Dimension mit Hallen und Verbindungsschächten. Die Gesamtganglänge beträgt 230 m, die Tiefe reicht bis −41 m unter den Eingang. Am Grund der Eingangsschächte wurden urgeschichtliche Funde gemacht (unter anderem menschliche Schädel). Die Höhle zeigt etwas Versinterung, im Bereich der Einstiegsschächte kann es im Winter zu Eisbildungen kommen. Die Befahrung ist nur mit Schachtausrüstung möglich. | 4600 230 × 20            | Typ: Karst-Schacht-&Horizontalhöhle Art: Dolomitstein                                                                  | Höhle                          | bedeutend          | Naturdenkmal, Bodendenkmal, Landschaftsschutzgebiet           |                                 |
| Osterloch (E8) SE von Illschwang                                 | weitere Bilder | 371H005   | Illschwang Position                         | Mittlere Frankenalb             | Am Südosthang des Felsmassivs Hainsberg liegt am Ostende der großen Felswand der Eingang zum Osterloch bei Illschwang. Durch einen etwa 2 m breiten und 1 m hohen Eingang gelangt man in eine geräumige nach hinten abfallende Halle mit flachgewölbter Decke und Versinterungen. Im hinteren Teil gabelt sich der Raum auf. In der Höhle wurden vorgeschichtliche Funde gemacht. | 100 25 × 4               | Typ: Karst-Horizontalhöhle Art: Dolomitstein                                                                           | Hanganriss/Felswand            | bedeutend          | Naturdenkmal, Bodendenkmal, Landschaftsschutzgebiet           |                                 |
| Ponordoline mit Höhle A269                                       | weitere Bilder | 371H006   | Neukirchen bei Sulzbach-Rosenberg Position  | Mittlere Frankenalb             | Der Eingang zu der bisher auf 136 m Ganglänge vermessenen Höhle (Höhle im Erdfall) liegt in einer ovalen Doline. Ein ausgeprägter Graben mündet von NE in die Doline ein. | 200 20 × 10              | Typ: Karst-Schacht-&Horizontalhöhle, Doline, Ponor Art: Dolomitstein                                                   | Hanganriss/Felswand            | wertvoll           | Naturdenkmal, Landschaftsschutzgebiet, Naturpark              |                                 |
| Höhle A56 bei Steinamwasser                                      | weitere Bilder | 371H007   | Auerbach in der Oberpfalz Position          | Nördliche Frankenalb            | Der Eingang zur Höhle ohne Namen in Steinamwasser öffnet sich in einer Felswand direkt hinter dem Gasthaus Zur frischen Quelle. Das ausgedehnte Gang- und Hallensystem erstreckt sich auf einer Gesamtlänge von 530 m. Ausgebildet sind eine Vielzahl von Druckleitungs- und Lösungsformen, wie Tropfsteine, Sintergletscher, Wand- und Bodensinter, Deckenkolke und Wandkarren. Die Höhle ist versperrt (Schlüssel im Gasthaus, bei starkem Regen nicht befahrbar). | 5300 530 × 10            | Typ: Karst-Horizontalhöhle Art: Dolomitstein                                                                           | Hanganriss/Felswand            | bedeutend          | Naturdenkmal, Naturpark                                       |                                 |
| Höhle Felslindl ENE von Saaß (A54)                               | weitere Bilder | 371H008   | Auerbach in der Oberpfalz Position          | Nördliche Frankenalb            | Die Höhle Felslindl (oder Felsländl) liegt am Nordufer des Speckbaches. Die große 16 m breite und 5 m hohe Eingangshalle ist bei der Bevölkerung seit jeher bekannt. An diese Halle schließt sich ein Höhlensystem von insgesamt 110 m Länge an. Ein Deckeneinbruch hat einen zweiten Eingang geschaffen. Die Höhle ist durch Wandschmierereien, Rußablagerungen und Abfall im Eingangsbereich stark beeinträchtigt. Das Kampieren ist untersagt, um eine weitere Verschmutzung der Höhle zu vermeiden. | 1650 110 × 15            | Typ: Karst-Horizontalhöhle Art: Dolomitstein                                                                           | Hanganriss/Felswand            | bedeutend          | Naturdenkmal, Naturpark                                       |                                 |
| Appelshöhle (A 29) bei Vogelherd                                 | weitere Bilder | 371H009   | Neukirchen bei Sulzbach-Rosenberg Position  | Nördliche Frankenalb            | Die 80 m lange Höhle weist Versinterungen und ausgeprägte Laugformen auf. Der Eingang ist verschlossen. In der Schauhöhle wurden wichtige vorgeschichtliche Funde gemacht. | 960 80 × 12              | Typ: Karst-Schacht-&Horizontalhöhle Art: Dolomitstein                                                                  | Hanganriss/Felswand            | bedeutend          | Naturdenkmal, Bodendenkmal, Naturpark                         |                                 |
| Schelmbachsteingrotte W von Königstein (A34)                     | weitere Bilder | 371H011   | Königstein Position                         | Nördliche Frankenalb            | Die Schelmbachsteingrotte, auch als Sonnuhr oder Bauernloch bezeichnet, liegt am Westhang des Schelmbachsteins. Die Durchgangshöhle ist ein eindrucksvolles Beispiel für die Entwicklung einer Höhlenruine. An das Portal (16 m breit, 5 m hoch) schließt sich eine breite etwa 30 m lange Halle an. Im hinteren Teil, der von der Hochfläche des Gipfels her eingestürzt ist, gelangt man durch eine trichterartige Doline wieder ans Tageslicht. | 480 30 × 16              | Typ: Karst-Horizontalhöhle, Karst-Halbh./Naturbrücke Art: Dolomitstein                                                 | Höhle                          | bedeutend          | Bodendenkmal, Landschaftsschutzgebiet, Naturpark              |                                 |
| Karstquelle bei Steinbach                                        | weitere Bilder | 371Q001   | Neukirchen bei Sulzbach-Rosenberg Position  | Nördliche Frankenalb            | Die aus Karstspalten (tiefer Karst) aufsteigende Steinbachquelle ist in Stein gefasst. Die Quellschüttung beträgt etwa 15 bis 20 Liter in der Sekunde. | 9 3 × 3                  | Typ: Verengungsquelle Art: Kalkstein                                                                                   | kein Aufschluss                | bedeutend          | Naturpark                                                     |                                 |
| Karstquelle Sieben Quellen bei Sulzbach-Rosenberg                | weitere Bilder | 371Q002   | Sulzbach-Rosenberg Position                 | Mittlere Frankenalb             | Im Breitenbrunner Tal treten zahlreiche Quellen zu Tage. Die starken Karstquellen (Sieben Quellen) liegen am Fuß von Dolomitfelsen, daran grenzen Feuchtflächen an. Durch die idyllische Landschaft führt ein Wanderweg. | 200 20 × 10              | Typ: Verengungsquelle, Felswand/-hang Art: Dolomitstein                                                                | Hanganriss/Felswand            | bedeutend          | Landschaftsschutzgebiet                                       |                                 |
| Kallmünzer zwischen Rieden und Thanheim                          | weitere Bilder | 371R002   | Rieden Position                             | Mittlere Frankenalb             | In verschiedenen Regionen der Frankenalb, so auch im Oberpfälzer Jura, treten an der Oberfläche immer wieder einzelne, meist silikatisch gebundene Sandsteinblöcke auf. Diese Reste der ehemals deutlich mehr als 100 m mächtigen Bedeckung dieses Gebietes mit Ablagerungen aus der Kreidezeit bezeichnet man als Kallmünzer. Anders als das sie ehemals umgebende Gestein entgingen sie aufgrund ihrer hohen Verwitterungsresistenz (bisher) der Abtragung. Der große, silikatisch gebundene Block aus grobkörnigem Quarzsandstein des Geotops 371R002 liegt direkt neben der Ortsverbindung nach Thanheim. Aufgrund seiner Lage ist eine Herkunft dieses Kallmünzers sowohl aus der Winzerberg-Formation der Oberkreide wie auch aus der Schutzfels-Formation der Unterkreide möglich – am wahrscheinlichsten ist jedoch die Zugehörigkeit in die Schutzfels-Formation. | 10 4 × 2                 | Typ: Reliktgesteine Art: Sandstein                                                                                     | Block                          | bedeutend          | Naturdenkmal                                                  |                                 |
| Felsgruppe Haustein NE von Unterpennading                        |                | 371R003   | Freudenberg Position                        | Naabgebirge                     | Die unregelmäßig zerklüftete Felsgruppe besteht aus mittelkörnigem, rotem Naabgranit mit roten Feldspäten. Eingelagert sind Quarze und schwarzgrüne, umgewandelte Biotite. Das kristalline Grundgebirge reicht hier bis weit westlich des Naabtales und ragt in das Oberpfälzer Hügelland hinein (= Naabgebirge). | 2500 50 × 50             | Typ: Felsgruppe Art: Granit                                                                                            | Hanganriss/Felswand            | bedeutend          | Naturdenkmal, Landschaftsschutzgebiet, FFH-Gebiet             |                                 |
| Osterlochfelsen SE von Illschwang                                |                | 371R005   | Illschwang Position                         | Mittlere Frankenalb             | Der Osterlochfelsen gehört zum bis zu 20 Meter steil abfallenden Felsmassiv Hainsburg. In der Wand aus Frankendolomit finden sich mehrere kleine Karstöffnungen sowie die Karsthöhle Osterloch bei Illschwang. Senkrechte Klüfte gliedern die Ost-West streichende Felswand in mehrere Abschnitte. Der Osterlochfelsen ist über einen markierten Wanderweg zu erreichen. | 11000 220 × 50           | Typ: Felswand/-hang, Karst-Horizontalhöhle Art: Dolomitstein                                                           | Hanganriss/Felswand            | bedeutend          | Naturdenkmal, Landschaftsschutzgebiet                         |                                 |
| Kalmusfelsen und Zuckerhut SE von Illschwang                     |                | 371R006   | Illschwang Position                         | Mittlere Frankenalb             | Die 20 bis 30 Meter hohe Felswand mit vorgelagertem Felsturm liegt an einem bewaldeten Hang. Die ehemals gute Aussicht nach Norden von der Spitze der Felsen ist durch die hohen Bäume inzwischen etwas eingeschränkt. Die Felswand besteht aus dickbankigen Frankendolomit mit Hornsteinknollen und zeigt die für das Gestein charakteristische löchrige Anwitterung. Die Felsen sind über Wanderwege erreichbar. | 2000 100 × 20            | Typ: Felswand/-hang Art: Dolomitstein                                                                                  | Hanganriss/Felswand            | geringwertig       | Naturdenkmal, Landschaftsschutzgebiet                         |                                 |
| Teufelskanzel S von Illschwang                                   |                | 371R007   | Illschwang Position                         | Mittlere Frankenalb             | Der kanzelartige Felsturm aus Frankendolomit steht zusammen mit zwei weiteren Felstürmen, von Bäumen überragt, in einem Mischwald. Die undeutlich dickbankigen bis massigen Felsen zeigen das für dieses Gestein typische Aussehen: ein durch die Verwitterung löchriger Habitus. Auffällig sind Bänder aus weißen Hornsteinknollen, welche den Dolomitstein durchziehen. Die Teufelskanzel ist vom Wanderweg (Nr. 8) aus beschildert. | 100 10 × 10              | Typ: Felsturm/-nadel Art: Dolomitstein                                                                                 | Hanganriss/Felswand            | geringwertig       | Naturdenkmal, Landschaftsschutzgebiet                         |                                 |
| Kühlochfelsen E von Königstein                                   | weitere Bilder | 371R008   | Königstein Position                         | Nördliche Frankenalb            | Die Kühlochfelsen sind markante Felswände aus Frankendolomit, die zwar im Wald stehen, aber weitgehend unbewachsen sind. Teilweise werden sie als Kletterfelsen genutzt – das Kluftsystem hat viele Verschneidungen und Kanten geschaffen. Sie zeigen das typisch löchrige Erscheinungsbild des Frankendolomits. Das namensgebende Kühloch (A040), eine 60 m lange Karsthöhle mit einem hallenartigen Hauptraum öffnet sich am obersten Hang auf der NE-Seite. Das Areal ist über Wanderwege erreichbar. | 2000 100 × 20            | Typ: Felswand/-hang, Karst-Horizontalhöhle Art: Dolomitstein                                                           | Hanganriss/Felswand            | bedeutend          | Naturdenkmal, Bodendenkmal, Landschaftsschutzgebiet           |                                 |
| Kieselstein SW von Hohenzant                                     |                | 371R009   | Vilseck Position                            | Oberpfälzer Grundgebirgsvorland | An der Steilstufe am Hang kommt Dogger-Beta-Eisensandstein zu Tage. Der Kieselstein ist ein völlig übersinterter Sandsteinfelsen, der durch eine tiefe Kluft vom Anstehenden abgetrennt ist. Während auf seiner Rückseite der typische Eisensandstein zu erkennen ist, ist seine Vorderseite völlig mit einer knolligen Kalkkruste überzogen. Die Entstehung der Knollen (Murmel bis Faust-Größe) ist unklar. Auf Grund des starken Bewuchses kommt dieser ungewöhnliche Felsen kaum zur Geltung. | 48 8 × 6                 | Typ: Felswand/-hang, Schichtfolge, Sedimentstrukturen Art: Sandstein                                                   | Hanganriss/Felswand            | bedeutend          | Naturdenkmal                                                  |                                 |
| Koppenstein NW von Nasnitz                                       |                | 371R010   | Auerbach in der Oberpfalz Position          | Nördliche Frankenalb            | Markanter kleiner Felsturm aus gebankten Frankendolomit. Inzwischen erreichen Bäume und Gebüsch im unmittelbaren Umfeld fast die Höhe des Felsens und verdecken ihn teilweise. | 40 8 × 5                 | Typ: Felsturm/-nadel Art: Dolomitstein                                                                                 | Hanganriss/Felswand            | geringwertig       | Naturdenkmal, Naturpark                                       |                                 |
| Kanonierfelsen bei Weidlwang                                     |                | 371R012   | Auerbach in der Oberpfalz Position          | Nördliche Frankenalb            | Den markanten, hochaufragenden Dolomitfelsen in der Ortschaft Weidlwang ziert eine Kanone mit einer Soldatenfigur. Die Geschichte des Kanoniers geht auf eine Begebenheit in der Zeit des Dreißigjährigen Krieges zurück. | 900 30 × 30              | Typ: Felswand/-hang Art: Dolomitstein                                                                                  | Hanganriss/Felswand            | geringwertig       | Naturpark, Naturdenkmal                                       |                                 |
| Schmelcherfels SW von Steinamwasser                              | weitere Bilder | 371R013   | Auerbach in der Oberpfalz Position          | Nördliche Frankenalb            | Der Schmelcherfelsen ist ein markanter Dolomitfelsen aus Frankendolomit am Nordufer des Flembachtales, durch das ein markierter Wanderweg führt. Der hochaufragende Felsen zeigt überwiegend einen massigen Habitus, nur im oberen Bereich der Felswand lassen sich Bankfugen erkennen. | 1800 60 × 30             | Typ: Felswand/-hang Art: Dolomitstein                                                                                  | Hanganriss/Felswand            | geringwertig       | Naturdenkmal, Landschaftsschutzgebiet, Naturpark              |                                 |
| Felsen bei Steinamwasser                                         | weitere Bilder | 371R014   | Auerbach in der Oberpfalz Position          | Nördliche Frankenalb            | Die Ortschaft Steinamwasser ist von hohen Dolomitfelsen umsäumt, die jeweils auf mehreren 10er Quadratmetern Aufschlüsse zeigen. Bereits 1937 wurden verschiedene Felspartien unter Schutz gestellt. Drei der Felstürme aus Frankendolomit sind als Naturdenkmäler ausgewiesen u. a. Zwillingsfelsen und Brüderfelsen. Die Dolomitfelsen zeigen teilweise ausgeprägte Hohlkehlen und verschiedene Verkarstungserscheinungen. | 200 20 × 10              | Typ: Felswand/-hang Art: Dolomitstein                                                                                  | Hanganriss/Felswand            | bedeutend          | Naturdenkmal, Naturpark                                       |                                 |
| Der Pfaffenstein W von Eschenfelden                              |                | 371R016   | Hirschbach Position                         | Nördliche Frankenalb            | Der Pfaffenstein setzt sich aus mehreren großen Felsgruppen aus Frankendolomit zusammen. Von Eschenfelden führt ein markierter Wanderweg an dem Felsensemble vorbei. Der ehemals gute Aussichtspunkt ist inzwischen etwas zugewachsen. | 600 40 × 15              | Typ: Felswand/-hang Art: Dolomitstein                                                                                  | Hanganriss/Felswand            | bedeutend          | Naturdenkmal, Landschaftsschutzgebiet, Naturpark              |                                 |
| Riesentor und Haustüre SE von Riglashof                          |                | 371R017   | Hirschbach Position                         | Nördliche Frankenalb            | Das ausgedehnte Felsenareal mit mehreren Felsburgen liegt auf dem Gipfel des Holzberges und weist mehrere Felstore auf. z. B. das Riesentor und die Haustüre. Die Felsen bestehen aus deutlich gebankten, dickbankigen Karbonatgestein mit einem zuckerkörnigen Aussehen und löchriger Verwitterung. Auffällig sind zahlreiche kleine Hornsteinknollen (Durchmesser ca. 2 cm), die als weiße Schusser optisch hervorstechen. | 10000 100 × 100          | Typ: Felsburg, Karst-Halbh./Naturbrücke Art: Dolomitstein                                                              | Hanganriss/Felswand            | wertvoll           | Naturdenkmal, Landschaftsschutzgebiet, FFH-Gebiet             |                                 |
| Quarzitblöcke (Kallmünzer) W von Eschenfelden                    |                | 371R018   | Hirschbach Position                         | Nördliche Frankenalb            | Nördlich von P 494 (Kranawitten) trifft man auf eine Gruppe zahlreicher Kallmünzerblöcke (weißlich, gelblich und rötlich gefärbte Quarzsandsteine), die als Reste der ehemaligen Kreidebedeckung (verkieselte Quarzsandsteine der Michelfelder Schichten) hier auf einer ausgedehnten Dolomithochfläche liegen. Die Härtlingsblöcke sind vermutlich im Eiszeitalter durch Bodenfließen (Solifluktion) verlagert worden. | 200 20 × 10              | Typ: Reliktgesteine Art: Blockschutt, Sandstein                                                                        | Block                          | bedeutend          | Landschaftsschutzgebiet, Naturpark                            |                                 |
| Langenstein SE von Eschenfelden                                  |                | 371R019   | Hirschbach Position                         | Nördliche Frankenalb            | Der Gipfelbereich des Langenstein besteht aus 2 größeren Felstürmen aus Frankendolomit, die aus dem Wald herausragen. Im weiteren Umfeld finden sich weitere Felsklippen aus Dolomitstein. Die Felstürme am Gipfel sind nur durch Kletterei zugänglich – von dort hat man einen schönen Rundblick über die Kuppenalb des Oberpfälzer Jura. | 450 30 × 15              | Typ: Felsturm/-nadel Art: Dolomitstein                                                                                 | Hanganriss/Felswand            | bedeutend          | Naturdenkmal, Landschaftsschutzgebiet, FFH-Gebiet             |                                 |
| Altenburg SE von Eschenfelden                                    | weitere Bilder | 371R020   | Hirschbach Position                         | Nördliche Frankenalb            | Aus der mit relativ dichtem Nadelwald bestockten Gipfelpartie ragt (nur aus der Nähe zu erkennen) ein Felsriegel heraus. Der langgestreckte Felsriegel aus splittrigem Dolomit ist allseits von Steilwänden umgrenzt. | 500 50 × 10              | Typ: Felsburg Art: Dolomitstein                                                                                        | Hanganriss/Felswand            | bedeutend          | Naturdenkmal, Landschaftsschutzgebiet, Naturpark              |                                 |
| Kallmünzerblock N von Steinbach                                  | weitere Bilder | 371R022   | Neukirchen bei Sulzbach-Rosenberg Position  | Nördliche Frankenalb            | Relativ großer Kallmünzerblock (Relikt von Überdeckung des Malms mit kretazischen Michelfelder Schichten) am Parkplatz am N Ortsrand von Steinbach. | 6 3 × 2                  | Typ: Reliktgesteine Art: Blockschutt, Sandstein                                                                        | Block                          | bedeutend          | Naturdenkmal, Landschaftsschutzgebiet, Naturpark              |                                 |
| Kallmünzersteine (149 Exemplare) E von Fichtenhof                | weitere Bilder | 371R023   | Königstein Position                         | Nördliche Frankenalb            | Auf dem umzäunten Feld liegen 149 Sandsteinblöcke – sogenannte Kallmünzer (Relikte der ehemals flächenhaften oberkreidezeitlichen Überdeckung, von der heute nur einzelne verkieselte Blöcke übriggeblieben sind). Beim Besuch 2005 diente das Gelände als Weide für Pferde. Die Ansammlung der Sandsteinblöcke war in der abgegrasten Wiese gut zu sehen. | 10000 100 × 100          | Typ: Reliktgesteine Art: Blockschutt, Sandstein                                                                        | Block                          | bedeutend          | Naturpark, Naturdenkmal                                       |                                 |
| Felspartien im NSG Neidstein SW von Tabernackel                  | weitere Bilder | 371R024   | Etzelwang Position                          | Nördliche Frankenalb            | Am westlichen Berghang des Neidsteiner Schlosses befinden sich zahlreiche Felspartien aus typischen Frankendolomit, darunter der Riesenstein und eine ca. 7 Meter tiefe Höhle, das Fuchsloch. Auf einer Fläche von 10000 Quadratmetern findet man hier steile Felswände und haushohe Felsmassive inmitten eines alten Laubbestandes. | 10000 100 × 100          | Typ: Felswand/-hang, Karst-Halbh./Naturbrücke Art: Dolomitstein                                                        | Hanganriss/Felswand            | geringwertig       | Naturschutzgebiet, Naturdenkmal, Landschaftsschutzgebiet      |                                 |
| Hartenfels E von Neukirchen                                      | weitere Bilder | 371R025   | Neukirchen bei Sulzbach-Rosenberg Position  | Mittlere Frankenalb             | Ein mächtiger Felsturm aus Frankendolomit baut den Gipfel des Hartenfels auf (Klettergarten). Vom Gipfel des Hartenfels hat man einen schönen Ausblick nach Süden und Westen über die Kuppenalblandschaft. An den Abhängen sind ausgeprägte Karsterscheinungen zu finden: u. a. auf der Südostseite das Franzosenloch (A43, kleineres, verzweigtes Gang- und Raumsystem) und auf der Südseite die Frauenfelshöhle (oder Windloch A106, kleine Etagenhöhle). | 4000 100 × 40            | Typ: Felsturm/-nadel, Felsburg, Karst-Horizontalhöhle Art: Dolomitstein                                                | Hanganriss/Felswand            | bedeutend          | Naturdenkmal, Bodendenkmal, Naturpark                         |                                 |
| Felswand mit Kamin W von Ermhof                                  |                | 371R026   | Neukirchen bei Sulzbach-Rosenberg Position  | Mittlere Frankenalb             | Die Nordseite des Buchenberges wird von einer steilen Felswand aus Frankendolomit gebildet. Die Felswand wird als Klettergarten genutzt. | 3750 125 × 30            | Typ: Felswand/-hang Art: Dolomitstein                                                                                  | Hanganriss/Felswand            | bedeutend          | Naturdenkmal, Landschaftsschutzgebiet, Naturpark              |                                 |
| Starenfels NE von Neutras mit Spalthöhle A18                     | weitere Bilder | 371R027   | Etzelwang Position                          | Nördliche Frankenalb            | Der Gipfel und die umgebenden Hänge des Starenberges sind von Felswänden aus Frankendolomit durchsetzt. Am NNW-Hang des Berges ca. 20 m unter dem Gipfel öffnet sich in der hohen Felswand eine Spalthöhle mit insgesamt 23 m Länge – die Starenfelshöhle (oder Grüne Grotte). In der Höhle wurden urgeschichtliche Funde gemacht. | 15000 150 × 100          | Typ: Felsburg, Karst-Horizontalhöhle Art: Dolomitstein                                                                 | Hanganriss/Felswand            | bedeutend          | Landschaftsschutzgebiet, Naturpark                            |                                 |
| Brunnstein NE von Krottensee                                     |                | 371R028   | Auerbach in der Oberpfalz Position          | Nördliche Frankenalb            | Die Gruppe hoher Dolomitfelsen ist über einen Wanderweg zu erreichen. Bäume überragen jedoch das Felsgebilde, so dass es aus der Ferne nicht mehr auszumachen ist. | 12 4 × 3                 | Typ: Felswand/-hang Art: Dolomitstein                                                                                  | Hanganriss/Felswand            | geringwertig       | Naturdenkmal, Landschaftsschutzgebiet, Naturpark              |                                 |
| Türkenfelsen W von Ammerried                                     | weitere Bilder | 371R030   | Birgland Position                           | Mittlere Frankenalb             | Der Türkenfelsen ist eine mauerartige Felsformation aus typischem, löchrig anwitternden Frankendolomit mit einem markanten Felsdurchbruch (ehemaliges Felstor), mehreren natürlichen Felstoren und weiteren Karstlöchern. Stellenweise zeigt der Fels Lösungskarren. Der Türkenfelsen wird als Kletterfelsen genutzt und ist über einen markierten Wanderweg erreichbar. | 200 50 × 4               | Typ: Felswand/-hang, Karst-Halbh./Naturbrücke Art: Dolomitstein                                                        | Hanganriss/Felswand            | bedeutend          | Naturdenkmal, Landschaftsschutzgebiet, FFH-Gebiet             |                                 |
| Kuhfels S von Bachetsfeld                                        | weitere Bilder | 371R031   | Illschwang Position                         | Mittlere Frankenalb             | Die eindrucksvolle, hochaufragende Felsformation aus Frankendolomit ist stellenweise stark geklüftet und zeigt bizarre Verwitterungsformen (Bretterdolomit). In der Felswand finden sich Reste von Karsthohlräumen. Ein kleiner Steig führt mitten durch die Felswand (Trittsicherheit und absolute Schwindelfreiheit erforderlich!) | 1200 40 × 30             | Typ: Felsturm/-nadel, Karst-Halbh./Naturbrücke Art: Dolomitstein                                                       | Hanganriss/Felswand            | bedeutend          | Naturdenkmal, Landschaftsschutzgebiet                         |                                 |
| Hoher Lochfelsen N von Buchhof                                   |                | 371R032   | Birgland Position                           | Mittlere Frankenalb             | Felsturm aus Frankendolomit, der durch senkrechte Klüfte zerlegt ist. Der Felsen zeigt eine auffällige löchrig-poröse Anwitterung. | 80 10 × 8                | Typ: Felsturm/-nadel Art: Dolomitstein                                                                                 | Hanganriss/Felswand            | bedeutend          | Naturdenkmal, Landschaftsschutzgebiet                         |                                 |
| Nordwand des Brennersberg SSW von Wolfsfeld                      |                | 371R033   | Kastl Position                              | Mittlere Frankenalb             | An der Nordwand des Brennersberg steht tafelbankiger Dolomit im Übergang zu Riffdolomit an. Über einem 10 bis 15 m mächtigen Sockel aus dunklen Riffdolomitfelsen des Malm Deltas erheben sich nach einer kleinen Verebnung helle Dolomitfelsen des Malm Epsilon. Sie sind durch Klüfte in einzelne Felszinnen zerlegt. Die Riffdolomite enthalten hier auffallend viele mehr oder weniger lagig angeordnet helle Kieselknollen. | 200 20 × 10              | Typ: Felswand/-hang Art: Dolomitstein                                                                                  | Hanganriss/Felswand            | geringwertig       | kein Schutzgebiet                                             |                                 |
| Kesselgruben E von Ebersbach                                     |                | 371R035   | Vilseck Position                            | Nördliche Frankenalb            | Die Kesselgruben sind drei flache Dolinen, in denen sich Wasser angesammelt hat. Dort haben sich Feuchtbiotope (zahlreiche Insekten, Lurche) entwickelt. Die verkarstungsfähigen Malmkalke stehen hier nur wenig unter der heutigen Geländeoberfläche an. Die Dolinen haben sich aus dem Malm bis an die Oberfläche (Kreidesedimente, Alblehm) durchgepaust. | 150 10 × 15              | Typ: Doline Art: Karbonatischer Quarzsand                                                                              | kein Aufschluss                | bedeutend          | Naturdenkmal                                                  |                                 |
| Schelmbachstein W von Königstein                                 |                | 371R036   | Königstein Position                         | Nördliche Frankenalb            | Der Gipfel des Schelmbachsteins (bewaldet) besteht aus einer Gruppe von Dolomitfelsen, die aber teilweise stark bemoost sind. Im Gipfelbereich selbst ist eine große Doline eingebrochen – einer der Zugänge zur Schelmbachsteingrotte (371H003 – Sonnenuhr). Auf der Nordseite des Schelmbachsteins, etwas unterhalb der Felswände liegt eine weitere Höhle – die Breitensteiner Bäuerin (371H011). | 200000 500 × 400         | Typ: Felskuppe, Karst-Horizontalhöhle Art: Dolomitstein                                                                | Hanganriss/Felswand            | bedeutend          | Naturdenkmal, Landschaftsschutzgebiet, Naturpark              |                                 |
| Rabenfels NE von Krottensee                                      | weitere Bilder | 371R037   | Auerbach in der Oberpfalz Position          | Nördliche Frankenalb            | Der Rabenfels – ein zylindrischer Felsturm mit markantem Überhang am Top – besticht vor allem durch seine Form. Der als Kletterfelsen genutzte Felsturm aus Frankendolomit ragt hoch über den Wald hinaus, sein Gipfel ist aber nur durch schwierige Kletterei zu erklimmen. Ein Wanderweg führt zum Fuß des Felsen, von der Forststraße aus ist er gut zu sehen. | 25 5 × 5                 | Typ: Felsturm/-nadel Art: Dolomitstein                                                                                 | Hanganriss/Felswand            | bedeutend          | Naturdenkmal, Landschaftsschutzgebiet, Naturpark              |                                 |
| Breitenstein SE von Königstein                                   | weitere Bilder | 371R038   | Königstein Position                         | Nördliche Frankenalb            | Das Waldstück hinter der Kapelle mündet unmittelbar in eine steile Felswand aus Frankendolomit, die als Kletterwand dient. Besonders auffällig an dem Felsgebilde sind zwei säulenartige Türmchen. | 300 30 × 10              | Typ: Felsturm/-nadel Art: Dolomitstein                                                                                 | Hanganriss/Felswand            | bedeutend          | Landschaftsschutzgebiet, Naturpark                            |                                 |
| Breitensteiner Männl bei Breitenstein                            | weitere Bilder | 371R039   | Königstein Position                         | Nördliche Frankenalb            | Das von der Straße aus einsehbare Felsgebilde aus Frankendolomit steht auf Privatgrund und ist daher nicht direkt zugänglich. Die Form des freistehenden Dolomitfelsens erinnert an eine Figur. | 28 7 × 4                 | Typ: Felsturm/-nadel Art: Dolomitstein                                                                                 | Hanganriss/Felswand            | bedeutend          | Landschaftsschutzgebiet, Naturpark                            |                                 |
| Thorstein E von Königstein                                       |                | 371R040   | Königstein Position                         | Nördliche Frankenalb            | Im Gipfelbereich des Thorsteins finden sich markante, schöne Felsgruppen aus Frankendolomit, die allerdings von den umgebenden Bäumen überragt werden. Einer der Felsen zeigt eine auffällige Hohlkehle nahe dem Felsfuß. | 1000 50 × 20             | Typ: Felswand/-hang, Karst-Halbh./Naturbrücke Art: Dolomitstein                                                        | Hanganriss/Felswand            | geringwertig       | Naturdenkmal, Naturpark                                       |                                 |
| Parasol NE von Krottensee                                        |                | 371R041   | Auerbach in der Oberpfalz Position          | Nördliche Frankenalb            | Bei den Parasolfelsen (auch Prapluie) handelt sich um zwei benachbarte jeweils etwa 8 m hohe Dolomitfelsen, die beide die bizarre Form eines Pilzes besitzen. Sie bestehen aus dickbankigen Frankendolomit, wobei der Stiel deutlich kleinstückiger geklüftet und damit nicht so verwitterungsbeständig ist wie der Hut. Auch die benachbarte Felswand zeigt auf gleicher Höhe eine ausgeprägte Hohlkehle als Vorstadium eines Pilzfelsens. Die Felsgruppe ist über einen Wanderweg erreichbar. | 9 3 × 3                  | Typ: Felsturm/-nadel Art: Dolomitstein                                                                                 | Hanganriss/Felswand            | geringwertig       | Naturdenkmal, Landschaftsschutzgebiet, Naturpark              |                                 |
| Felsenlabyrinth S von Sackdilling                                |                | 371R042   | Königstein Position                         | Nördliche Frankenalb            | Das Felsenlabyrinth bei Sackdilling besteht aus einer großen Gruppe von eindrucksvollen Dolomitfelsen. Unterhalb liegen zahlreiche große Blöcke. In den Felsen befinden sich mehrere kurze Karsthöhlen, z. B. das Kleine Bauernloch (A042, ca. 35 m Ganglänge) und das Große Bauernloch (A133, etwa 50 m Ganglänge). Ein markierter Wanderweg führt durch das Felsenlabyrinth. | 60000 400 × 150          | Typ: Felsgruppe, Felsblock, Karst-Horizontalhöhle Art: Dolomitstein                                                    | Hanganriss/Felswand            | bedeutend          | kein Schutzgebiet                                             |                                 |
| Sulzfelsen SE von Bärnhof                                        |                | 371R043   | Königstein Position                         | Nördliche Frankenalb            | Felskuppe mit insgesamt vier großen Felsgruppen, bestehend aus massigem, stark löchrigem Dolomit. An der Basis der Felsen finden sich mehrere kleine Karsthöhlen. Besonders markant sind zwei kurze Durchgangshöhlen bzw. Naturbögen. | 60000 300 × 200          | Typ: Felsburg, Karst-Horizontalhöhle Art: Dolomitstein                                                                 | Felshang/Felskuppe             | bedeutend          | Landschaftsschutzgebiet, Naturpark                            |                                 |
| Teufelsstein am Kreuzberg NW von Mülles                          | weitere Bilder | 371R044   | Hahnbach Position                           | Oberpfälzer Grundgebirgsvorland | Der Teufelsstein am Kreuzberg ist ein so genannter Kallmünzer, ein Reliktgestein der ehemaligen Kreideüberdeckung. Die sandigen Kreidesedimente wurden stellenweise kieselig gebunden. So entstanden sehr harte Quarzsandsteine, die der Verwitterung wesentlich besser widerstanden als die umgebenden und unterlagernden Gesteine. Schließlich blieben sie als Einzelblöcke auf wesentlich älteren Gesteinen (hier Dogger) erhalten. Viele Kallmünzerblöcke wurden im Quartär durch Bodenfließen noch verlagert. | 9 3 × 3                  | Typ: Felsblock, Reliktgesteine Art: Sandstein                                                                          | Block                          | bedeutend          | Naturdenkmal                                                  |                                 |
| Kallmünzer Teufelssattelpferd NE von Weißenberg                  |                | 371R045   | Edelsfeld Position                          | Nördliche Frankenalb            | Das Teufelssattelpferd ist ein eigenartig geformter Kallmünzerblock, der hier im Bereich von Kreidesedimenten auf Unterem Malm liegt. Kallmünzer sind verkieselte Sandsteinblöcke, die als Reste einer ehemals weiter verbreiteten Kreidesedimentschicht übrig geblieben sind. Dieser Kallmünzer hat eine ungewöhnliche, sattelartige Form mit mehreren rinnenartigen Vertiefungen. Der Sage nach diente der Stein dem Teufel als Pferd. | 2 2 × 2                  | Typ: Felsblock Art: Sandstein                                                                                          | Block                          | bedeutend          | Naturdenkmal                                                  |                                 |
| Königsteiner Polje                                               |                | 371R046   | Königstein Position                         | Nördliche Frankenalb            | Königstein liegt am Rande eines etwa 5 km langen und bis 1 km breiten, langgestreckten Talkessels, der von bewaldeten Höhen aus Frankendolomit umgeben ist. Es handelt sich dabei um ein fossiles Polje (große Karsthohlform ohne oberirdischen Abfluss) aus der Kreidezeit. Im Talkessel lagern sich mächtige Kreidesedimente ab (Michelfelder Schichten) mit Farbocker, der bis in die Nachkriegszeit an vielen Stellen als Farberden abgebaut wurde. Guten Überblick über das Polje hat man von Felsen in Loch. | 1500000 5000 × 300       | Typ: Polje Art: Sand, Ton                                                                                              | kein Aufschluss                | wertvoll           | Landschaftsschutzgebiet, Naturpark                            |                                 |
| Felshang am Schafberg S von Loch                                 |                | 371R047   | Königstein Position                         | Nördliche Frankenalb            | Direkt hinter der Ortschaft Loch am Nordhang des Schafberges erhebt sich eine markante Felswand aus Frankendolomit (dickbankige Algen-Schwamm-Riffkalke). Vom Gipfel des Felsen hat man einen schönen Blick über das Königsteiner Polje. Am Fuß der Wand und am Hang unterhalb liegen große Versturzblöcke. Die Spalthöhle am Fuß der Felswand (Privatgrund, Höhle nicht zugänglich) gab dem Ort seinen Namen. In der ca. 250 m langen Höhle wurden archäologische Funde gemacht. | 8000 100 × 80            | Typ: Felswand/-hang, Karst-Halbh./Naturbrücke Art: Dolomitstein                                                        | Felshang/Felskuppe             | bedeutend          | Landschaftsschutzgebiet, Naturpark                            |                                 |
| Dolomitfelsen am Steinberg E von Königstein                      | weitere Bilder | 371R048   | Königstein Position                         | Nördliche Frankenalb            | Der Steinberg besteht aus einer Gruppe großer, meist langgestreckter Felsen aus Frankendolomit. Allseits hangabwärts schließen sich Felder mit zahlreichen Sturzblöcken an. Der Frankendolomit zeigt sich in seiner typischen löchrigen Anwitterung, teilweise enthält er weiße Hornsteinknollen (in Lagen angeordnet). In den Felsen lassen sich zahlreiche Karsterscheinungen wie Kleinhöhlen und Abris beobachten. Ein Wanderweg führt kreuz und quer durch die reizvolle Felslandschaft. | 100000 400 × 250         | Typ: Felsgruppe, Karst-Halbh./Naturbrücke Art: Dolomitstein                                                            | Felshang/Felskuppe             | bedeutend          | Landschaftsschutzgebiet, Naturpark                            |                                 |
| Steinerne Stadt im Wellucker Wald NW von Königstein              | weitere Bilder | 371R049   | Auerbach in der Oberpfalz Position          | Nördliche Frankenalb            | Die Steinerne Stadt ist ein eindrucksvolles Ensemble aus Dolomitfelsen, die stark geklüftet sind und so in einzelne Felstürme zerfallen. Besonders markant sind zwei pilzförmige Felstürme (Zwei-Brüder-Felsen), an denen sich das unterschiedliche Verwitterungsverhalten einzelner Horizonte des dickbankigen Frankendolomits zeigt. Auch viele der weiteren Felsen zeigen im Horizont der Pilzstiele Hohlkehlen. Das Areal ist durch einen Rundwanderweg erschlossen und wird als Klettergarten genutzt. | 37500 250 × 150          | Typ: Felsgruppe, Felsturm/-nadel, Felswand/-hang Art: Dolomitstein                                                     | Felshang/Felskuppe             | bedeutend          | Landschaftsschutzgebiet, FFH-Gebiet, Naturpark                |                                 |
| Kallmünzerfeld am Steinberg NW von Ziegelhütte                   | weitere Bilder | 371R050   | Hirschbach Position                         | Nördliche Frankenalb            | Am Südausläufer des Steinberges sind besonders viele Kallmünzerblöcke zu finden. Die Blöcke sind Zeugen einer kreidezeitlichen Sedimentüberdeckung (Relikte der Michelfelder Schichten?). Die terrestrischen Sande wurden verkieselt, sind daher besonders verwitterungsresistent und haben sich so als einzelne, meist umgelagerte Blöcke erhalten. Der größte Block (Zyprianstein) wiegt mehr als 100 Tonnen und hat 16 m Umfang. Das Areal ist über einen Fußweg von WSW erreichbar (Hinweis an Forststraße). | 10000 100 × 100          | Typ: Reliktgesteine, Felsblock, Härtling Art: Sandstein                                                                | Block                          | bedeutend          | Landschaftsschutzgebiet, Naturpark                            |                                 |
| Doline und Windloch W von Buchhof (A15)                          |                | 371R051   | Hirschbach Position                         | Nördliche Frankenalb            | Mitten in einem Feld, von Bäumen umgeben, liegt die 16 m lange und 12 m breite tiefgründige Doline, an die sich unmittelbar eine canyonartige Spaltenhöhle (Ganglänge 28 m) anschließt. Die Höhle – Windloch oder auch Winterloch bzw. Schneeloch – endet 27 m unter dem Dolinenrand in einem verschwemmten Schluckloch. An den Wänden ist hornsteinreicher Frankendolomit aufgeschlossen. | 192 16 × 12              | Typ: Doline, Karst-Schachthöhle Art: Dolomitstein                                                                      | Doline/Erdfall                 | bedeutend          | Landschaftsschutzgebiet, Naturpark                            |                                 |
| Dolomitfelsen mit Brünlingsloch (A62) SE von Lockenricht         | weitere Bilder | 371R052   | Neukirchen bei Sulzbach-Rosenberg Position  | Mittlere Frankenalb             | Die Gipfelkuppe des Brünlingsberges besteht aus einer Gruppe von Dolomitfelsen (Brünlingsfelsen), die das typisch löchrige Erscheinungsbild des Frankendolomits zeigen. Am Fuß eines markanten Felsturmes, auf der NW-Seite des Hanges, öffnet sich eine horizontale Karsthöhle, das Brünlingsloch (A62 – früher auch als Kasparhöhle bezeichnet), von etwa 15 m Länge mit Deckenkolken und geringer Versinterung. | 10000 100 × 100          | Typ: Felswand/-hang, Karst-Horizontalhöhle Art: Dolomitstein                                                           | Felshang/Felskuppe             | geringwertig       | Naturdenkmal, FFH-Gebiet, Naturpark                           |                                 |
| Neutrasfelsen W von Neutras                                      | weitere Bilder | 371R053   | Etzelwang Position                          | Nördliche Frankenalb            | Der Neutrasfelsen, ein hoch aufragendes Felsenareal aus Frankendolomit, ragt über die Baumgipfel des umgebenden Waldes heraus. Der Felsgipfel kann über Trittspuren auf der Westseite erstiegen werden (Trittsicherheit erforderlich!) und bietet einen guten Ausblick über die Kuppenalb. Am Nordhang des Felsens öffnet sich der Eingang zu einer Spalthöhle (Bettelküche oder Neutrashöhle A89). | 4000 80 × 50             | Typ: Felswand/-hang, Karst-Horizontalhöhle Art: Dolomitstein                                                           | Felshang/Felskuppe             | bedeutend          | Naturdenkmal, Bodendenkmal, Landschaftsschutzgebiet           |                                 |
| Kallmünzerblöcke NE von Aschach                                  |                | 371R054   | Freudenberg Position                        | Oberpfälzer Grundgebirgsvorland | Auf freiem Feld liegen hier drei Kallmünzerblöcke. Kallmünzer sind Reliktgesteine aus der Kreide. Ein Teil der ehemaligen Überdeckung mit Kreidesedimenten wurde später durch Kieselsäure zu hartem, extrem verwitterungsresistenten Sandstein verkittet. Einzelne Blöcke – die sogenannten Kallmünzer – sind als letzte Reste noch erhalten. Sie liegen jetzt auf älterer Unterlage, hier auf Opalinuston aus dem Dogger (Jura). Oftmals sind sie im Eiszeitalter durch Bodenfließen transportiert worden. | 3 2 × 2                  | Typ: Reliktgesteine Art: Sandstein                                                                                     | Block                          | bedeutend          | Naturdenkmal                                                  |                                 |
| Hussitenloch (Doline) W von Ursensollen                          |                | 371R055   | Ursensollen Position                        | Mittlere Frankenalb             | Das Hussitenloch ist eine große, weite Doline (bzw. kleine Karstwanne) mit einem ebenen Boden und teils steilen, teils flacheren Hängen. Da der Rand und die Hänge der Doline mit Bäumen bestanden sind, kommt die morphologische Form dieser typischen Karsthohlform im Gelände wenig zur Geltung. | 4800 80 × 60             | Typ: Doline Art: Kalkstein                                                                                             | kein Aufschluss                | bedeutend          | Naturdenkmal, Landschaftsschutzgebiet, Naturpark              |                                 |
| Felswand mit Höhlen SSE von Götzendorf                           |                | 371R056   | Illschwang Position                         | Mittlere Frankenalb             | Die steilen Felsen aus Frankendolomit sind amphitheaterartig angeordnet. In der Verwitterung zeigt das Gestein ein typisches löchriges Aussehen. In den Felsen finden sich mehrere kleine Höhlen (u. a. Fritzenloch E-006 und Fritzenberg-Grotte E-090). Besonders auffällig ist der Höhleneingang zum Fritzenloch im rechten Wandbereich. An den großen Eingang schließt sich eine 12 m lange und 4 m breite Halle an, die in einem kurzen Horizontalgang endet. | 1000 50 × 20             | Typ: Felswand/-hang, Karst-Horizontalhöhle Art: Dolomitstein                                                           | Hanganriss/Felswand            | bedeutend          | Naturdenkmal                                                  |                                 |
| Dolomitfelsen mit Höhlen am Lochberg NE von Blechhof             |                | 371R057   | Neukirchen bei Sulzbach-Rosenberg Position  | Mittlere Frankenalb             | In der Felswand aus Frankendolomit, die am Westhang des Lochberges eine markante Stufe bildet, finden sich zwei Höhlen – das Große und Kleine Hundsloch (A-135 und A-136). Das Große Hundsloch besteht aus einem großen Gewölbe (Eingang ca. 16 m Breite) mit Felsenkammern. Es öffnet sich im Hintergrund eines Einbruchsgrabens, der vermutlich vor langer Zeit durch Versturz von Höhlenteilen entstand. Das Kleine Hundsloch ist ein etwa 20 m langer leicht versinterter Horizontalgang. | 800 40 × 20              | Typ: Felswand/-hang, Karst-Horizontalhöhle Art: Dolomitstein                                                           | Hanganriss/Felswand            | bedeutend          | Naturdenkmal, Naturpark                                       |                                 |
| Guckerlochfelsen E von Michelfeld                                | weitere Bilder | 371R058   | Auerbach in der Oberpfalz Position          | Nördliche Frankenalb            | Der Guckerlochfelsen bildet den steilen, südlichen Talhang des Flembachtales W von Michelfeld. Die Felswand aus Frankendolomit ist von der 17 m langen Durchgangshöhle Guckerloch (oder auch Guggerloch, A-044) durchzogen. Westlich unterhalb des Guckerlochs öffnen sich in der steilen Felswand weitere kurze Karsthöhlen. Der Felsen soll früher Standort einer Burg gewesen sein. | 500 50 × 10              | Typ: Felswand/-hang, Karst-Horizontalhöhle Art: Dolomitstein                                                           | Hanganriss/Felswand            | geringwertig       | Naturdenkmal, Naturpark                                       |                                 |
| Felsen am Speckbach ENE von Saaß                                 | weitere Bilder | 371R059   | Auerbach in der Oberpfalz Position          | Nördliche Frankenalb            | Das Nordufer des Speck-Baches ist hier gesäumt von zahlreichen Felsen und Felstürmen aus typischem Frankendolomit. Ein Teil der Felsen steht unmittelbar am Waldrand, weitere Dolomitfelsen sind im anschließenden Wäldchen anzutreffen. In den Felswänden öffnen sich mehrere Karsthöhlen, das Felslindl mit 110 m Gesamtganglänge (A54) sowie die Höhle A93 westlich davon. Die Höhlen und einzelne Felsen sind als Naturdenkmäler ausgewiesen. Die Felsen werden als Kletterfelsen genutzt. | 2500 250 × 10            | Typ: Felswand/-hang Art: Dolomitstein                                                                                  | Hanganriss/Felswand            | bedeutend          | Naturpark, Naturdenkmal                                       |                                 |
| Karstlandschaft am Sternsteinberg W von Sulzbach-Rosenberg       |                | 371R060   | Sulzbach-Rosenberg Position                 | Mittlere Frankenalb             | Der Sternsteinberg westlich von Sulzbach-Rosenberg bildet einen markanten, bewaldeten Härtlingsrücken. Der teils gebankte, teils massige Frankendolomit bildet Felsabbrüche von bis zu 20 m Höhe und zeigt vielerorts Karsterscheinungen. Unter anderem befindet sich im nordwestlichen Bereich des Höhenrückens eine kleine Höhle. Den Westrand bildet ein sehr schön freigestelltes Schwammriff. | 75000 500 × 150          | Typ: Felsgruppe Art: Dolomitstein                                                                                      | Höhle                          | wertvoll           | Landschaftsschutzgebiet                                       |                                 |
| Höhlen am Lenzenberg SE von Peilstein                            | weitere Bilder | 371R061   | Neukirchen bei Sulzbach-Rosenberg Position  | Mittlere Frankenalb             | Südöstlich von Peilstein sind am Lenzenberg durch einen Wanderweg (Höhlensteig) mehrere Kleinhöhlen touristisch erschlossen. Der anstehende Frankendolomit bildet am nördlichen Hang eine markante Geländestufe. Im Bereich des gebankten Dolomit zeigen sich besonders viele Karsterscheinungen. Der massige Dolomit enthält zahlreiche Hohlräume, die gelegentlich Dolomitkristalle enthalten. Teile des Geländes stehen als Naturdenkmal, die Höhlen Geiskirche (A96) und Bärenloch (A63) zudem als Bodendenkmal (Denkmal Nr. D-3-6435-0109 bzw. D-3-6435-0110) unter Schutz. | 80000 800 × 100          | Typ: Felsgruppe Art: Dolomitstein                                                                                      | Felshang/Felskuppe             | wertvoll           | Naturdenkmal, Bodendenkmal, Naturpark                         |                                 |
| Kallmünzer NNW von Pruihausen                                    |                | 371R062   | Königstein Position                         | Nördliche Frankenalb            | Die Sandsteine der Kreidezeit weisen in aller Regel eine relativ schwache Kornbindung auf. Deshalb verwittern diese relativ schnell. Lokal kam es in den Kreisesandsteinen jedoch zu einer Imprägnation mit Kieselsäure, die zur Bildung von sehr harten und sehr verwitterungsresistenten quarzitsch gebundenen Sandsteinen (Quarziten) führte. Während die umliegenden mürben Sandsteine verwittern, bleiben diese zähen Quarzsandsteine als Verwitterungsreste auf der Erdoberfläche liegen. Nach dem Ort Kallmünz (an der Mündung der Vils in die Naab) wurden diese isolierten Blöcke als Kallmünzer benannt. Der Kallmünzer am Waldrand NNW von Pruihausen ist etwa 3,5 × 1,5 × 1,5 m groß. | 5 4 × 2                  | Typ: Reliktgesteine, Gesteinsart Art: Quarzsandstein                                                                   | Block                          | bedeutend          | Landschaftsschutzgebiet, Naturpark                            |                                 |
| Kallmünzer von Seiboldsricht                                     |                | 371R063   | Vilseck Position                            | Nördliche Frankenalb            | Die Sandsteine der Kreidezeit weisen in aller Regel eine relativ schwache Kornbindung auf. Deshalb verwittern diese verhältnismäßig schnell. Lokal kam es in den Kreisesandsteinen jedoch zu einer Imprägnation mit Kieselsäure, die zur Bildung von sehr harten und sehr verwitterungsresistenten quarzitsch gebundenen Sandsteinen (Quarziten) führte. Während die umliegenden mürben Sandsteine verwittern, bleiben diese zähen Quarzsandsteine als Verwitterungsreste auf der Erdoberfläche liegen. Ursprünge des Wortes Kallmünzer sind „Kalminzer“, „Kulmitzer“ oder „Kalmünzer“. Wie das Wort Kulm sind diese Wörter slawischen Ursprungs. Der Kallmünzer von Seiboldsricht ist insoweit kein für den Raum Vilseck typischer Kallmünzer, da er keine braune Verwitterungskruste trägt, sondern eine frische Oberfläche hat. | 2 2 × 2                  | Typ: Reliktgesteine, Gesteinsart, Schichtfolge Art: Quarzsandstein                                                     | Block                          | bedeutend          | kein Schutzgebiet                                             |                                 |
| Vogelherdgrotte ENE von Krottensee                               | weitere Bilder | 574H002   | Auerbach in der Oberpfalz Position          | Nördliche Frankenalb            | Die geräumige Durchgangshöhle liegt im Staatswald, etwa 2,5 km ostnordöstlich von Krottensee und ist über Wanderwege erreichbar. Sie erfährt eine starke Freizeitnutzung. | 288 18 × 16              | Typ: Karst-Horizontalhöhle, Felswand/-hang Art: Dolomitstein                                                           | Höhle                          | bedeutend          | Naturdenkmal, Landschaftsschutzgebiet, FFH-Gebiet             |                                 |
| Schichtstufe bei Höhengau                                        |                | 371R064   | Hahnbach Position                           | Oberpfälzer Grundgebirgsvorland | Zwischen Mimbach im Norden und Ursulapoppenricht im Süden bilden die Rhät-Lias-Übergangsschichten eine eindrucksvolle Steilstufe von etwa zwölf bis 15 Metern Höhe aus (Bild 1). An ihrem Westfuß haben sich teils Blockhalden gebildet. An einigen Stellen waren die an der Abbruchkante aufgeschlossenen Sandsteine Ziel von Abbautätigkeiten geringeren Umfangs. Der Sandstein zeigt teilweise die typische wabenförmige Verwitterung (Bild 2). Ein besonders großer Block wurde zur Kehlkapelle gestaltet (Bild 3). Ob auch die gelegentlich auftretenden Einschlüsse von Limonit Anlass zu Gewinnungstätigkeiten gaben, ist nicht bekannt (Bild 4). Ein zwischen dem Gebenbach und der Abbruchkante hangparallel verlaufender Wanderweg (Amberger Weg) erschließt den gesamten Verlauf der Steilstufe. | 324000 3.600 x 90        | Typ: Schichtstufe Art: Sandstein                                                                                       | Hanganriss/Felswand            | wertvoll           | kein Schutzgebiet                                             |                                 |
| Ehemaliger Steinbruch ESE von Schellhof                          |                | 372A001   | Rötz Position                               | Naabgebirge                     | Der ehemalige Steinbruch (jetzt Straßenböschung) liegt in der Grenzzone des Neunburger Granits gegen Cordieritgneis und einem leicht verflaserten Granit vom Typ Oberviechtach. Der Neunburger Granit durchsetzt mit seinen Gängen die beiden Nebengesteine. | 2500 250 × 10            | Typ: Kontakt, Gesteinsart Art: Granit, Gneis                                                                           | Steinbruch                     | wertvoll           | Landschaftsschutzgebiet, Naturpark                            |                                 |
| Ehem. Steinbruch am Blätterberg SE von Furth im Wald             |                | 372A003   | Furth im Wald Position                      | Hoher Bogen                     | In dem Waldstück östlich des Weilers Blätterberg (am Südostende des Blätterberges) liegen zwei aufgelassene (und stark zugewachsene) Aufschlüsse in Amphiboliten der Scherzone des Hohen Bogens. Derzeit gibt es keine frischen Aufschlüsse. Die Metabasite gehören zur Gabbroamphibolitmasse von Neukirchen-Kdyne, die der tektonischen Einheit des Tepla-Barrandiums (Bohemikum) zugerechnet wird. | 3000 100 × 30            | Typ: Gesteinsart Art: Amphibolit                                                                                       | Steinbruch                     | geringwertig       | Naturpark                                                     |                                 |
| Steinbruch am Daberg N von Ochsenweide                           |                | 372A006   | Furth im Wald Position                      | Hoher Bogen                     | Der Steinbruch am Daberg erschließt im westlichen und mittleren Abschnitt Teile eines großen Gabbrostocks und Gabbro-Apophysen (Metagabbros mit Amphibolit-Hornfelsschollen). Im Osten treten Glimmerschiefer zu Tage. Die Metabasite mit ihrem Nebengestein gehören zur Gabbroamphibolitmasse von Neukirchen-Kdyne, die der tektonischen Einheit des Tepla-Barrandiums (Bohemikum) zugerechnet wird. | 60000 300 × 200          | Typ: Gesteinsart Art: Meta, Gabbro, Glimmerschiefer, Amphibolit                                                        | Steinbruch                     | bedeutend          | Landschaftsschutzgebiet                                       |                                 |
| Bahneinschnitt ENE von Seuchau                                   |                | 372A007   | Furth im Wald Position                      | Hoher Bogen                     | In den Bahneinschnitten bei Seuchau (östlich des Tunnels) ist Amphibolit aufgeschlossen. Dieser Amphibolit gehört zu der Amphibolit(mylonit)einheit der Scherzone des Hohen Bogens am Rand der Gabbroamphibolitmasse von Neukirchen-Kdyne. | 200 20 × 10              | Typ: Gesteinsart Art: Amphibolit                                                                                       | Böschung                       | geringwertig       | Landschaftsschutzgebiet, Naturpark                            |                                 |
| Aufschluss E von Hindelmühle                                     |                | 372A008   | Stamsried Position                          | Hinterer Oberpfälzer Wald       | Die Aufschlüsse an der Hindelmühle zeigen scharf geplättete blastomylonitische Gneise, zusammen mit einem verflaserten hellen Granit, in den ein Lamprophyrgang eingeschaltet ist. Der Aufschluss befindet sich im Garten eines Privathauses. | 75 15 × 5                | Typ: Gesteinsart Art: Blastomylonit                                                                                    | Böschung                       | bedeutend          | Landschaftsschutzgebiet, Naturpark                            |                                 |
| Sandgrube NW von Mitterkreith                                    |                | 372A010   | Roding Position                             | Bodenwöhrer Senke               | In der ehemaligen Sandgrube sind stark verwitterte Sandsteine (weißlicher bis gelber mürber Quarzgrobsandstein) aufgeschlossen. Eine markante stärker verfestigte, häufig stark eisenhaltige Schicht (Grenzbank/Transgressionsbank), zeigt zahlreiche Fossilien, die auf marines Milieu weisen (z. B. angebohrte Muschelschalen). Ein Teil der Grube ist rekultiviert, der Mittelteil bietet derzeit aber noch gute Aufschlussverhältnisse. | 1000 50 × 20             | Typ: Gesteinsart, Schichtfolge, Tierische Fossilien Art: Sand                                                          | Kiesgrube/Sandgrube            | wertvoll           | Landschaftsschutzgebiet, Naturpark                            |                                 |
| Steinbruch E von Strahlfeld                                      |                | 372A011   | Stamsried Position                          | Hinterer Oberpfälzer Wald       | Der Steinbruch liegt im Bereich der markanten Pfahlstörungszone, die in der Erdgeschichte mehrfach aktiv war und hier am Rand der Bodenwöhrer Senke Kristallin des Oberpfälzer Waldes von Kreidesedimenten trennt. Im Steinbruch aufgeschlossen sind tektonisierte moldanubische Granite und Gneise. Die teilweise intensiv rot gefärbten Gesteine sind meist stark verwittert und mürb. Im Steinbruch wurde zur Erkundung der Pfahlstörung eine Bohrung abgeteuft, die kreidezeitliche Sedimente erbohrt hat. | 3500 70 × 50             | Typ: Gesteinsart, Störung Art: Granit, Gneis, Mylonit                                                                  | Steinbruch                     | bedeutend          | Landschaftsschutzgebiet, Naturpark                            |                                 |
| Ehemaliger Steinbruch am Weinberg NW von Cham                    |                | 372A012   | Cham Position                               | Hinterer Oberpfälzer Wald       | In dem ehemaligen Steinbruch wurde Katzberggranit, ein feinkörniger Zweiglimmergranit, abgebaut. In den Granit eingeschaltet sind Schollen diatektischer Gneise. Im Bereich von tektonischen Störungen ist der Granit blastomylonitisch überprägt. Der Steinbruch ist derzeit weitgehend von Bewuchs freigestellt und erlaubt guten Blick auf das Gestein (Steinbruchsohle ist Wiese, spärlicher Bewuchs an den Rändern.) | 9375 125 × 75            | Typ: Gesteinsart Art: Granit                                                                                           | Steinbruch                     | bedeutend          | Naturpark                                                     |                                 |
| Ehemaliger Sandsteinbruch S von Oberkreith                       |                | 372A013   | Roding Position                             | Bodenwöhrer Senke               | Im Landkreis Cham gibt es generell nur sehr wenige Aufschlüsse in Sandstein. Die wenigen Vorkommen, auch wenn die Aufschlüsse weitgehend verwachsen sind, sind daher wichtige Zeugen der Erdgeschichte (und der kreidezeitlichen Sedimententwicklung). Im Bereich von Oberkreith sind die kreidezeitlichen Bausande zu einem Sandstein verfestigt, der früher als Oberkreither Werksandstein gewonnen wurde. | 8 4 × 2                  | Typ: Gesteinsart Art: Sandstein                                                                                        | Kiesgrube/Sandgrube            | bedeutend          | Naturpark                                                     |                                 |
| Ehem. Steinbruch Blaubergsee NW von Runding                      |                | 372A014   | Runding Position                            | Hinterer Bayerischer Wald       | Im Bereich des Blauberges wird seit mehr als einem Jahrhundert Granit abgebaut. Dieser ehemalige Steinbruch erschloss einen grobkörnigen Granit, der von jüngeren Feinkorngranitgängen durchsetzt wird. Die Aufschlussverhältnisse sind allerdings inzwischen nicht mehr sehr gut: ein Großteil der Wände ist wegen des Blaubergsees nicht mehr zugänglich, darüber hinaus sind die Wände meist stark mit Flechten und Algen bewachsen, Der Blauberggranit ist also selten frisch zu sehen. | 6250 125 × 50            | Typ: Gesteinsart Art: Granit                                                                                           | Steinbruch                     | bedeutend          | Landschaftsschutzgebiet, Naturpark                            |                                 |
| Aufschluss am Regen zwischen Chamerau und Göttling               |                | 372A015   | Runding Position                            | Hinterer Bayerischer Wald       | Entlang der Bahnlinie sind an der steilen Hangböschung Gneise aufgeschlossen, die durch die tektonischen Bewegungen entlang der Rundiger Scherzone verändert wurden. Das alte Gneisgefüge ist diskordant von Blastomyloniten durchsetzt. Die Aufschlüsse sind über einen Fußweg, der parallel zur Bahn auf der Südwestseite der Bahngleise entlang führt, zugänglich. | 60 3 × 20                | Typ: Störung, Gesteinsart Art: Blastomylonit                                                                           | Böschung                       | bedeutend          | Landschaftsschutzgebiet, Naturpark                            |                                 |
| Aufschlüsse am Schlossberg Runding                               |                | 372A016   | Runding Position                            | Hinterer Bayerischer Wald       | Mehrere kleine Aufschlüsse am Schlossberg zeigen Blastomylonite der Rundinger Bewegungszone, die das alte Gneisgefüge diskordant durchsetzen. Zugängliche Aufschlüsse (wenn auch etwas zugewachsen und verstürzt) finden sich z. B. im Bereich des Burggrabens. | 55 11 × 5                | Typ: Gesteinsart, Störung Art: Blastomylonit                                                                           | Hanganriss/Felswand            | bedeutend          | Naturpark                                                     |                                 |
| Ehemalige Abbaustellen am Kleinenzenrieder Pfahl                 |                | 372A017   | Rötz Position                               | Hinterer Oberpfälzer Wald       | In dem Wald bei Kleinenzenried verbergen sich mehrere Pfahlquarzabbaustellen des Kleinenzenrieder Nebenpfahls – einer Störungs- und Bewegungszone mit Gangquarzen, die mehr oder weniger parallel zur Störungszone des Bayerischen Pfahls verläuft. Die alten Abbauwände sind wegen Wasseransammlungen nicht mehr zugänglich, in Haldenhügeln ist der Pfahlquarz aber noch sichtbar. | 8750 175 × 50            | Typ: Gesteinsart Art: Gangquarz                                                                                        | Steinbruch                     | bedeutend          | Landschaftsschutzgebiet, Naturpark                            |                                 |
| Alter Asbestschurf E von Rimbach                                 |                | 372A026   | Rimbach Position                            | Hoher Bogen                     | Von dem ehemaligen Asbestabbau (und etwaigen Aufschlüssen) ist nicht mehr viel zu sehen. Der bis vor kurzem noch sichtbare Graben ist wegen dichten Bewuchses und Waldarbeiten fast verschwunden (schwer zu finden). Nur direkt unterhalb am Wanderweg Nr. 7 ist noch eine offene Halde anzutreffen, mit Lesesteinen aus Serpentinit in typischer Ausbildung, von Asbestadern durchfasert. Das Serpenitintvorkommen markiert die Grenze zwischen moldanubischen Gneisen und den Amphiboliten des Hohen Bogens. | 64 16 × 4                | Typ: Mineralien, Steinbruch/Grube, Halde Art: Serpentinit                                                              | Schurf                         | bedeutend          | Landschaftsschutzgebiet, FFH-Gebiet, Naturpark                |                                 |
| Ehemaliger Steinbruch N von Blasihof                             |                | 372A031   | Furth im Wald Position                      | Hoher Bogen                     | In der Sohle des ehemaligen Granit-Steinbruchs Blasihof liegt heute ein See. Das ehemalige Steinbruchgelände ist heute in einen Wildpark integriert. | 2500 100 × 25            | Typ: Gesteinsart Art: Granit                                                                                           | Steinbruch                     | bedeutend          | Landschaftsschutzgebiet, Naturpark                            |                                 |
| Ehemaliger Steinbruch E von Lambach                              |                | 372A035   | Lam Position                                | Hinterer Bayerischer Wald       | In dem ehemaligen Steinbruch sind Osserquarzit und Glimmerschiefer aufgeschlossen. In Klüften sind Schwefelkiesbestege, im Gefüge Relikte von Ottrelith, Staurolith und Granat zu finden. Der Steinbruch ist aufgeforstet und inzwischen großteils zugewachsen – die Aufschlussverhältnisse sind entsprechend schlecht. | 450 15 × 30              | Typ: Gesteinsart Art: Quarzit, Glimmerschiefer                                                                         | Steinbruch                     | bedeutend          | Landschaftsschutzgebiet, Naturpark                            |                                 |
| Felsbuckel am Südhang des Heiling N von Treitersberg             |                | 372A036   | Wald Position                               | Regensburger Wald               | Am Südhang des Heilingholzes sind zahlreiche Härtlinge und Felsausbisse zu finden, die in der Riesen-Kontaktbrekzie von Kristallgranit I und Anatexit liegen. | 20 5 × 4                 | Typ: Kontakt, Felskuppe, Härtling Art: Granit, Anatexit                                                                | Felshang/Felskuppe             | bedeutend          | Landschaftsschutzgebiet, Naturpark                            |                                 |
| Aufschlüsse am Dachsbau E von Schweinsberg                       |                | 372A037   | Falkenstein Position                        | Regensburger Wald               | Im Bereich der Lokalität Dachsbau auf der Südwestseite des Schweinsberges steht wollsackverwitterter und stark vergruster Kristallgranit an. Über weite Bereiche ist der Granit so stark zersetzt, dass der Zersatz als Sand mit Kieskomponenten (Feldspatgrosskristalle) direkt abgebaggert werden kann. In diesem Zersatz schwimmen große rundliche Granitblöcke (kompakte Wollsäcke) bis zu 10 m Kantenlänge, bei denen der Verband der Kristalle noch nicht gelockert ist. | 2500 50 × 50             | Typ: Gesteinsart, Wollsackbildung Art: Granit, Granitgrus                                                              | Hanganriss/Felswand            | bedeutend          | Landschaftsschutzgebiet, Naturpark                            |                                 |
| Ehemaliger Steinbruch Heiderbügl E von Loibling                  |                | 372A040   | Roding Position                             | Regensburger Wald               | An der Wand des Steinbruches Heiderbügl ist ein feinkörniger Quarzglimmerdiorit-Gang zu erkennen, der eine noch feinkörnige Salbandfazies besitzt. Dieser magmatische Gangkörper intrudierte in anatektische Paragneise und grobporphyrischen Kristallgranit 1. Ein jüngerer Granit intrudiert auch den Quarzglimmerdiorit. Ein Teil des Bruches ist mit Erdaushubmaterial verfüllt, es gibt aber noch gute Aufschlüsse. | 1125 75 × 15             | Typ: Kontakt, Gesteinsart Art: Quarz, Diorit, Granit, Gneis                                                            | Steinbruch                     | bedeutend          | Landschaftsschutzgebiet, Naturpark                            |                                 |
| Südhang des Dechantberges SW von Trasching                       |                | 372A041   | Zell Position                               | Regensburger Wald               | Die Felspartien am Südhang des Dechantberges stellen die Typlokalität des Kristallgranits II dar (nach G. Fischer 1959). Er bildet bis 100 m breite Gänge, die km-lange Züge bilden können. Längs des nach Norden führenden Weges steht Kristallgranit I an, östlich im Wald der Kristallgranit II. | 2 2 × 1                  | Typ: Typlokalität Art: Granit                                                                                          | Hanganriss/Felswand            | wertvoll           | Landschaftsschutzgebiet, Naturpark                            |                                 |
| Sandgrube am Ochsenberg NW von Kiesried                          |                | 372A042   | Zell Position                               | Regensburger Wald               | Im Bereich der ehemaligen Sandgruben (verstürzt/zugewachsen) ist derzeit nur wenig zu sehen. Nur im Bereich einer frischen Entnahmestelle ist Granitgrus/Granitzersatz aufgeschlossen. Früher war hier ein schöner Aufschluss im autochthonen Grus des Kristallgranit I mit zahlreichen großen Kalifeldspat-Einsprenglingen (Karlsbader Zwillinge), die sich mühelos sammeln ließen. Darüber war pleistozän umgelagerter Rotlehm aufgeschlossen, der in Verwitterungstaschen 2 m tief in den Granit eingriff. | 160 20 × 8               | Typ: Gesteinsart, Fossiler Boden Art: Granit, Granitgrus, Lehm                                                         | Kiesgrube/Sandgrube            | bedeutend          | Landschaftsschutzgebiet, Naturpark                            |                                 |
| Aufschluss am Teufelsbuzn NE von Reichenbach                     |                | 372A044   | Walderbach Position                         | Regensburger Wald               | Der ehemalige Steinbruch in rötlichem Granit am Nordrand des Regentales am Ortsrand von Kienleiten im Bereich des geschützten Naturdenkmals Teufelsbuzn ist ziemlich zugewachsen. Neben dem Steinbruch an der Straße Richtung Walderbach befinden sich weitere Aufschlüsse. | 3300 110 × 30            | Typ: Gesteinsart Art: Granit                                                                                           | Steinbruch                     | bedeutend          | Landschaftsschutzgebiet, Naturpark                            |                                 |
| Blöcke im Schwarzhanselholz NW von Süssenbach                    |                | 372A046   | Wald Position                               | Regensburger Wald               | In diesem Raum ist eine ca. 1 km lange und 200 m bis 300 m breite Zone von Gneisbrekzie im Kristallgranit I ausgebildet. Bis haushohe Gneisblöcke und kleine Schollen schwimmen mit gegeneinander verdrehten tektonischen Daten im Kristallgranit I. Die Gneiseinschlüsse zeigen keine Auflösungserscheinungen oder sonstige Kontakterscheinungen. | 80 10 × 8                | Typ: Gesteinsart, Felsblock Art: Granit, Gneis                                                                         | Felshang/Felskuppe             | bedeutend          | Landschaftsschutzgebiet, Naturpark                            |                                 |
| Ehemaliger Granitbruch E von Walderbach                          |                | 372A047   | Walderbach Position                         | Regensburger Wald               | In dem seit langem aufgelassenen Steinbruch am Nordhang des Regetales steht rötlich gefärbter Kristallgranit II an, der hier teils mit, teils aber auch ohne Feldspatgroßkristalle in Erscheinung tritt. Der Granit zeigt ein relativ engständiges Trennflächengefüge. Während der Vegetationsperiode sind die Aufschlusswände schlecht zugänglich. | 1600 80 × 20             | Typ: Gesteinsart Art: Granit                                                                                           | Steinbruch                     | bedeutend          | Landschaftsschutzgebiet, Naturpark                            |                                 |
| Ehemalige Steinbrüche bei Regenpeilstein                         |                | 372A051   | Roding Position                             | Regensburger Wald               | Die großen Steinbrüche bei Regenpeilstein erschließen einen roten Granit mit seltenen Kalifeldspat-Einsprenglingen. Unter dem Einfluss der Pfahlstörungen ist der Granit hier bereits stark zerrüttet. | 2000 200 × 10            | Typ: Gesteinsart Art: Granit                                                                                           | Steinbruch                     | bedeutend          | Naturpark                                                     |                                 |
| Ehem. Steinbruch am Ochsenberg NE von Zell                       |                | 372A054   | Zell Position                               | Regensburger Wald               | In diesem Steinbruch konnte das relative Altersverhältnis Kristallgranit I zu Quarzglimmerdiorit und Kristallgranit II besonders gut erkannt werden. Heute ist die Aufschlusssituation in dem seit langem aufgelassenen Steinbruch schlecht, die Felswände sind in der Vegetationsperiode kaum noch zugänglich. | 800 80 × 10              | Typ: Kontakt, Gesteinsart Art: Granit, Diorit                                                                          | Steinbruch                     | bedeutend          | Landschaftsschutzgebiet, Naturpark                            |                                 |
| Ehemaliger Steinbruch E von Katzenrohrbach                       |                | 372A055   | Walderbach Position                         | Regensburger Wald               | Der aufgelassene Granitsteinbruch liegt am südlichen Steilufer des Regens. Die ehemalige inzwischen teilweise bewachsene Abbauwand fällt sehr steil ab (und ist daher schwierig zugänglich). Am Fuß der Wand ist das Gestein aber an großen Versturzblöcken aufgeschlossen. | 300 15 × 20              | Typ: Gesteinsart Art: Granit                                                                                           | Steinbruch                     | bedeutend          | Landschaftsschutzgebiet, Naturpark                            |                                 |
| Ehem. Steinbruch Himmelsleite N von Roßbach                      |                | 372A056   | Wald Position                               | Regensburger Wald               | Quarzglimmerdiorit intrudierte hier in einen älteren (anatektischen) grobkörnigen Granit. Jüngerer Ganggranit (Kristallgranit II) enthält gerundete Dioritschollen. Im ehemaligen Steinbruch befindet sich heute ein See. Die Aufschlusswände sind trockenen Fußes nicht mehr zugänglich. | 60000 400 × 150          | Typ: Kontakt, Gesteinsart Art: Granit, Diorit                                                                          | Steinbruch                     | bedeutend          | Landschaftsschutzgebiet, Naturpark                            |                                 |
| Ehemaliger Steinbruch bei Holzmühl                               |                | 372A057   | Michelsneukirchen Position                  | Regensburger Wald               | Der Aufschluss zeigt Lagen- und Faltenbau im anatektisch veränderten Cordieritgneis und im Bändergneis. In den Bändergneisen sind zahlreiche Kalksilikatlinsen mit schönen Reaktionshöfen eingelagert. Der seit langem aufgelassene Steinbruch ist inzwischen etwas zugewachsen, die Aufschlussverhältnisse nicht mehr sehr gut. | 125 25 × 5               | Typ: Gesteinsart, Metamorphes Gefüge Art: Cordierit, Sillimanit, Gneis                                                 | Steinbruch                     | bedeutend          | Landschaftsschutzgebiet, Naturpark                            |                                 |
| Ehemaliger Steinbruch NW von Obertrübenbach                      |                | 372A059   | Roding Position                             | Bodenwöhrer Senke               | Der Bruch erschließt die Erosionsdiskordanz zwischen kristallinem Grundgebirge und Oberkreideschichten. In einen feinkörnigen Granit greifen einzelne Rinnen bis zu Meter-Tiefe unter die Allgemeine Auflagerungsfläche herunter, die mit grobem Schuttmaterial aus Kristallinbestandteilen erfüllt sind. Nach oben folgen (teilweise fossilführende) Sandsteine und Mergel. (Kreideschichtfolge: Äquivalente zu Regensburger Grünsandstein und Eibrunner Mergel – darüber Reinhausener Schichten). | 250 50 × 5               | Typ: Diskordanz, Schichtfolge, Standard-/Referenzprofil, Tierische Fossilien Art: Sandstein, Mergel, Granit            | Steinbruch                     | besonders wertvoll | Landschaftsschutzgebiet, Naturpark                            | Bayerns schönste Geotope Nr. 75 |
| Gneisaufschluss E von Weigelsberg                                |                | 372A060   | Traitsching Position                        | Vorderer Bayerischer Wald       | Der Aufschluss an der B 20 nahe Weigelsberg zeigt Granat-Cordierit-Sillimanitgneise mit Aploidflammen. Die Böschungswand (eventuell ehemalige Steinbruchwand ?) ist ziemlich zugewachsen und in der Vegetationsperiode schlecht zu erreichen. | 9 3 × 3                  | Typ: Gesteinsart Art: Cordierit, Sillimanit, Gneis                                                                     | Böschung                       | bedeutend          | Landschaftsschutzgebiet, Naturpark                            |                                 |
| Ehemaliger Steinbruch NW von Wilting                             |                | 372A061   | Traitsching Position                        | Vorderer Bayerischer Wald       | Der ehemalige Abbau von dioritischen Gesteinen und Pfahlquarz im Bereich einer felsigen Kuppe wurde ordentlich rekultiviert. Es stehen noch Restaufschlüsse zur Verfügung (etwas zugewachsen). | 400 100 × 4              | Typ: Gesteinsart Art: Diorit, Gangquarz                                                                                | Steinbruch                     | bedeutend          | Landschaftsschutzgebiet, Naturpark                            |                                 |
| Gneisaufschluss S von Neuhaus                                    |                | 372A062   | Schorndorf Position                         | Vorderer Bayerischer Wald       | Anstehend sind grobe, homogenisierte Körnelgneise mit großen Kalifeldspat-Holoblasten, daneben sind transversal überschieferte Bändergneise zu finden. | 9 3 × 3                  | Typ: Gesteinsart Art: Gneis                                                                                            | Böschung                       | bedeutend          | Landschaftsschutzgebiet, Naturpark                            |                                 |
| Ehemaliger Steinbruch NW von Flammried                           |                | 372A064   | Zandt Position                              | Hinterer Bayerischer Wald       | Der Bereich zwischen der Rundiger Scherzone im Norden und der Pfahlstörung im Süden ist selbst ebenfalls intensiv deformiert und von zahlreichen duktilen Scherzonen durchzogen. Im Steinbruch stehen einförmig ausgebildete Paragneis-Mylonite an, in denen partienweise eine metatektische Lagensonderung reliktisch erhalten ist. Im Hangenden des Bruchs ist (war) ein deutlich verfaserter, feinkörniger Granit aufgeschlossen. | 500 50 × 10              | Typ: Gesteinsart, Störung Art: Gneis, Mylonit                                                                          | Steinbruch                     | bedeutend          | Landschaftsschutzgebiet, Naturpark                            |                                 |
| Aufschluss an der B 85 zwischen Miltach und Agleiten             |                | 372A065   | Miltach Position                            | Hinterer Bayerischer Wald       | Die durch Sprengungen bei der Strassenverbreiterung entstandene Felsböschung erschließt Gneise in verschiedener Ausbildung. An den Gneisen lassen sich die diversen Gneisgefüge studieren (z. B. Schieferung, Faltung und Fältelung, Teilmobilisation, Blastese etc.). Neben straff geschieferten Gneisen treten Perlgneise und fast vollständig homogenisierte Gneise (Migmatite) auf. Die Böschung bietet derzeit noch optimale Aufschlussbedingungen (Achtung auf den Verkehr!). | 1000 50 × 20             | Typ: Gesteinsart, Metamorphes Gefüge Art: Gneis                                                                        | Böschung                       | bedeutend          | Landschaftsschutzgebiet, Naturpark                            |                                 |
| Ehem. Steinbruch über der Agleite NW von Miltach                 |                | 372A066   | Miltach Position                            | Hinterer Bayerischer Wald       | Der Bruch erschließt massigen Cordieritgneis, durchsetzt von T-förmigen Apliten, die seitlich in diffusen Feldspatisationen des Gneises enden. Es kommen Kalksilikatgneislinsen vor, an Bewegungsbahnen auch Blastomylonite. | 12 4 × 3                 | Typ: Gesteinsart Art: Cordierit, Sillimanit, Gneis, Blastomylonit                                                      | Steinbruch                     | geringwertig       | Landschaftsschutzgebiet, Naturpark                            |                                 |
| Ehem. Steinbruch am Ziegelberg NW von Blaibach                   |                | 372A067   | Blaibach Position                           | Hinterer Bayerischer Wald       | Auf der Südwestseite des Ziegelberges bei Blaibach finden sich mehrere aufgelassene (und zugewachsene) Granitsteinbrüche. Es handelt sich hier um einen Zweiglimmergranit, dessen Muskovite lichtblond gefärbt sind. Bis Mitte des 20. Jahrhunderts wurde hier Granit abgebaut. Blaibach war als Steinhauerdorf bekannt. | 2500 50 × 50             | Typ: Gesteinsart Art: Granit                                                                                           | Steinbruch                     | bedeutend          | Landschaftsschutzgebiet, Naturpark                            |                                 |
| Ehemaliger Steinbruch zwischen Ottmannszell und Eck              |                | 372A070   | Arrach Position                             | Hinterer Bayerischer Wald       | In kleinen Steinbrüchen sind Biotit-Plagioklasgneise und Cordieritgneise aufgeschlossen. Sie zeigen nach Süden zunehmende Mobilisation und auch Einschaltung von Granatmetaapliten. Der seit langem aufgelassene Steinbruch ist inzwischen weitgehend zugewachsen, die Aufschlusssituation ziemlich schlecht. | 100 25 × 4               | Typ: Gesteinsart Art: Gneis                                                                                            | Steinbruch                     | bedeutend          | Landschaftsschutzgebiet, Naturpark                            |                                 |
| Ehemaliger Steinbruch NW von Roßbach                             |                | 372A077   | Wald Position                               | Regensburger Wald               | In dem ehemaligen Steinbruch (Großer Schwinger'scher Steinbruch) sind verschiedene Typen von Quarzglimmerdiorit aufgeschlossen. In Apliten und Pegmatiten wurden verschiedene Mineralien gefunden. Der ehemalige Steinbruch ist heute mit Grundwasser gefüllt, es gibt keine (zugänglichen) Aufschlüsse mehr. | 35000 175 × 200          | Typ: Gesteinsart, Mineralien, Kontakt Art: Quarz, Diorit, Granit, Pegmatit                                             | Steinbruch                     | bedeutend          | Landschaftsschutzgebiet, Naturpark                            |                                 |
| Ehemaliger Granitbruch NE von Gumping                            | weitere Bilder | 372A078   | Wald Position                               | Regensburger Wald               | Der Steinbruch ist abgesoffen, die ehemaligen Abbauwände sind nicht mehr zugänglich. Aufgeschlossen waren mittelkörniger Granit mit vereinzelten Orthoklas-Einsprenglingen, der dem Kristallgranit II ähnlich war. Weiterhin fanden sich im Bruch Körnelgneis, biotitreicher Paragneis, Kristallgranit I und Diorite. | 56875 325 × 175          | Typ: Gesteinsart Art: Granit                                                                                           | Steinbruch                     | bedeutend          | Landschaftsschutzgebiet, Naturpark                            |                                 |
| Der Pfahl SE von Riedhof                                         |                | 372A079   | Miltach Position                            | Hinterer Bayerischer Wald       | Im Bereich des Pfahlholzes zwischen den Ortschaften Riedhof und Pfahl tritt die Teufelsmauer des Pfahls morphologisch als Härtlingsrücken zu Tage. Die sichtbare Pfahllinie mit mehreren wandartigen Quarzfelsen ist ca. 250 m lang und am Steilabfall ungefähr 20 m hoch. Die Aufschlüsse zeigen den Pfahlquarz in seiner typischen Entwicklung als Quarzbrekzie (mehrphasige Quarzausscheidungen, die zerbrochen und wieder verheilt wurden). | 750 250 × 3              | Typ: Gesteinsart, Härtling Art: Gangquarz                                                                              | Hanganriss/Felswand            | bedeutend          | Landschaftsschutzgebiet, Naturpark                            |                                 |
| Der Hanzinger Pfahl                                              |                | 372A081   | Cham Position                               | Hinterer Bayerischer Wald       | Südlich Hanzing im Wald trifft man auf die (unberührte) Quarzmauer des Pfahls, die sich als Härtling hier morphologisch bemerkbar macht. Im Umfeld zeugen mehrere Gruben und Schürfe von der ehemaligen Quarzgewinnung. Die größte Abbaustelle (eine etwa 150 m lange Grube) ist stark verwachsen. | 40 10 × 4                | Typ: Gesteinsart, Härtling Art: Gangquarz                                                                              | Felshang/Felskuppe             | bedeutend          | Landschaftsschutzgebiet, Naturpark                            |                                 |
| Ehem. Steinbruch am Pfahl NE von Altrandsberg                    |                | 372A082   | Miltach Position                            | Hinterer Bayerischer Wald       | Die ehemalige Grube im Bereich des Pfahls bei Altrandsberg erschließt Pfahlquarz und Pfahlschiefer. Die recht umfangreichen Abbaue zeigen den Pfahlquarz in seiner typischen Entwicklung als Quarzbrekzie (mehrphasige Quarzausscheidung mit tektonischer Zertrümmerung, die jeweils wieder durch Quarz verheilt ist). Die Aufschlüsse in der Grube sind weitgehend zugewachsen, an der Zuwegung gibt es weitere Aufschlüsse. Aus dem Gebiet bei Altrandsberg wurden Uranmineralien bekannt. | 5000 100 × 50            | Typ: Mineralien, Gesteinsart, Störung Art: Gangquarz, Ultramylonit                                                     | Steinbruch                     | wertvoll           | Landschaftsschutzgebiet, Naturpark                            |                                 |
| Ehem. Steinbruch am Spielplatz NW von Pfahlhäuser                | weitere Bilder | 372A083   | Cham Position                               | Hinterer Bayerischer Wald       | Am hinteren Ende des Geländes finden sich Reste alter Abbaustellen, die den Pfahlquarz in relativ frischen Anbruch zeigen. Nach Nordwesten hin zeichnet sich der Pfahl als markanter Härtlingsrücken aus (in TK 25: Teufelsmauer). Dort gibt es kleinere Felswände mit natürlichen Aufschlüssen. Der Spielplatz wurde mit mehreren Blöcken verschiedener Gesteine des Kristallins gestaltet (auch der 'Pfahldrache'), aber nicht aus Pfahlquarz! | 60 10 × 6                | Typ: Gesteinsart, Härtling Art: Gangquarz                                                                              | Steinbruch                     | bedeutend          | Landschaftsschutzgebiet, FFH-Gebiet, Naturpark                |                                 |
| Ehem. Steinbruch am Pfahl NW von Radling                         |                | 372A084   | Cham Position                               | Hinterer Bayerischer Wald       | Bei Radling ragt der Pfahl als Härtlingsrücken markant aus der Landschaft heraus. Im Steinbruch bei Radling wurde der Abbau von Pfahlquarz eingestellt. Zurück blieb eine hohe steilaufragende Wand mit einer Schuttböschung. Am Fuß der Wand liegt ein kleiner See, die ehemaligen Abbauwand ist nicht mehr zugänglich. Dem Pfahl nordwestlich folgend erreicht man weitere alte Abbaustellen. | 22500 225 × 100          | Typ: Gesteinsart, Härtling Art: Gangquarz                                                                              | Steinbruch                     | bedeutend          | Landschaftsschutzgebiet, FFH-Gebiet, Naturpark                |                                 |
| Ehem. Steinbruch im Pfahlholz NE von Wilting                     |                | 372A085   | Traitsching Position                        | Hinterer Bayerischer Wald       | Der Quarzabbau ließ im Pfahlholz bei Wilting ein bizarres Relief entstehen. Das Gelände ist stark verwachsen und teilweise unzugänglich. | 37500 750 × 50           | Typ: Gesteinsart Art: Gangquarz                                                                                        | Steinbruch                     | geringwertig       | Landschaftsschutzgebiet, Naturpark                            |                                 |
| Ehem. Pfahlquarzgrube SW von Ried a. Pfahl                       | weitere Bilder | 372A086   | Cham Position                               | Hinterer Bayerischer Wald       | Die ehemalige Pfahlquarzgrube liegt in dem mit Kiefern bestandenen Pfahlhärtlingsrücken südöstlich von Thierlstein. Der Aufschluss (etwas zugewachsen und teilweise verstürzt) zeigt die für den Pfahlquarz typische Quarzbrekzie, vielfach zerbrochen und wieder durch Quarz gekittet. | 2250 75 × 30             | Typ: Gesteinsart, Härtling Art: Gangquarz                                                                              | Steinbruch                     | bedeutend          | Landschaftsschutzgebiet, FFH-Gebiet, Naturpark                |                                 |
| Ehem. Pfahlquarzgrube W von Ried a. Pfahl                        | weitere Bilder | 372A087   | Cham Position                               | Hinterer Bayerischer Wald       | Die ehemalige Pfahlquarzgrube liegt in dem mit Kiefern bestandenen Pfahlhärtlingsrücken westlich von Ried am Pfahl. Der Aufschluss (etwas zugewachsen und teilweise verstürzt) zeigt die für den Pfahlquarz typische Quarzbrekzie, vielfach zerbrochen und wieder durch Quarz gekittet. | 5000 100 × 50            | Typ: Gesteinsart, Härtling Art: Gangquarz                                                                              | Steinbruch                     | geringwertig       | Landschaftsschutzgebiet, FFH-Gebiet, Naturpark                |                                 |
| Ehem. Steinbruch am Pfahl des Schwärzenbergs NW von Strahlfeld   |                | 372A089   | Roding Position                             | Bodenwöhrer Senke               | Der alte Steinbruch in Pfahlquarz am Fuß der Burg auf dem Schwärzenberg liegt in einem dichten Gehölz und ist schwer zugänglich. Die ehemaligen Abbauwände und Haldenmaterial erschließen typischen Pfahlquarz (der aber an den Burgfelsen viel einfacher zu sehen ist). | 1000 50 × 20             | Typ: Gesteinsart, Störung Art: Gangquarz                                                                               | Steinbruch                     | bedeutend          | Landschaftsschutzgebiet, Naturpark                            |                                 |
| Steinbruch ENE von Löwenbrunn                                    |                | 372A094   | Stamsried Position                          | Hinterer Oberpfälzer Wald       | Der Steinbruch liegt im Bereich einer Störungszone, die mehrphasig aktiv war. Aufgeschlossen sind als markantestes Gestein Quarzbrekzien, die (vergleichbar mit den Gangquarzen am Pfahl) durch mehrmalige Bewegungen und Quarzzufuhr entstanden. Bereits auskristallisierter Quarz wurde zerbrochen, die Risse wieder durch Quarz verheilt. Daneben sind tektonierte Gesteine diverser Ausbildung (mylonitisierter Gneis, Mylonite, Blastomylonite) anzutreffen. | 1000 50 × 20             | Typ: Gesteinsart, Störung Art: Gangquarz, Blastomylonit, Mylonit                                                       | Steinbruch                     | bedeutend          | Landschaftsschutzgebiet, Naturpark                            |                                 |
| Felsaufschlüsse am Bahnhof Cham                                  | weitere Bilder | 372A095   | Cham Position                               | Hinterer Bayerischer Wald       | Die Böschung parallel zu den Bahngleisen auf der Nordostseite des Bahnhofs erschließt über eine Länge von 100 m durch tektonische Vorgänge veränderten hellen, feinkörnigen Zweiglimmer-Granit. Die Mylonitisierung ist dabei unterschiedlich ausgeprägt, von einer schwachen Einreglung der Kristalle bis hin zu Blastomyloniten. Zwischengeschaltet sind mylonitisierte Gneise. Im Bereich von Störungen kam es zu Quarzausscheidungen. | 200 100 × 2              | Typ: Gesteinsart, Störung Art: Granit, Mylonit, Blastomylonit                                                          | Böschung                       | bedeutend          | Naturpark                                                     |                                 |
| Felsaufschlüsse am Ständelberg NE von Lamberg                    |                | 372A096   | Neukirchen beim Heiligen Blut Position      | Hoher Bogen                     | Die kleine Felskuppe im Wald erschließt deutlich geschieferte Amphibolite (Granathornblendite) des Hohen Bogens nahe der Grenze zum Moldanubikum. Helle Mobilisate, die zu einem großen Teil aus Plagioklas bestehen, zeichnen eine Faltung im dm-Bereich nach. Obwohl die Felsen oft stark bemoost sind, ist das Gestein und das Gefüge in der Regel gut zu erkennen. Die Aufschlüsse sind am schnellsten vom Schicherhofweg (Feldweg zwischen Lamberg und Schicherhof) aus zu erreichen. | 150 15 × 10              | Typ: Gesteinsart, Metamorphes Gefüge Art: Amphibolit                                                                   | Felshang/Felskuppe             | bedeutend          | Landschaftsschutzgebiet, Naturpark                            |                                 |
| Serpentinitaufschluss am Schicherhofweg E von Lamberg            |                | 372A097   | Neukirchen beim Heiligen Blut Position      | Hoher Bogen                     | Südlich des Schicherhofweges zwischen Lamberg und Schicherhof erschließt eine kleine Felsklippe streng geschieferte Serpentinite. Die im angewitterten Zustand hellen Gesteine sind im frischen Bruch sehr dunkel. Die Schieferung steht fast senkrecht. Das Serpentinitvorkommen markiert die Ostgrenze der Gabbroamphibolitmasse zu den Gesteinen des Moldanubikums. Da Serpentinite (Ultrabasite) tektonisch sehr mobil sind, ist ihr Vorkommen oftmals wie hier an tektonische Deckengrenzen gebunden. | 5 5 × 1                  | Typ: Gesteinsart, Störung, Metamorphes Gefüge Art: Serpentinit                                                         | Hanganriss/Felswand            | bedeutend          | Landschaftsschutzgebiet, Naturpark                            |                                 |
| Straßenaufschluss am Schmelzriegel bei Oberschmelz               |                | 372A098   | Lam Position                                | Hinterer Bayerischer Wald       | Der kleine Aufschluss an der Straßenböschung am Schmelzerriegel zeigt enggeschieferten granatführenden Glimmerschiefer. Glimmerreiche Lagen wechseln mit lagig angeordneten Quarzlinsen und Quarzknauern (Quarzsegregationen). Die Glimmerschiefer enthalten Andalusit. | 8 8 × 1                  | Typ: Gesteinsart Art: Glimmerschiefer                                                                                  | Böschung                       | wertvoll           | Naturpark                                                     |                                 |
| Steinbruch Lindtach WNW von Strahlfeld                           |                | 372A101   | Roding Position                             | Bodenwöhrer Senke               | Der Steinbruch ist von der Straße (für Land- und Forstwirtschaft frei) nicht zu sehen ist. Er ist zum Teil stark zugewachsen. An einigen Stellen sind die bis zu 10 m hohen Steinbruchwände allerdings noch gut erreichbar. Der beige-braune Sandstein (vormals: Oberer Pflanzensandstein, nun: Roding Formation, Freihöls Subformation) ist meist mittelkörnig mit gerundeten Quarzkörnern in mm-Bereich. Allerdings gibt es immer wieder sehr grobkörnige Lagen mit größeren Quarz-Geröllen und seltener auch sehr feinkörnige Lagen. Der Steinbruch war bis 1957 in Betrieb. Wahrscheinlich wurde die Kirche in Neubäu daraus erbaut, da diese erst Anfang des 20. Jahrhunderts errichtet wurde und zu diesem Zeitpunkt dieser Steinbruch der einzig größere in der Umgebung war. | 4000 200 × 20            | Typ: Gesteinsart, Sedimentstrukturen, Steinbruch/Grube Art: Sandstein                                                  | Steinbruch                     | bedeutend          | Landschaftsschutzgebiet, Naturpark                            |                                 |
| Goldseifenwerke im Krammaholz                                    |                | 372G001   | Schönthal Position                          | Hinterer Oberpfälzer Wald       | Der Tannenbach im Krammaholz nördlich von Niederpremeischl wird von Spuren einer ehemaligen Goldgewinnung begleitet. Die äußerst unruhige Morphologie dieses Grübenfeldes mit Hohlformen (Pingen, langgestreckten Gräben, Reste eines Kanals) und Hügeln (einzelne Seifenhügel, Rücken) weist auf die rege Bergbautätigkeit hin. Hier wurde im Mittelalter versucht, Seifengold – also Gold auf sekundärer Lagerstätte – aus dem Kies herauszuwaschen. | 60000 300 × 200          | Typ: Seifenwäscherei, Pinge/nfeld Art: Biotit, Gneis                                                                   | kein Aufschluss                | wertvoll           | Bodendenkmal, Landschaftsschutzgebiet, Naturpark              |                                 |
| Ehemaliger Steinbruch am Hinterhelmhof                           |                | 372G002   | Neukirchen beim Heiligen Blut Position      | Hinterer Bayerischer Wald       | Der ehemalige Steinbruch knapp südlich der Grenze zu Tschechien erschließt einen dunkel und hell geflammten Kalkmarmor. Der Steinbruch ist weitgehend verwachsen, es existieren aber noch Restaufschlüsse und Versturzblöcke. Kalk war früher in dem generell kalkarmen Gebiet des Bayerischen und Oberpfälzer Waldes ein begehrter Rohstoff u. a. zur Herstellung von Branntkalk. | 100 10 × 10              | Typ: Steinbruch/Grube Art: Marmor                                                                                      | Steinbruch                     | bedeutend          | Naturpark, Landschaftsschutzgebiet                            |                                 |
| Ehemaliger Steinbruch am Kalkofen NW von Rimbach                 |                | 372G004   | Arnschwang Position                         | Hinterer Bayerischer Wald       | In dem heute zugewachsenen und verstürzten Steinbruch waren Kalkmarmor, Kalksilikatfels, Granit und Gneis aufgeschlossen. Die heutige Aufschlusssituation ist sehr schlecht, die Gesteine sind aber als Lesesteine aufzufinden. Die Eingänge zu einem ehemaligen großen unterirdischen Kalkmarmorabbau wurden zugeschüttet, es existiert nur noch ein Lüftungsschacht. In dem sehr kalkarmen Gebiet war Marmor ein begehrter Rohstoff. Bei Kalkofen wurde lange Zeit der Kalk abgebaut und Branntkalk hergestellt. | 300 30 × 10              | Typ: Steinbruch/Grube, Gesteinsart, Schichtfolge Art: Kalksilikatfels, Marmor, Granit                                  | Steinbruch                     | wertvoll           | Naturpark, Landschaftsschutzgebiet                            |                                 |
| Stollen NE von Kalkofen                                          |                | 372G005   | Arnschwang Position                         | Hinterer Bayerischer Wald       | Vergitterter Stollen (Fledermausschutz) eines unterirdischen Kalkmarmorabbaus. Am Eingang ist Marmor und Kalksilikatgestein aufgeschlossen. In dem generell kalkarmen Gebiet des Bayerischen und Oberpfälzer Waldes war Marmor ein begehrter Rohstoff. Die wenigen Vorkommen wurden über Jahrhunderte abgebaut und zu Branntkalk verarbeitet (siehe der Ortsname Kalkofen). | 20 10 × 2                | Typ: Stollen, Schichtfolge Art: Kalksilikatfels, Marmor, Granit                                                        | Tunnel/Stollen/Schacht         | wertvoll           | Naturpark, Landschaftsschutzgebiet                            |                                 |
| Ehemaliger Asbeststollen (Asbestloch) im Aignwald E von Rimbach  |                | 372G006   | Rimbach Position                            | Hoher Bogen                     | Auf einer Länge von ca. 7,5 km ist am Südhang des Hohen Bogens in Serpentinitlinsen eine Chrysotilasbestmineralisation aufzufinden. Das Vorkommen ist heute wegen des geringen Asbestanteils (2–6 %) und Kurzfaserigkeit für den Abbau uninteressant. Die Haupt- und Nebenstollen weisen eine Gesamtlänge von 200 m auf. Im Aignwald zeugen außer dem verschlossener Stollen etwa 100 m östlich noch ein abgesoffener Schacht sowie 30 m westlich eine Pinge jeweils mit Haldenarealen vom ehemaligen Bergbau. | 2000 200 × 10            | Typ: Stollen, Gesteinsart, Mineralien Art: Serpentinit                                                                 | Tunnel/Stollen/Schacht         | wertvoll           | Naturpark, Landschaftsschutzgebiet, FFH-Gebiet                |                                 |
| Schaubergwerk Fürstenzeche Buchet bei Lam                        |                | 372G010   | Lam Position                                | Hinterer Bayerischer Wald       | Der Abbau von Blei, Kupfer und Silber begann in der Fürstenzeche 1463 und dauerte bis 1732. Von 1925 bis 1962 wurde in zwei Phasen Flussspat gewonnen. Das Alter der vererzten Quarz-Flussspatgänge ist auf etwa 240 Millionen Jahren datiert, die Gänge sind gleich alt zum Pfahl und dem Nabburger Flussspatrevier. Heute dient ein Teil des ehemaligen Grubengeländes als Besucherbergwerk und Heilstollen. | 1500 50 × 30             | Typ: Stollen, Mineralien, Gesteinsart Art: Pegmatit                                                                    | Tunnel/Stollen/Schacht         | wertvoll           | Naturpark, Landschaftsschutzgebiet                            |                                 |
| Bergbaurelikte am Schwarzeck SW von Lohberg                      |                | 372G011   | Lohberg Position                            | Hinterer Bayerischer Wald       | Im Bereich des Schwarzecks tritt in Gneisnebengestein ein Pegmatit zu Tage. In dem ehemaligen Stollen wurde Rosenquarz für die Glasindustrie gewonnen, ab 1930 wurde auch Feldspat abgebaut. Im Umfeld des verschlossenen Stollens finden sich neben Haldenarealen ein kurzer Versuchsstollen in Pegmatit (u. a. Aufschluss von Schriftgranit) sowie ein großer wassererfüllter Schacht (durch Gitter gesichert). | 9 3 × 3                  | Typ: Stollen, Mineralien, Gesteinsart Art: Gneis, Pegmatit                                                             | Tunnel/Stollen/Schacht         | wertvoll           | Landschaftsschutzgebiet, FFH-Gebiet, Vogelschutzgebiet        |                                 |
| Ehemaliger Quarzbruch im Stanzenwald NE von Eck                  |                | 372G012   | Arrach Position                             | Hinterer Bayerischer Wald       | Der Untertagebau der Quarzgrube Stanzen bei Eck zeigt beispielhaft einen zonargebauten Pegmatit in Gneis. Im Zentrum des Pegmatits (Wand und Decke des Stollens) sind riesige Kalifeldspatkristalle in Quarz zu sehen. Außerdem schön aufgeschlossen: typischer groß- bis riesenkörniger Pegmatit, graphische Verwachsungen von Quarz und Feldspat (Schriftgranit), Kontaktzone zu den Gneisen. Neben dem Stollen zeugen weitere ehemalige Schurfstellen (Pinge, Graben) und Halden vom früheren Quarzabbau. | 1500 50 × 30             | Typ: Stollen, Gesteinsart, Mineralien, Kontakt Art: Pegmatit, Gangmineralisation, Gneis                                | Tunnel/Stollen/Schacht         | wertvoll           | Naturpark, Landschaftsschutzgebiet                            |                                 |
| Erdstall Schrazelloch bei der Rabmühle                           |                | 372G013   | Stamsried Position                          | Naabgebirge                     | Das Schrazelloch bei Rabmühle ist wohl der am besten erhaltene Erdstall im Landkreis. Das verwinkelte und verzweigte Gangsystem mit abwechselnd Gängen und Kammern in wechselnden Höhenlagen (Unterschiede wenige dm) weist eine Länge von etwa 35 m auf. Die Gänge sind direkt in Glimmerschiefer (mit flach einfallender Schieferung) hineingeschlagen, an den Stollenwänden sind häufig noch Schrämmspuren zu sehen. Nur der Eingangsbereich ist gemauert (Eingang verschlossen). | 70 35 × 2                | Typ: Felsenkeller, Stollen Art: Gneis                                                                                  | Tunnel/Stollen/Schacht         | wertvoll           | Naturdenkmal, Bodendenkmal, Landschaftsschutzgebiet           |                                 |
| Schrazelloch SW von Sinzendorf                                   |                | 372G014   | Waldmünchen Position                        | Hinterer Oberpfälzer Wald       | In den Biotit-Gneisfelsen am Bletschen-Berg direkt nördlich des Gipfels des Kirchels öffnet sich ein kleiner etwa 1,5 m tiefer Schacht mit einem kurzen Gangstück. Über die Funktion und Entstehung des (vermutlich künstlichen) Lochs ist nichts bekannt. Der Felsgang ähnelt aber in keiner Weise den Erdställen (Schrazellöchern) im Landkreis. Erreichbar ist diese Schrazel-Höhle über einen kleinen Pfad, der vom Waldlehrpfad abzweigt. | 3 3 × 1                  | Typ: Felsenkeller, Stollen, Ausbruchs/Auswitterungshöhle Art: Biotit, Gneis                                            | Tunnel/Stollen/Schacht         | wertvoll           | Naturdenkmal, Landschaftsschutzgebiet, Naturpark              |                                 |
| Erdstall in Wulfing                                              |                | 372G015   | Cham Position                               | Vorderer Bayerischer Wald       | Der Erdstall ist in verwitterten Granit getrieben, Bearbeitungsspuren sind noch deutlich erhalten. | 15 5 × 3                 | Typ: Felsenkeller, Stollen Art: Granitgrus                                                                             | Tunnel/Stollen/Schacht         | wertvoll           | Bodendenkmal, Naturpark                                       |                                 |
| Erdstall in Hochbrunn                                            |                | 372G016   | Roding Position                             | Vorderer Bayerischer Wald       | Der Eingang zu dem Erdstall (Schrazelloch) liegt an der Südwestecke des östlichsten Wohnhauses in Hochbrunn (Eingang durch Stahlplatte verschlossen). Dieser Erdstall, dessen Gänge sich auch unter das 1922 erbaute Wohnhaus erstrecken, wurde erst wesentlich später durch Zufall entdeckt. Privatgrund – nicht ohne Einverständnis des Eigentümers besuchen! | 20 10 × 2                | Typ: Felsenkeller, Stollen Art: Gneis                                                                                  | Tunnel/Stollen/Schacht         | bedeutend          | Bodendenkmal, Naturpark, Landschaftsschutzgebiet              |                                 |
| Silberbergwerk Kühberg SE von Lixenried                          |                | 372G025   | Furth im Wald Position                      | Hinterer Oberpfälzer Wald       | An der Stelle, wo in alten Karten ein aufgelassenes Silberbergwerk eingezeichnet ist, findet sich heute eine Pingenreihe, die hangabwärts in den Geländeeinschnitt eines früheren Stollenzugangs übergeht. Ein Mundloch ist nicht mehr sichtbar. Die Halde, die der Bergbau hinterlassen hat, ist groß. Zeitraum und Zweck des Abbaus liegen im Dunkeln. Ein Bergbauversuch auf Sulfiderze kann vermutet werden. | 10000 100 × 100          | Typ: Stollen, Schurf Art: Glimmerschiefer                                                                              | Schurf                         | bedeutend          | Landschaftsschutzgebiet, Naturpark                            |                                 |
| Goldseifenwerk Alte Schanze bei Diepoltsried                     |                | 372G026   | Rötz Position                               | Hinterer Oberpfälzer Wald       | In dem Waldstreifen östlich von Diepoltsried beginnt ein langgestrecktes Grübenfeld der mittelalterlichen bis frühneuzeitlichen Goldseifenwäsche. Es windet sich 1,7 km durch den Wald bis zum Steinbach. Die Hübel und Gräben – mit Höhenunterschieden bis 6 m (!) – folgen dabei aber nicht dem heutigen Bach, sondern einem älteren Tal mit Quarzschottern. Die Quarzschotter entstammen direkt einem Quarzgang in unmittelbarer Nähe. Im Bereich um Rötz, Oberviechtach und Schönsee kennt man heute zahlreiche solche Grubenfelder, die von den regen Goldwaschversuchen zeugen – allerdings war die Ausbeute wohl nie wirklich gewinnbringend. | 76500 1700 × 45          | Typ: Seifenwäscherei, Schurf Art: Kies, Sand                                                                           | kein Aufschluss                | wertvoll           | Bodendenkmal, Landschaftsschutzgebiet, Naturpark              |                                 |
| Räuber-Heigl-Höhle SE von Reitenberg                             | weitere Bilder | 372H001   | Bad Kötzting Position                       | Hinterer Bayerischer Wald       | Die Überdeckungshöhle, durch Bergzerreissung und Blocksturz entstanden, liegt gut versteckt ca. 50 m unterhalb des Gipfelkreuzes des Kreuzfelsens nahe dem Wanderweg. Durch einen engen Eingang erreicht man einen größeren Raum, der sich nach hinten zu einem Schlupfloch verengt, welches wieder ins Freie führt. An den Felswänden in und um die Höhle sind die diversen metamorphen Gefügeelemente der Gneise besonders schön zu erkennen. | 50 10 × 5                | Typ: Überdeckungshöhle Art: Cordierit, Sillimanit, Gneis                                                               | Höhle                          | bedeutend          | Landschaftsschutzgebiet, Naturpark                            |                                 |
| Hirschbrunnen NW von Roding                                      |                | 372Q001   | Roding Position                             | Bodenwöhrer Senke               | Die Quelle des Hirschbrunnenbaches liegt im Rodinger Forst. Morphologisch besteht der Hirschbrunnen aus einer klassischen Quellnische mit einem Sumpfareal und einem kleinen Quellteich am Beginn des Baches. Wasserentnahme aus der Umgebung hat bereits zum Rückgang der Schüttung und zum zeitweisen Versiegen der Quellen geführt. Die Quellen sind gefährdet, da eine Erhöhung der Wasserentnahme geplant ist. | 2500 50 × 50             | Typ: Verengungsquelle Art: Quarzsandstein                                                                              | kein Aufschluss                | bedeutend          | Naturdenkmal, Landschaftsschutzgebiet, Naturpark              |                                 |
| Felsgruppe Ecklwies und Helferstein ESE von Alletswind           |                | 372R001   | Zell Position                               | Regensburger Wald               | Nördlich der Ruine Lobenstein am Fuß des Schlossberges liegen auf der Wiese mehrere große rundliche Granitfelsen. Diese wollsackverwitterten Blöcke wurden im Laufe des Pleistozäns aus dem Granitgrus herausgeschält und freigestellt. Vermutlich sind sie teilweise durch Bodenfließen verlagert worden. | 18400 230 × 80           | Typ: Felsgruppe, Wollsackbildung, Härtling Art: Granit                                                                 | Block                          | wertvoll           | Naturdenkmal, Landschaftsschutzgebiet, Naturpark              |                                 |
| Felsgruppe Dachsbau am Mantelberg                                |                | 372R002   | Zell Position                               | Regensburger Wald               | Felsgruppe aus großen wollsackverwitterten Granitblöcken an der Nordabdachung des Mantelberges. Zwischen den hohen Granitfelsblöcken sind durch die Verwitterung und Auftrennung in einzelne Blöcke enge Gassen und Durchschlüpfe entstanden. | 200 20 × 10              | Typ: Felsgruppe, Wollsackbildung Art: Granit                                                                           | Hanganriss/Felswand            | bedeutend          | Naturdenkmal, Naturpark                                       |                                 |
| Dreiwappen-Felsen NW von Furth im Wald                           |                | 372R003   | Furth im Wald Position                      | Hinterer Oberpfälzer Wald       | Der Dreiwappen-Felsen direkt an der deutsch-tschechischen Grenze besteht aus Granatgneis. Bis 1628 war die Felsfreistellung der Grenzpunkt zwischen Bayern, Böhmen und dem Herzogtum Pfalz. Die drei Landeswappen waren früher in eine Buche eingeschnitten, 1766 bei der Grenzvermarkung zwischen Churbayern und Böhmen wurden sie in den Steinfelsen eingemeißelt. | 1500 50 × 30             | Typ: Felskuppe Art: Biotit, Plagioklas, Gneis                                                                          | Hanganriss/Felswand            | bedeutend          | Landschaftsschutzgebiet, Naturpark                            |                                 |
| Felsgruppe Fischerbuxn ENE von Kragenried                        |                | 372R004   | Zell Position                               | Regensburger Wald               | Wollsackartig verwitterte Granitfelsen | 2000 80 × 25             | Typ: Wollsackbildung, Felsgruppe Art: Granit                                                                           | Felshang/Felskuppe             | bedeutend          | Naturdenkmal, Landschaftsschutzgebiet, Naturpark              |                                 |
| Der Pfahl bei Thierlstein                                        | weitere Bilder | 372R005   | Cham Position                               | Hinterer Bayerischer Wald       | Die Schlossburg von Thierlstein wurde auf einem massiven Pfahlquarzhärtling errichtet. Der helle Pfahlquarz wurde in die Fundamente des Gebäudes mit einbezogen, im Schlossgarten steht der Pfahl in mehreren kleinen Felsgruppen an. Da sich die Burg in privatem Besitz befindet und das Gelände umzäunt ist, sind die Aufschlüsse allerdings nicht zugänglich. | 200 20 × 10              | Typ: Härtling, Störung, Gesteinsart Art: Gangquarz                                                                     | Hanganriss/Felswand            | bedeutend          | Naturpark                                                     |                                 |
| Härtlingsrücken W von Ried a. Pfahl                              |                | 372R006   | Schorndorf Position                         | Hinterer Bayerischer Wald       | Südlich von Ried am Pfahl zeichnet sich die große Störungszone des Pfahls als markanter Härtlingsrücken ab. In dem großteils mit Kiefern bewachsenen Areal finden sich auf der Nordseite mehrere ehemalige Quarzabbaustellen. Im oberen Bereich ist der Pfahlquarz teils natürlich an Felswänden und Felsblöcken (mit Verwitterungskrusten) aufgeschlossen, teils künstlich an Schürfen und kleinen Abbaustellen. | 10000 500 × 20           | Typ: Härtling, Felswand/-hang, Störung, Gesteinsart Art: Gangquarz                                                     | Hanganriss/Felswand            | bedeutend          | Landschaftsschutzgebiet, Naturpark                            |                                 |
| Gipfel des Haidsteins W von Liebenstein                          |                | 372R007   | Chamerau Position                           | Hinterer Bayerischer Wald       | Am Gipfel des Haidsteins steht ein markanter Gneisfelsen mit einem Steilabfall nach Westen an. Aufgeschlossen ist Biotit-Plagioklas-Lagengneis, der zahlreiche typische metamorphe Gefügeelemente erkennen lässt: metatektische Bänderung bzw. Flaserung, Quarzlinsen und -knauern, Faltung und Fältelung. Im Umfeld des Gipfels stehen zahlreiche weitere Felspartien aus metatektischen Gneisen an. | 100000 500 × 200         | Typ: Felskuppe, Gesteinsart, Metamorphes Gefüge Art: Biotit, Plagioklas, Gneis                                         | Felshang/Felskuppe             | bedeutend          | Landschaftsschutzgebiet, Naturpark                            |                                 |
| Ossersattel                                                      | weitere Bilder | 372R009   | Lam Position                                | Hinterer Bayerischer Wald       | Die markante Felsrippe am Ossersattel besteht aus sog. Osser-Quarzit, der hier stark verfaltet vorliegt. Neben Glimmerschiefern sind im Bereich des Künischen Gebirges, besonders aber im Ossergebiet Quarzite verbreitet. Quarzite sind metamorphe Gesteine, die aus Sedimenten hervorgegangen sind, die sehr reich an Quarzsand waren (Quarzsandsteine) und weitgehend aus Quarz bestehen. | 200 20 × 10              | Typ: Felskuppe, Härtling, Gesteinsart Art: Quarzit                                                                     | Felshang/Felskuppe             | wertvoll           | Landschaftsschutzgebiet, Naturpark                            |                                 |
| Großer Osser                                                     | weitere Bilder | 372R010   | Lohberg Position                            | Hinterer Bayerischer Wald       | Im Bereich des Künischen Gebirges weisen die Gesteine einen etwas niedrigeren Metamorphosegrad auf, als im übrigen Bayerischen Wald. Statt der hochmetamorphen Gneise und Migmatite dominieren hier Glimmerschiefer. Die Gipfelfelsen des Großen Osser bestehen aus quarzreichen, stark verfalteten Glimmerschiefern, die stellenweise zahlreiche Granate (bis 4 mm Durchmesser) enthalten. | 15000 300 × 50           | Typ: Felskuppe, Härtling, Gesteinsart Art: Glimmerschiefer, Quarzit                                                    | Felshang/Felskuppe             | wertvoll           | Landschaftsschutzgebiet, FFH-Gebiet, Naturpark                | Bayerns schönste Geotope Nr. 59 |
| Kleiner Osser                                                    | weitere Bilder | 372R011   | Lohberg Position                            | Hinterer Bayerischer Wald       | Der felsige Gipfelaufbau des Kleinen Osser besteht aus quarzreichen, stark verfalteten Glimmerschiefern. Die Felsklippen und die zahlreichen großen Blöcke sind Folge der verstärkten physikalischen Verwitterung und des Abtrags unter den periglazialen Klimabedingungen der jüngsten Erdgeschichte. Vom Gipfel des Kleinen Osser, der dem Hauptkamm des Künischen Gebirges etwas nach W vorgelagert ist, hat man einen hervorragenden Blick auf die Landschaft des Lamer Winkels. | 2000 100 × 20            | Typ: Felswand/-hang, Härtling, Gesteinsart Art: Glimmerschiefer                                                        | Felshang/Felskuppe             | bedeutend          | Naturdenkmal, Landschaftsbestandteil, Landschaftsschutzgebiet |                                 |
| Burgberg Falkenstein                                             | weitere Bilder | 372R012   | Falkenstein Position                        | Regensburger Wald               | Rund um den Burgberg Falkenstein gibt es zahlreiche Felsfreistellungen. Diverse markante Felsgebilde mit Wollsackverwitterung und Felsengassen auf der Nordseite (Felsengarten – NSG) haben eigene Namen erhalten. In den Aufschlüssen bei Falkenstein sind Körnelgneise (weitgehend homogenisierte Gneise (Diatexite), in der Grenzzone zwischen nebulitischen Gneisen und Granit) im Übergang zu Kristallgranit 1 erschlossen. In der Literatur werden sie teils als Granite, teils als Gneise behandelt. | 250000 500 × 500         | Typ: Härtling, Felsgruppe, Gesteinsart, Überdeckungshöhle Art: Granit                                                  | Hanganriss/Felswand            | wertvoll           | Naturschutzgebiet, Naturpark                                  |                                 |
| Granitfelsgruppe auf dem Mantelberg bei Haag                     |                | 372R013   | Zell Position                               | Regensburger Wald               | Gruppe aus matratzenartig verwitterten Granitfelsen. In diesem Bereich am Mantelberg ist die horizontale Klüftung ausgeprägt und relativ engständig. Durch das Eingreifen der Verwitterung entlang der Trennflächen entsteht der Eindruck eines Matratzenstapels. | 100 20 × 5               | Typ: Wollsackbildung, Felskuppe Art: Granit                                                                            | Felshang/Felskuppe             | bedeutend          | Naturdenkmal, Landschaftsschutzgebiet, Naturpark              |                                 |
| Der Weiße Felsen W von Blaibach                                  |                | 372R014   | Miltach Position                            | Hinterer Bayerischer Wald       | Der Weiße Felsen am südöstlichen Ende des Großen Roßberges ist eine auffällig helle Gipfelklippe aus wollsackverwitterten Granit. Die Felsen bestehen aus einem hellen mittelkörnigen Zweiglimmergranit. | 1000 50 × 20             | Typ: Felskuppe Art: Granit                                                                                             | Felshang/Felskuppe             | bedeutend          | Landschaftsschutzgebiet, Naturpark                            |                                 |
| Kreuzfelsen am Kaitersberg E Bad Kötzting                        |                | 372R015   | Hohenwarth Position                         | Hinterer Bayerischer Wald       | Der Kreuzfelsen bildet den westlichsten Gipfel des Kaitersbergzuges mit einem hervorragenden Ausblick nach Süden und Westen. Die steil nach Süden abfallenden Gipfelfelsen aus Gneis sind von der Nordseite aus leicht zu ersteigen. Die metatektischen Gneise mit flach einfallender Schieferung sind stark verfaltet. Einen besonders schönen Aufschluss bietet eine glatte Felswand am Weg unterhalb des Gipfels. | 400 40 × 10              | Typ: Felswand/-hang Art: Cordierit, Sillimanit, Gneis                                                                  | Hanganriss/Felswand            | bedeutend          | Landschaftsschutzgebiet, Naturpark                            |                                 |
| Felsgruppe Rauchröhren SW von Arrach                             | weitere Bilder | 372R016   | Bad Kötzting Position                       | Hinterer Bayerischer Wald       | Der Kammbereich des Kaitersberges im Bereich des Steinbühler Gesenkes und des Hohen Steins ist für das Mittelgebirge des Bayerischen Waldes ungewöhnlich schroff und felsig (und daher auch beliebtes Klettergebiet). Das Felsensemble der Rauchröhren besteht aus mehreren Gneisfelstürmen, die durch Bergzerreißung gespalten wurden. Im Bereich dieser Felstürme sind diverse metamorphe Gefügeelemente (Bänderung, Faltung, Quarzlinsen etc.) der metatektischen Gneise schön aufgeschlossen. | 9000 300 × 30            | Typ: Felswand/-hang, Felsturm/-nadel, Gesteinsart, Metamorphes Gefüge Art: Cordierit, Sillimanit, Gneis                | Hanganriss/Felswand            | wertvoll           | Naturdenkmal, Landschaftsbestandteil, Landschaftsschutzgebiet |                                 |
| Gipfel des Großen Riedelsteins von Arrach                        | weitere Bilder | 372R017   | Arrach Position                             | Hinterer Bayerischer Wald       | Der Große Riedelstein (1132 m) bildet den höchsten Gipfel im Bereich des Kaitersberges. Der Gipfel selbst besteht aus einer steil nach S abfallenden Felsklippe aus typischen metatektischen (teilaufgeschmolzenen) Gneisen, die am ganzen Arber-Kaitersberg-Zug weit verbreitet sind. Charakteristisch ist die flaserige Bänderung mit hellen Arealen aus Quarz und Feldspat, die bereits mobilisiert wurden, und den dunklen nicht aufgeschmolzenen Arealen aus Biotit, Cordierit und Sillimanit. | 60000 300 × 200          | Typ: Felswand/-hang Art: Cordierit, Sillimanit, Gneis                                                                  | Felshang/Felskuppe             | bedeutend          | Naturdenkmal, Landschaftsbestandteil, Landschaftsschutzgebiet |                                 |
| Hindenburgkanzel NE von Brennes                                  | weitere Bilder | 372R018   | Lohberg Position                            | Hinterer Bayerischer Wald       | Der Felsturm besteht aus sillimanitreichen Glimmerschiefern bis Glimmergneisen mit Plagioklas, Biotit und Sillimanit als Hauptgemengeanteile. Auf den glatten Kluftfäechen des Felsturmes sind die metamorphen Gefüge wie Schieferung bzw. Lagenbau, Verfaltung und Quarzsegregation (Quarzlinsen) gut zu erkennen. Der Aussichtsturm bietet einen schönen Blick über den Lamer Winkel. | 400 20 × 20              | Typ: Felswand/-hang Art: Glimmerschiefer, Biotit, Sillimanit, Gneis                                                    | Felshang/Felskuppe             | bedeutend          | Landschaftsschutzgebiet, Naturpark                            |                                 |
| Kleiner Arbersee                                                 | weitere Bilder | 372R019   | Lohberg Position                            | Hinterer Bayerischer Wald       | Der Kleine Arbersee gehört mit seinen 3 schwimmenden Inseln zu den Attraktionen der Arbergegend. Einst wurde er gestaut und zum Holztransport abgelassen. Das Kar war hier Ausgangspunkt der pleistozänen Vergletscherung, bachabwärts sind die Rückzugsstadien der Vergletscherung zu beobachten. | 27500 550 × 50           | Typ: Kar Art: Moräne                                                                                                   | kein Aufschluss                | wertvoll           | Naturschutzgebiet, Landschaftsschutzgebiet, FFH-Gebiet        |                                 |
| Das Hörndl S von Lohberg                                         |                | 372R020   | Lohberg Position                            | Hinterer Bayerischer Wald       | Im Bereich der Gipfelregion finden sich mehrere Felsfreistellungen und Felsklippen aus verfalteten Gneisen. Das ganze Areal ist ziemlich zugewachsen, die Aufschlusssituation entsprechend mäßig. | 20000 200 × 100          | Typ: Felswand/-hang, Gesteinsart Art: Biotit, Plagioklas, Gneis                                                        | Hanganriss/Felswand            | bedeutend          | Landschaftsschutzgebiet, FFH-Gebiet, Vogelschutzgebiet        |                                 |
| Granitfelsgruppe SSW von Luckstein                               |                | 372R021   | Wald Position                               | Regensburger Wald               | Felsfreistellung in Kristallgranit (porphyrisches Gefüge: gleichkörnige Grundmasse mit großen Feldspatkristalleinsprenglingen) aus großen wollsackverwitterten Blöcken und Felsen. Etwas versteckt (zugewachsen) südlich des Gipfels findet sich ein großer ovaler Granitblock, der nur eine sehr kleine Auflagefläche aufweist. Er erweckt den Eindruck, jeden Moment abzukippen. | 20 5 × 4                 | Typ: Wollsackbildung, Felskuppe Art: Granit                                                                            | Block                          | bedeutend          | Naturdenkmal, Landschaftsschutzgebiet, Naturpark              |                                 |
| Burgberg Schwärzenberg NW von Strahlfeld                         | weitere Bilder | 372R022   | Roding Position                             | Bodenwöhrer Senke               | Die Burg wurde auf dem als Härtling herausragenden Pfahlquarzfelsen des Schwärzenberges erbaut. Zahlreiche Aufschlüsse zeigen die weißlich bis rötlichen Quarzbrekzie des Pfahlquarzfelsens. | 9 3 × 3                  | Typ: Felswand/-hang, Härtling, Störung, Gesteinsart Art: Gangquarz                                                     | Hanganriss/Felswand            | wertvoll           | Naturschutzgebiet, Landschaftsschutzgebiet, Naturpark         |                                 |
| Granitfelsen am Gemeindeberg SW von Schergendorf                 |                | 372R023   | Falkenstein Position                        | Regensburger Wald               | Im Gipfelbereich des Gemeindeberges steht eine wollsackverwitterte Granitgipfelklippe, die wirkt, als ob sie bald auseinanderfällt. Die Klüfte zwischen den einzelnen Kluftkörpren sind sehr stark erweitert, ein Teil der Klippe ist bereits abgesackt. Am Gipfel des Felsens ist eine schalenartige Vertiefung (Opferstein). | 64 8 × 8                 | Typ: Wollsackbildung Art: Granit                                                                                       | Felshang/Felskuppe             | bedeutend          | Naturdenkmal, Landschaftsschutzgebiet, Naturpark              |                                 |
| Steinerne Wand am Schwarzwihrberg NW von Rötz                    |                | 372R024   | Rötz Position                               | Naabgebirge                     | Die Granitfelsen bilden an der Steinernen Wand am Schwarzwihrberg eine nach beiden Seiten abfallenden Rücken, über den ein Wanderweg führt. Der Felsgrat wirkt stellenweise wie eine steinerne Mauer. Teilweise fällt die wollsackartig verwitterte Wand bis zu 20 m steil ab. | 9000 300 × 30            | Typ: Wollsackbildung, Felswand/-hang Art: Granit                                                                       | Hanganriss/Felswand            | wertvoll           | Naturdenkmal, Landschaftsschutzgebiet, FFH-Gebiet             |                                 |
| Schlossberg Schwarzenburg NW von Bauhof                          |                | 372R025   | Rötz Position                               | Naabgebirge                     | Teile der Burganlage stehen auf Granitfelsen. Weitere Felsgebilde (als Naturdenkmäler geschützt) umgeben die Burgruine. Es handelt sich um wollsackverwitterten Granit des Neunburger Granitmassivs. | 200 20 × 10              | Typ: Felswand/-hang Art: Granit                                                                                        | Hanganriss/Felswand            | bedeutend          | Naturdenkmal, Landschaftsschutzgebiet, FFH-Gebiet             |                                 |
| Drachenfels in Treffelstein                                      | weitere Bilder | 372R026   | Treffelstein Position                       | Hinterer Oberpfälzer Wald       | Die Drachenburg von Treffelstein ist auf dem Drachenfels erbaut. | 140 20 × 7               | Typ: Felswand/-hang Art: Biotit, Plagioklas, Gneis                                                                     | Hanganriss/Felswand            | bedeutend          | Naturdenkmal, Naturpark                                       |                                 |
| Granitklippe am Ronberg NE von Ettmannsdorf                      |                | 372R027   | Falkenstein Position                        | Regensburger Wald               | Eine aus dem Hang herausragende Granitklippe bildet den kleinen felsigen Vorgipfel des Ronberges mit seinen steilabfallenden Felswänden. | 400 20 × 20              | Typ: Felskuppe, Wollsackbildung Art: Granit                                                                            | Felshang/Felskuppe             | bedeutend          | Naturdenkmal, Landschaftsbestandteil, Landschaftsschutzgebiet |                                 |
| Schwammerlstein SSW von Woppmannsdorf                            |                | 372R028   | Michelsneukirchen Position                  | Regensburger Wald               | Zwei große, scheinbar locker aufeinanderliegende Granitblöcke in typischer Wollsackverwitterung bilden den Schwammerlstein. Die als Naturdenkmal geschützte Felsgruppe ist vom Wanderweg 95 aus zu erreichen (Hinweisschild). | 12 4 × 4                 | Typ: Wollsackbildung Art: Granit                                                                                       | Block                          | bedeutend          | Naturdenkmal, Landschaftsbestandteil, Landschaftsschutzgebiet |                                 |
| Klammerfels SE von Herzogau                                      |                | 372R029   | Waldmünchen Position                        | Hinterer Oberpfälzer Wald       | Entlang des Kammes des Klammer-Felsen treten mehrere Gneisklippen zu Tage. Am Südwest-Fuß des Klammerfelsen und zwischen Klammerfelsen und Hoher Stein weisen Schürfstellen und Pingen auf eine ehemalige Bergbautätigkeit hin. Vermutlich sind es Abbauspuren einer Quarzgewinnung für die Glasindustrie (Abbau kleiner Quarzgänge). | 25000 500 × 50           | Typ: Felswand/-hang, Pinge/nfeld Art: Biotit, Plagioklas, Gneis                                                        | Hanganriss/Felswand            | bedeutend          | Naturdenkmal, Landschaftsschutzgebiet, FFH-Gebiet             |                                 |
| Einsiedlerfels SE von Pucher                                     | weitere Bilder | 372R030   | Waldmünchen Position                        | Hinterer Oberpfälzer Wald       | Der Einsiedlerfels ist ein rundum herausgewitterter Felsklotz aus intensiv verfaltetem Gneis. In einem Waldgebiet gelegen tritt der markante Felsturm allerdings im Gelände nicht weiter in Erscheinung. | 136 17 × 8               | Typ: Felskuppe Art: Biotit, Cordierit, Gneis                                                                           | Felshang/Felskuppe             | bedeutend          | Naturdenkmal, Landschaftsschutzgebiet, Naturpark              |                                 |
| Felsen bei Katzbach                                              | weitere Bilder | 372R031   | Waldmünchen Position                        | Hinterer Oberpfälzer Wald       | Im Bereich der Eisenbahnbrücke im Ort Katzbach befindet sich ein großer Felsen aus granatführendem metatektischen Gneis. Der Aufschluss zeigt schön diverse metamorphe Gefügeelemente wie z. B. eine markante Bänderung durch Teilmobilisation (Metatexis), Quarzlinsen und Falten. Die roten Granatkristalle erreichen hier bis einen Zentimeter Durchmesser. | 225 15 × 15              | Typ: Felswand/-hang, Metamorphes Gefüge, Gesteinsart Art: Cordierit, Sillimanit, Gneis                                 | Hanganriss/Felswand            | bedeutend          | Naturdenkmal, Naturpark                                       |                                 |
| Hoher Stein SE von Herzogau                                      |                | 372R032   | Gleißenberg Position                        | Hinterer Oberpfälzer Wald       | Im Gipfelbereich des Hohen Stein treten mehrere kleine Gneisfelsklippen zu Tage. Solche Felsfreistellungen an Gipfeln und Rücken sind ein typisches Landschaftselement für den steinreichen Oberpfälzer Wald. | 100 10 × 10              | Typ: Felswand/-hang Art: Biotit, Plagioklas, Gneis                                                                     | Hanganriss/Felswand            | bedeutend          | Naturdenkmal, Landschaftsschutzgebiet, FFH-Gebiet             |                                 |
| Felsfundament in Waldmünchen                                     | weitere Bilder | 372R033   | Waldmünchen Position                        | Hinterer Oberpfälzer Wald       | Das Haus in der Pfarrgasse 6 ist auf diesem kleinen Felsbuckel aus Gneis erbaut. Der Felsaufschluss am Fuß der Hauswand in der Pfarrgasse ist derzeit weitgehend von Bodendeckerpflanzen verhüllt, auf der anderen Seite des Hauses ist an einem weiteren Aufschluss aber der Gneis erkennbar. | 9 3 × 3                  | Typ: Felskuppe Art: Biotit, Plagioklas, Gneis                                                                          | Felshang/Felskuppe             | bedeutend          | Naturpark                                                     |                                 |
| Schindbühl NE von Lixenried                                      |                | 372R034   | Furth im Wald Position                      | Hinterer Oberpfälzer Wald       | Am bewaldeten Schindbühl (oder Schindbichl) trifft man auf einen losen Blockstrom aus kleineren Blöcken und mehrere markante größere (bis hausgroße) Felsen aus Gneis. Auf den angewitterten Oberflächen der Blöcke sind teilweise die Gneisgefüge hervorragend sichtbar: Schieferung, Falten, Quarzlinsen etc. (durch die Verwitterung herauspräpariert). | 20000 200 × 100          | Typ: Felsgruppe, Blockstrom Art: Biotit, Plagioklas, Gneis                                                             | Felshang/Felskuppe             | bedeutend          | Naturdenkmal, Landschaftsschutzgebiet, Naturpark              |                                 |
| Opferstein W von Süssenbach                                      |                | 372R035   | Wald Position                               | Regensburger Wald               | In wollsackförmigen Granitblöcken findet sich eine muldenförmige Vertiefung. Der Erzählung nach handelt es sich um eine germanische Opferstätte. Eine natürliche Entstehung ist aber nicht auszuschließen. | 48 6 × 8                 | Typ: Wollsackbildung Art: Granit                                                                                       | Felshang/Felskuppe             | bedeutend          | Naturdenkmal, Landschaftsbestandteil, Landschaftsschutzgebiet |                                 |
| Granitfelsen am Nordgipfel des Lauberberg NW von Falkenstein     |                | 372R036   | Falkenstein Position                        | Regensburger Wald               | Der Gipfelbereich des Lauberberges wird von großen wollsackverwitterten Gipfelklippen aus Kristallgranit mit auffallend großen Feldspatleisten aufgebaut. Von Westen betrachtet sind an dem Felsensemble weitständige, zwiebelschalig angeordnete Absonderungsflächen zu erkennen. Direkt am Gipfel bildet ein Schalenstein einen kleinen Wassernapf. | 1200 60 × 20             | Typ: Wollsackbildung Art: Granit                                                                                       | Felshang/Felskuppe             | bedeutend          | Naturdenkmal, Landschaftsschutzgebiet, Naturpark              |                                 |
| Granitfelsen am Südgipfel des Lauberberg NW von Falkenstein      |                | 372R037   | Falkenstein Position                        | Regensburger Wald               | Im Gipfelbereich im südlichen Teil des Lauberberges treten große wollsackverwitterte Granitfelsblöcke und eine markante Granitfelsklippe zu Tage, die mehr als 10 m steil abfällt. Nach Süden hin schließt sich ein Blockstrom aus großen Granitkugeln an. | 400 20 × 20              | Typ: Wollsackbildung Art: Granit                                                                                       | Felshang/Felskuppe             | bedeutend          | Naturdenkmal, Landschaftsschutzgebiet, Naturpark              |                                 |
| Teufelsstein SE von Breitenbach                                  |                | 372R038   | Falkenstein Position                        | Regensburger Wald               | Großer Granitfelsblock, der muldenförmige Verwitterungsformen aufweist. Der Block liegt im Bereich eines Privathauses zwischen Haus und Garage aus Privatgrund. | 24 6 × 4                 | Typ: Felsblock, Wollsackbildung Art: Granit                                                                            | Block                          | wertvoll           | Naturdenkmal, Landschaftsschutzgebiet, Naturpark              |                                 |
| Hohe Wacht NW von Marienstein                                    |                | 372R039   | Falkenstein Position                        | Regensburger Wald               | Im Bereich des Hügels bei Marienstein finden sich mehrere besonders große rundliche Granitblöcke aus Kristallgranit, die bei der für Granit typischen Wollsackverwitterung entstanden sind und in der jüngsten Erdgeschichte freigestellt wurden. Die Kirche Marienstein ist direkt an den großen Granitblock der Hohen Wacht angebaut. Dort ist unter der überhängenden Wand ein Durchschlupf verblieben. | 32 8 × 4                 | Typ: Felsblock Art: Granit                                                                                             | Block                          | bedeutend          | Naturdenkmal, Landschaftsschutzgebiet, Naturpark              |                                 |
| Schweinskopf NW von Marienstein                                  |                | 372R040   | Falkenstein Position                        | Regensburger Wald               | Im Bereich des Hügels bei Marienstein finden sich mehrere besonders große rundliche Granitblöcke, die bei der für Granit typischen Wollsackverwitterung entstanden sind und in der jüngsten Erdgeschichte freigestellt wurden. Beim Schweinskopf handelt es sich um einen Granitfelsturm mit einem einseitigen Überhang. Der markante Felsturm steht direkt am markierten Wanderweg am Hang nordwestlich der Kirche. | 56 8 × 7                 | Typ: Felsturm/-nadel Art: Granit                                                                                       | Block                          | bedeutend          | Naturdenkmal, Landschaftsschutzgebiet, Naturpark              |                                 |
| Riesentisch NW von Marienstein                                   |                | 372R041   | Falkenstein Position                        | Regensburger Wald               | Im Bereich des Hügels bei Marienstein finden sich mehrere besonders große rundliche Granitblöcke, die bei der für Granit typischen Wollsackverwitterung entstanden sind und in der jüngsten Erdgeschichte freigestellt wurden. Der sogenannte Riesentisch ist ein großer Felsblock, der zwei kleineren aufliegt. Darunter ist ein kleiner Durchgang entstanden. | 40 8 × 5                 | Typ: Felsblock, Wollsackbildung Art: Granit                                                                            | Block                          | bedeutend          | Naturdenkmal, Landschaftsschutzgebiet, Naturpark              |                                 |
| Große Schanze am Burgberg Falkenstein                            |                | 372R042   | Falkenstein Position                        | Regensburger Wald               | Die Große Schanze (bzw. das Schanzl) ist ein Felsgebilde im NSG Felsengarten Burgberg Falkenstein. Der große wollsackverwitterte Felsturm ist durch eine Brücke erschlossen. | 48 8 × 6                 | Typ: Felswand/-hang Art: Gneis                                                                                         | Felshang/Felskuppe             | bedeutend          | Naturschutzgebiet, Naturpark                                  |                                 |
| Froschmaul am Burgberg Falkenstein                               | weitere Bilder | 372R044   | Falkenstein Position                        | Regensburger Wald               | Das Froschmaul ist ein großer Felsblock mit einem Überhang im Bereich des Felsengartens am Burgberg Falkenstein. Als Folge der Wollsackverwitterung sind die markant gerundeten Felsformen entstanden. Durch tief zurückgewitterte horizontale Trennflächen und den Überhang entsteht die Ähnlichkeit mit einem Froschmaul. | 150 10 × 15              | Typ: Wollsackbildung Art: Granit                                                                                       | Felshang/Felskuppe             | geringwertig       | Naturschutzgebiet, Naturpark                                  |                                 |
| Hohler Stein am Burgberg NW von Falkenstein                      | weitere Bilder | 372R045   | Falkenstein Position                        | Regensburger Wald               | Der Hohle Stein liegt im Naturschutzgebiet am Burgberg Falkenstein. Unter wollsackartigen Granitblöcken ist durch Herausgleiten eines Gesteinsegmentes eine Überdeckungshöhle entstanden. | 150 15 × 10              | Typ: Wollsackbildung, Überdeckungshöhle Art: Granit                                                                    | Hanganriss/Felswand            | bedeutend          | Naturschutzgebiet, Naturpark                                  |                                 |
| Klause am Burgberg NW von Falkenstein                            |                | 372R046   | Falkenstein Position                        | Regensburger Wald               | Die Klause, ein Felssporn mit typischer Wollsackverwitterung, liegt im Naturschutzgebiet am Burgberg Falkenstein. | 50 10 × 5                | Typ: Felskuppe, Wollsackbildung Art: Gneis                                                                             | Felshang/Felskuppe             | bedeutend          | Naturschutzgebiet, Naturpark                                  |                                 |
| Steinernes Gässchen am Burgberg NW von Falkenstein               |                | 372R047   | Falkenstein Position                        | Regensburger Wald               | Das Steinerne Gässchen ist ein Felsgebilde im Naturschutzgebiet am Burgberg Falkenstein. Der wollsackverwitterte Granitfelsklotz ist durch Verwitterung und Hangbewegung entlang einer Kluftfläche gespalten. Der Wanderweg führt durch die dabei entstandene Gasse. | 375 25 × 15              | Typ: Felswand/-hang Art: Granit                                                                                        | Hanganriss/Felswand            | bedeutend          | Naturschutzgebiet, Naturpark                                  |                                 |
| Herzbeutelgässchen am Burgberg NW von Falkenstein                | weitere Bilder | 372R048   | Falkenstein Position                        | Regensburger Wald               | Das Felsgebilde Herzbeutelgässchen befindet sich im Naturschutzgebiet am Burgberg Falkenstein. Zwischen großen wollsackverwitterten Granitblöcken ist eine schmale Gasse als Durchgang entstanden. | 28 7 × 4                 | Typ: Felskuppe, Wollsackbildung Art: Granit                                                                            | Felshang/Felskuppe             | bedeutend          | Naturschutzgebiet, Naturpark                                  |                                 |
| Granitfelsen E von Schergendorf                                  |                | 372R049   | Falkenstein Position                        | Regensburger Wald               | Schönes Felsensemble aus teilweise bis haushohen wollsackverwitterten Granitfelsen (grobkörniger Kristallgranit). Die Felsen bilden stellenweise markante Überhänge und Überdeckungshöhlen. Ein Felsen weist am Top Schalenbildung auf. | 200 20 × 10              | Typ: Felswand/-hang, Wollsackbildung Art: Granit                                                                       | Hanganriss/Felswand            | bedeutend          | Naturdenkmal, Landschaftsschutzgebiet, Naturpark              |                                 |
| Heiligenkammer am Mantelberg SSW von Antersberg                  |                | 372R051   | Falkenstein Position                        | Regensburger Wald               | Das ND Heiligenkammer ist eine große Gruppe wollsackverwitterter Granitblöcke. Der grobkörnige Kristallgranit ist hier relativ weitständig geklüftet, so dass bei der Verwitterung sehr große Kluftköerper (rundliche Granitblöcke) entstanden sind. Am unteren Ende der Felsgruppe überlagert ein Granitblock weitere in der Art, dass eine Überdeckungshöhle entstanden ist. Die Zuwegung zum ND ist etwas unklar: der Wanderweg 119/120 endet ca. 100 m vor den Felsen. Am Wegende nach links wenden! | 80 10 × 8                | Typ: Felskuppe, Wollsackbildung, Überdeckungshöhle Art: Granit                                                         | Felshang/Felskuppe             | bedeutend          | Naturdenkmal, Landschaftsschutzgebiet, Naturpark              |                                 |
| Granitfelsen NW von Süssenbach                                   |                | 372R052   | Wald Position                               | Regensburger Wald               | Gruppe von wollsackartigen Granitblöcken. | 20 5 × 4                 | Typ: Wollsackbildung Art: Granit                                                                                       | Block                          | bedeutend          | Naturdenkmal, Landschaftsschutzgebiet, Naturpark              |                                 |
| Wasserstein NW von Zwiglhof                                      |                | 372R053   | Wald Position                               | Regensburger Wald               | Großer, wollsackartiger Granitblock mit einer muldenförmigen, wassergefüllten Hohlform am Top. | 800 40 × 20              | Typ: Karren/-felder, Wollsackbildung Art: Granit                                                                       | Block                          | bedeutend          | Naturdenkmal, Landschaftsschutzgebiet, Naturpark              |                                 |
| Granitfelsen am Wasserstein W von Neuhofen                       |                | 372R054   | Falkenstein Position                        | Regensburger Wald               | Felskuppe aus wollsackverwitterten Granitblöcken. | 750 75 × 10              | Typ: Felskuppe Art: Granit                                                                                             | Felshang/Felskuppe             | bedeutend          | Naturdenkmal, Landschaftsschutzgebiet, Naturpark              |                                 |
| Granitfelsen am Sattelstein E von Süssenbach                     |                | 372R055   | Wald Position                               | Regensburger Wald               | Felsige Bergkuppe aus Kristallgranit mit kleinem Blockstrom. Die Felsen zeigen die für die Granitverwitterung typischen rundlichen Formen der Wollsackverwitterung. In den Felsblöcken sind trotz der starken Anwitterung deutlich die großen Feldspatleisten des Kristallgranits zu erkennen. | 3750 75 × 50             | Typ: Felskuppe, Blockstrom Art: Granit                                                                                 | Felshang/Felskuppe             | bedeutend          | Naturdenkmal, Landschaftsschutzgebiet, Naturpark              |                                 |
| Pfaffenstein SE von Hochgart                                     |                | 372R056   | Reichenbach Position                        | Regensburger Wald               | Die eindrucksvolle Gipfelpartie des Pfaffensteins besteht aus einer wollsackverwitterten Granitkuppe mit mehreren aufliegenden riesigen Wollsackrundlingen. In der weiteren Umgebung finden sich zahlreiche weitere schöne wollsackverwitterte Granitfelsen. Der Gipfel, ein besonders schönes Beispiel für Granitverwitterung, ist als Naturdenkmal geschützt. Erschlossen ist der Gipfel durch den Wanderweg Nr. 48. | 625 25 × 25              | Typ: Felskuppe, Felsblock Art: Granit                                                                                  | Felshang/Felskuppe             | bedeutend          | Naturdenkmal, Landschaftsschutzgebiet, Naturpark              |                                 |
| Felswand Teufelsbuzn mit Höhle SE von Kienleiten                 |                | 372R057   | Walderbach Position                         | Regensburger Wald               | Felssporn aus rötlichem Kristallgranit mit steil aufragenden Wänden am nördlichen Steilufer des Regen am Ortsrand von Kienleiten. | 1500 150 × 10            | Typ: Felswand/-hang, Ausbruchs/Auswitterungshöhle Art: Granit                                                          | Hanganriss/Felswand            | bedeutend          | Naturdenkmal, Landschaftsschutzgebiet, Naturpark              |                                 |
| Granitblöcke SW von Eidengrub                                    |                | 372R058   | Michelsneukirchen Position                  | Regensburger Wald               | Felsgruppe aus wollsackverwitterten Granitblöcken in einem Waldstück westlich von Dörfling. Die Granitblöcke bestehen aus grobkörnigem Granit mit großen Feldspatgroßkristallen (Kristallgranit). Dieser Granittyp ist in der Region sehr weit verbreitet und bildet zahlreiche wollsackverwitterte Blockgruppen und Gipfelkuppen. | 50 10 × 5                | Typ: Wollsackbildung Art: Granit                                                                                       | Block                          | bedeutend          | Naturdenkmal, Landschaftsschutzgebiet, Naturpark              |                                 |
| Weizstube im Zellerbach SW von Beucherling                       |                | 372R061   | Zell Position                               | Regensburger Wald               | Der Bach legt hier an einer kleinen Geländestufe (Granitbarriere) auf kurzer Strecke etwa 10 Höhenmeter zurück. In diesem Bereich sind über eine Länge von ca. 50 Metern große wollsackverwitterte Blöcke von dem sie ursprünglich umgebenden Granitgrusmaterial freigespült und bilden hier einen Blockstrom bzw. ein kleines Blockmeer. | 50 10 × 5                | Typ: Blockmeer, Wollsackbildung Art: Granit                                                                            | Block                          | bedeutend          | Naturdenkmal, Landschaftsschutzgebiet, Naturpark              |                                 |
| Arche Noah SSE von Hammühle                                      |                | 372R062   | Zell Position                               | Regensburger Wald               | Im Wald oberhalb des Blockstromes Weizstube findet sich eine Felsformation, die (sehr entfernt) einem Schiff ähnelt und als Arche Noah bezeichnet wird. Ein großer rundlicher Granitblock (Wollsackblock) liegt einem noch größerem rundlichen Granitfelsen auf. | 75 15 × 5                | Typ: Wollsackbildung Art: Granit                                                                                       | Block                          | bedeutend          | Naturdenkmal, Landschaftsschutzgebiet, Naturpark              |                                 |
| Tannenfels SW von Zell                                           |                | 372R063   | Zell Position                               | Regensburger Wald               | Im Bereich des Tannenfels gibt es mehrere kleine Gruppen wollsackverwitterter Granitfelsen (zugewachsen, unspektakulär). Die genaue Lage der als ND geschützten Gruppe ist etwas unklar. | 200 20 × 10              | Typ: Felswand/-hang Art: Granit                                                                                        | Hanganriss/Felswand            | bedeutend          | Naturdenkmal, Landschaftsschutzgebiet, Naturpark              |                                 |
| Granitblöcke bei Hetzenbach                                      |                | 372R064   | Zell Position                               | Regensburger Wald               | Im Umfeld der Kirche, sowohl im Wiesenareal als auch im Wald, finden sich zahlreiche rundliche, wollsackverwitterte Granitblöcke aus Kristallgranit (loser Blockstrom). | 16875 225 × 75           | Typ: Blockmeer, Wollsackbildung Art: Granit                                                                            | Block                          | wertvoll           | Naturdenkmal, Naturpark                                       |                                 |
| Granitfelsen am Geiselberg NE von Zell                           |                | 372R065   | Zell Position                               | Regensburger Wald               | Der Gipfel des Geiselberges besteht aus einer Gipfelklippe aus Kristallgranit mit den typischen rundlichen Formen der Wollsackverwitterung. Nach Norden schließt sich an die Felsklippe ein loses Blockfeld an. | 100 20 × 5               | Typ: Felskuppe, Wollsackbildung Art: Granit                                                                            | Felshang/Felskuppe             | bedeutend          | Naturdenkmal, Landschaftsschutzgebiet, Naturpark              |                                 |
| Granitblöcke NE von Mattenzell                                   |                | 372R066   | Falkenstein Position                        | Regensburger Wald               | Unspektakuläre Felsgruppe aus wollsackverwitterten Granitblöcken. Stark bemoost und weitgehend zugewachsen. | 40 8 × 5                 | Typ: Wollsackbildung Art: Granit                                                                                       | Felshang/Felskuppe             | geringwertig       | Naturdenkmal, Landschaftsschutzgebiet, Naturpark              |                                 |
| Gipfelfelsen am Eckstein (Hoher Bogen) ENE von Rimbach           |                | 372R067   | Rimbach Position                            | Hoher Bogen                     | Im Bereich des Gipfels des Ecksteine sind an den Felswänden (Absturzgefahr!) die Amphibolitmylonite des Hohen Bogens aufgeschlossen. Hier sind zahlreiche Gefügeelemente wie z. B. Faltung und wechselnde Ausprägung der Mylonitisierung zu beobachten. Das typische Erscheinungsbild sowie sie verschiedene Ausbildung der Amphibolite mit unterschiedlich ausgeprägter Deformation (Schieferung) und unterschiedlichen Feldspatanteil ist bereits an den zahlreichen Lesesteinen an den Wanderwegen zu erkennen. | 300 15 × 20              | Typ: Felswand/-hang, Gesteinsart, Metamorphes Gefüge Art: Amphibolit, Mylonit                                          | Hanganriss/Felswand            | wertvoll           | Landschaftsschutzgebiet, Naturpark                            |                                 |
| Blockstrom am Hohen Bogen NE von Rimbach                         |                | 372R068   | Rimbach Position                            | Hoher Bogen                     | Oberhalb der Straße von der Diensthütte zum Burgstall liegt dieser Blockstrom, der aus Amphibolitblöcken von Faustgröße bis etwa 1,5 m Durchmesser besteht. Blockströme und Blockmeere trifft man im Bereich des Bayerischen Waldes vor allem in den Hochlagen an. Sie sind unter periglazialen Klimabedingungen während des Pleistozäns entstanden. Durch Frostsprengung wurden groeßere Felsen gesprengt und zerlegt. Bodenfließen hat zur Verlagerung der Blöcke beigetragen. | 3200 80 × 40             | Typ: Blockstrom Art: Amphibolit                                                                                        | Block                          | wertvoll           | Landschaftsschutzgebiet, Naturpark                            |                                 |
| Gneisfelsen NW von Altenschneeberg                               | weitere Bilder | 372R069   | Tiefenbach Position                         | Hinterer Oberpfälzer Wald       | Nördlich des Fernsehturmes formen eine Reihe von Gneisfelsrippen den Grat des Berges. Bedingt durch die Schieferung fällt der Hang nach Osten hin flach ab, während die Felsen nach Westen zu Steilklippen bilden. Die Felsen sind zwar stark mit Moosund Flechten bewachsen, der Fels daher oft nicht gut erkennbar, die Verwitterung hat aber die metamorphen Gefügeelemente markant herauspräpariert: Lagenbau, Fältelung im cm bis dm Bereich, Quarzknauern und Linsen von < 1 cm bis 30 cm Mächtigkeit. | 2500 100 × 25            | Typ: Felswand/-hang, Gesteinsart, Metamorphes Gefüge Art: Gneis                                                        | Felshang/Felskuppe             | bedeutend          | Naturdenkmal, Landschaftsschutzgebiet, Wasserschutzgebiet     |                                 |
| Blockmeer im NSG Hölle NW von Postfelden                         | weitere Bilder | 372R070   | Rettenbach Position                         | Regensburger Wald               | Entlang des Höllbaches, der hier mit relativ steilem Gefälle auf kurzer Distanz etwa 40 Höhenmeter überwindet, zieht sich ein eindrucksvolles Blockmeer entlang, mit Blöcken bis zu 5 m Durchmesser. Die Rundung der Blöcke ist allerdings nicht durch den Fluss entstanden, sondern Resultat von Verwitterung: Wollsackverwitterte Granitfelsen wurden im Pleistozän in die einzelnen Wollsäcke zerlegt. Der Granitgrus wurde ausgewaschen, die Blöcke blieben mehr oder weniger an Ort und Stelle liegen. | 7000 350 × 20            | Typ: Blockmeer, Blockstrom, Wollsackbildung Art: Granit, Migmatit                                                      | Block                          | wertvoll           | Naturschutzgebiet, Landschaftsschutzgebiet, FFH-Gebiet        |                                 |
| Felsensemble an der Bärenhöhle NE von Rackelsdorf                |                | 372R071   | Pemfling Position                           | Hinterer Oberpfälzer Wald       | Die Felsgruppe mit einer steil aufragenden Felsburg und zahlreichen großen Felsblöcken besteht aus granatführendem Cordieritgneis, der hier teilweise sehr gut aufgeschlossen ist und viele metamorphe Gefügeelemente zeigt. Die roten Granatkristalle sind deutlich zu erkennen. Im Bereich des Felsensemble gibt es zahlreiche Spalten und Überdeckungshöhlen. Die Bärenhöhle selbst ist eine ca. 5 m lange geräumige Höhle unter einem großen Felsblock, der zwei weiteren aufliegt. | 5000 100 × 50            | Typ: Felsgruppe, Gesteinsart, Felsburg Art: Cordierit, Sillimanit, Gneis                                               | Felshang/Felskuppe             | wertvoll           | Landschaftsschutzgebiet, Naturpark                            |                                 |
| Sandgrube am Gitzberg NE von Postbauer-Heng                      | weitere Bilder | 373A001   | Postbauer-Heng Position                     | Südwestliche Albrandregion      | Doggersandstein-Aufschluss im Felsensandstein vom Hauptflözhorizont bis zur Beta-/Gamma-Grenze. Disciteston-Horizont und Grabganglagen sind aufgeschlossen. Ein Teil der Aufschlüsse wurde durch die Verfüllung verstürzt. | 20000 200 × 100          | Typ: Schichtfolge, Sedimentstrukturen, Spurenfossilien Art: Sandstein, Ton                                             | Kiesgrube/Sandgrube            | bedeutend          | Landschaftsschutzgebiet                                       |                                 |
| Hohlweg NW von Gspannberg                                        | weitere Bilder | 373A002   | Berg bei Neumarkt in der Oberpfalz Position | Südwestliche Albrandregion      | Der Hohlweg, durch den die Straße verläuft, erschließt Unteren Dogger als hellbraunen Sandstein mit geringen Eisenoolithanteilen und einem kleinen Felsenkeller. | 60 30 × 2                | Typ: Gesteinsart Art: Sandstein, Ton                                                                                   | Böschung                       | bedeutend          | kein Schutzgebiet                                             |                                 |
| Ehemaliger Steinbruch E von Hadermühle                           |                | 373A006   | Lauterhofen Position                        | Mittlere Frankenalb             | Der Steinbruch bietet einen Einblick in die Schichtkalke des Unteren Malms. Die Steilwände sind weitgehend vegetationsfrei, die Sohle des Bruchs ist von Sukzessionsvegetation bedeckt. | 1600 80 × 20             | Typ: Gesteinsart Art: Kalkstein                                                                                        | Steinbruch                     | bedeutend          | Landschaftsschutzgebiet                                       |                                 |
| Ehemaliger Steinbruch am Rödelberg N von Ischhofen               |                | 373A007   | Neumarkt in der Oberpfalz Position          | Südliche Frankenalb             | Aufgeschlossen sind Schichtkalke des Unteren Malms, die z. T. verschwammt sind und Fossilien aufweisen. Der Bruch ist fast vollständig verwachsen, es sind nur noch einige kleinere Aufschlüsse sichtbar. | 4 4 × 1                  | Typ: Gesteinsart Art: Kalkstein                                                                                        | Steinbruch                     | bedeutend          | kein Schutzgebiet                                             |                                 |
| Ehemaliger Steinbruch am Sattelberg SW von Hartenhof             |                | 373A009   | Pilsach Position                            | Mittlere Frankenalb             | In dem teilweise verfüllten Steinbruch sind geschichtete fossilführende Kalke des Malm Gamma 2 und Crussoliensismergel aufgeschlossen. | 600 30 × 20              | Typ: Gesteinsart Art: Kalkstein                                                                                        | Steinbruch                     | bedeutend          | kein Schutzgebiet                                             |                                 |
| Aufgel. Steinbruch NE von Sengenthal (Steinbruch Winnberg)       | weitere Bilder | 373A011   | Sengenthal Position                         | Südliche Frankenalb             | Auf dem Gelände befinden sich ein Steinbruch und eine Tongrube, beide zeigen in einzigartiger Weise in einem durchgehenden Profil den Oberen Dogger (Gamma bis Zeta), überlagert von Malm Alpha und Beta. | 160000 800 × 200         | Typ: Standard-/Referenzprofil, Tierische Fossilien, Spurenfossilien Art: Kalkstein, Tonstein                           | Steinbruch                     | besonders wertvoll | FFH-Gebiet                                                    |                                 |
| Ehemalige Sandgrube in der Oberen Haid E von Dennenlohe          |                | 373A012   | Postbauer-Heng Position                     | Südwestliche Albrandregion      | Die einzige Rhät-Sandgrube im Landkreis ist derzeit teilweise mit ungeordneten Ablagerungen (Hausmüll, Metalle, Bauschutt,…) verfüllt. | 60 15 × 4                | Typ: Gesteinsart, Sedimentstrukturen Art: Sand                                                                         | Kiesgrube/Sandgrube            | bedeutend          | kein Schutzgebiet                                             |                                 |
| Ehemalige Sandgrube NW von Arzthofen                             |                | 373A014   | Deining Position                            | Südliche Frankenalb             | Der Aufschluss liegt in einer Düne aus quartärem Flugsand. | 16 8 × 2                 | Typ: Gesteinsart, Düne Art: Sand                                                                                       | Kiesgrube/Sandgrube            | bedeutend          | kein Schutzgebiet                                             |                                 |
| Ehemalige Sandgrube SW von Wolfersthal                           |                | 373A017   | Berching Position                           | Südliche Frankenalb             | Die ehemalige Grube ist stark verwachsen und nur noch am Nord-Ende gut zugänglich. Hier sind im Aufschluss die Sedimentstrukturen sehr gut zu erkennen (Dogger Beta, Disciteston mit U-förmigen Grabgängen, Dogger Gamma mit Sowerbyi-Geröll-Lage). | 700 70 × 10              | Typ: Sedimentstrukturen, Schichtfolge, Spurenfossilien Art: Sandstein                                                  | Kiesgrube/Sandgrube            | wertvoll           | Landschaftsschutzgebiet, Naturpark                            |                                 |
| Ehemaliger Steinbruch N von Rübling                              |                | 373A018   | Berching Position                           | Südliche Frankenalb             | In dem Abbaugelände existieren zwei größere Bruchgruben, es sind jedoch nur wenige Aufschlüsse vorhanden, an denen das Gestein gut zu erkennen ist. | 1000 200 × 5             | Typ: Schichtfolge Art: Mergelstein, Kalkstein                                                                          | Steinbruch                     | bedeutend          | Landschaftsschutzgebiet, FFH-Gebiet, Naturpark                |                                 |
| Ehemaliger Steinbruch W von Ernersdorf                           |                | 373A021   | Berching Position                           | Südliche Frankenalb             | Im Kalkstein ist die Bankung gut zu erkennen, in der Bruchwand sind auch einige Klüfte sichtbar. Die Grube ist sauber hergerichtet, eine Erläuterungstafel besagt, dass hier bis in die 1950er Jahre sechs bis sieben Arbeiter von Hand den Kalk abbauten. | 400 80 × 5               | Typ: Gesteinsart Art: Kalkstein                                                                                        | Steinbruch                     | bedeutend          | Landschaftsschutzgebiet, Naturpark                            |                                 |
| Ehemaliger Steinbruch W von Eglasmühle                           |                | 373A025   | Berching Position                           | Südliche Frankenalb             | Die Bruchwand ist unbewachsen und weist einzelne Rutschungen auf. Fossilien sind v. a. auf den Abbruchhalden zahlreich zu finden. Müllablagerungen beeinträchtigen das Landschaftsbild. | 30000 300 × 100          | Typ: Gesteinsart Art: Kalkstein                                                                                        | Steinbruch                     | bedeutend          | Landschaftsschutzgebiet, FFH-Gebiet, Vogelschutzgebiet        |                                 |
| Ehemaliger Steinbruch SSE von Eismannsdorf                       |                | 373A026   | Breitenbrunn Position                       | Südliche Frankenalb             | Der relativ große ehemalige Steinbruch liegt am oberen Rand eines Kerbtals in gebankten Kalken. Die Bruchwand ist verwachsen und verfällt zunehmend. | 1600 80 × 20             | Typ: Gesteinsart Art: Kalkstein                                                                                        | Steinbruch                     | bedeutend          | Landschaftsschutzgebiet, FFH-Gebiet, Vogelschutzgebiet        |                                 |
| Ehemaliger Steinbruch E der Fuchsmühle                           |                | 373A027   | Hohenfels Position                          | Mittlere Frankenalb             | Im ehemaligen Steinbruch östlich der Fuchsmühle ist Massendolomit der Unteren Frankenalb-Formation aufgeschlossen. Die massigen Dolomite zeigen eine auffällige, fast senkrecht stehenden Klüftung. Neben den massigen, nur vertikal gegliederten Bereichen treten auch solche mit einer weitständigen, meist undeutlichen Horizontalgliederung auf. Diese vermitteln zwischen den Massendolomiten der Riffe und den gebankten dolomiten der Pottenstein-Formation, wie sie am gegenüberliegenden Talrand des Forellenbachtales aufgeschlossen sind. | 8000 100 × 80            | Typ: Gesteinsart Art: Dolomitstein                                                                                     | Steinbruch                     | bedeutend          | Landschaftsschutzgebiet                                       |                                 |
| Hohlweg im Doggersandstein SE von Deining                        | weitere Bilder | 373A029   | Deining Position                            | Südliche Frankenalb             | Am Feuerwehrhaus von Deining setzt ein tief eingeschnittener Hohlweg im Doggersandstein an, der hervorragende Aufschlüsse in dem Gestein bietet. Stark verfestigte Felsbereiche wechseln mit mürberen Partien ab. Beidseitig vom Hohlweg liegt eine große Anzahl ehemaliger Felsenkeller. | 1200 120 × 10            | Typ: Gesteinsart, Hohlweg, Stollen Art: Sandstein                                                                      | Grube/Kanal/Hohlweg            | bedeutend          | FFH-Gebiet                                                    |                                 |
| Felswand SE von Niederhofen                                      | weitere Bilder | 373A030   | Pilsach Position                            | Mittlere Frankenalb             | An der Steilstufe zwischen Niederhofen und Dietkirchen am südöstlichen Hang des Tales der Schwarzen Laaber ist an einer bis 5 Meter hohen Felswand Eisensandstein aus dem Dogger Beta aufgeschlossen. Die gelblichen geschichteten Sandsteine (Fein- bis Mittelsandstein) zeigen mancherorts Schrägschichtung. In den Sandstein sind zahlreiche Felsenkeller eingeschlagen. An den Türstöcken sind noch die Bearbeitungsspuren der Werkzeuge sichtbar. | 1000 200 × 5             | Typ: Sedimentstrukturen, Gesteinsart, Felsenkeller Art: Sandstein                                                      | Hanganriss/Felswand            | wertvoll           | kein Schutzgebiet                                             | Bayerns schönste Geotope Nr. 69 |
| Ehemaliger Steinbruch ENE von Hebersdorf                         |                | 373A031   | Dietfurt an der Altmühl Position            | Südliche Frankenalb             | Im südlichen Teil des Steinbruch sind die Werkkalke eindrucksvoll als durchgehende Wand erschlossen. In den Kalksteinen findet man zahlreiche Ammoniten und Belemniten. Der nördliche Teil wird als Deponie genutzt. | 6250 250 × 25            | Typ: Gesteinsart, Tierische Fossilien Art: Kalkstein                                                                   | Steinbruch                     | bedeutend          | Landschaftsschutzgebiet, Naturpark                            |                                 |
| Ehemaliger Steinbruch E von Stetterhof                           |                | 373A032   | Dietfurt an der Altmühl Position            | Südliche Frankenalb             | Im ehemaligen Steinbruch ist über mehrere Sohlen der Werkalk des Malms erschlossen. In den Schichten findet man häufig Ammoniten. Der Abbau ist bereits seit längerem eingestellt und die Bruchwände sind z. T. bereits verwachsen. | 12500 250 × 50           | Typ: Gesteinsart, Tierische Fossilien Art: Kalkstein                                                                   | Steinbruch                     | bedeutend          | Landschaftsschutzgebiet, FFH-Gebiet                           |                                 |
| Ehem. Steinbruch E von Breitenegg                                |                | 373A034   | Breitenbrunn Position                       | Südliche Frankenalb             | Im Hanganschnitt oberhalb der Straße sind dolomitisierte Malmkalke angeschnitten. Im Aufschluss findet man einen Wechsel von massigen zu gebankten Lagen erkennen. Im Gestein lassen sich Schwämme und Ammoniten finden. Stellenweise ist die Wand mit einem Sinterbelag überzogen. Entlang von zwei Brüchen ist das Gestein zerschert. | 850 170 × 5              | Typ: Gesteinsart, Sedimentstrukturen, Tierische Fossilien Art: Kalkstein, Dolomitstein                                 | Böschung                       | bedeutend          | Landschaftsschutzgebiet, FFH-Gebiet, Naturpark                |                                 |
| Ehemaliger Steinbruch E von Pollanten                            |                | 373A035   | Berching Position                           | Südliche Frankenalb             | Im Steinbruch sind nur noch die oberen Bereiche zugänglich. Im oberen Teil sind Riffschuttkalke aufgeschlossen. Die Sedimentation wechselt von dickbankigen gröberen zu dünneren feinkörnigen Schichten. Die groben Lagen sind reich an Fossilien aus dem nahen Riffbereich. Der untere Teil des Bruches ist teilweise verstürzt, teilweise mit Hausmüll verfüllt. Ein kleiner Riffkörper ist im westlichen Teil des Bruches aufgeschlossen. | 3600 60 × 60             | Typ: Gesteinsart, Sedimentstrukturen, Kluft-/Tektonische Höhle Art: Kalkstein                                          | Steinbruch                     | geringwertig       | Landschaftsschutzgebiet, Naturpark                            |                                 |
| Aufgelassener Östlicher Schieferbruch S von Parsberg             |                | 373A037   | Lupburg Position                            | Südliche Frankenalb             | Im teilweise mit Hausmüll verfüllten Steinbruch ist plattiger bis dünnbabkiger Plattenkalk aufgeschlossen. Die Krumme Lage ist deutlich ausgebildet und zeigt gelegentlich Gleitfaltung. | 1050 35 × 30             | Typ: Schichtfolge, Sedimentstrukturen Art: Kalkstein                                                                   | Steinbruch                     | bedeutend          | kein Schutzgebiet                                             |                                 |
| Vielfarbiger Doggersandstein am Jurasteig W von Mittersthal      |                | 373A038   | Deining Position                            | Südliche Frankenalb             | In einem ehemaligen Abbau ist ein Eisenerz-Horizont des Doggersandsteins mit violetten, hellroten und ockerbraunen Farben aufgeschlossen. Im Sandstein sind Schrägschichtungskörper zu erkennen. | 750 50 × 15              | Typ: Gesteinsart, Steinbruch/Grube Art: Sandstein                                                                      | Steinbruch                     | bedeutend          | FFH-Gebiet                                                    |                                 |
| Ehemalige Tongrube bei Heng                                      |                | 373G001   | Postbauer-Heng Position                     | Südwestliche Albrandregion      | Die Wände erschließen eintönige blaugraue, pyrithaltige, leicht kalkige Schiefertone. Häufig sind Tonstein-, seltener Mergelkalkkonkretionen eingelagert, helle Gipskristalle bis 2 cm Länge können oft beobachtet werden. Die obersten Meter des Profils verwittern zu braunem, kalkfreiem Lehm. Die Aufschlüsse sind hier z. T. schon älter und mit Vegetation bewachsen. | 15000 150 × 100          | Typ: Steinbruch/Grube, Gesteinsart Art: Tonstein                                                                       | Lehmgrube/Tongrube/Mergelgrube | wertvoll           | Landschaftsschutzgebiet                                       |                                 |
| Franzosenlöcher SE von Batzhausen                                |                | 373G003   | Seubersdorf in der Oberpfalz Position       | Südliche Frankenalb             | Das Gebiet umfasst mehrere hundert Löcher und Vertiefungen von 1 bis 10 Durchmesser im Wald. Diese Franzosenlöcher entstanden durch den Abbau von Bohnerzen und Erweiterungen durch französische Soldaten im Krieg mit österreichischen Truppen. | 160000 400 × 400         | Typ: Pinge/nfeld Art: Kalkstein                                                                                        | Pinge                          | bedeutend          | kein Schutzgebiet                                             |                                 |
| Bucher Silbersandhöhlen am Dillberg NNE von Buch                 | weitere Bilder | 373G004   | Postbauer-Heng Position                     | Südwestliche Albrandregion      | Bis zum Zweiten Weltkrieg wurde untertägig in Stollen am Westhang des Dillbergs der helle, feinkörnige Sand im oberen Eisensandstein abgebaut. Dieser Silbersand wurde zum Scheuern der Stuben, als Poliersand und als Formsand in der Industrie verwendet und daher bis nach Nürnberg gefahren. Die Silbersandhöhle mit den beiden benachbarten Eingängen und Infotafel liegt am Wanderweg Nr. 1 auf rotem Rechteck von Buch auf das Dillberg-Plateau. Vom Hauptstollen zweigen ungeordnet kurze Nebenstollen ab, die am Eingang auch durchbrochen und Sandsteinpfeiler zur Absicherung stehen gelassen wurden. Die meisten Eingänge zu anderen Stollen am Dillberg sind verfallen und können gefahrlos nicht betreten werden. Im Winter dürfen die Silbersandhöhlen nicht betreten werden, da sie ein bedeutendes Fledermauswinterquartier sind. | 8000 400 × 20            | Typ: Stollen Art: Sandstein                                                                                            | Tunnel/Stollen/Schacht         | wertvoll           | Landschaftsschutzgebiet                                       |                                 |
| König-Otto-Tropfsteinhöhle E von Diesenhof                       | weitere Bilder | 373H001   | Velburg Position                            | Mittlere Frankenalb             | Die über 200 m lange Schauhöhle ist elektrisch beleuchtet. In der Höhle sind große Sinterkaskaden, oftmals korkenzieherartig verdrehte Stalaktiten und mächtige Stalagmiten ausgebildet. Durch einen 1972 entdeckten Gang ist die König-Otto-Höhle mit der Adventshalle verbunden. | 40000 200 × 200          | Typ: Karst-Horizontalhöhle Art: Dolomitstein                                                                           | Höhle                          | wertvoll           | Naturdenkmal, Landschaftsschutzgebiet                         |                                 |
| Das Hohlloch W von St. Wolfgang                                  | weitere Bilder | 373H002   | Velburg Position                            | Mittlere Frankenalb             | Das Hohlloch beeindruckt durch seinen großen Eingang. Derzeit wird die Höhle als Lagerraum genutzt und ist verschlossen. Am Südhang des Hohllochberges befinden sich weitere Höhlen. | 2000 100 × 20            | Typ: Karst-Horizontalhöhle Art: Dolomitstein                                                                           | Höhle                          | bedeutend          | Landschaftsschutzgebiet, FFH-Gebiet                           |                                 |
| Krügerloch SW von Eglasmühle                                     | weitere Bilder | 373H003   | Berching Position                           | Südliche Frankenalb             | Die einzigartige Höhle im Doggersandstein entstand teils künstlich, teils natürlich. Das Krügerloch ist auch unter dem Namen Kruzerloch bekannt. | 108 9 × 12               | Typ: Überdeckungshöhle, Ausbruchs/Auswitterungshöhle, Stollen Art: Sandstein                                           | Hanganriss/Felswand            | wertvoll           | Naturdenkmal, Landschaftsschutzgebiet, FFH-Gebiet             |                                 |
| Tuffsteinhöhle in Holnstein                                      | weitere Bilder | 373H004   | Berching Position                           | Südliche Frankenalb             | Die sehr beeindruckende Höhle im Tuffsteinfelsen in Holnstein weist schöne Sinterbildungen auf. Vermutlich dient sie als Unterschlupf für Fledermäuse. Der Eingangsbereich dient als Lagerplatz für Werkstoffe. Insgesamt sind 25 m begehbar. | 150 50 × 3               | Typ: Tuffhöhle Art: Kalktuff                                                                                           | Hanganriss/Felswand            | wertvoll           | Naturdenkmal, Naturpark                                       |                                 |
| Hohenberghöhle W von Velburg                                     |                | 373H005   | Velburg Position                            | Mittlere Frankenalb             | Kleine schöne Höhle im massigen Dolomit mit Sinterbildungen. | 100 10 × 10              | Typ: Karst-Horizontalhöhle, Sinterbildung Art: Dolomitstein                                                            | Höhle                          | bedeutend          | Landschaftsschutzgebiet                                       |                                 |
| Karstquelle Mühlbachquelle bei Mühlbach                          | weitere Bilder | 373Q001   | Dietfurt an der Altmühl Position            | Südliche Frankenalb             | Die Schüttung im schönen Quellteich erreicht meist über 200 l/s. Markierungsversuche zeigen den Zusammenhang mit Dolinen bei Eutenhofen. | 200 20 × 10              | Typ: Schuttquelle, Karst-Horizontalhöhle Art: Kalkstein, Kalkmergelstein                                               | kein Aufschluss                | besonders wertvoll | Naturdenkmal, Naturpark                                       |                                 |
| Karstquelle SW von Premerzhofen                                  | weitere Bilder | 373Q002   | Breitenbrunn Position                       | Südliche Frankenalb             | Die kleine Karstquelle tritt aus einer engen Karströhre aus und weist starke Schüttungsschwankungen auf. Das Wasser wird für eine Fischzucht genutzt. Im nahen Umfeld treten noch mehrere Quellen in die Talfüllung aus. | 30 6 × 5                 | Typ: Schichtquelle, Gesteinsart Art: Kalkstein                                                                         | Hanganriss/Felswand            | bedeutend          | Naturdenkmal, Landschaftsschutzgebiet, FFH-Gebiet             |                                 |
| Hoher Brunnen ENE von Rübling                                    | weitere Bilder | 373Q004   | Berching Position                           | Südliche Frankenalb             | Am Burgstall Hoher Brunnen entspringen an der Braunjura/Weißjura-Grenze zwei Quellen. Diese werden aus demseichten Karst des Plateaus zwischen Rübling und Erasbach gespeist. Die Grundwasserführung im seichten Karst ist sehr stark abhängig von der Witterung. Im trockenen und heißen Jahr 2015 waren beide Quellen anfangs Septembernur noch spärliche Rinnsale. Beim Weg durch die Kalksteine des Weißjura löst das kühle Grundwasser das Karbonatan. Beim Austritt an der Erdoberfläche wird das Wasser erwärmt und das mitgeführte Karbonat fällt aus (ein Effekt den jeder bei sich zuhause vor der Kaffeemaschine kennt). Am Hohen Brunnen hat sich so am Steilabfall desBraunjura eine Kalktuffkaskade gebildet, über die das Wasser – bei entsprechend reichlicher Wasserführung – ins Talstürzt. Seinen porösen Charakter erhält der Kalktuff durch die Beteiligung von Algen und Moosen am Fällungsprozeß. An der Kaskade erläutert eine Tafel die Grundzüge dieses Prozesses. Um die Kaskade vor Zerstörung zu bewahrenist ihr Betreten zu unterlassen!                                                                                  | 100 10 × 10              | Typ: Schichtquelle, Sinterterrassen Art: Kalkstein, Kalktuff, Tonstein                                                 | kein Aufschluss                | bedeutend          | Landschaftsschutzgebiet, FFH-Gebiet, Naturpark                |                                 |
| Kaltenbachquelle S von Dillberg                                  | weitere Bilder | 373Q006   | Berg bei Neumarkt in der Oberpfalz Position | Südwestliche Albrandregion      | Die schöne natürliche Schichtquelle tritt an der wasserstauenden Schicht des Opalinuston im Braunen Jura (Dogger) zutage. Im darüberliegenden Eisensandstein hat die Erosion eine kleine Höhle ausgewaschen. Hier und am Hanganriss sind die gelbfarbigen Schichten und rotbraunen Eisenausfällungen gut sichtbar. Je nach Witterung schwankt die Schüttung der Quelle stark. Die Kaltenbachquelle ist am Kaltenbachweg (Wanderweg Nr. 2 auf grünem Rechteck) ausgeschildert. Treppen und Stege aus Holz ermöglichen den Zugang bis zur Quelle. | 25 5 × 5                 | Typ: Schichtquelle Art: Sandstein                                                                                      | Höhle                          | bedeutend          | Landschaftsschutzgebiet                                       |                                 |
| Doline NW von Mantlach                                           |                | 373R001   | Velburg Position                            | Südliche Frankenalb             | Die Doline liegt zwischen Feldern und ist durch einige hohe Pappeln markiert. | 170 17 × 10              | Typ: Doline Art: Kalkstein                                                                                             | kein Aufschluss                | bedeutend          | Naturdenkmal                                                  |                                 |
| Schwammerl-Felsen WSW von St. Colomann                           | weitere Bilder | 373R002   | Velburg Position                            | Mittlere Frankenalb             | Am Weg zum Gipfel des Osterberges liegt der pilzförmige Felsen mit senkrechten Spalten und Klüften. | 20 5 × 4                 | Typ: Felsturm/-nadel Art: Dolomitstein                                                                                 | Hanganriss/Felswand            | bedeutend          | Naturdenkmal, Landschaftsschutzgebiet, FFH-Gebiet             |                                 |
| Hohllochberg ENE von Velburg                                     |                | 373R003   | Velburg Position                            | Mittlere Frankenalb             | Am Südhang des Hohlochberges befinden sich mehrere Höhlen, darunter das Hohlloch. Von den Wanderwegen aus sind zahlreiche Felsausbisse gut sichtbar, die zahlreiche klein- und großflächige Aufschlüsse aufweisen. | 60000 300 × 200          | Typ: Felskuppe, Karst-Horizontalhöhle Art: Dolomitstein                                                                | Hanganriss/Felswand            | bedeutend          | Landschaftsschutzgebiet, FFH-Gebiet                           |                                 |
| Dolomite am Burgberg der Ruine Velburg                           | weitere Bilder | 373R004   | Velburg Position                            | Mittlere Frankenalb             | Am Weg zur Ruine sind Schwammstrukturen im Malm Delta Dolomit sichtbar. Aufgeschlossen sind auch Epsilon-Riffdolomit und Lochreihen- sowie Bänderdolomite an der Delta-Epsilon-Grenze direkt unter der Ruine Velburg. | 10000 100 × 100          | Typ: Felswand/-hang Art: Dolomitstein                                                                                  | Hanganriss/Felswand            | geringwertig       | Landschaftsschutzgebiet, FFH-Gebiet                           |                                 |
| Tuffsteinfelsen in Holnstein                                     |                | 373R005   | Berching Position                           | Südliche Frankenalb             | Kalktuffe sind überwiegend an kalkreiche Malmwässer gebunden, die auf den stauenden Tonen des Oberen Dogger in zahlreichen Quellen austreten. Die ca. 150 m lange und bis 15 m hohe Tuffwand in Holnstein wird von einer geräumigen Höhle durchzogen. | 2000 100 × 20            | Typ: Felswand/-hang Art: Kalktuff                                                                                      | Hanganriss/Felswand            | wertvoll           | Naturdenkmal, Naturpark                                       |                                 |
| Doline NW von Gimpertshausen                                     |                | 373R006   | Breitenbrunn Position                       | Südliche Frankenalb             | Die Doline mit einem kleinen Gehölz liegt in einem Acker und wird eng vom Pflug umfahren, der Dolinengrund ist mit Müllablagerungen verunreinigt. | 256 16 × 16              | Typ: Doline Art: Kalkstein                                                                                             | kein Aufschluss                | bedeutend          | Naturdenkmal, Naturpark                                       |                                 |
| Felsen im Schnufenhofener Trockental N von Wissing               |                | 373R007   | Seubersdorf in der Oberpfalz Position       | Südliche Frankenalb             | Der Dolomitfelsen zeigt deutlich dickere bis dünnere Bänke, die sich flach zwiebelschalenartig übereinander legen. Mürbere (mergeligere) Lagen wittern als Hohlkehlen heraus. Diese Form ist typisch für flache Schwammriffbauten, obwohl die Riffbildner durch die spätere Dolomitisierung weitgehend zerstört sind. | 625 25 × 25              | Typ: Felswand/-hang, Sedimentstrukturen Art: Dolomitstein, Kalkstein                                                   | Hanganriss/Felswand            | wertvoll           | FFH-Gebiet                                                    |                                 |
| Doline W von Plankstetten                                        |                | 373R008   | Berching Position                           | Südliche Frankenalb             | Die Doline hat die Form einer flachen Schüssel. Im Zentrum wurde ein kleines Becken ausgegraben. Durch die Einschwämmung von feinerem Tonmaterial sammelt sich hier das Oberflächenwasser, so kann das Becken als Viehtränke dienen. | 900 30 × 30              | Typ: Doline Art: Dolomitstein                                                                                          | kein Aufschluss                | bedeutend          | Landschaftsschutzgebiet, Naturpark                            |                                 |
| Kugelfelsen SW von Bottelmühle                                   |                | 373R009   | Breitenbrunn Position                       | Südliche Frankenalb             | Hinter dem kugelförmig herausgewitterten Hauptfelsen findet sich ein kleinerer Felsen mit einer kurzen Durchgangshöhle. | 140 20 × 7               | Typ: Felswand/-hang, Karst-Halbh./Naturbrücke Art: Kalkstein                                                           | Hanganriss/Felswand            | bedeutend          | Naturdenkmal, Landschaftsbestandteil                          |                                 |
| Bachhaupter Felsen SE von Bachhaupt                              | weitere Bilder | 373R010   | Breitenbrunn Position                       | Südliche Frankenalb             | Es handelt sich um zwei steile, voneinander getrennte Felsen, aus dem für den Malm Beta typischen schmutziggrauen Dolomit mit glattrundlichen Verwitterungsformen. Im oberen Teil der Felsen erkennt man mehrere Schichtfugen, die mit 45 Grad nach SW einfallen und damit die steile Riffmorphologie nachzeichnen. | 300 30 × 10              | Typ: Felsturm/-nadel, Sedimentstrukturen Art: Dolomitstein                                                             | Hanganriss/Felswand            | bedeutend          | Naturdenkmal, Landschaftsschutzgebiet, FFH-Gebiet             |                                 |
| Felsen im Neutal NW von Mitteldorf                               |                | 373R011   | Dietfurt an der Altmühl Position            | Südliche Frankenalb             | Am nordexponierten Steilhang über dem Neutal sind zahlreiche Felsausbisse zu finden. | 100 10 × 10              | Typ: Felswand/-hang Art: Kalkstein                                                                                     | Hanganriss/Felswand            | bedeutend          | Naturdenkmal, Landschaftsschutzgebiet, FFH-Gebiet             |                                 |
| Radlerfelsen E von Mühlbach                                      |                | 373R012   | Dietfurt an der Altmühl Position            | Südliche Frankenalb             | Die markante Dolomitfelswand überragt den bewaldeten Hang. | 30000 300 × 100          | Typ: Felsturm/-nadel Art: Dolomitstein                                                                                 | Hanganriss/Felswand            | bedeutend          | Landschaftsschutzgebiet, FFH-Gebiet, Naturpark                |                                 |
| Kopffelsen E von Mühlbach                                        | weitere Bilder | 373R013   | Dietfurt an der Altmühl Position            | Südliche Frankenalb             | Die Felspartie östlich von Mühlbach wird von dick-tafelbankigem Dolomit des Malm Delta mit ebenem Dach aus dünnerbankigem hellen Kalken des höchsten Malm Delta bis tiefsten Epsilon aufgebaut. | 600 60 × 10              | Typ: Felsturm/-nadel, Schichtfolge Art: Dolomitstein                                                                   | Hanganriss/Felswand            | wertvoll           | Naturdenkmal, Landschaftsschutzgebiet, FFH-Gebiet             |                                 |
| Felsgruppe NE der Fuchsmühle                                     |                | 373R014   | Hohenfels Position                          | Mittlere Frankenalb             | Die Gesteinsstrukturen der Felsengruppe sind meist trotz Vegetation deutlich zu erkennen und über knapp 250 m Längserstreckung zu verfolgen. Die Felswand selbst liegt bereits in den Grenzen des JMRC Hohenfels. Ein Herangehen an die Wand ist deshalb nicht möglich (Militärischer Sperrbereich – Betreten verboten – Schusswaffengebrauch). Die Angabe Treuchtlinger Marmor ist als Lückenfüller für Bernhof-Subformation der Pottenstein-Formation (d. i. gebankte Dolomitfazies) zu sehen. | 7500 250 × 30            | Typ: Felsgruppe, Schichtfolge Art: Dolomitstein                                                                        | Hanganriss/Felswand            | bedeutend          | FFH-Gebiet, Landschaftsschutzgebiet, Vogelschutzgebiet        |                                 |
| Dolinenfeld WSW von Pestenrain                                   |                | 373R015   | Dietfurt an der Altmühl Position            | Südliche Frankenalb             | Ansammlung von mehreren besonders großen und tiefen Dolinen auf engem Raum. | 180000 600 × 300         | Typ: Dolinenfeld Art: Dolomitstein, Kalkstein                                                                          | kein Aufschluss                | wertvoll           | Landschaftsschutzgebiet, Naturpark                            |                                 |
| Hirschenstein SE von Breitenbrunn                                |                | 373R016   | Breitenbrunn Position                       | Südliche Frankenalb             | Die Wand besteht im tieferen Teil aus undeutlich gebanktem und mürbem, Hohlkehlen bildenden Dolomit. Nach oben hin entwickelt sich ein massig-ungegliederter Riffdolomit, dessen Dach von dünnwandigem Dolomit aufgebaut wird (vermutlich ist dieser Bereich den Crussoliensismergeln zuzuordnen). | 170 17 × 10              | Typ: Felsturm/-nadel, Schichtfolge Art: Dolomitstein                                                                   | Hanganriss/Felswand            | wertvoll           | Naturdenkmal, Landschaftsschutzgebiet, Naturpark              |                                 |
| Dolinen SE von Predlfing                                         |                | 373R017   | Dietfurt an der Altmühl Position            | Südliche Frankenalb             | Die beiden Dolinen sind stark verwachsen, die größere weist einen temporären Zufluss auf. Durch einen Markierungsversuch wurde der Zusammenhang mit der nahen Karstquelle Parleithen nachgewiesen. | 2400 80 × 30             | Typ: Doline Art: Kalkstein                                                                                             | kein Aufschluss                | bedeutend          | Naturdenkmal, Naturpark                                       |                                 |
| Sanddünen S von Neumarkt                                         | weitere Bilder | 373R018   | Neumarkt in der Oberpfalz Position          | Südwestliche Albrandregion      | Im Naturschutzgebiet südlich von Neumarkt finden sich mehrere markante Dünenzüge, die bis über 500 m Länge und 12 m Höhe erreichen. Die lockere Kiefernwald-Vegetation ist typisch für die Art des Standorts. | 400000 800 × 500         | Typ: Dünenfeld Art: Sand                                                                                               | kein Aufschluss                | bedeutend          | Naturschutzgebiet, FFH-Gebiet                                 |                                 |
| Zeugenberg NW von Sulzbürg                                       | weitere Bilder | 373R019   | Mühlhausen Position                         | Südwestliche Albrandregion      | Die Plateaufläche auf der Sulzbürg bezeugt die ehemals weitere Ausdehnung der Fränkischen Alb und die damals bereits erfolgte Abtragung bis auf den Doggersandstein hinab. Hohlwege, Gräben und Felshänge rund um das Plateau bieten gute Aufschlüsse im Doggersandstein, örtlich auch mit Eisenerzflözen. Das Pandurenloch am Osthang des Zeugenberges ist eine kurze Auskolkungshöhle im Eisensandstein. | 180000 600 × 300         | Typ: Inselberg/Zeugenberg, Ausbruchs/Auswitterungshöhle Art: Sandstein, Eisen, /Manganerz                              | Hanganriss/Felswand            | wertvoll           | Landschaftsschutzgebiet                                       |                                 |
| Steinerne Rinne S von Erasbach                                   | weitere Bilder | 373R020   | Berching Position                           | Südliche Frankenalb             | An der Grenze des Dogger zum Malm entspringt am Hang eine kleine Quelle, unterhalb der sich eine etwa 100 m lange und bis zu 0,8 m hohe Steinerne Rinne gebildet hat. Die bemooste Kalktuff-Ablagerung zieht sich sehr markant durch den lichten Buchenwald. | 100 100 × 1              | Typ: Steinerne Rinne Art: Kalktuff                                                                                     | kein Aufschluss                | bedeutend          | Landschaftsbestandteil, Landschaftsschutzgebiet, FFH-Gebiet   |                                 |
| Rachental NE von Berching                                        | weitere Bilder | 373R021   | Berching Position                           | Südliche Frankenalb             | Im Grund des Rachentals hat sich auf etwa 150 m Länge ein mehrere Meter mächtiger Kalksinter abgeschieden. Das Wasser zweier kleiner Quellen fließt über bemooste, meist terrassenartig angeordnete Kaskaden. | 450 150 × 3              | Typ: Sinterterrassen Art: Kalktuff                                                                                     | kein Aufschluss                | bedeutend          | Landschaftsschutzgebiet, Naturpark                            |                                 |
| Sanddünen im Graßaholz E von Graßahof                            |                | 373R022   | Deining Position                            | Südliche Frankenalb             | Die Sanddünen im Graßaholz sind Wanderdünen für die in geschichtlicher Zeit Wanderbewegungen nachgewiesen sind. In den Dünen im Graßaholz fanden sich bei Grabungen Artefakte aus geschichtlicher Zeit. Der Bereich um das Grassaholz ist das einzige Gebiet mit flächenhafter Verbreitung äolischer Sande auf der Albhochfläche. Entlang eines Weganrisses ist der strukturelle Aufbau der Dünen und der unterlagernde Malmkalk (Malm Beta) angeschnitten. | 20000 200 × 100          | Typ: Dünenfeld, Fossiler Boden Art: Sand                                                                               | kein Aufschluss                | bedeutend          | kein Schutzgebiet                                             |                                 |
| Wolfsberg SE von Dietfurt                                        | weitere Bilder | 373R023   | Dietfurt an der Altmühl Position            | Südliche Frankenalb             | Über das Tal der ehemaligen Donau, dem heutigen Altmühltal, erhebt sich der Umlaufberg. Der Wolfsberg besteht aus Kalksteinen des Malms. Der Berg entstand vermutlich bei der Verlagerung der Urdonau im Tertiär. Der Wolfsberg ist am besten von Norden her zu sehen. | 1620000 1800 × 900       | Typ: Umlauf-/Durchbruchsberg Art: Kalkstein, Mergelstein                                                               | Prallhang/Flussbett/Bachprofil | wertvoll           | Naturschutzgebiet, Landschaftsschutzgebiet, FFH-Gebiet        |                                 |
| Dolinen NW von Dietfurt                                          |                | 373R024   | Dietfurt an der Altmühl Position            | Südliche Frankenalb             | In einem Senkungsfeld sind mehrere Dolinen hintereinander angeordnet. Die größeren Dolinen sind eingezäunt, weitere kleinere sind noch im Acker zu sehen. In den größeren Dolinen wachsen Bäume, sie sind daher schwerer zu erkennen. | 20000 200 × 100          | Typ: Dolinenfeld Art: Kalkstein                                                                                        | Doline/Erdfall                 | bedeutend          | Naturpark                                                     |                                 |
| Dolinen N von Gundelshofen                                       |                | 373R025   | Dietfurt an der Altmühl Position            | Südliche Frankenalb             | In einem kleinen Wäldchen und in der Umgebung sind viele Dolinen aufzufinden. Die Dolinen sind zu einer Dolinenkette aufgereiht, welche sich von NW nach SE erstreckt. | 16000 200 × 80           | Typ: Dolinenfeld Art: Kalkstein, Dolomitstein                                                                          | Doline/Erdfall                 | bedeutend          | Landschaftsschutzgebiet, Naturpark                            |                                 |
| Doline ESE von Raitenbuch                                        |                | 373R030   | Berching Position                           | Südliche Frankenalb             | Kleine mit Bäumen bestandene Doline auf freiem Feld. | 2100 70 × 30             | Typ: Doline Art: Kalkstein                                                                                             | kein Aufschluss                | bedeutend          | Naturpark                                                     |                                 |
| Karstspalten in der Schwedenleite E von Grögling                 |                | 373R031   | Dietfurt an der Altmühl Position            | Südliche Frankenalb             | In den Kalksteinfelsen in der Steilwand der Schwedenleite ist auf einem Niveau das Gestein regelrecht durchlöchert. Die Karsthohlräume erreichen stellenweis eine Höhe von 50 cm. An den Wänden und am Boden der Höhlen sind Sinterbildungen zu beobachten. | 3000 300 × 10            | Typ: Karst-Horizontalhöhle, Sinterbildung, Gesteinsart Art: Kalkstein                                                  | Hanganriss/Felswand            | bedeutend          | Landschaftsschutzgebiet, FFH-Gebiet, Vogelschutzgebiet        |                                 |
| Polje W von Hohenfels                                            |                | 373R038   | Hohenfels Position                          | Mittlere Frankenalb             | Bei Stallhof westlich von Hohenfels befindet sich eine flache Senke mit ebenem Boden, die eine Polje (große Karsthohlform) darstellt. | 200000 1000 × 200        | Typ: Polje Art: Dolomitstein                                                                                           | kein Aufschluss                | bedeutend          | kein Schutzgebiet                                             |                                 |
| Felsfreistellung am Burgberg Parsberg                            |                | 373R041   | Parsberg Position                           | Südliche Frankenalb             | Am Burgberg in Parsberg ist außergewöhnlich dickbankiger Dolomit aufgeschlossen. Als weitere Besonderheit finden sich so genannte Schwamm-Geister – die herausgewitterten Schwämme sind deutlich als dunkle Hohlräume zu erkennen. | 75 25 × 3                | Typ: Felswand/-hang Art: Dolomitstein                                                                                  | Felshang/Felskuppe             | bedeutend          | kein Schutzgebiet                                             |                                 |
| Marienbild-Felsen in Darshofen                                   |                | 373R042   | Parsberg Position                           | Südliche Frankenalb             | Gebankte Dolomite der Hartmannshof-Formation (= Werkkalk). | 100 10 × 10              | Typ: Felswand/-hang Art: Dolomitstein                                                                                  | Hanganriss/Felswand            | wertvoll           | kein Schutzgebiet                                             |                                 |
| Aufschluss am Schlossberg bei Weihersberg                        |                | 374A004   | Trabitz Position                            | Oberpfälzer Grundgebirgsvorland | Aufgeschlossen sind hier Arkosen (Sandsteine mit Quarz und Feldspat) mit gut ausgebildeter Schräg- und Kreuzschichtung sowie tonige Zwischenlagen. Besonders auffällig ist ein Horizont mit aufgearbeiteten dunkelroten Tonsteinscherben (Resedimentation). Obwohl die Sandsteinwand ziemlich zugewachsen ist, bestehen stellenweise noch sehr gute Aufschlussverhältnisse, die verschiedene Sedimentstrukturen zeigen. | 100 10 × 10              | Typ: Gesteinsart, Sedimentstrukturen Art: Sandstein                                                                    | Hanganriss/Felswand            | bedeutend          | Naturdenkmal, Landschaftsschutzgebiet, Naturpark              |                                 |
| Ehemalige Grube Wilma N von Wendersreuth                         |                | 374A005   | Kirchendemenreuth Position                  | Nördlicher Oberpfälzer Wald     | Das Abbaugelände ist zu einem großen Teil mit Wasser gefüllt, so dass die Aufschlüsse an den Uferwänden fast unzugänglich sind. Die Abraumhalden des ehemaligen Tagebaus auf Meta-Pegmatit sind zugewachsen. Nur noch einzelne granat- und muskovitreiche Lesesteine zeigen das Gestein. | 6375 85 × 75             | Typ: Gesteinsart Art: Pegmatit                                                                                         | sonstiger Aufschluss           | bedeutend          | Landschaftsschutzgebiet, Naturpark                            |                                 |
| Ehemaliger Steinbruch S von Rotzenmühle                          |                | 374A006   | Püchersreuth Position                       | Nördlicher Oberpfälzer Wald     | Abgebaut wurden hier dunkle, mittelkörnige biotitreiche Redwitzite. Die Sohle des ehemaligen Steinbruches ist mit Wasser gefüllt. In der Umgebung sind gebrochene Blöcke, z. T. auch Halden zu finden. | 5000 100 × 50            | Typ: Gesteinsart Art: Diorit                                                                                           | Steinbruch                     | bedeutend          | Landschaftsschutzgebiet, Naturpark                            |                                 |
| Ehem. Steinbruch am Brückelranken NE von Flossenbürg             |                | 374A007   | Flossenbürg Position                        | Nördlicher Oberpfälzer Wald     | Der ehemalige Steinbruch zeigt die Merkmale des Flossenbürger Granits. In der Nähe liegen natürliche Felspartien, die als Naturdenkmal geschützt sind. Am südlichen Steilabfall liegt ein Blockstrom, die Granite weisen Wollsackverwitterung auf. | 450 30 × 15              | Typ: Gesteinsart Art: Granit                                                                                           | Steinbruch                     | bedeutend          | Landschaftsschutzgebiet, Naturpark                            |                                 |
| Steinbruch am Wurmstein N von Flossenbürg                        |                | 374A008   | Flossenbürg Position                        | Nördlicher Oberpfälzer Wald     | In dem großen Steinbruch wird blaugrauer, mittel- bis grobkörniger Zweiglimmergranit gewonnen. Klüftung und Bankung sind in dem Granit so ausgebildet, dass große Blöcke gewonnen werden können. Im Steinbruch am Wurmstein mussten in den 1930er- und 40er-Jahren Häftlinge des KZ Flossenbürg Granit abbauen, der bei nationalsozialistischen Prestigeprojekten (z. B. Reichsparteitagsgelände Nürnberg) eingesetzt wurde. Eine Wand an der südwestlichen Begrenzung des Steinbruchs wurde seither unberührt gelassen. Am oberen Ende dieser Häftlingswand gewährt heute eine Aussichtsplattform einen Einblick in den aktiven Steinbruch. Schautafeln informieren hier über die frühere Zwangsarbeit. Die Aussichtsplattform (Lage des Geotop-Punktes) ist vom Parkplatz am Schlossberg über den Wurmsteinweg erreichbar. Der aktive Teil des Steinbruchs ist vom Parkplatz über die Rumpelbachstraße erreichbar. Diese durchquert als markierter Wanderweg den Steinbruch. Bitte Wege nicht verlassen und ggf. Warnhinweise beachten! | 12000 200 × 60           | Typ: Gesteinsart, Mineralien Art: Granit                                                                               | Steinbruch                     | wertvoll           | Naturpark                                                     |                                 |
| Schlossberg Flossenbürg                                          | weitere Bilder | 374A009   | Flossenbürg Position                        | Nördlicher Oberpfälzer Wald     | Die berühmte Burgruine Flossenbürg ist auf einer Felskuppe aus Granit angelegt. Am Fuß befinden sich stillgelegte Abbaue im Flossenbürger Granit, die im Sohlenbereich mit Wasser gefüllt sind. Der mittel- bis grobkörnige Zweiglimmergranit zeigt ausgeprägt zwiebelschalige Absonderungen (Trennflächengefüge – sichtbar vor allem von der NW-Seite). Die Ruine ist über einen gut ausgebauten Fußweg vom Ort erreichbar. Sehr guter Aussichtspunkt. | 160000 400 × 400         | Typ: Typlokalität, Wollsackbildung, Härtling, Felskuppe Art: Granit                                                    | Hanganriss/Felswand            | besonders wertvoll | Naturschutzgebiet, Naturpark                                  | Bayerns schönste Geotope Nr. 73 |
| Ehemaliger Steinbruch SW von Theisseil                           | weitere Bilder | 374A010   | Theisseil Position                          | Nördlicher Oberpfälzer Wald     | In dem Steinbruch ist permischer Quarzporphyr aufgeschlossen. Obwohl der Steinbruch fast zugewachsen ist, ist eine Wand gut zugänglich. Dort und in Lesesteinen ist die porphyrische Struktur mit mm-großen Quarz- und Feldspatkristallen in einer feinkörnigen hell gelblich bis rötlichen Grundmasse gut zu erkennen. Am Parkplatz (von dort Zugang zum Steinbruch) sind ebenfalls große Quarzporphyrblöcke zu finden. Der Quarzporphyr hier gehört zu einem Gangschwarm, der die Gneise durchschlägt. | 30000 300 × 100          | Typ: Gesteinsart Art: Rhyolith                                                                                         | Steinbruch                     | wertvoll           | Landschaftsschutzgebiet, Naturpark                            |                                 |
| Schlossberg in Waldau                                            | weitere Bilder | 374A012   | Vohenstrauß Position                        | Nördlicher Oberpfälzer Wald     | Das Schloss Waldau ist auf Serpentinitfelsen errichtet. Der Bronzit führende Härtlingsrücken ist nur an wenigen Stellen um die Burg herum aufgeschlossen. Die Aufschlüsse sind weitgehend zugewachsen. | 6 3 × 2                  | Typ: Gesteinsart, Härtling Art: Serpentinit                                                                            | Hanganriss/Felswand            | bedeutend          | Naturdenkmal, Naturpark                                       |                                 |
| Ehemaliger Steinbruch W von Waldau                               |                | 374A013   | Vohenstrauß Position                        | Nördlicher Oberpfälzer Wald     | In dem inzwischen aufgelassenen Steinbruch wurden helle, grobkörnige Granite des Leuchtenberger Granitmassivs abgebaut. Die Granite weisen eine ausgezeichnete Klüftung und Bankung auf. Obwohl Teile des Steinbruchs heute von einem See eingenommen werden, kann durch die vielen auf Halde aufgeschütteten großen Granitblöcke das Gestein gut betrachtet werden. | 1000 50 × 20             | Typ: Gesteinsart Art: Granit                                                                                           | Steinbruch                     | wertvoll           | Landschaftsschutzgebiet, Naturpark                            |                                 |
| Kreuzberg in Pleystein                                           | weitere Bilder | 374A015   | Pleystein Position                          | Nördlicher Oberpfälzer Wald     | Der Kreuzberg Pleystein, ein 30 m hoher Quarzfelsstock, ist der Quarzkern eines Pegmatits. Die zentrale Quarzmasse wird von Aplit umlagert, der viele Phosphatmineralien führt. Durch einen Felssturz in den 1970er Jahren trat unverwittertes Material mit einem Kristallkeller zutage. Pegmatite sind Gesteine, die sich durch ihre groß- bis riesenkörnigen Kristalle auszeichnen. Sie entstehen aus Resten magmatischer Schmelzen, die viel Wasser und meist hohe Konzentrationen seltener Elemente enthalten. | 28000 200 × 140          | Typ: Mineralien, Härtling, Gesteinsart Art: Pegmatit                                                                   | Felshang/Felskuppe             | besonders wertvoll | Naturdenkmal, Naturpark                                       | Bayerns schönste Geotope Nr. 36 |
| Leo-Maduschka-Felsen im Zottbachtal NW von Hagenmühle            |                | 374A017   | Pleystein Position                          | Nördlicher Oberpfälzer Wald     | Der Leo-Maduschka-Felsen ist eine markante Felsgruppe aus Gneis am Rand des Zottbachtales, an der die typischen knittergefältelten Gneisstrukturen mit den eingelagerten Quarzknauern aufgeschlossen sind. Der Felsen ist nach einem ehemaligen Bürgermeister von Pleystein benannt, der der Onkel des gleichnamigen bekannten Bergsteigers und Wissenschaftlers Dr. Leo Maduschka war. | 2500 50 × 50             | Typ: Gesteinsart, Felswand/-hang Art: Gneis                                                                            | Hanganriss/Felswand            | bedeutend          | Landschaftsschutzgebiet, Naturpark                            |                                 |
| Felsgruppe Gsteinach NW von Pleystein                            |                | 374A018   | Pleystein Position                          | Nördlicher Oberpfälzer Wald     | Die Felsgruppe Gsteinach ist ein Felsensemble aus Gneis mit Kalksilikatfelseinlagerungen. Die ehemals stark zugewachsenen Felsen sind derzeit (Stand 2005) von Bäumen weitgehend freigestellt und gut erreichbar. | 60 10 × 6                | Typ: Gesteinsart Art: Biotit, Gneis                                                                                    | Hanganriss/Felswand            | bedeutend          | Naturdenkmal, Naturpark                                       |                                 |
| Großer Stein am Vorderberg N von Miesbrunn                       |                | 374A019   | Pleystein Position                          | Nördlicher Oberpfälzer Wald     | Der 10 m hohe, steil aufragende Gneisfelsen stellt den letzten freigelegten Überrest des Gneisdaches über dem südlichsten Aufbruch des Flossenbürger Granits dar. Es handelt sich um einen intensiv verfalteten Gneis, der z. T. von grobkörnigen Aplitgängen durchzogen wird. Am Fuß des Felsens wird ein scharf gezeichneter Kontakt zum pegmatischen Salband des unterlagernden mittelkörnigen Granits der Randfazies des Flossenbürger Granits sichtbar. Der Aufschluss ist stark zugewachsen. | 90 15 × 6                | Typ: Kontakt, Mineralien, Gesteinsart Art: Gneis, Granit                                                               | Hanganriss/Felswand            | wertvoll           | Naturdenkmal, Landschaftsschutzgebiet, Naturpark              |                                 |
| Ehemaliger Quarzabbau W von Riedlhof                             |                | 374A020   | Eslarn Position                             | Hinterer Oberpfälzer Wald       | Westlich von Riedlhof zieht mit NW-SO-Sterichrichtung ein mächtiger Quarzgang entlang. Solche als Nebenpfähle bezeichnete Gänge aus milchig-trübem, meist tektonisch stark beanspruchten und zertrümmerten Quarzen treten in der Region öfter auf und markieren Scherungszonen. Der Quarz wurde hier abgebaut: verstürzte Gruben im Wald zeigen das ehemalige Abbauareal. Am Waldrand finden sich mehrere Quarzblöcke, an denen das Gestein gut einzusehen ist. | 36 6 × 6                 | Typ: Gesteinsart Art: Gangquarz                                                                                        | Steinbruch                     | bedeutend          | Landschaftsschutzgebiet, Naturpark                            |                                 |
| Aufschlüsse an der Kainzmühlsperre ENE von Kleßberg              |                | 374A022   | Leuchtenberg Position                       | Naabgebirge                     | An der Treppe zur Staumauer sowie am Weg um den Stausee sind sogenannte Fibrolithfleckengneise (= Sillimanitfleckengneis) aufgeschlossen. Die hellgefärbten Gneise enthalten sporadisch zentimetergroße mandelförmige Sillimanit (= Fibrolith)-Knoten. Des Weiteren treten Cordierit-Sillimanit-Gneise auf, die in der Regel einen deutlichen Lagenbau zeigen. Das Gestein ist in den Aufschlüssen allerdings wegen des starken Bewuches meist nicht gut zu sehen. | 2500 50 × 50             | Typ: Gesteinsart Art: Gneis                                                                                            | Hanganriss/Felswand            | bedeutend          | Landschaftsschutzgebiet, Naturpark                            |                                 |
| Ehemaliger Steinbruch W von Leuchtenberg                         |                | 374A023   | Leuchtenberg Position                       | Nördlicher Oberpfälzer Wald     | In dem ehemaligen Steinbruch ist eine klein- bis mittelkörnige Randfazies des Leuchtenberger Granitmassivs aufgeschlossen. Hauptgemengteile eines Granits sind die Minerale Quarz, Feldspat und Glimmer. Petrographische Untersuchungen zeigten, dass der Granit hier auch Granat, gelegentlich Sillimanit sowie weitere Begleitminerale enthält. Offenbar wurde hier bei Entstehung des Granitstocks Nebengestein aufgeschmolzen und in die Schmelze integriert. Der Aufschluss ist inzwischen stark zugewachsen. | 1200 20 × 60             | Typ: Gesteinsart, Mineralien Art: Granit                                                                               | Steinbruch                     | bedeutend          | Landschaftsschutzgebiet, Naturpark                            |                                 |
| Felsblock bei Steinach                                           |                | 374A024   | Leuchtenberg Position                       | Nördlicher Oberpfälzer Wald     | Am Ortseingang von Steinach findet man einen Felsblock, der zu der Gruppe der Cordiert-Sillimanit-Andalusit-Hornfelse gehört. Es ist Rest eines hier ehemals weiter verbreiteten Gesteins, das zu Schotter abgebaut wurde. Der Gneishornfels stammt aus der innersten Zone des Kontakthofes der Gneise mit dem Leuchtenberger Granit. Durch en Kontakt mit der Silikatschmelze des Granitplutons wurde der Gneis deutlich umgewandelt – unter anderem wuchsen rote Granate, die mit bloßem Auge zu erkennen sind. | 4 2 × 2                  | Typ: Gesteinsart Art: Amphibolit, Hornfels                                                                             | Block                          | bedeutend          | Naturpark                                                     |                                 |
| Franzosenfelsen SE von Döllnitz                                  |                | 374A025   | Leuchtenberg Position                       | Naabgebirge                     | Der steile Hang am Pfreimdufer ist von mehreren Felsfreistellungen durchsetzt. Aufgeschlossen sind moldanubische Gneise mit teilweise dicken Quarzknauern oder Quarzlagen. | 500 100 × 5              | Typ: Gesteinsart, Felswand/-hang Art: Gneis                                                                            | Hanganriss/Felswand            | bedeutend          | Naturdenkmal, Landschaftsschutzgebiet, Naturpark              |                                 |
| Felsen Räuberhöhle NW von Linglmühle                             |                | 374A026   | Vohenstrauß Position                        | Naabgebirge                     | Der moldanubische Gneis besitzt dicke Quarzknauern und -lagen. Der Name Räuberhöhle stammt von einer durch Klüftung und Ausbruch entstandenen kleinen Höhle. Der Hohlraum zieht sich tatsächlich ein Stück unter den Felsen hinein. | 1000 50 × 20             | Typ: Gesteinsart, Felswand/-hang, Kluft-/Tektonische Höhle Art: Gneis                                                  | Hanganriss/Felswand            | bedeutend          | Naturdenkmal, Landschaftsschutzgebiet, Naturpark              |                                 |
| Ehemaliger Steinbruch NW von Leuchtenberg                        |                | 374A027   | Leuchtenberg Position                       | Nördlicher Oberpfälzer Wald     | In dem ehemaligen Steinbruch ist grobkörniger Leuchtenberger Granit aufgeschlossen. Der einsprenglingsarme Zweiglimmergranit enthält bis 1 mm große Granate. Da der Steinbruch heute von Wasser erfüllt ist, ist die Aufschlusswand nicht mehr zugänglich. | 1500 50 × 30             | Typ: Gesteinsart Art: Granit                                                                                           | Steinbruch                     | wertvoll           | Landschaftsschutzgebiet, Naturpark                            |                                 |
| Straßenböschung NE von Unterschleif                              |                | 374A030   | Vohenstrauß Position                        | Nördlicher Oberpfälzer Wald     | An der Straße zwischen Roggenstein und Kaimling ist an der Böschung direkt gegenüber der Straßeneinmündung von Unterschleif Amphibolit aufgeschlossen. | 125 25 × 5               | Typ: Gesteinsart Art: Amphibolit                                                                                       | Böschung                       | bedeutend          | Landschaftsschutzgebiet, Naturpark                            |                                 |
| Sandgrube N von Pirkerziegelhütte                                |                | 374A032   | Pirk Position                               | Oberpfälzer Grundgebirgsvorland | In der ehemaligen Sandgrube sind Sande der Rotliegend-Sedimente (Perm) mit Sedimentstrukturen aufgeschlossen. Obwohl die Sedimente im Landkreis weiter verbreitet sind und früher auch in einigen Gruben abgebaut wurden (in der Umgebung gibt es mehrere aufgelassene Gruben), gibt es so gut wie keine dauerhaften Aufschlüsse. Daher ist dieser Aufschluss, obwohl weitgehend verwachsen und verstürzt, ein wichtiges Geotop, da er trotzdem noch einen Einblick in das Gestein erlaubt. | 1500 50 × 30             | Typ: Gesteinsart, Sedimentstrukturen Art: Sandstein                                                                    | Kiesgrube/Sandgrube            | wertvoll           | Landschaftsschutzgebiet, Naturpark                            |                                 |
| Ehemaliger Steinbruch bei Oberschleif                            |                | 374A033   | Vohenstrauß Position                        | Nördlicher Oberpfälzer Wald     | Im ehemaligen Steinbruch ist Leuchtenberger Granit mit einem schmalen Aplitgang aufgeschlossen. Der Leuchtenberger Granit ist hier als typischer Kristallgranit ausgebildet. In der gleichkörnigen Granitgrundmasse (mittel-grobkörnig) schwimmen große einzelne Kalifeldspatkristalle, die sich im Anschnitt als weißliche Finger abzeichnen. Man spricht bei solchem Granit von porphyrischer Ausbildung. | 200 20 × 10              | Typ: Gesteinsart Art: Granit                                                                                           | Steinbruch                     | wertvoll           | Landschaftsschutzgebiet, Naturpark                            |                                 |
| Ehem. Corneliaschacht (Pegmatit Hagendorf-Süd)                   |                | 374A034   | Waidhaus Position                           | Nördlicher Oberpfälzer Wald     | Die Grube des ehemaligen Feldspat- und Pegmatitabbaus ist heute geflutet und nicht mehr zugänglich. Es gibt keine Aufschlüsse mehr. Das heutige Vogelschutzbiotop gehört dem Bund Naturschutz. Der Phosphatpegmatit von Hagendorf-Süd wurde 1894 entdeckt und seitdem bis zur Stilllegung 1983 abgebaut. Hagendorf ist (war) eine weltberühmte Mineralfundstelle und für mehr als 10 Minerale Typlokalität. Allerdings sind viele der dort auftretenden Minerale nur mikroskopisch nachgewiesen. | 40000 200 × 200          | Typ: Typlokalität, Mineralien, Steinbruch/Grube Art: Pegmatit                                                          | Steinbruch                     | wertvoll           | Naturpark                                                     |                                 |
| Straßenaufschluss ENE Döllnitz                                   |                | 374A036   | Pressath Position                           | Oberpfälzer Grundgebirgsvorland | An der nördlichen Straßenböschung sind auf etwa 40 m Länge Keupersedimente angeschnitten. Aufgeschlossen ist ein kleiner Ausschnitt aus dem Blasensandstein mit Lettenlagen: über einem meist tief dunkelrot gefärbten Ton- und Schluffsteinhorizont folgt eine helle Bank aus schwach gebundenem Arkosesand (gerundete Quarzkörner, aber auch Feldspatkörner (teils kaolinisiert) und Gesteinsbruchstücke) mit rasch wechselnder Korngröße. In der Bank zeigen sich Schrägschichtungen. | 120 40 × 3               | Typ: Gesteinsart Art: Sandstein, Schluffstein, Tonstein                                                                | Böschung                       | bedeutend          | Landschaftsschutzgebiet, Naturpark                            |                                 |
| Felsenkeller in Neustadt am Kulm                                 |                | 374A037   | Neustadt am Kulm Position                   | Oberpfälzer Grundgebirgsvorland | Am Ostrand von Neustadt am Kulm sind in die Steilstufe des Unteren Burgsandsteins (Löwenstein-Formation) mehrere Felsenkeller geschlagen. Am Sandbergweg ist einer der Keller für Besucher zugänglich gemacht mit Beleuchtung versehen worden. Während im vorderen Bereich die Wände teilweise ausgemauert sind, bildet im hinteren Teil der anstehende Fels Decken und Wände. In diesem auch Gerölle führenden Sandstein sind verschiedene Sedimentstrukturen (wie z. B. Schrägschichtung etc.) zu sehen. | 600 40 × 15              | Typ: Gesteinsart, Sedimentstrukturen, Felsenkeller Art: Sandstein                                                      | Felsenkeller                   | wertvoll           | Naturpark                                                     |                                 |
| Straßenaufschluss SW von Störnstein                              |                | 374A038   | Störnstein Position                         | Nördlicher Oberpfälzer Wald     | An der nördlichen Straßenböschung sind am Hang Muskovit-Biotit-Gneise angeschnitten. Die Paragneise gehören zur tektonischen Einheit der Zone Erbendorf-Vohenstrauß. In dem Aufschluss (wenn auch hinter dem Maschendrahtnetz) sind diverse Gefügestrukturen metamorpher Gesteine hervorragend zu erkennen: u. a. Falten und Fältchen, Schieferung, Trennung von dunklen und hellen Lagen (auffällige Bänderung), Quarzmobilisate. | 225 75 × 3               | Typ: Gesteinsart, Metamorphes Gefüge Art: Biotit, Gneis                                                                | Böschung                       | wertvoll           | Naturpark                                                     |                                 |
| Tongrube NW von Barbaraberg                                      |                | 374A039   | Speinshart Position                         | Oberpfälzer Grundgebirgsvorland | In der Tongrube Barbaraberg werden noch in geringem Umfang Tonsteine der Estherienschichten abgebaut. In die Tonsteine sind häufig geringmächtige Sandsteinlagen eingeschaltet. Die obere Grubensohle wird durch eine derartige Lage gebildet. Durch die flächenhafte Aufschluss-Situation sind hier Sedimentstrukturen (fossiles Watt) besonders schön erkennbar. | 7500 150 × 50            | Typ: Sedimentstrukturen, Spurenfossilien Art: Sandstein, Tonstein                                                      | Lehmgrube/Tongrube/Mergelgrube | wertvoll           | Naturpark                                                     |                                 |
| Orthogneis-Aufschluss im Luhetal NE von Michldorf                |                | 374A040   | Leuchtenberg Position                       | Nördlicher Oberpfälzer Wald     | An einem Steilhang an der Luhe befindet sich ein größerer natürlicher Aufschluss von Orthogneis. Das grobkörnige und porphyrische Gestein enthält bis zu 5 cm lange Kalifeldspäte. Dieser Gesteinstyp bildet ein mehr als 1 km langes und 150 m breites Vorkommen, das fast nur durch Lesesteine belegt ist. Das Geotop stellt den einzigen größeren Aufschluss in diesem Gneis dar. | 500 50 × 10              | Typ: Gesteinsart, Felsgruppe Art: Gneis                                                                                | Felshang/Felskuppe             | wertvoll           | Landschaftsschutzgebiet, Naturpark                            |                                 |
| Felsenkeller in Parkstein                                        | weitere Bilder | 374A041   | Parkstein Position                          | Oberpfälzer Grundgebirgsvorland | Die historischen Felsenkeller gewähren einen guten Einblick in die Schlotbrekzie und somit in das Innere des Vulkans des Parkstein. Bis mehrere Meter große Blöcke meist hellerer Gesteinseinschlüsse stecken in den dunklen Gesteinen, die von der Kraft der vulkanischen Explosionen zeugen. Die Einschlüsse sind einerseits Sandsteine und Tone aber auch grobe Konglomerate (aus Kiesen und Geröll) und auch basaltische Brocken verschiedener Größe. Geschaffen wurden die Keller als Lagerkeller für Lebensmittel und Bier. Der Markt Parkstein hat die Felsenkeller saniert und wieder zugänglich gemacht. | 60 20 × 3                | Typ: Gesteinsart, Magmatisches Gefüge Art: Tuff/Tuffit                                                                 | Felsenkeller                   | wertvoll           | Naturpark                                                     |                                 |
| Felsenkeller in Luhe                                             |                | 374A042   | Luhe-Wildenau Position                      | Naabgebirge                     | An der Westflanke des Koppelberges in Luhe befinden sich mehrere historische Felsenkeller. Im Keller Nr. 7 ist eine ca. 1,5 m mächtige Scherzone mit Kataklasit im Roten Naab-Granit aufgeschlossen. | 60 20 × 3                | Typ: Felsenkeller Art: Kataklasit, Granit                                                                              | Felsenkeller                   | wertvoll           | Landschaftsschutzgebiet, Naturpark                            |                                 |
| Ehemalige Grube Gertrud NE von Obersdorf                         |                | 374G001   | Kirchendemenreuth Position                  | Nördlicher Oberpfälzer Wald     | Der zugemauerte Stollen des ehemaligen Untertagebaus auf Meta-Pegmatite ist angeblich gut erhalten. Auf dem Grubengelände sind auf Halden Belegstücke zu finden. In dem Graben, wo der Stollen ansetzt, ist an der Wand pegmatitisches Gestein mit großen Muskovitkristallen (Hellglimmer) aufgeschlossen. | 50 10 × 5                | Typ: Stollen Art: Pegmatit, Gneis                                                                                      | Tunnel/Stollen/Schacht         | bedeutend          | Landschaftsschutzgebiet, Naturpark                            |                                 |
| Ehemalige Pegmatitgrube Hagendorf-Nord (Meixner-Grube)           |                | 374G002   | Waidhaus Position                           | Nördlicher Oberpfälzer Wald     | Der Pegmatitstock Hagendorf-Nord wurde 1860 erschlossen. Bis zur Jahrhundertwende erfolgte der Feldspatabbau im Tagebau, danach ging man zum Tiefbau und Stollenbetrieb über. Bis zur Stilllegung der Grube 1937 wurden etwa 220.000 t Feldspat gefördert. Bekannt war die Grube aber auch als Mineralfundstelle. Im Randbereich des Pegmatits fanden sich viele Phosphatminerale. Für Phosphophyllit ist die Grube vermutlich die Typlokalität. Heute ist die Grube fast zugewachsen und schwierig zu besuchen. | 1000 50 × 20             | Typ: Tagebau, Mineralien, Typlokalität, Gesteinsart Art: Pegmatit                                                      | Tagebau                        | bedeutend          | Naturpark                                                     |                                 |
| Goldseifenwerk S von Gaisheim                                    |                | 374G003   | Moosbach Position                           | Hinterer Oberpfälzer Wald       | Das unruhige Relief entlang des Baches zeugt von spätmittelalterlicher Goldwäscherei. Aus den Bachsedimenten wurden kleine Goldflitter ausgewaschen, allerdings dürfte der Ertrag sehr dürftig gewesen sein. Als Spuren dieser Goldseifengewinnung blieben sogenannte Grubenfelder mit langgestreckte Gräben, Gruben und Halden zurück. | 15000 300 × 50           | Typ: Seifenwäscherei, Pinge/nfeld, Schurf Art: Kies, Sand, Gneis                                                       | kein Aufschluss                | bedeutend          | Landschaftsschutzgebiet, Naturpark                            |                                 |
| Basaltkuppe Rauher Kulm                                          | weitere Bilder | 374R001   | Neustadt am Kulm Position                   | Oberpfälzer Grundgebirgsvorland | Die Basaltkuppe des Rauhen Kulms wird von gleichmäßig dichtem Nephelinbasalt mit Einschlüssen von Olivinen und Augit aufgebaut. Am Gipfel sind nur wenige Aufschlüsse zu finden. Sehr auffällig ist das vor allem auf dem Süd- und Ostteil des Berges verbreitete, freiliegende periglaziale Basalt-Blockmeer (Blockhalde). | 62500 250 × 250          | Typ: Blockmeer, Vulkanschlot, Gesteinsart Art: Basalt                                                                  | sonstiger Aufschluss           | besonders wertvoll | Naturdenkmal, Landschaftsschutzgebiet, FFH-Gebiet             |                                 |
| Kleiner Kulm                                                     | weitere Bilder | 374R002   | Neustadt am Kulm Position                   | Oberpfälzer Grundgebirgsvorland | Der Kleine Kulm besteht aus einer Schlotbreccie (wirres Gemenge aus basaltischem Material und Fragmenten des durchschlagenen Nebengesteins [meist Keuper]). Durch dieses Breccienmaterial zwängt sich bizarr ein jüngerer Basaltgang durch. Der Basaltkern des Gipfels wurde an der Wende 19./20. Jhd. abgebaut und dabei die Schlotbrecczie stehen gelassen, so dass der Kleine Kulm heute wie ein hohler Zahn dasteht. Die Schlotbreccie mit ihren Keupereinschlüssen, wie auch Reste des Basaltgangs sind im auflässigen Steinbruch hinter der aufgelassenen Gaststätte eindrucksvoll erschlossen. Eine Tafel des Geoparks erläutert das geologische Geschehen. Vom Gipfelrest des Kleinen Kulms hat meinen einen ausgezeichneten Rundumblick vom Rauhen Kulm über das Bruchschollenland bis zum Fichtelgebirge. | 1500 50 × 30             | Typ: Vulkanschlot, Gesteinsart Art: Basalt, Breccie                                                                    | Steinbruch                     | wertvoll           | Naturdenkmal                                                  |                                 |
| Granitfelsen Galgenkatherl NNE von Windisch-Eschenbach           |                | 374R003   | Windischeschenbach Position                 | Nördlicher Oberpfälzer Wald     | Die Gipfelpartie des Galgenkatherls besteht aus wollsackverwittertem Falkenberger Granit. Er bildet eine stiel nach Westen abfallende Felsklippe. Der ehemalige Aussichtspunkt verwächst zunehmend. Dieser Ort diente jahrhundertelang als Richtplatz. | 40 8 × 5                 | Typ: Felswand/-hang Art: Granit                                                                                        | Hanganriss/Felswand            | bedeutend          | Naturdenkmal, Landschaftsschutzgebiet, FFH-Gebiet             |                                 |
| Basaltkegel Hoher Parkstein                                      | weitere Bilder | 374R004   | Parkstein Position                          | Oberpfälzer Grundgebirgsvorland | Die Entstehung des Hohen Parksteins mit seinen Nebenkegeln, beruht auf einer 25 bis 30 m breiten, von Basalt erfüllten, senkrechten Förderspalte. Im Basalt finden sich Xenolithe vulkanischen, intrusiven und sedimentären Ursprungs. Der Basalt des Parksteins zeigt an seiner steilen Südostwand (ehem. Steinbruch) die hervorragend ausgeprägte säulenförmige Absonderung mit spektakulär gekrümmten Säulen. Daneben liegt ein sog. Schlottuff. Der Parkstein ist die eindrucksvollste Vulkanruine im oberpfälzer Vulkangebiet. Er wurde angeblich von Alexander v. Humboldt als schönster Vulkankegel Europas bezeichnet, was allerdings nicht schriftlich belegt ist. | 21000 140 × 150          | Typ: Basaltsäulen, Vulkanschlot, Gesteinsart Art: Basalt, Tuff/Tuffit                                                  | Hanganriss/Felswand            | besonders wertvoll | Naturschutzgebiet, FFH-Gebiet, Naturpark                      | Bayerns schönste Geotope Nr. 20 |
| Girnitz-Bachlauf im NSG Doost SE von Gollwitzerhof               | weitere Bilder | 374R005   | Floß Position                               | Nördlicher Oberpfälzer Wald     | Im Tal der Girnitz findet sich ein eindrucksvolles Blockmeer mit runden Granitblöcken bis zu 5 m Durchmesser. Oftmals sind die Blöcke so übereinander getürmt, dass der Bach unterirdisch fließt und nur zu hören ist. Das Blockmeer gibt Zeugnis der Verwitterung des Granits in der Erdneuzeit. Die runden Blöcke sind nicht etwa durch Transport im Fluss entstanden, sondern sind das Ergebnis lang andauernder intensiver Wollsackverwitterung. Der Verwitterungsgrus wurde durch den Bach weggespült. | 2000 200 × 10            | Typ: Blockmeer, Wollsackbildung Art: Granit                                                                            | sonstiger Aufschluss           | wertvoll           | Naturschutzgebiet, Landschaftsschutzgebiet, Naturpark         |                                 |
| Gipfel des Gügel SE von Störnstein                               |                | 374R006   | Störnstein Position                         | Nördlicher Oberpfälzer Wald     | Der Gipfel, der durch Stufen erschlossen ist (Aussicht völlig zugewachsen), besteht aus wollsackveritterten Leuchtenberger Granit. Ein Teil des Berges ist durch einen versteckt liegenden, ehemaligen Steinbruch abgebaut. Dort ist grobkörniger Störnsteiner Granit mit cm-großen Feldspateinsprenglingen zu erkennen. Es sind zwei Varietäten des Leuchtenberger Granits aufgeschlossen: mittelkörniger Biotit-Granit und grobkörniger leukokrater Granit. Der Steinbruch ist stark zugewachsen. | 2500 50 × 50             | Typ: Felswand/-hang Art: Granit                                                                                        | Hanganriss/Felswand            | bedeutend          | Landschaftsschutzgebiet, Naturpark                            |                                 |
| Granitfelsen am Abenteuerspielplatz Rotzenbühl bei Wurz          |                | 374R007   | Püchersreuth Position                       | Nördlicher Oberpfälzer Wald     | Die Spielgeräte sind hier in die natürlichen Felsformationen des Leuchtenberger Granit integriert. Der mittel- bis grobkörnige Granit weist Wollsackverwitterung auf. | 2500 50 × 50             | Typ: Wollsackbildung Art: Granit                                                                                       | Felshang/Felskuppe             | bedeutend          | Naturpark                                                     |                                 |
| Hohler Stein SE von Pfaffenreuth                                 |                | 374R008   | Püchersreuth Position                       | Nördlicher Oberpfälzer Wald     | Der Hohle Stein ist eine markante Gruppe aus wollsackverwitterten Granitblöcken. Es handelt sich um einen grobkörnigen Granit mit großen Kalifeldspateinsprenglingen. Teilweise lässt sich auch die Verzwilligung der Kristalle erkennen. | 24 6 × 4                 | Typ: Wollsackbildung, Felsturm/-nadel Art: Granit                                                                      | Hanganriss/Felswand            | bedeutend          | Naturdenkmal, Naturpark                                       |                                 |
| Granitfelsen am Schleiderberg NW von Georgenberg                 |                | 374R009   | Georgenberg Position                        | Nördlicher Oberpfälzer Wald     | Am Westhang des Schleiderberges stehen mehrere Felsgruppen aus Flossenbürger Granit. Die Felsen zeigen ausgeprägte Wollsackverwitterung vom Typ der Matratzenverwitterung. Um die Felsklippen herum finden sich zahlreiche Blöcke (bewachsene Blockhalde). Die Stelle wird auch als Steingeröll bezeichnet. Die Felsen sind aufgrund der dichten Vegetation schlecht erreichbar. | 100 10 × 10              | Typ: Felskuppe, Wollsackbildung Art: Granit                                                                            | Hanganriss/Felswand            | bedeutend          | Naturdenkmal, Landschaftsschutzgebiet, Naturpark              |                                 |
| Gipfel des Schellenbergs NE von Waldkirch                        |                | 374R010   | Georgenberg Position                        | Nördlicher Oberpfälzer Wald     | Die Gipfelpartie der Schellenberges besteht aus mehreren Felsburgen aus grobkörnigem Flossenbürger Granit. Die eindrucksvollen Felsen zeigen durchwegs eine markante Wollsackverwitterung. Dabei dominieren teilweise rundliche Gesteinskörper (Wollsäcke), teilweise auch flache (Matratzen). Auf einer der Klippen sind Reste der Burgruine Lug ins Land erhalten. Hier ist auch ein Aussichtsturm errichtet, der einen guten Blick über den Oberpfälzer Wald im Raum Flossenbürg erlaubt. | 20000 200 × 100          | Typ: Felsburg, Wollsackbildung Art: Granit                                                                             | Hanganriss/Felswand            | wertvoll           | Naturdenkmal, Landschaftsschutzgebiet, Naturpark              |                                 |
| Granitfelsen am Eibelberg E von Flossenbürg                      |                | 374R011   | Flossenbürg Position                        | Nördlicher Oberpfälzer Wald     | Die Granitklippen am Gipfel des Eibelberges aus Flossenbürger Granit weisen ausgeprägte Wollsackverwitterung vom Typ Matratzenverwitterung auf – infolge enger Horizontalklüftung ähneln die Felsen einem Stapel Matratzen. Im Sommer 2005 waren die Felsen wegen Sturmschäden (Windbruch) kaum zu erreichen. | 15625 125 × 125          | Typ: Felswand/-hang Art: Granit                                                                                        | Hanganriss/Felswand            | bedeutend          | Landschaftsschutzgebiet, Naturpark                            |                                 |
| Teufelsfelsen am Hüttenberg NE von Hildweinsreuth                |                | 374R012   | Flossenbürg Position                        | Nördlicher Oberpfälzer Wald     | Im Gipfelbereich des Hüttenberges stehen schöne, bizarr geformte Felstürme aus Flossenbürger Granit, die ausgeprägte Wollsackverwitterung aufweisen. | 5000 100 × 50            | Typ: Felskuppe, Wollsackbildung Art: Granit                                                                            | Felshang/Felskuppe             | wertvoll           | Naturdenkmal, Landschaftsschutzgebiet, Naturpark              |                                 |
| Schüsselstein NE von Oberrehberg                                 |                | 374R013   | Georgenberg Position                        | Nördlicher Oberpfälzer Wald     | Der Granitfindling besitzt wollsackartige Form und zeigt ansatzweise Karrenbildung. In seiner Umgebung liegen Buckelwiesen auf Gneis. Es handelt sich vermutlich um den herausgewitterten Rest einer periglazialen Fließerde-Decke. | 12 5 × 2                 | Typ: Felsblock, Karren/-felder Art: Granit                                                                             | Block                          | wertvoll           | Naturdenkmal, Landschaftsschutzgebiet, Naturpark              |                                 |
| Schüsselstein N von Neudorf                                      |                | 374R014   | Georgenberg Position                        | Nördlicher Oberpfälzer Wald     | Der rundliche Granitblock dient als Grenzstein zur Tschechischen Republik. Der Felsblock verwittert in Wollsackform und wird von auffälligen Pseudokarren überzogen. | 8 4 × 2                  | Typ: Felsblock, Karren/-felder Art: Granit                                                                             | Block                          | wertvoll           | Naturdenkmal, Landschaftsschutzgebiet, Naturpark              |                                 |
| Felsturm Brotlaib NE von Waldkirch                               |                | 374R015   | Georgenberg Position                        | Nördlicher Oberpfälzer Wald     | Der markante, einzeln stehende Felsturm aus grobkörnigem Flossenbürger Granit zeigt deutlich ausgeprägte Wollsackverwitterung. Der Felsen ist an der Basis schmaler als im oberen Teil. | 40 8 × 5                 | Typ: Felsturm/-nadel, Wollsackbildung Art: Granit                                                                      | Hanganriss/Felswand            | wertvoll           | Naturdenkmal, Landschaftsschutzgebiet, Naturpark              |                                 |
| Teufelsbutterfass ENE von Burgmühle                              |                | 374R016   | Leuchtenberg Position                       | Nördlicher Oberpfälzer Wald     | Das Teufelsbutterfass ist ein besonders markanter und eindrucksvoller Felsturm aus wollsackverwittertem Granit. Ringsum finden sich weitere wollsackverwitterte Felsen, z. T. mit eindrucksvollen durch Lösungsverwitterung entstandenen Opferwannen. | 10000 100 × 100          | Typ: Felsturm/-nadel, Wollsackbildung Art: Granit                                                                      | Hanganriss/Felswand            | wertvoll           | Naturschutzgebiet, Landschaftsschutzgebiet, Naturpark         |                                 |
| Granitblöcke Gottes Hände W von Sargmühle                        |                | 374R017   | Leuchtenberg Position                       | Nördlicher Oberpfälzer Wald     | In dem Waldstück liegen mehrere auffallend große Granitblöcke aus Leuchtenberger Granit, die als Folge der Wollsackverwitterung ausgeprägt rundliche Formen aufweisen. Einer der Felsblöcke zeigt sehr markante rinnenförmige Vertiefungen, die analog zu ähnlichen Strukturen in Kalksteinen in mancher Literatur als Granitkarren oder Pseudokarren bezeichnet werden. | 1000 50 × 20             | Typ: Wollsackbildung Art: Granit                                                                                       | Block                          | bedeutend          | Naturschutzgebiet, Landschaftsschutzgebiet, Naturpark         |                                 |
| Hoher Stein ENE von Leuchtenberg                                 |                | 374R018   | Leuchtenberg Position                       | Nördlicher Oberpfälzer Wald     | Im Bereich des Hohen Stein liegen neben einem kegelartig stehenden Granitblock weitere Blöcke. Die Blöcke aus grobkörnigem Leuchtenberger Granit zeigen alle ausgeprägt rundliche Formen, wie sie bei der für den Granit typischen Wollsackverwitterung entstehen. In unmittelbarer Umgebung befinden sich weitere, kleinere Felspartien. | 40 10 × 4                | Typ: Wollsackbildung Art: Granit                                                                                       | Block                          | bedeutend          | Naturdenkmal, Landschaftsschutzgebiet, Naturpark              |                                 |
| Kummerer Felsen NE von Leuchtenberg                              |                | 374R019   | Leuchtenberg Position                       | Nördlicher Oberpfälzer Wald     | In einem kleinen Wäldchen findet sich eine Gruppe von wollsackverwitterten Granitblöcken bis 5 m Durchmesser aus grobkörnigem Granit. | 100 10 × 10              | Typ: Wollsackbildung Art: Granit                                                                                       | Block                          | bedeutend          | Naturdenkmal, Naturpark                                       |                                 |
| Burgberg Leuchtenberg                                            |                | 374R021   | Leuchtenberg Position                       | Nördlicher Oberpfälzer Wald     | In der denkmalgeschützten Burganlage ist das Gestein – der Leuchtenberger Granit – an zahlreichen Stellen in den Bau integriert und gut sichtbar. Der Leuchtenberger Granit ist ein mittel- bis grobkörniger Granit. Das gesamte Intrusionsgebiet des Leuchtenberger Massivs nimmt eine Fläche von ca. 70 km² ein. Der Granit ist in der Regel weitständig geklüftet – daher treten im Verbreitungsgebiet große Wollsäcke und Felstürme auf. | 20 5 × 4                 | Typ: Felswand/-hang, Typlokalität Art: Granit                                                                          | Hanganriss/Felswand            | wertvoll           | Naturpark                                                     |                                 |
| Gneisfelsen Steinhügel NE von Döllwitz                           |                | 374R022   | Leuchtenberg Position                       | Naabgebirge                     | Der Steinhügel oder Steingarten ist ein aus der Landschaft herausragender Gneisfelsen (in einem kleinen Wäldchen). Da der Felsen stark mit Moos und Flechten bewachsen ist, kann das Gestein nicht immer deutlich erkannt werden. An manchen Stellen ist aber eine Bänderung und Schieferung des Gneises klar zu sehen. | 36 6 × 6                 | Typ: Felskuppe Art: Gneis                                                                                              | Hanganriss/Felswand            | bedeutend          | Naturdenkmal, Naturpark                                       |                                 |
| Granitkuppe Heller Stein W von Steinach                          |                | 374R023   | Leuchtenberg Position                       | Nördlicher Oberpfälzer Wald     | Im Gipfelbereich ragen die wollsackartigen Hellen Steine heraus. Der Fels besteht aus auffällig hellem, grobkörnigem Leuchtenberger Granit. | 300 30 × 10              | Typ: Felsgruppe, Wollsackbildung Art: Granit                                                                           | Felshang/Felskuppe             | wertvoll           | Naturdenkmal, Naturpark                                       |                                 |
| Granitfels Teufelspranke E von Leuchtenberg                      |                | 374R024   | Leuchtenberg Position                       | Nördlicher Oberpfälzer Wald     | Am Steilhang finden sich zahlreiche Granitfelsen, u. a. das Naturdenkmal Teufelspranke. Der Fels aus grobkörnigem Leuchtenberger Granit verwittert zur typischen Wollsackform und wird von Pseodokarren überzogen. | 60 10 × 6                | Typ: Felsturm/-nadel, Wollsackbildung, Karren/-felder Art: Granit                                                      | Hanganriss/Felswand            | wertvoll           | Naturdenkmal, Naturpark                                       |                                 |
| Gneisfelsen Drei Felsen WNW von Wildstein                        |                | 374R026   | Tännesberg Position                         | Naabgebirge                     | Die Felsformation Drei Felsen besteht aus migmatisierten Plagioklas-Biotit-Gneisen mit großen, von Biotit-Scherflächen umflossenen Feldspäten. Hangabwärts schließt sich ein Blockstrom an. | 10000 100 × 100          | Typ: Felswand/-hang, Blockstrom Art: Biotit, Plagioklas, Gneis                                                         | Hanganriss/Felswand            | bedeutend          | Landschaftsschutzgebiet, Naturpark                            |                                 |
| Gipfel des Stücksteins ENE von Oberlangau                        |                | 374R027   | Eslarn Position                             | Hinterer Oberpfälzer Wald       | Die höchste Erhebung des Stücksteins besteht aus Gneis mit cm-großen Granateinschlüssen. | 200 20 × 10              | Typ: Felskuppe Art: Gneis                                                                                              | Felshang/Felskuppe             | bedeutend          | Naturdenkmal, Landschaftsschutzgebiet, FFH-Gebiet             |                                 |
| Gneisfelsen Hutstein WSW von Lindauer Waldhaus                   |                | 374R028   | Eslarn Position                             | Hinterer Oberpfälzer Wald       | Die Gneisscholle erinnert von ihrer Form her an einen Hut. Der Cordierit-Flasergneis ist intensiv verfaltet und besitzt cm-große Granateinsprenglinge. | 168 12 × 14              | Typ: Felskuppe Art: Cordierit, Sillimanit, Gneis                                                                       | Hanganriss/Felswand            | bedeutend          | Naturdenkmal, Landschaftsschutzgebiet, FFH-Gebiet             |                                 |
| Gipfel des Eulenberges NE von Friedrichshäng                     | weitere Bilder | 374R029   | Eslarn Position                             | Hinterer Oberpfälzer Wald       | Als Naturdenkmal geschützt ist die Gneisfelskuppe am Gipfel. Weitere Gneisfelsen sind rund um den Gipfelbereich aufgeschlossen. In der Umgebung findet sich viel im Pleistozän gebildeter Blockschutt. | 100 20 × 5               | Typ: Felskuppe Art: Cordierit, Sillimanit, Gneis                                                                       | Felshang/Felskuppe             | bedeutend          | Naturdenkmal, Landschaftsschutzgebiet, FFH-Gebiet             |                                 |
| Wolfslohklamm NW von Sargmühle                                   | weitere Bilder | 374R030   | Leuchtenberg Position                       | Nördlicher Oberpfälzer Wald     | Der Leraubach bildet von Osten kommend zwischen Lerau und seiner Mündung in die Luhe eine blockreiche Gefällstrecke. Streckenweise durchquert der Bach ein Blockmeer. Dort sind die rundlichen Granitblöcke gehäuft anzutreffen. Die Bezeichnung Klamm ist hier irreführend, da es sich nicht um eine Klamm, sondern um ein Kerbtal handelt. | 6000 200 × 30            | Typ: Wollsackbildung, Blockmeer Art: Granit                                                                            | Prallhang/Flussbett/Bachprofil | bedeutend          | Naturschutzgebiet, Landschaftsschutzgebiet, Naturpark         |                                 |
| Granitfelswand in Neuhaus                                        | weitere Bilder | 374R032   | Windischeschenbach Position                 | Nördlicher Oberpfälzer Wald     | Am Ostufer der Waldnaab bildet der Granit eine ca. 15 m hohe freiliegende Felswand (2005: Felswand war von Bewuchs weitgehend freigestellt). Aufgeschlossen ist grobkörniger Granit mit zahlreichen Feldspatgroßkristallen. Der Fels ist zwar meist so stark angewittert, dass keine Details zu erkennen sind, aber er zeigt ein markantes spätiges Anwitterungsbild. Die Felswand zeigt ein ausgeprägtes, orientiertes Kluftnetz. Die freien Felsköpfe haben die rundlichen Formen der Wollsackverwitterung. | 400 40 × 10              | Typ: Felswand/-hang Art: Granit                                                                                        | Hanganriss/Felswand            | wertvoll           | Naturpark                                                     |                                 |
| Durchkriechstein WSW von Ritzlersreuth                           |                | 374R033   | Floß Position                               | Nördlicher Oberpfälzer Wald     | In dem kleinen Wäldchen verbirgt sich ein Felsensemble aus wollsackverwitterten Granitblöcken. Die ehemalige Granitfelsburg ist so zusammengestürzt, dass die verbliebenen Blöcke zwischen zwei sehr großen Blöcken eine schluchtartige Gasse bilden, die von weiteren Blöcken überdeckt wird. So ist eine kurze (kriechbare) Röhre entstanden. Die Blöcke bestehen aus grobkörnigem Leuchtenberger Granit mit auffälligen Kalifeldspatgroßkristallen. | 48 8 × 6                 | Typ: Wollsackbildung Art: Granit                                                                                       | Block                          | bedeutend          | Naturschutzgebiet, Naturdenkmal, Landschaftsschutzgebiet      |                                 |
| Serpentinithügel N von Hardt                                     |                | 374R034   | Floß Position                               | Nördlicher Oberpfälzer Wald     | Nördlich von Hardt sind in den umgebenden Amphibolit drei Serpentinitlinsen (Meta-Ultrabasite) eingeschaltet, die morphologisch als flache Hügelrücken in Erscheinung treten. Hier zeigt sich deutlich, dass der zähe Serpentinit gegenüber den umgebenden Gesteinen ein Härtling ist. An allen drei Hügeln gibt es kleine Aufschlüsse, die das anstehende Gestein zeigen. Die Serpentinite weisen eine auffällige Schieferung aus. | 1600 80 × 20             | Typ: Härtling, Gesteinsart Art: Serpentinit                                                                            | Hanganriss/Felswand            | wertvoll           | FFH-Gebiet, Naturpark                                         |                                 |
| Serpentinithügel St. Nikolaus bei Floß                           | weitere Bilder | 374R035   | Floß Position                               | Nördlicher Oberpfälzer Wald     | Die Kirche von St. Nikolaus steht auf einem markanten Hügelrücken. Darunter verbirgt sich ein Serpentinitkörper, der aufgrund seiner Verwitterungsrestistenz als Härtling aus den umgebenden Amphiboliten herausragt. Die verwachsenen Hänge zeigen derzeit keine guten Aufschlüsse mehr, aber rechts vom Kirchenaufgang ist in einem markanten Block das Gestein – gebänderter Serpentinit – zu sehen. | 9600 120 × 80            | Typ: Härtling Art: Serpentinit                                                                                         | kein Aufschluss                | bedeutend          | FFH-Gebiet, Naturpark                                         |                                 |
| Riesensessel ESE von Obernankau                                  |                | 374R036   | Vohenstrauß Position                        | Naabgebirge                     | Der Riesensessel ist ein hoch aufragender Gneisfelsen am Nordhang des Pfreimdtales, der über die Baumwipfel hinausschaut. Daher hat man von dem Felsen einen schönen Blick über das Pfreimdtal. | 225 15 × 15              | Typ: Felswand/-hang Art: Gneis                                                                                         | Felshang/Felskuppe             | bedeutend          | Naturdenkmal, Landschaftsschutzgebiet, Naturpark              |                                 |
| Haselstein NW Flossenbürg                                        |                | 374R037   | Floß Position                               | Nördlicher Oberpfälzer Wald     | Auf dem Haselstein sind im Bereich der Burgruine schöne Wollsackbildungen im Flossenbürger Granit aufgeschlossen. | 60000 200 × 300          | Typ: Wollsackbildung, Gesteinsart Art: Granit                                                                          | Felshang/Felskuppe             | wertvoll           | Landschaftsschutzgebiet, Naturpark                            |                                 |
| Ehemaliger Steinbruch E von Kleinrampsau                         |                | 375A001   | Regenstauf Position                         | Regensburger Wald               | In zwei nebeneinander liegenden Steinbrüchen wurde Quarzporphyr abgebaut. Die Steinbruchsohle ist stark verwachsen und durch verstürzte Granitblöcke schwer zugänglich. | 700 20 × 35              | Typ: Gesteinsart Art: Rhyolith, Granit                                                                                 | Steinbruch                     | bedeutend          | Landschaftsschutzgebiet                                       |                                 |
| Ehemaliger Steinbruch am Schellerberg bei Regenstauf             |                | 375A002   | Regenstauf Position                         | Regensburger Wald               | Der große Steinbruch besitzt eine unregelmäßige Bruchwand, die einen Pinitporphyrgang mit 2 Salbändern aufschließt. Das Gestein des Pinitporphyrgangs ist deutlich stärker verwittert als der umgebende Granit. | 2000 50 × 40             | Typ: Gesteinsart Art: Rhyolith, Granit                                                                                 | Steinbruch                     | bedeutend          | Landschaftsschutzgebiet                                       |                                 |
| Felsen in Wulkersdorf                                            |                | 375A003   | Bernhardswald Position                      | Regensburger Wald               | Innerhalb eines Bauernhofes sind gefaltete Bändergneise aufgeschlossen. Die hellen Lagen bestehen aus Quarz, Kalifeldspat und Plagioklas, die dunklen Lagen aus Biotit mit Granateinschlüssen. Die Merkmale sind deutlich ausgeprägt. | 250 25 × 10              | Typ: Gesteinsart Art: Biotit, Plagioklas, Gneis                                                                        | Hanganriss/Felswand            | wertvoll           | kein Schutzgebiet                                             |                                 |
| Ehemaliger Steinbruch W von Plitting                             |                | 375A004   | Bernhardswald Position                      | Regensburger Wald               | Der blastomylonitisch überformte, granatführende Körnelgneis weist zahlreiche bis zu 12 cm lange Orthoklas-Einsprenglinge auf (Karlsbader Zwillinge). Der ehemalige Steinbruch ist nahezu unzugänglich sowie mit Unrat verfüllt. Die beschriebenen Merkmale sind kaum mehr zu erkennen. | 6 3 × 2                  | Typ: Gesteinsart Art: Blastomylonit                                                                                    | Steinbruch                     | bedeutend          | kein Schutzgebiet                                             |                                 |
| Ehemaliger Steinbruch am Mühlberg SW von Hauzendorf              |                | 375A005   | Bernhardswald Position                      | Regensburger Wald               | In granodioritischem Körnelgneis liegen Linsen von gebänderten Gneisen und Paragneisschollen sowie einige basische Einschlüsse. | 200 10 × 20              | Typ: Gesteinsart Art: Gneis                                                                                            | Steinbruch                     | bedeutend          | kein Schutzgebiet                                             |                                 |
| Ehemaliger Steinbruch SE von Beratzhausen                        |                | 375A006   | Beratzhausen Position                       | Mittlere Frankenalb             | Im ehemaligen Steinbruch am südlichen Ortseingang von Beratzhausen ist ein Schwammriff der Unteren Frankenalb-Formation angeschnitten. Z. T. deutliche Schichtfugen und einige auffällig geringmächtige Bänke zeichnen den Aufbau der Riffkuppel nach. Diese engständigen Lagen dürften wohl der Unteren Mergelplatte entsprechen, die auch in der gebankten und kalkig entwickelten Treuchtlingen Formation (Malm Delta) auftritt. Dafür, dass es sich bei dem Bereich unter den dünnbankigen Lagen um Malm Gamma handeln könnte – siehe MEYER & SCHMIDT-KALER 1983: Geologischer Führer durch die Altmühlalb – gibt es derzeit keinen Beleg. | 3000 150 × 20            | Typ: Sedimentstrukturen, Gesteinsart Art: Dolomitstein                                                                 | Steinbruch                     | bedeutend          | kein Schutzgebiet                                             |                                 |
| Steinbruch Niebler E von Hennhüll                                |                | 375A007   | Hemau Position                              | Südliche Frankenalb             | Der östliche der ehemals zwei Steinbrüche bei Hennhüll ist noch relativ gut erhalten. Erschlossen sind ca. 15 m Platten- und Bankkalke. Bei den zwischen die Plattenkalke eingeschalteten Bankkalke handelt es sich zum einen um 6 Horizonte sogenannter Krummer Lagen wie auch um Schuttkalk und Breistein-Bänke. Diese Ausprägung der Painten-Formation wird als Hennhüll-Subformation bezeichnet. Auch wenn die Wände langsam verstürzen und in der Vegetationsperiode zahlreiche Büsche dei Sicht versperren ist dieser Aufschluss insgesamt aber noch in einem sehr guten Zustand, so dass nicht nur die Wände noch offen stehen, sondern über weite Strecken auch noch die Schichtoberflächen zu sehen sind, auf denen die jeweiligen Abbausohlen angelegt worden sind. | 5000 100 × 50            | Typ: Typlokalität, Gesteinsart, Sedimentstrukturen Art: Kalkstein                                                      | Steinbruch                     | wertvoll           | kein Schutzgebiet                                             |                                 |
| Ehemaliger Steinbruch am Hütberg bei Deuerling                   |                | 375A009   | Deuerling Position                          | Mittlere Frankenalb             | Der westliche Felshang des Hütberges ist meist nur undeutlich gebankt, es sind jedoch zwei Bänke zu erkennen, die der Unteren und Oberen Mergelplatte entsprechen könnten. Der Treuchtlinger Marmor liegt hier in einer kleinen Schichtfazieswanne innerhalb des Parsberger Riffzuges. | 800 40 × 20              | Typ: Schichtfolge Art: Kalkstein                                                                                       | Steinbruch                     | wertvoll           | Landschaftsschutzgebiet, FFH-Gebiet, Vogelschutzgebiet        |                                 |
| Kletterfelsen von Schönhofen                                     | weitere Bilder | 375A010   | Nittendorf Position                         | Südliche Frankenalb             | Aufgeschlossen ist über grauen Delta-Dolomitwänden ein dünnes Band aus gebanktem Epsilon-Dolomit. Darüber liegt weißer Bretterdolomit des Oberen Malm. Die Felswände am Prallhang der Schwarzen Laaber werden als Klettergebiet genutzt. | 5000 250 × 20            | Typ: Schichtfolge, Felswand/-hang Art: Dolomitstein                                                                    | Hanganriss/Felswand            | wertvoll           | kein Schutzgebiet                                             |                                 |
| Ehemaliger Tagebau NW von Kittenrain                             |                | 375A011   | Bach an der Donau Position                  | Regensburger Wald               | Hier wurde früher der Kittenrainer Flussspatgang oberflächlich im Tagebau abgebaut. Aufschlüsse im Nebengestein (Granit) sind noch vorhanden, Reste von Flussspat sind als Lesesteine zu finden. | 200 20 × 10              | Typ: Mineralien, Tagebau Art: Granit, Gangmineralisation                                                               | Tagebau                        | bedeutend          | Landschaftsschutzgebiet                                       |                                 |
| W Steinbruch am Scheuchenberg SE von Sulzbach a. d. Donau        |                | 375A013   | Bach an der Donau Position                  | Dungau                          | Auf der Südseite des Scheuchenberges gibt es mehrere ehemalige Steinbrüche in Winzergesteinen der Donaustörung. Der westlichste Bruch ist gut zugänglich und kaum verstürzt. Hier sind mehrfach tektonisch brekziierte und mit Quarz wieder verheilte, hydrothermal veränderte, rötliche, feinkörnige Biotit-Granite aufgeschlossen. | 20000 200 × 100          | Typ: Gesteinsart, Metamorphes Gefüge, Störung Art: Meta, Granit, Kristallinbreccie                                     | Steinbruch                     | bedeutend          | Landschaftsschutzgebiet, FFH-Gebiet                           |                                 |
| Steinbruch am Spindelbach ENE von Grünthal                       |                | 375A014   | Wenzenbach Position                         | Regensburger Wald               | Aufgeschlossen sind inhomogene Diatexite, die an dieser Stelle von Homogenisierung weniger erfasst wurden und gut geschieferte Biotit-Cordierit-Gneise darstellen, im Kontakt mit einem feinkörnigen Zweiglimmergranit der Randfazies. | 60 12 × 5                | Typ: Gesteinsart, Kontakt, Metamorphes Gefüge Art: Gneis, Granit, Migmatit                                             | Steinbruch                     | bedeutend          | Landschaftsschutzgebiet                                       |                                 |
| Ehem. Steinbruch Eckl N Bügerl                                   |                | 375A015   | Hemau Position                              | Südliche Frankenalb             | Im ehemaligen Steinbruch Eckl nördlich von Bügerl befindet sich heute ein Schießstand. In der dahinter befindlichen, noch offenen Bruchwand stehen ca. 5 m mächtige Bankkalke der tieferen Painten-Formation an, in die zwei Krumme Lagen mit jeweils ca. 1 m Mächtigkeit eingeschaltet sind. | 4000 100 × 40            | Typ: Gesteinsart Art: Kalkstein                                                                                        | Steinbruch                     | wertvoll           | Naturpark                                                     |                                 |
| Steilkante im Laubenhartgrund                                    |                | 375A016   | Hemau Position                              | Südliche Frankenalb             | Im steilen Anstieg an der Ostseite des Laubenhartgrundes stehen ca. 10 m Kieselkalke und Plattensilex an, die in einem kleinen Abbau abgebaut worden sind. Dieses Vorkommen (das Typusprofil der Tangrintel-Formation) ist jedoch heute weitgehend verstürzt und verwachsen, so dass nur noch an wenigen Stellen Anstehendes herauskommt. Die Angabe Malm Epsilon, Schichtkalk ist als Notbehelf zu sehen, da aktuell korrekte Angabe zur Geologie in der Schlüsselliste nicht hinterlegt ist | 300 30 × 10              | Typ: Typlokalität, Gesteinsart Art: Kieselkalkstein                                                                    | keine Angabe                   | wertvoll           | Landschaftsschutzgebiet                                       |                                 |
| Ehem. Steinbruch am Kollerhof SE von Dinau                       |                | 375A019   | Kallmünz Position                           | Mittlere Frankenalb             | Der Aufschluss ist ein Referenzprofil der Ebenwies-Subformation der Torleite-Formation. Die Angabe Malm Epsilon, Schichtkalk unter Geologische Beschreibung ist nicht korrekt. Sie wurde nur verwendet, da das Feld ein Pflichtfeld ist und die korrekte Angabe Torleite-Formation bzw. Ebenwies-Subformation der Torleite-Formation in den Schlüssellisten nicht vorliegt. | 10000 100 × 100          | Typ: Standard-/Referenzprofil, Schichtfolge Art: Kalkstein                                                             | Steinbruch                     | wertvoll           | Landschaftsschutzgebiet                                       |                                 |
| ehem. Steinbruch WNW von Krippersberg                            |                | 375A020   | Wolfsegg Position                           | Mittlere Frankenalb             | Langgezogener auflässiger Steinbruch in den basalen Bereichen der Regensburg-Formation (Regensburger Grünsandstein). Der Steinbruch ist weitgehend verwachsen und verfallen. Stellenweise ist aber der Grünsandstein noch anstehend erschlossen. Entlang des schmalen Ackerstreifens westlich des Aufschlusses finden sich immer wieder herausgeackerte Gesteinsbrocken aus Grünsandstein mit darin aufgearbeitem Plattenkalk der Ebenwies-Subformation oder solche aus Kalken in deren Klüften Grünsandstein auftritt. Diese Gesteine stammen aus dem unmittelbaren Transgressionsbereich des Oberkreidemeeres über die von Weißjura-Kalken aufgebaute damalige Landoberfläche. | 7500 250 × 30            | Typ: Schichtfolge, Gesteinsart Art: Kalksandstein                                                                      | Steinbruch                     | bedeutend          | Landschaftsschutzgebiet, FFH-Gebiet, Vogelschutzgebiet        |                                 |
| Plattenkalkentnahme N von Brunn                                  |                | 375A023   | Brunn Position                              | Mittlere Frankenalb             | Die Plattenkalkenahme am Zeinberg N von Brunn wurde zu Forschungszwecken durch Herrn Dr. Röper (Solnhofen) angelegt und hat zahlreiche Fossilien geliefert. Eine Zusammenstellung darüber gibt Röper & Rothgänger (1999) Die Plattenkalke von Bronn. Unbefugtes Betreten der Fossilfundstelle ist nicht erlaubt! Die Wannensedimente von Brunn mit Platten- (unten) und Bankkalken (oben) gehören in die Ebenwies-Subformation der Torleite-Formation und sind ein Referenzprofil dieser Subformation. Die Angabe Schichtkalk Malm Epsilon ist ein Notbehelf, da die Schlüssellisten im BIS bis dato die korrekte Zuordnung nicht erlauben. | 2500 50 × 50             | Typ: Tierische Fossilien, Standard-/Referenzprofil Art: Kalkstein                                                      | sonstiger Aufschluss           | besonders wertvoll | kein Schutzgebiet                                             |                                 |
| Ehem. Sandgrube auf der Girnitz                                  |                | 375A024   | Duggendorf Position                         | Mittlere Frankenalb             | In der Sandgrube auf der Girnitz wurden bis in die 1950er Jahre Lockersandsteine und Sande der Schutzfels-Formation für den lokalen Bedarf abgebaut. Die unsortierten, gut gerundeten Quarzsande mit einem Größtkorn von etwa 8 mm sind bereichweise silikatisch gebunden. Diese harten Partien wurden nicht abgebaut und bilden daher heute kleine Quarzitfelsen in der leider durch allerlei Unrat vermüllten ehemaligen Sandgrube. Solche Quarzite waren (zumindest solange bis sie durch die Flurbereinigung großräumig beseitigt wurden) auf der Oberfläche der Frankenalb häufig anzutreffen. Diese verwitterungsresistenten Relikteblöcke – losgelöst von ihrem ursprünglichen Gesteinsverband und einem Ausgangsgestein nicht eindeutig zuordenbar – werden gemeinhin als Kallmünzer bezeichnet. Die Quarzitfelsen in der Sandgrube auf der Girnitz sind Kallmünzer im anstehenden Gestein und können daher der Schutzfels-Formation zugeordnet werden. | 1800 60 × 30             | Typ: Gesteinsart Art: Quarzit, Quarzsandstein, Sand                                                                    | Kiesgrube/Sandgrube            | wertvoll           | Landschaftsschutzgebiet                                       |                                 |
| Ehem. Gneisbruch am Refberg NE von Refthal                       |                | 375A025   | Altenthann Position                         | Regensburger Wald               | Der aufgelassene Steinbruch am Refberg erschließt einen körnigen anatektischen Biotitgneis (entstanden aus teilweise aufgeschmolzenem Granit), der häufig größere Einschlüsse von Orthoklas (Alkalifeldspat) enthält und deswegen auch als Körnelgneis bezeichnet wird. Zwischen dem westlich gelegenen Parkplatz an der St 2650 und dem Steinbruchgelände wurde ein gangförmiges Diorit-Vorkommen kartiert. Es ist durch Lesesteine belegbar. Die von ANDRITZKY (1968) beschriebenen Pegmatitgänge waren 2015 im Steinbruchgelände nicht (mehr) aufgeschlossen. | 500 20 × 25              | Typ: Metamorphes Gefüge, Gesteinsart Art: Gneis                                                                        | Steinbruch                     | wertvoll           | Landschaftsschutzgebiet                                       |                                 |
| Höhlenburg Loch                                                  |                | 375A026   | Nittendorf Position                         | Südliche Frankenalb             | Die Höhlenburg Loch ist eine von nur zwei Höhlenburgen in Bayern (die zweite liegt in Stein a.d. Traun in Oberbayern). Der untere, flachere Teil des Burgareals liegt in Plattendolomiten, die dem Velburg-Horizont zuzurechnen sind. Die steile Wand, an deren Basis die (Wohn-)Höhlen auftreten wird von Massendolomiten der Mittleren Frankenalb Formation gebildet. | 3600 120 × 30            | Typ: Gesteinsart, Karst-Halbh./Naturbrücke, Felsburg Art: Dolomitstein                                                 | Höhle                          | bedeutend          | Landschaftsschutzgebiet, FFH-Gebiet, Vogelschutzgebiet        |                                 |
| Goldene Haube                                                    |                | 375A027   | Beratzhausen Position                       | Südliche Frankenalb             | Der Dolomit der Frankenalb-Formation kann im Zuge der Verwitterung, ausgehend von Klüften im Gestein, in seine sandkorngroßen, goldgelbe Einzelkriställchen zerfallen. Der dadurch entstehende Dolomitsand wurde früher im Bereich der Alb zum Mauern verwendet. An der Goldenen Haube entstanden beim Abgraben dieses Sandes entlang der Klüfte, Strukturen die an Wände und Räume erinnern. Dies führte zu zwei Sagen, nach denen die Goldene Haube die Reste eines verfluchten Schlosses sein sollen. Die massigen Dolomite der Frankenalb-Formation entstanden aus Schwammriffen. Durch die Verwitterung werden die Konturen dieser Schwämme als Hohlformen herauspräpariert. Dabei entsteht eine unruhige, löchrig wirkende Oberfläche der Massendolomite, die man in den Mauern der Goldenen Haube sehr schön erkennen kann. Vor allem in den Winkeln und Ecken der Goldenen Haube füllen die Dolomitsande auch heute noch die Klüfte aus, so dass man dort sehr schön sehen kann, wie der massive Fels fließend in lockeren Sand übergeht. | 900 30 × 30              | Typ: Gesteinsart, Kluft, Steinbruch/Grube Art: Dolomitstein                                                            | Kiesgrube/Sandgrube            | bedeutend          | Landschaftsschutzgebiet                                       |                                 |
| Ehemaliger Steinbruch SE von Ebenwies                            |                | 375G001   | Pettendorf Position                         | Mittlere Frankenalb             | Der helle Kalkstein (Riffschuttkalke des Oberen Kimmeridge) des ehemaligen Steinbruchs Ebenwies lieferte das Baumaterial für die Walhalla. Die Bruchwände zeigen großflächig Bohrlöcher und Spuren der Seilsägearbeiten, mit denen die Kalksteinblöcke von der Wand gelöst wurden. Romantisch überwachsene Ruinen der früheren Werksgebäude sind noch erhalten. Von den hohen Bruchwänden fernbleiben! Im Mittel-Kimmeridge von Ebenwies begann die erste größere Plattenkalk-Entwicklung, deren bekannteste Vertreter die jüngeren Plattenkalke von Solnhofen (Unter-Tithon) sind. | 800 80 × 10              | Typ: Steinbruch/Grube, Schichtfolge Art: Dolomitstein, Kalkstein                                                       | Steinbruch                     | wertvoll           | Landschaftsschutzgebiet, FFH-Gebiet, Vogelschutzgebiet        |                                 |
| Ehemalige Flussspatgrube NW von Kittenrain                       |                | 375G002   | Bach an der Donau Position                  | Regensburger Wald               | Ein etwa 2 m mächtiger und 450 m langer Flussspat-Quarz-Gang wurde nach mehreren historischen Betriebsperioden (seit 1496 belegt) im sogenannten Schönfärbigen Bergwerk (Name der Grube seit 1703) hauptsächlich von 1970 bis 1994 aufgefahren und weitgehend abgebaut. Es wurde violetter und hellgrüner Flussspat, Quarz und Hornstein gewonnen. Die Grube Kittenrain kann heute als Schaubergwerk besichtigt werden. | 100 10 × 10              | Typ: Stollen Art: Granit                                                                                               | Tunnel/Stollen/Schacht         | bedeutend          | Landschaftsschutzgebiet                                       |                                 |
| Ehemalige Flussspatgrube Sulzbach II                             |                | 375G003   | Donaustauf Position                         | Regensburger Wald               | Die Grube im Donaustaufer Flussspatrevier baute von 1918 bis 1960 einen anfangs bis 6 m, später um 2 m mächtigen Flussspatgang im Granit über drei Stollen und ein Gesenk ab. Über Tage wurde der Gang in einem tiefen Schurf, der sich 200 m den Berg hoch zieht, abgebaut. | 200 100 × 2              | Typ: Stollen, Mineralien, Schichtfolge Art: Granit, Gangmineralisation                                                 | Tunnel/Stollen/Schacht         | wertvoll           | Landschaftsschutzgebiet, FFH-Gebiet                           |                                 |
| Schürfgrubenfeld SW von Kohlstadt                                |                | 375G004   | Sinzing Position                            | Südliche Frankenalb             | Das große Schürfgrubenfeld rührt vom ehemaligen Abbau von Bohnerzen her. Die zahllosen kleinen Mulden und Halden sind in dem Gelände, das weitgehend frei von Unterholz und moosbewachsen ist, sehr gut zu erkennen. | 180000 600 × 300         | Typ: Pinge/nfeld Art: Kalkstein                                                                                        | kein Aufschluss                | wertvoll           | Bodendenkmal                                                  |                                 |
| Pinge bei Reichenstetten                                         |                | 375G005   | Sinzing Position                            | Südliche Frankenalb             | Am NW-Rand von Reichenstetten befand sich in den 1950er Jahren der Rauhlochschacht, ein Schrägstollen, über den Braunkohle gefördert wurde. Die heutige Pinge ähnelt einer Doline. | 3600 60 × 60             | Typ: Stollen, Pinge/nfeld Art: Kalkstein, Braunkohle                                                                   | Pinge                          | bedeutend          | kein Schutzgebiet                                             |                                 |
| Räuberhöhle N von Etterzhausen                                   |                | 375H001   | Nittendorf Position                         | Mittlere Frankenalb             | Die großräumige Höhle dient als Ausflugsziel. Sie besitzt zwei (im Felshang gelegene) Eingänge. Das Gestein im Inneren der Höhle ist z. T. mit Flechten bewachsen. | 250 50 × 5               | Typ: Karst-Horizontalhöhle Art: Dolomitstein                                                                           | Höhle                          | bedeutend          | kein Schutzgebiet                                             |                                 |
| Bachmühlbachquellen bei Bachmühle                                | weitere Bilder | 375Q001   | Hemau Position                              | Südliche Frankenalb             | Die Quelle ist am Schwäbisch-Fränkischen Lineament angelegt. Der Wasseraustritt erfolgt aus mehreren tiefen Trichtern am Bachgrund. Die Schüttung (ca. 100 l/s) ist für eine Karstquelle außerordentlich konstant. | 1750 350 × 5             | Typ: Störungsquelle Art: Dolomitstein, Kalkstein                                                                       | kein Aufschluss                | wertvoll           | Naturdenkmal, Landschaftsschutzgebiet                         |                                 |
| Hohe Felsen N von Beratzhausen                                   |                | 375R001   | Beratzhausen Position                       | Mittlere Frankenalb             | Der Hohe Fels nördlich von Beratzhausen ist die südwestliche Flanke eines Schwammriffs aus der Unteren Frankenalb-Formation. Weitständige Schichtfugen in den auf den ersten Blick massig erscheinenden Dolomiten zeichnen das Einfallen der Rifflanken nach Südwesten nach. Etwa auf halber Höhe des Hohen Felses betonen einige auffällig geringmächtige Bänke ganz besonders dieses Einfallen. Diese engständigen Lagen dürften einer der beiden Mergelplatten (wahrscheinlich der Unteren) entsprechen, die auch in der gebankten und kalkig entwickelten Treuchtlingen Formation (Malm Delta) auftreten. Die Schwarze Laber biegt unmittelbar vor dem Hohen Fels aus der Nordwest-Südöst-Richtung in die Nordost-Südwest-Richtung um. Das eigentliche Riffzentrum liegt in der südöstlichen Fortsetzung des Tales. | 5000 100 × 50            | Typ: Felsburg, Schichtfolge Art: Dolomitstein                                                                          | Hanganriss/Felswand            | wertvoll           | kein Schutzgebiet                                             |                                 |
| Burgberg in Wolfsegg                                             | weitere Bilder | 375R002   | Wolfsegg Position                           | Mittlere Frankenalb             | Die Burg Wolfsegg steht auf einem kleinen Inselberg, der an drei Seiten vom Wolfsegger-Trockental begrenzt wird. Im Osten wird er vom eigentlichen Talanstieg durch eine flache Einmuldung getrennt, die wohl einem früheren Talniveau entspricht. Aufgebaut wird der Burgberg von deutlich gebankten Dolomitsteinen der Pottenstein-Formation (Bernhof-Subformation). Im Berg unterhalb der Burg befindet sich ein Höhlensystem. Dieses ist nicht öffentlich zugänglich, der Zugang ist durch ein vergittertes Tor versperrt. | 2500 50 × 50             | Typ: Felsburg, Karst-Schacht-&Horizontalhöhle Art: Dolomitstein                                                        | Hanganriss/Felswand            | bedeutend          | Naturdenkmal                                                  |                                 |
| Schloßberg von Kallmünz                                          | weitere Bilder | 375R003   | Kallmünz Position                           | Mittlere Frankenalb             | Die dolomitisierten Riffkomplexe des höheren Malm Delta und Epsilon wurden hier durch Naab und Vils in einmaliger Weise freigelegt. | 60000 300 × 200          | Typ: Felswand/-hang, Sedimentstrukturen Art: Dolomitstein                                                              | Hanganriss/Felswand            | bedeutend          | Landschaftsschutzgebiet, FFH-Gebiet                           |                                 |
| Ponor-Doline SE von Neuhof                                       |                | 375R004   | Brunn Position                              | Mittlere Frankenalb             | Die Doline steht über einen knapp 400 m langen Graben mit dem Polje von Neuhof – Zeinberg – Wischenhofen in Verbindung. Über das Schluckloch dieser Doline wird bei Starkregenereignissen oder bei der Schneeschmelze im südlichen Abschnitt in großer Teil des Polje von Wischenhofen-Neuhof in den Untergrund entwässert. Vor allem im Westen und Südwesten finden sich weitere Dolinen. Nur wenige Meter südlich der Südwand der Doline setzt ein weiterer tief eingeschnittener Graben ein. Dieser führt an seiner Sohle zahlreiche weitere Dolinen und reicht bis nach Brunn. | 2500 50 × 50             | Typ: Doline Art: Dolomitstein                                                                                          | kein Aufschluss                | bedeutend          | kein Schutzgebiet                                             |                                 |
| Felswand mit Höhle am Weitzenberg W von Kallmünz                 |                | 375R005   | Kallmünz Position                           | Mittlere Frankenalb             | In der imposanten Felswand liegt eine 7 m lange Höhle (Lage des Höhleneingangs: R4496438/H5446826). Die Höhle folgt einer Kluft. Dort wo die Kluft noch nicht ausgeräumt ist, endet die Höhle. Die Kluft streicht etwa NW-SE. Die Wand selbst wird aus den weitständig gebankten Dolomiten der Bernhof-Subformation der Pottenstein-Formation gebildet. Die Fugen zwischen den einzelnen Bänken liegen waagerecht und zeigen KEINEN Kuppelbau. Auch treten keine Bereiche auf, in denen Bänke vollständig verschmolzen sind und die Wand ungegliedert erscheint. Die Wand wird in erster Näherung von drei Bänken mit Mächtigkeiten von mehreren Metern aufgebaut. Zwischen diese schieben sich dünnere Bänke (im Bereich um 1 m), die z. T. auch Hohlkehlen bilden. Einige der Bänke verschmelzen auch abschnittsweise zu einer dann jeweils entsprechend dickeren Bank. Oberhalb der Felswand treten die Riesenbänke z. T. treppenartig gestuft den gesamten Hang bis zur markanten Verflachung bei etwa 440 m NN auf. Auch unterhalb er Wand sind immer wieder gebankte Dolomit erschlossen, deren Bankstärken aber selten mehr als 1,5 m erreichen. | 500 50 × 10              | Typ: Felswand/-hang, Karst-Halbh./Naturbrücke Art: Dolomitstein                                                        | Hanganriss/Felswand            | bedeutend          | kein Schutzgebiet                                             |                                 |
| Felsen am Eichenberg N von Kallmünz                              |                | 375R006   | Kallmünz Position                           | Mittlere Frankenalb             | Der Sockel des Eichenbergs besteht im SW aus gebankten Dolomiten der Pottenstein-Formation, die im Hanganstieg immer wieder kleinere Kanzeln und Stufen bilden. Im NE wird er von Massendolomiten der Unteren Frankenalb-Formation aufgebaut. Darüber folgt mit dem nur wenige Meter mächtigen Velburg-Horizont ein dünnbankiges Schichtpaket. Oberhalb dieses Horizonts erheben sich die massigen, hellen Dolomite der Mittleren Frankenalb-Formation bis zu 20 m senkrecht empor. Der Velburg-Horizont unterscheidet sich durch seine Dünnbankigkeit auffällig sowohl von der dickbankigen Pottenstein-Formation, wie auch der massigen Frankenalb-Formation und überdeckt sowohl die gebankte, wie auch die massige Fazies. Daher ist er ein regional wichtiger Leithorizont, der es z. B. auch erlaubt die Untere von der Mittleren Frankenalb-Formation abzutrennen. | 60000 200 × 300          | Typ: Felswand/-hang, Schichtfolge Art: Dolomitstein                                                                    | Hanganriss/Felswand            | bedeutend          | Naturschutzgebiet, FFH-Gebiet                                 |                                 |
| Galgenberg bei Regenstauf                                        |                | 375R007   | Regenstauf Position                         | Mittlere Frankenalb             | Das Juragestein ist von typischer Vegetation (Trockenrasengesellschaft) bewachsen. Die ehemaligen Aufschlüsse sind weitestgehend verfallen. | 22500 150 × 150          | Typ: Felswand/-hang, Schichtfolge, Störung Art: Kalkstein                                                              | Steinbruch                     | wertvoll           | Naturdenkmal, Landschaftsschutzgebiet                         |                                 |
| Regenstaufer Schlossberg                                         |                | 375R008   | Regenstauf Position                         | Mittlere Frankenalb             | Der vergruste Kristallgranit weist Orthoklaseinsprenglinge von bis zu 10 cm Kantenlänge auf. | 1500 50 × 30             | Typ: Felswand/-hang Art: Granit                                                                                        | Hanganriss/Felswand            | bedeutend          | Landschaftsschutzgebiet                                       |                                 |
| Riesensprung NW von Drackenstein                                 |                | 375R009   | Regenstauf Position                         | Regensburger Wald               | Die im Volksmund auch als Druidenstein bezeichnete Felsformation soll zur Zeit der Markomannen als Thing-Stätte gedient haben. Es handelt sich um wollsackartige Granitblöcke. | 32 8 × 4                 | Typ: Wollsackbildung Art: Granit                                                                                       | Block                          | bedeutend          | Naturdenkmal, Landschaftsschutzgebiet                         |                                 |
| Kürner Schlossberg                                               |                | 375R010   | Bernhardswald Position                      | Regensburger Wald               | Ein breiter Pinitporphyrgang bildet das Fundament des Schlosses. Er ist in Felspartien am Südhang gut aufgeschlossen. Der Gang sitzt im Kristallgranit 1, aus dem die meisten der Wollsäcke im Park bestehen. | 10000 100 × 100          | Typ: Felswand/-hang, Wollsackbildung Art: Rhyolith, Granit                                                             | Hanganriss/Felswand            | wertvoll           | kein Schutzgebiet                                             |                                 |
| Granitfels in Kürn                                               |                | 375R011   | Bernhardswald Position                      | Regensburger Wald               | Auf Privatgrund befinden sich zwei große übereinander getürmte Granitfelsblöcke. Auffallend sind die typische Wollsackverwitterung und Feldspateinsprenglinge. | 36 6 × 6                 | Typ: Felsturm/-nadel, Wollsackbildung Art: Granit                                                                      | Hanganriss/Felswand            | wertvoll           | kein Schutzgebiet                                             |                                 |
| Galgenberg SE von Beratzhausen                                   |                | 375R012   | Beratzhausen Position                       | Mittlere Frankenalb             | Die tafelbergartigen Felsbastionen im Nordosten gehören zur Südwestflanke einer Riffkuppel, das eigentliche Riffzentrum und die Nordostflanke sind nicht erschlossen. Die nach Südwesten abfallenden Bänke zeigen Mächtigkeiten im Meterbereich, aber manchmal auch darunter. Die Schichtflächen sind sehr deutlich entwickelt. Die Felsen südwestlich davon (bis zur Eisenbahnbrücke) sind im Gegensatz dazu auffällig schroff mit zahlreichen Spitzen und Schratten. Dies wird durch (mindestens) zwei Kluft- oder Störungsrichtungen verursacht, die sich hier kreuzen. Die einzelnen Schollen zwischen den Trennflächen werden durch die Verwitterung entsprechend bizarr herauspräpariert. | 1600 40 × 40             | Typ: Felswand/-hang Art: Dolomitstein                                                                                  | Hanganriss/Felswand            | bedeutend          | Naturdenkmal, Landschaftsschutzgebiet, FFH-Gebiet             |                                 |
| Felsfreistellung 1 SSE von Beratzhausen                          |                | 375R013   | Beratzhausen Position                       | Mittlere Frankenalb             | Die Felswand nordöstlich vom Wasserwerk im Tal der Schwarzen Laber wird von Dolomiten der Frankenalb-Formation aufgebaut. Das eindrucksvolle Felsgebilde des Jura ist von einem artenreichen Laubmischwald umwachsen. | 1200 60 × 20             | Typ: Felswand/-hang Art: Dolomitstein                                                                                  | Hanganriss/Felswand            | geringwertig       | Naturdenkmal                                                  |                                 |
| Felsfreistellung 2 SSE von Beratzhausen                          |                | 375R014   | Beratzhausen Position                       | Südliche Frankenalb             | Die Felsfreistellung nordwestlich vom Wasserwerk an der Schwarzen Laber gehört zum Südwestflügel einer Riffkuppel im Dolomit der Frankenalb-Formation. Am Fuß der Nordwestwand der Felsfreistellung befindet sich eine kleine Höhle. Oberhalb der Felsformation liegen drei Ringwälle keltischen Ursprungs. | 1000 20 × 50             | Typ: Felswand/-hang Art: Dolomitstein                                                                                  | Hanganriss/Felswand            | bedeutend          | Landschaftsschutzgebiet, FFH-Gebiet                           |                                 |
| Sixenfelsen bzw. Hundstein in Beratzhausen                       |                | 375R015   | Beratzhausen Position                       | Mittlere Frankenalb             | In der Steilwand entlang der Staatsstraße 2294 zwischen südlichem Ortseingang von Beratzhausen und der kleinen Gewerbefläche ist ein Schwammriffkomplex der Unteren Frankenalb-Formation angeschnitten. Häufig undeutliche Schichtfugen in den auf den ersten Blick massig erscheinenden Dolomiten zeichnen den Aufbau des Riffkomplexes nach. Im Fußbereich der Felswand, sowie ungefähr auf halber Höhe betonen zwei Bänder mit auffällig geringmächtigen Bänken ganz besonders das flache Auf und Ab der Schichten. Diese engständigen Lagen dürften wohl der Unteren, bzw. der Oberen Mergelplatte entsprechen, die auch in der gebankten und kalkig entwickelten Treuchtlingen Formation (Malm Delta) auftritt. Für eine Zugehörigkeit in den Malm Gamma (MEYER & SCHMIDT-KALER 1983) gibt es derzeit keinen Beleg. | 4500 150 × 30            | Typ: Felswand/-hang, Schichtfolge Art: Dolomitstein                                                                    | Hanganriss/Felswand            | bedeutend          | Naturdenkmal, FFH-Gebiet                                      |                                 |
| Felskuppe mit Hiaslhöhle S von Beratzhausen                      |                | 375R016   | Beratzhausen Position                       | Südliche Frankenalb             | Die kleine rund acht Meter hohe Felskuppe der Hiaslhöhle wird von Massendolomit der Frankenalb-Formation aufgebaut. Zahlreiche Klüfte durchziehen den horizontal nur wenig gegliederten Block. Entlang einer dieser Klüfte ist die Hiaslhöhle, eine niedrige, nur wenige Meter lange Höhle, entstanden. Der Eingang zur Höhle ist zur Hälfte mit Steinen zugebaut. Diese Barriere erlaubt aber trotzdem den Blick in den kleinen Hohlraum. Der Name Hiaslhöhle geht darauf zurück, dass von 1924 bis 1948 dort ein Einsiedler wohnte, der Hiasl genannt wurde. | 100 20 × 5               | Typ: Felskuppe, Karst-Horizontalhöhle Art: Dolomitstein                                                                | Felshang/Felskuppe             | bedeutend          | Landschaftsschutzgebiet                                       |                                 |
| Der gelbe Felsen SE von Schönhofen                               | weitere Bilder | 375R018   | Sinzing Position                            | Mittlere Frankenalb             | Laut ND-Liste handelt es sich hier um das schönste und eindrucksvollste Felsgebilde des Landkreises im Bereich des Jura. Die Felsen sind reich an Fossilien und umgeben von großen freien Wildrasenflächen. Das vielbesuchte Ausflugsziel wird auch von Kletterern genutzt. (Kalkbänke des Malm Epsilon über massigen Dolomiten des Malm Delta). | 10000 200 × 50           | Typ: Felsburg, Schichtfolge Art: Kalkstein, Dolomitstein                                                               | Hanganriss/Felswand            | wertvoll           | Naturdenkmal                                                  |                                 |
| Pfalzlbauernberg SE von Schönhofen                               |                | 375R019   | Nittendorf Position                         | Mittlere Frankenalb             | Den Fuß des Berges bilden tafelbankige Delta-Dolomite mit erkennbaren Schwammstrukturen. Überlagert werden sie von Malm-Epsilon, zunächst mit wenigen Metern heller Kalkbänke. Erst dann steigt eine weiße Massenkalkmauer mit undeutlicher horizontaler Gliederung senkrecht empor. Der Aufschluss ist reich an Fossilien. | 600 30 × 20              | Typ: Felsturm/-nadel, Schichtfolge Art: Kalkstein, Dolomitstein                                                        | Hanganriss/Felswand            | wertvoll           | FFH-Gebiet, Vogelschutzgebiet                                 |                                 |
| Felsen mit Maihöhle bei Hardt                                    |                | 375R020   | Nittendorf Position                         | Südliche Frankenalb             | Die typische Jurafelsformation besitzt zwei kleine Höhlen. Einzelne Felswände werden als Kletterfelsen genutzt. | 1400 70 × 20             | Typ: Felswand/-hang, Karst-Horizontalhöhle Art: Kalkstein                                                              | Hanganriss/Felswand            | bedeutend          | Naturdenkmal                                                  |                                 |
| Felsfreistellung mit Räuberhöhle SE von Etterzhausen             |                | 375R021   | Sinzing Position                            | Mittlere Frankenalb             | Die Felswand weist drei kleinere Halbhöhlen auf. | 300 15 × 20              | Typ: Felswand/-hang, Karst-Halbh./Naturbrücke Art: Dolomitstein                                                        | Hanganriss/Felswand            | bedeutend          | kein Schutzgebiet                                             |                                 |
| Osterstein NW von Pielenhofen                                    |                | 375R022   | Brunn Position                              | Mittlere Frankenalb             | Die beeindruckende Felswand am rechten Naabufer ist über Wanderwege zugänglich. | 14000 200 × 70           | Typ: Felswand/-hang, Karst-Horizontalhöhle Art: Kalkstein                                                              | Hanganriss/Felswand            | bedeutend          | Naturschutzgebiet                                             |                                 |
| Burgberg von Donaustauf                                          |                | 375R023   | Donaustauf Position                         | Dungau                          | Der Burgberg ist ein markanter Härtling und Aussichtspunkt am Donaurandbruch. Aufgebaut wird er von dunkelrötlichbraunen Brekzien des Rotliegenden. Gute Aufschlüsse liegen hinter der Kirche und am Übergang von der Vorburg zur Hauptburg. | 120000 400 × 300         | Typ: Härtling, Gesteinsart Art: Breccie                                                                                | Hanganriss/Felswand            | wertvoll           | FFH-Gebiet                                                    |                                 |
| Felshang mit Höhle 100 m S von der Sinzinger Autobahnbrücke      | weitere Bilder | 375R024   | Pentling Position                           | Südliche Frankenalb             | Die eindrucksvolle, steil aufragende Felswand weist zahlreiche Aushöhlungen auf. | 500 20 × 25              | Typ: Felswand/-hang, Karst-Halbh./Naturbrücke Art: Kalkstein                                                           | Hanganriss/Felswand            | bedeutend          | Naturschutzgebiet, FFH-Gebiet                                 |                                 |
| Opferstein im Heilingholz SW von Bruckbach                       |                | 375R025   | Brennberg Position                          | Regensburger Wald               | Über eine größere Fläche verstreut liegen mehrere wollsackartige Kristallgranitblöcke. Namensgebend war die Hohlform auf einem der Blöcke. | 100 10 × 10              | Typ: Wollsackbildung, Karren/-felder Art: Granit                                                                       | Block                          | bedeutend          | Naturdenkmal, Landschaftsschutzgebiet                         |                                 |
| Wollsackbildung S von Frankenberg                                |                | 375R026   | Brennberg Position                          | Regensburger Wald               | Im Blockmaterial finden sich Feldspateinsprenglinge mit einer Kantenlänge bis zu 10 cm. | 2500 50 × 50             | Typ: Wollsackbildung Art: Granit                                                                                       | Block                          | bedeutend          | Landschaftsschutzgebiet                                       |                                 |
| Burgberg bei Brennberg                                           | weitere Bilder | 375R027   | Brennberg Position                          | Regensburger Wald               | Der Granit zeigt große Feldspateinsprenglinge. Er diente als Baumaterial für die Burg. | 10000 100 × 100          | Typ: Felswand/-hang Art: Granit                                                                                        | Hanganriss/Felswand            | bedeutend          | Naturdenkmal                                                  |                                 |
| Wollsackbildung am Eichelberg SSE von Bruckbach                  |                | 375R028   | Brennberg Position                          | Regensburger Wald               | Im Kristallgranit I sind Feldspateinsprenglinge mit einer Kantenlänge bis zu 7 cm zu finden. | 200 20 × 10              | Typ: Wollsackbildung Art: Granit                                                                                       | Block                          | bedeutend          | Landschaftsschutzgebiet                                       |                                 |
| Hohe Wand N von Alling                                           |                | 375R029   | Sinzing Position                            | Mittlere Frankenalb             | Die mächtige Jurafelsformation weist zahlreiche Aushöhlungen sowie eine Halbhöhle auf. Die steile Felswand wird z. T. als Kletterfelsen genutzt. | 1200 30 × 40             | Typ: Felswand/-hang Art: Kalkstein                                                                                     | Hanganriss/Felswand            | bedeutend          | Naturdenkmal, Landschaftsschutzgebiet                         |                                 |
| Schutzfelsen NW von Pentling                                     | weitere Bilder | 375R032   | Pentling Position                           | Südliche Frankenalb             | Am Schutzfels (am östlichen Donauufer zwischen Schwalbennest und Fohlenhof) ist die Typlokalität der Schutzfels-Formation aufgeschlossen. In einer in der Unterkreidezeit gebildeten Karsthohlform in massigen Kalksteinen liegen die tonig-sandigen Ablagerungen der Schutzfels-Formation. Da diese leicht verwittern hat sich in diesem Bereich eine Halbhöhle gebildet, die Schutz vor Wetterunbilden bietet (daher der Name Schutzfelsen). Das Dach dieser Halbhöhle bildet der Grünsandstein der Regensburg-Formation, an dessen Basis ein Transgressionskonglomerat entwickelt ist. | 200 20 × 10              | Typ: Felswand/-hang, Typlokalität, Schichtfolge, Diskordanz Art: Sandstein, Kalkstein, Ton                             | Hanganriss/Felswand            | besonders wertvoll | Naturschutzgebiet, FFH-Gebiet                                 | Bayerns schönste Geotope Nr. 56 |
| Dacherlfelsen N von Matting                                      |                | 375R033   | Pentling Position                           | Südliche Frankenalb             | Der Steilhang am linken Donauufer bietet einen klaren, kaum vegetationsbedeckten Aufschluss. | 7000 100 × 70            | Typ: Felswand/-hang, Schichtfolge Art: Kalkstein, Sandstein                                                            | Hanganriss/Felswand            | bedeutend          | Naturschutzgebiet, FFH-Gebiet, Vogelschutzgebiet              |                                 |
| Alte Donau WSW von Pfatter                                       | weitere Bilder | 375R034   | Pfatter Position                            | Dungau                          | Der Verlauf des alten Donaumäanders ist deutlich zu erkennen, der Prallhang ist erhalten. Hier ist eine enorme Artenvielfalt an Feuchtgebietsvegetation sowie eine reiche Vogelwelt anzutreffen. | 150000 1500 × 100        | Typ: Mäander Art: Schotter                                                                                             | kein Aufschluss                | bedeutend          | Naturschutzgebiet, FFH-Gebiet, Vogelschutzgebiet              |                                 |
| Doline im Schlüsselkorbtal W Altmannshof                         |                | 375R038   | Hemau Position                              | Südliche Frankenalb             | kleine Doline mit Anstehendem in den Massendolomiten, die sich vom Eichlberg herunter bis ins Zentrum des Tales ziehen. Zwei alte Eichen, dei in der Doline wachsen machen diese schon von Weitem sichtbar. Stratigraphie: Weißjura, rezent | 100 10 × 10              | Typ: Doline Art: Dolomitstein                                                                                          | Doline/Erdfall                 | bedeutend          | kein Schutzgebiet                                             |                                 |
| Schlucht Teufelsgesperr NW von Hirschling                        |                | 375R039   | Regenstauf Position                         | Regensburger Wald               | Der Hausbach hat sich nordwestlich von Hirschling teils klammartig in den Kristallgranit I eingeschnitten. Zum Teil ist Wollsackverwitterung an den Felsfreistellungen zu sehen, auf den umgebenen Anhöhen finden sich weitere wollsack- verwitterte Granitblöcke. Im Bachbett finden sich häufig herausgewitterte Feldspäte. Die Schlucht ist nur im unteren (südlichen) Bereich durch einen nicht markierten Pfad erschlossen. | 25000 500 × 50           | Typ: Schlucht Art: Granit                                                                                              | Prallhang/Flussbett/Bachprofil | wertvoll           | kein Schutzgebiet                                             |                                 |
| Ehemalige Steinbrüche NW von Ödmiesbach                          |                | 376A006   | Teunz Position                              | Naabgebirge                     | In dem großen, ehemaligen Granitsteinbruch sind fein- bis mittelkörnige helle Zweiglimmergranite des Oberviechtacher Granitmassivs aufgeschlossen. Die Steinbruchwände zeigen eine ausgeprägte und auffällige Klüftung. Der Steinbruch ist ziemlich zugewachsen und verstürzt. | 1000 50 × 20             | Typ: Gesteinsart Art: Granit                                                                                           | Steinbruch                     | bedeutend          | kein Schutzgebiet                                             |                                 |
| Pingartener Porphyr SSE von Pingarten                            | weitere Bilder | 376A007   | Bodenwöhr Position                          | Naabgebirge                     | Der ehemalige Steinbruch erschließt Rotliegend-Brekzien, die so genannte Erzhäuser Arkose mit Flussspat-Mineralisationen. Die Strukturen sind an der Bruchwand deutlich zu erkennen. Das Gestein besteht aus einer feinkörnigen Grundmasse mit groben Mineral- und Gesteinsbruchstücken. Wegen der Ähnlichkeit mit vulkanischen Gesteinen erhielt das Sediment fälschlicherweise den Namen Pingartener Porphyr. Die steilstehenden Gesteine wurden an der Pfahlstörung am N-Rand der Bodenwöhrer Senke aufgeschleppt. | 750 150 × 5              | Typ: Typlokalität, Mineralien, Störung Art: Breccie                                                                    | Steinbruch                     | besonders wertvoll | Naturpark                                                     | Bayerns schönste Geotope Nr. 6  |
| Ehemaliger Steinbruch am Regen SW von Marienthal                 |                | 376A009   | Nittenau Position                           | Regensburger Wald               | In dem bereits seit langer Zeit aufgelassenen Steinbruch steht ein kleinkörniger Zweiglimmergranit an, der stockförmig auftritt und den benachbarten Gailenberg sowie Teile des Schwarz-Berges aufbaut. Der Steinbruch ist sehr stark verwachsen, die Wände sind in der Vegetationsperiode kaum zugänglich. | 10000 200 × 50           | Typ: Gesteinsart Art: Granit                                                                                           | Steinbruch                     | bedeutend          | Landschaftsschutzgebiet, Naturpark                            |                                 |
| Kalksteinbruch am Brunnberg NW von Burglengenfeld                |                | 376A011   | Burglengenfeld Position                     | Mittlere Frankenalb             | Im sehr großräumigen Steinbruch wird Kalkstein für das Zementwerk Burglengenfeld abgebaut. Der Rohstoffabbau begann 1913. Auf der Ostseite des Geländes an der Straße von Burglengenfeld Richtung Dirnau/Bubenhof ist ein Schaupunkt (Erläuterungstafeln, große Kalkblöcke) eingerichtet, von dem man gut in den Steinbruch blicken kann (Fotopunkt). Aufgeschlossen sind mergelarme Bankkalke vom Malm alpha bis zum unteren Delta. Der Malm Beta ist sehr dickbankig entwickelt (bis 4 m Bankmächtigkeit). | 150000 600 × 250         | Typ: Gesteinsart, Schichtfolge, Störung Art: Kalkstein, Mergelstein                                                    | Steinbruch                     | bedeutend          | kein Schutzgebiet                                             |                                 |
| Ehemaliger Steinbruch NW von Jeding                              |                | 376A013   | Fensterbach Position                        | Mittlere Frankenalb             | In dem bereits seit langer Zeit aufgelassenen Steinbruch ist feinkörniger Glaukonitsandstein aus der Oberkreide aufgeschlossen. Der Steinbruch ist heute sehr stark zugewachsen und versumpft. Ein Teich macht den Zugang zu den Aufschlusswänden schwierig. Von dem einstmals aufgeschlossenen Profil [Krumbeck 1918, Lehner 1934] ist nur noch ein kleiner Teil zu sehen. Der Jedinger Sandstein wurde als Baustein abgebaut. | 6250 125 × 50            | Typ: Typlokalität, Gesteinsart Art: Sandstein                                                                          | Steinbruch                     | wertvoll           | kein Schutzgebiet                                             |                                 |
| Ehemaliger Steinbruch SW von Kadermühle                          |                | 376A014   | Schmidgaden Position                        | Naabgebirge                     | Im aufgelassenen Steinbruch ist feinkörniger Granit aufgeschlossen, in Klüften findet sich Flussspat. Der Bruch ist relativ stark verwachsen, die Aufschlussverhältnisse sind daher nicht sonderlich gut. Das Geotop liegt teilweise auf der Trasse der geplanten Autobahn A 6 (laufendes Planfeststellungsverfahren!). | 1250 50 × 25             | Typ: Gesteinsart, Mineralien Art: Granit                                                                               | Steinbruch                     | bedeutend          | kein Schutzgebiet                                             |                                 |
| Felswand am Kolm NE von Oberwarnbach                             | weitere Bilder | 376A019   | Schwarzach bei Nabburg Position             | Naabgebirge                     | Entlang der ehemaligen Bahntrasse auf der Südseite des Kolm ist mittel- bis grobkörniger Granit mit rötlichen Feldspäten aufgeschlossen. Die steile Felswand ist ziemlich stark verwachsen. In einem aufgelassenen Steinbruch (ca. 100 m weiter E) ist das Gestein in Bruchblöcken etwas besser zu sehen. Der Granit ist Teil eines größeren Granitzugs, der sich parallel zum Pfahl über mehrere Zehnerkilometer erstreckt. | 1000 50 × 20             | Typ: Gesteinsart Art: Granit                                                                                           | Böschung                       | bedeutend          | Landschaftsschutzgebiet, Naturpark                            |                                 |
| Flussspatgang N von Wölsendorf                                   |                | 376A020   | Nabburg Position                            | Naabgebirge                     | An der steilen Hangböschung streicht ein Flussspatgang (Rolandgang) in mittel- bis grobkörnigem variszischen Granit aus. Das Farbspektrum des Flussspats dieses Ganges, der hier in 2 mehr als 0,5 m breite Trümer aufgespalten ist, ist bemerkenswert (weiß, grün, lila, schwarz). Im Umfeld gibt es mehrere ehemalige Abbaustollen. Der Bereich wurde von Gümbel beschrieben und gezeichnet und wird daher auch als Gümbel-Eck bezeichnet. | 6000 200 × 30            | Typ: Mineralien, Gang, Stollen Art: Granit, Gangmineralisation                                                         | Böschung                       | besonders wertvoll | Landschaftsschutzgebiet, Naturpark                            |                                 |
| Sandsteinwand NW von Grünwald                                    | weitere Bilder | 376A021   | Schwandorf Position                         | Bodenwöhrer Senke               | In dem ehemaligen Steinbruch sind mehrfarbig gebänderte Eisensandsteine aus dem Dogger Beta aufgeschlossen. Besonders auffällig sind dunkle Eisenhydroxidlagen (> 1 Zentimeter Mächtigkeit), welche die Sandsteine durchziehen und im Anschnitt als wellige Bänder erscheinen. An vielen Stellen sind noch Schrämspuren vom Sandsteinabbau zu erkennen. Sie zeigen, dass der Sandstein relativ einfach zu bearbeiten war. Er wurde früher als Werksandstein z. B. zum Bau von Häusern und Brücken abgebaut. | 200 20 × 10              | Typ: Gesteinsart Art: Sandstein                                                                                        | Steinbruch                     | bedeutend          | kein Schutzgebiet                                             |                                 |
| Schlucht NW von Taxöldern                                        |                | 376A022   | Bodenwöhr Position                          | Bodenwöhrer Senke               | In der Schlucht sind dicke, grobe Sandsteinbänke des Oberen Pflanzensandsteins aufgeschlossen. Die Feldspat führenden Quarzsandsteine (mit kleinen Quarzgeröllen) sind hier nicht sehr stark verfestigt. Bei Erzhäuser wurde der Sandstein als Bausandstein abgebaut. | 200 10 × 20              | Typ: Gesteinsart Art: Sandstein                                                                                        | Prallhang/Flussbett/Bachprofil | wertvoll           | Landschaftsschutzgebiet, Naturpark                            |                                 |
| Oberturon-Sandstein am Dachsberg SE von Schwarzenfeld            |                | 376A023   | Schwarzenfeld Position                      | Bodenwöhrer Senke               | Im flachen Gipfel-Bereich des Dachsberges (bewaldete Kuppe) trifft man auf eine Ansammlung von mehr oder weniger anstehenden Blöcken aus einem hellen ungleichkörnigen, teils quarzitisch gebundenen Sandstein der Kreidezeit. Der Dachsberg liegt im Bereich eines Streifens aus steilstehenden Oberkreide-Schichten nahe der Pfahlstörung. Die Gesteine des Deckgebirges sind nahe der Grenze zum kristallinen Grundgebirge am Nordrand des Bodenwöhrer Halbgabens in Schollen aufgeschleppt. | 600 20 × 30              | Typ: Gesteinsart Art: Sandstein                                                                                        | Block                          | bedeutend          | Naturdenkmal, Landschaftsschutzgebiet, Naturpark              |                                 |
| Granitaufschluss N von Steinmühle                                | weitere Bilder | 376A028   | Oberviechtach Position                      | Naabgebirge                     | Entlang der Strassenböschung ist feinkörniger Zweiglimmergranit mit Biotitbutzen aufgeschlossen. Der Granit ist stark geklüftet. Der Aufschluss eignet sich gut als Exkursionspunkt (brauchbare Aufschlussverhältnisse, leicht erreichbar). | 500 50 × 10              | Typ: Gesteinsart Art: Granit                                                                                           | Böschung                       | wertvoll           | Naturpark                                                     |                                 |
| Granitsteinbruch W von Häuslberg                                 |                | 376A029   | Guteneck Position                           | Naabgebirge                     | In dem inzwischen vermutlich aufgelassenen Steinbruch ist feinkörniger Granit des Oberviechtacher Granitmassivs aufgeschlossen. Der Steinbruch ist ziemlich zugewachsen, die Aufschlusswände sind wegen des Bewuchses schwer zugänglich. In dem Steinbruch wurden früher Pflastersteine gewonnen, später diente er zur Schottergewinnung. | 5000 100 × 50            | Typ: Gesteinsart Art: Granit                                                                                           | Steinbruch                     | wertvoll           | Landschaftsschutzgebiet, Naturpark                            |                                 |
| Gneisaufschluss am Burgberg von Nabburg                          | weitere Bilder | 376A030   | Nabburg Position                            | Naabgebirge                     | Die Felswand, die den Ostabfall des Burgbergs von Nabburg bildet, bietet einen guten Aufschluss von Cordierit-Sillmanit-Gneis. Der deutlich geschieferte Gneis ist von aplitischen und pegmatitischen Gängen durchzogen. Die Aufschlusswand ist über die kleine Straße neben der Bahnlinie zugänglich. | 1000 100 × 10            | Typ: Gesteinsart Art: Gneis, Granit                                                                                    | Hanganriss/Felswand            | bedeutend          | Naturpark                                                     |                                 |
| Braunkohletagebau S von Wackersdorf                              | weitere Bilder | 376A031   | Wackersdorf Position                        | Bodenwöhrer Senke               | Das ehem. Braunkohlefeld gehört zu einem Seitenast des Urnaab-Rinnensystems, der bei Wackersdorf beginnt und nordöstlich Klardorf die Hauptrinne erreicht. Der verzweigte Seitenast barg die bedeutendsten und besten Braunkohlevorkommen der Oberpfalz. Der ehem. Braunkohletagebau ist heute weitgehend rekultiviert. Auf der Sohle zeigt sich beginnende Sukzession durch lockeren Bewuchs und Wasseransammlung. Der West-Teil ist verfüllt (Asche), im Süden wird die Kohle für das Kraftwerk Dachelhofen zwischengelagert. | 250000 500 × 500         | Typ: Schichtfolge, Gesteinsart Art: Braunkohle, Sand                                                                   | Tagebau                        | wertvoll           | kein Schutzgebiet                                             | Bayerns schönste Geotope Nr. 99 |
| Schottergrube E von Heidweiherhöf                                |                | 376A032   | Neukirchen-Balbini Position                 | Naabgebirge                     | In der weitgehend aufgelassenen Schottergrube (nur noch sporadische Materialentnahme) wird ein teilweise zersetzter, stark gestörter Granit von rötlicher Färbung als Schotter abgebaut. Das Gestein ist durch die Pfahlstörung tektonisch stark mitgenommen. Das Geotop liegt im Landkreis Schwandorf, wurde aber ursprünglich unter 372A009 (Lkr. Cham) aufgenommen! | 4900 70 × 70             | Typ: Gesteinsart Art: Granitgrus                                                                                       | Kiesgrube/Sandgrube            | bedeutend          | Landschaftsschutzgebiet, Naturpark                            |                                 |
| Tongrube am Silberberg SW von Bruck i. d. Opf.                   |                | 376A034   | Bruck in der Oberpfalz Position             | Bodenwöhrer Senke               | In der großen Tongrube wird Opalinuston abgebaut. Teile der Grube sind wieder verfüllt, in anderen Bereichen ist der Ton an der geböschten Grubenwand unter einer dünnen Lage Nachbruchmaterial erschürfbar. Der dunkelgraue, in feine Plättchen zerfallende Ton enthält Kalk- und Toneisensteinknollen sowie Gipskristalle, die sich am Wandfuß angereichert haben. Die Grube ist eine der wenigen Stellen im Landkreis, wo Opalinuston aufgeschlossen ist. | 12000 150 × 80           | Typ: Gesteinsart, Schichtfolge, Diskordanz Art: Ton, Sandstein                                                         | Lehmgrube/Tongrube/Mergelgrube | wertvoll           | Naturpark                                                     |                                 |
| Gneisfelsen Dachsbau am Signalberg NE von Pondorf                |                | 376A036   | Weiding Position                            | Hinterer Oberpfälzer Wald       | Im Gipfelbereich des Signalberges stehen zahlreiche Gneisklippen an. Die Felsen sind zwar überwiegend stark mit Flechten bewachsen, trotzdem sind in der Anwitterung verschiedene metamorphe Gefügeelemente wie Schieferung und Kleinfältelung zu erkennen. Der deutlich gebänderte Gneis enthält zahlreiche meist langgestreckte Quarzknauern (bis Kindskopfgröße). | 900 60 × 15              | Typ: Gesteinsart, Metamorphes Gefüge, Felskuppe Art: Cordierit, Sillimanit, Gneis                                      | Felshang/Felskuppe             | bedeutend          | Naturdenkmal, Landschaftsschutzgebiet, Naturpark              |                                 |
| Magdalenafels E von Schönsee                                     | weitere Bilder | 376A037   | Schönsee Position                           | Hinterer Oberpfälzer Wald       | Unweit der St. Magdalenakapelle kommen am Hang zahlreiche Gneisnasen zu Tage. Im Umfeld sind viele Gneisblöcke verstreut. In den Blöcken sind das Gestein und sein Gefüge schön aufgeschlossen. Besonders deutlich zeigt eine Felsplatte unmittelbar neben der Kapelle die metamorphen Gefügeelemente. Zu sehen sind z. B. Schieferung, Trennung in helle und dunkle Bänder, Fältelungen, diverse Einschlüsse (von Gneis umflossen) und Quarzknauern. | 1000 50 × 20             | Typ: Gesteinsart, Metamorphes Gefüge Art: Cordierit, Sillimanit, Gneis                                                 | Hanganriss/Felswand            | bedeutend          | Naturdenkmal, Naturpark                                       |                                 |
| Steinbrüche am Schwammerling bei Schwandorf                      | weitere Bilder | 376A038   | Schwandorf Position                         | Bodenwöhrer Senke               | Der Schwammerling ist ein Aussichtspunkt über der Altstadt von Schwandorf. In der Umgebung befinden sich mehrere alte Steinbrüche im Eisensandstein des Dogger Beta. | 10000 100 × 100          | Typ: Gesteinsart Art: Sandstein                                                                                        | Steinbruch                     | bedeutend          | kein Schutzgebiet                                             |                                 |
| Quarzbruch am Hirschberg E von Hofenstetten                      |                | 376A039   | Neunburg vorm Wald Position                 | Naabgebirge                     | Nordwestlich des Aussichtsturms am Hirschberg-Gipfel befindet sich ein aufgelassener Steinbruch in Pfahlquarz. Die mehrphasige Zerbrechung und Wiederverheilung des Quarzgesteins ist gut erkennbar. | 5000 100 × 50            | Typ: Gesteinsart, Metamorphes Gefüge Art: Gangquarz                                                                    | Steinbruch                     | wertvoll           | Naturschutzgebiet, Landschaftsschutzgebiet, Naturpark         |                                 |
| Braunkohlenaufschluss am Lindensee S von Hofenstetten            |                | 376A041   | Neunburg vorm Wald Position                 | Bodenwöhrer Senke               | Am Nordufer des Lindensees (S von Hofenstetten) sind in zahlreichen Erosionsrinnen immer wieder kleinere Aufschlüsse von Braunkohlentertiär anzutreffen. Die Verhältnisse wechseln erosionsbedingt häufig. | 250 50 × 5               | Typ: Gesteinsart, Schichtfolge, Tagebau Art: Braunkohle, Sand                                                          | Tagebau                        | wertvoll           | Landschaftsschutzgebiet, Naturpark                            |                                 |
| Ehemaliges Braunkohlengrubenfeld Rauberweiher                    | weitere Bilder | 376G001   | Wackersdorf Position                        | Bodenwöhrer Senke               | Wie viele ehemalige Tagebaue ist auch dieser ehemalige Abbau heute mit Grundwasser gefüllt. Eine kilometerlange Seenreihe charakterisiert das ehemalige Bergbaugebiet. Einzelne Bergbauanlagen liegen noch über das Gelände verteilt. | 8000000 8000 × 1000      | Typ: Tagebau Art: Ton, Sand, Braunkohle                                                                                | sonstiger Aufschluss           | bedeutend          | Naturschutzgebiet, Landschaftsschutzgebiet, Naturpark         |                                 |
| Flussspatgrube Erika SE von Freiung                              |                | 376G003   | Stulln Position                             | Naabgebirge                     | Die Flussspatgrube Erika war eine der zahlreichen Flussspatgruben in der Oberpfalz im Raum Nabburg. Die Flussspatförderung begann 1923. Im Jahr 1973 wurde der Betrieb, nachdem das Vorkommen erschöpft war, eingestellt und die Grube stillgelegt. Das Gelände ist heute verfallen, der Schacht verschlossen. 2002 kam es nahe dem ehemaligen Hauptschacht durch Einsturz im unterirdischen Grubengebäude zu einem Erdfall, der wieder verfüllt ist. | 8000 100 × 80            | Typ: Schacht Art: Granit, Gangmineralisation                                                                           | kein Aufschluss                | bedeutend          | kein Schutzgebiet                                             |                                 |
| Ehemaliges Schaubergwerk Reichhart-Schacht in Freiung            |                | 376G004   | Stulln Position                             | Naabgebirge                     | Von den zahlreichen Flussspat-Gruben im Nabburger Bergbaurevier (seit 1987 alle aufgelassen) war einzig der Reichhart-Schacht als Besucherbergwerk zu besichtigen. Aufgeschlossen war u. a. ein lehrbuchhaft zonar gebauter Fluorit-Baryt-Gang (Flussspat-Schwerspat-Gang). Um die Zugänglichkeit einiger Sohlen zu erhalten, mussten pro Tag 400 bis 500 Kubikmeter Wasser aus der Grube abgepumpt werden. Inzwischen ist das Besucherbergwerk geschlossen. Die Untertageanlagen stehen unter Wasser. | 10000 100 × 100          | Typ: Schacht, Mineralien Art: Granit, Gangmineralisation                                                               | kein Aufschluss                | bedeutend          | Denkmalschutz                                                 |                                 |
| Ehemalige Flussspatgrube Hermine E von Freiung                   |                | 376G005   | Nabburg Position                            | Naabgebirge                     | Der Hermine-Gang des Flussspatreviers Wölsendorf wurde übertägig bereits im 19. Jahrhundert sporadisch abgebaut. Der erste untertägige Abbau auf Flussspat begann 1917. Die eigentliche Grube Hermine wurde 1943 errichtet. Im Mai 1987 wurden die Grube Hermine und die Grube Helene als letzte verbliebene Flussspat-Bergbaue gleichzeitig stillgelegt. Damit erlosch der Bergbau im Wölsendorfer Revier endgültig. | 20000 200 × 100          | Typ: Schacht Art: Granit, Gangmineralisation                                                                           | kein Aufschluss                | bedeutend          | Landschaftsschutzgebiet, Naturpark                            |                                 |
| Ehemalige Flussspatgrube Erna NE von Stulln                      |                | 376G006   | Stulln Position                             | Naabgebirge                     | Die Grube Erna baute ab 1940 nach der Zusammenlegung einiger Kleinstbetriebe Flussspat mehrerer Gänge (u. a. Erna, Anna I, Anna II) ab. Das Fördergut wanderte hier direkt in die Aufbereitungsanlagen. 1981 wurde die Grube stillgelegt. Der hölzerne Förderturm und die Holzbrücke zur Aufbereitung (Abb. 3 und 4, Jahr 2005 bzw. 2000) wurden später abgerissen. Das Gebäude der früheren Aufbereitung steht noch. Darin sind jetzt allerdings Industriebetriebe (u. a. Metallbaufirma) angesiedelt, sowie ein privater Haushalt. Daher kann es nicht betreten werden! | 7500 150 × 50            | Typ: Schacht Art: Granit, Gangmineralisation                                                                           | kein Aufschluss                | bedeutend          | Denkmalschutz                                                 |                                 |
| Ehemaliger Steinbruch SE von Prackendorf                         |                | 376G007   | Dieterskirchen Position                     | Naabgebirge                     | Der Granitsteinbruch wurde in den 1960er Jahren stillgelegt. Im oberen Teil liegt vor der steilen Bruchwand ein See. | 10000 100 × 100          | Typ: Steinbruch/Grube, Gesteinsart Art: Granit                                                                         | Steinbruch                     | bedeutend          | Landschaftsschutzgebiet, Naturpark                            |                                 |
| Ehemaliger Schwerspat-Stollen W von Furthmühle                   | weitere Bilder | 376G008   | Schwarzach bei Nabburg Position             | Naabgebirge                     | Direkt neben der Straße findet sich das Mundloch eines ehemaligen Schwerspat-Stollens. Es handelt sich um ein kurzes (aber verzweigtes) Stollensystem in rötlichem Granit. In der Firste zeigen sich Reste des abgebauten Schwerspat-Ganges. Das Mineral Schwerspat (mineralogische Bezeichnung: Baryt, chemiscHöhe Bariumsulfat) hat seinen Namen auf Grund seiner relativ hohen Dichte (4,5) erhalten. Es ist ein hydrothermales Gangmineral und kommt oft als Begleitmineral von Flussspat (Fluorit) vor. | 50 50 × 1                | Typ: Stollen Art: Granit, Gangmineralisation                                                                           | Tunnel/Stollen/Schacht         | wertvoll           | Landschaftsschutzgebiet, Naturpark                            |                                 |
| Ehem. Granitsteinbrüche SE von Gleiritsch                        |                | 376G009   | Gleiritsch Position                         | Naabgebirge                     | Zahlreiche große alte Granitsteinbrüche zeugen in dem bewaldeten Hang von früherer Abbautätigkeit. | 60000 300 × 200          | Typ: Steinbruch/Grube Art: Granit                                                                                      | Steinbruch                     | bedeutend          | Landschaftsschutzgebiet, Naturpark                            |                                 |
| Felsenkeller in Schwandorf                                       | weitere Bilder | 376G010   | Schwandorf Position                         | Bodenwöhrer Senke               | Unter dem Weinberg in Schwandorf verbirgt sich, über mehrere Stockwerke angelegt, ein riesiges System von Felsenkellern (geschätzte Gesamtganglänge: 6 km). Erforschung und Sanierung der Anlagen sind im Gange. Ein Teil der erschlossenen Keller kann über die Stadt Schwandorf besichtigt werden. Bau der Keller mindestens seit dem 15. Jhd. (Bierlager) bis hinein ins 20. Jhd. (u. a. Luftschutzbunker). Die direkt in den Fels geschlagenen Kellerräume bieten fantastische Aufschlüsse im Eisensandstein. | 30000 6000 × 5           | Typ: Felsenkeller, Gesteinsart Art: Sandstein                                                                          | Felsenkeller                   | wertvoll           | Denkmalschutz                                                 |                                 |
| Ehem. Schaubergwerk Heinrich-Kocher-Stollen E von Wölsendorf     |                | 376G011   | Schwarzach bei Nabburg Position             | Naabgebirge                     | Im Heinrich-Kocher-Stollen wurde von 1937 bis 1952 Flussspat abgebaut. Das früher hier betriebene Schaubergwerk existiert nicht mehr, das Stollenmundloch ist vergittert. | 20 10 × 2                | Typ: Stollen, Gesteinsart, Mineralien Art: Gangmineralisation, Granit                                                  | Tunnel/Stollen/Schacht         | bedeutend          | Landschaftsschutzgebiet, Naturpark                            |                                 |
| Güttingloch und Goldbergbauspuren Gütting-Unterlangau            |                | 376G012   | Oberviechtach Position                      | Hinterer Oberpfälzer Wald       | Im Gütting-Wald bei Unterlangau finden sich ausgedehnte Schürfe und Halden als Relikte des historischen Goldbergbaus. Die Situation wird durch einen Info-Pavillon und einen Lehrpfad erläutert. Das Geotop ist als Bodendenkmal geschützt (Denkmal-Nr. D-3-6440-0003). | 60000 300 × 200          | Typ: Seifenwäscherei, Tagebau, Pinge/nfeld, Halde Art: Cordierit, Sillimanit, Gneis                                    | Schurf                         | wertvoll           | Bodendenkmal, Landschaftsschutzgebiet, Naturpark              |                                 |
| Goldbergbauspuren im Murachtal unterhalb von Tannermühle         |                | 376G014   | Schönsee Position                           | Hinterer Oberpfälzer Wald       | Im Murachtal unterhalb von Tannermühle bei Unterlangau befindet sich an der Murach, im Braunbeergraben und am Forellenbach ein ausgedehntes Areal mit Relikten eines historischen Bergbaues auf Seifengold. Erhalten sind großflächige Waschhalden und Schürfe. Ein Lehrpfad erläutert den Goldbergbau in historischer und geologischer Hinsicht. Geführte Wanderungen auf dem Lehrpfad werden ebenso angeboten, wie Goldwaschen am Forellenbach. Eine Info-Stelle befindet sich in geringer Entfernung bei Unterlangau. Das Geotop steht, zusammen mit Bereich Unterlangau als Bodendenkmal unter Schutz (Denkmal-Nr. D-3-6440- 0003). | 140000 700 × 200         | Typ: Seifenwäscherei, Schurf, Tagebau, Halde Art: Cordierit, Sillimanit, Gneis                                         | Pinge                          | wertvoll           | Bodendenkmal, Landschaftsschutzgebiet, Naturpark              |                                 |
| Ehem. Flintstein-Abbau S von Saltendorf                          |                | 376G015   | Teublitz Position                           | Mittlere Frankenalb             | Im Hochwald auf dem Plateau südlich von Saltendorf befinden sich mehrere Pingen, die von einem neuzeitlichen Flintstein-Abbau zeugen. Im Bereich des schon in der Steinzeit genutzten Vorkommens wurde der Flintstein (Hornstein-Knollen) v. a. zwischen 1794 und 1808 in einem regelrechten Grubenfeld bergmännisch in bis zu 15 m tiefen Tagesschächten gewonnen. Zu der Zeit, als die hier abgebauten Feuersteine für Steinschlossgewehre verwendet wurden, gehörten sie zu den hochwertigsten der gesamten Region. Heute sind nur mehr zwei größere Pingen von weniger als zwei Metern Tiefe sowie zahlreiche kleinere Vertiefungen im Wald erhalten. Auf den nördlich bis nordwestlich gelegenen landwirtschaftlichen Nutzflächen wurden alle Abbaustellen eingeebnet. Allerdings sind dort, anders als im Hochwald, gute Funde von Hornstein-Knollen und -Abschlägen möglich. Das ehemalige Abbaugelände wird von einem markierten Wanderweg (Nr. 6, Panoramasteig im Städtedreieck) durchquert. Teile des Geländes stehen als Bodendenkmal (Denkmal Nr. D-3-6738-0050) unter besonderem Schutz.                                                  | 10000 100 × 100          | Typ: Pinge/nfeld Art: Lehm, Hornstein, Sand                                                                            | Pinge                          | wertvoll           | Bodendenkmal                                                  |                                 |
| Schwefelquelle in Schwandorf                                     |                | 376Q001   | Schwandorf Position                         | Bodenwöhrer Senke               | Die gefasste Quelle am Ostrand des Holz- und Weinberges entspringt dem Dogger-Grundwasserstockwerk. Die Quelle schüttet beständig 0,1–0,2 l/s. Das Wasser ist auffällig Schwefelwasserstoff-haltig, was meist auch zu riechen ist. | 1 1 × 1                  | Typ: Schichtquelle Art: Sandstein                                                                                      | kein Aufschluss                | bedeutend          | Naturdenkmal                                                  |                                 |
| Gögglbachquelle SW von Gögglbach                                 |                | 376Q002   | Schwandorf Position                         | Mittlere Frankenalb             | Die Gögglbachquelle (auch Göggelbach) entspringt im Grenzbereich Dogger-Malm. Bis etwa 150 m unterhalb der Quelle entstanden durch die biogen unterstützte Kalkausfällung zahlreiche, bis zu einem Meter hohe Tuffkaskaden. Im näheren Umfeld gibt es auch geologische Aufschlüsse: In einem Hohlweg ca. 600 m nordöstlich der Quelle steht Eisensandstein des Dogger Beta (Oberes Aalenium) an, ein aufgelassener Steinbruch etwa 200 östlich, erschließt den Mergelkalk des unteren Malm (Oxfordium), der das Hangende der Quelle bildet. Die Quelle befindet sich nur ca. 100 m nördlich eines markierten Wanderwegs (Schwandorfer Panoramaweg). Eine Informationstafel des Oberpfälzer Waldverein gibt Erläuterungen zu Geologie und Hydrologie. Trotz Schneeschmelze betrug die Schüttung zum Zeitpunkt der Aufnahme nur etwa 1 l/s. | 200 100 × 2              | Typ: Schichtquelle Art: Kalkstein, Kalktuff                                                                            | sonstiger Aufschluss           | wertvoll           | kein Schutzgebiet                                             |                                 |
| Rainstein N von Marienthal                                       |                | 376R001   | Nittenau Position                           | Regensburger Wald               | Der Rainstein ist eine hochaufragende Felsnase aus Granit am Nordufer des Regens, die aber wegen des hohen Baumbewuchses verdeckt ist. Die Felsen zeigen die typischen rundlichen Formen der Wollsackverwitterung. Am Fuss der Felswand liegen zahlreiche große Blöcke. Beim Gestein handelt es sich um sogenannten Kristallgranit 1 des Regensburger Waldes, einen mittel- bis grobkörnigen Zweiglimmergranit mit auffälligen Feldspateinsprenglingen. | 10000 100 × 100          | Typ: Felswand/-hang Art: Granit                                                                                        | Hanganriss/Felswand            | bedeutend          | Landschaftsschutzgebiet, Naturpark                            |                                 |
| Hochfels mit Blockheide NE von Stadlern                          | weitere Bilder | 376R002   | Stadlern Position                           | Hinterer Oberpfälzer Wald       | Als Hochfels wird eine Felsrippe aus Cordierit-Sillimanit-Flasergneis bezeichnet, die markant aus der Umgebung herausragt. Im Umfeld stehen weitere Gneiskuppen an. Umgeben sind die Felsen von zahlreichen Blöcken, die teils als Einzelblöcke, teils als regelrechtes Blockfeld auftreten und von Heidevegetation eingerahmt sind. Die Blöcke stammen aus pleistozänen Verwitterungs- und Abtragungsvorgängen. Teilweise ist der anstehende Gneis an Ort und Stelle durch Frostsprengung zerfallen. | 33000 150 × 220          | Typ: Felskuppe, Gesteinsart, Blockstrom Art: Cordierit, Sillimanit, Gneis                                              | Felshang/Felskuppe             | wertvoll           | Naturdenkmal, Landschaftsschutzgebiet, Naturpark              | Bayerns schönste Geotope Nr. 80 |
| Burgfels Reichenstein NE von Stadlern                            | weitere Bilder | 376R003   | Stadlern Position                           | Hinterer Oberpfälzer Wald       | Der Felshang unterhalb der Burgruine Reichenstein ist von Einzelfelsen und Felsrippen aus Gneis durchzogen. Da die Felsen meist ziemlich zugewachsen sind, sind die Aufschlussverhältnisse vergleichsweise schlecht. Nur vereinzelt ist an einigen Felsen das Gestein besser zu erkennen. Eines der Felswändchen wird als kurzer Kletterfelsen genutzt. | 12000 300 × 40           | Typ: Felswand/-hang, Gesteinsart Art: Cordierit, Sillimanit, Gneis                                                     | Hanganriss/Felswand            | bedeutend          | Naturdenkmal, Landschaftsschutzgebiet, Naturpark              |                                 |
| Weingartenfels NNW von Waldhäuser                                | weitere Bilder | 376R004   | Schönsee Position                           | Hinterer Oberpfälzer Wald       | Der Weingartenfels ist mit 896 m der höchste Punkt im Landkreis Schwandorf. Im Bereich des Gipfels stehen mehrere Felsklippen aus Gneis an. Ein über den Wald hinausragender Aussichtsturm (Böhmerwaldturm) erlaubt einen schönen Rundblick über die bewaldeten Höhen des Bayerisch-Böhmischen Grenzgebietes. | 200 20 × 10              | Typ: Felswand/-hang, Gesteinsart Art: Cordierit, Sillimanit, Gneis                                                     | Felshang/Felskuppe             | bedeutend          | Naturdenkmal, Landschaftsschutzgebiet, Naturpark              |                                 |
| Felskuppe SW von Wildstein                                       | weitere Bilder | 376R005   | Teunz Position                              | Naabgebirge                     | Der Gipfel des Wildsteins wird von einem massigen, steil nach Westen abfallenden Gneisfelsen aufgebaut. Im Gipfelbereich gibt es weitere Felsfreistellungen. Zwischen diesen Felsen stand früher eine Burg, ein auffälliger Wall markiert heute noch die ehemalige Anlagen (Sommer 2005: archäologische Grabungen). Vom höchsten Punkt hat man einen guten Blick auf den Oberpfälzer Wald. Unmittelbar am Westfuß des Gipfelfelsens schließt sich ein offenes Blockfeld an. | 100 20 × 5               | Typ: Felskuppe, Blockstrom Art: Biotit, Plagioklas, Gneis                                                              | Felshang/Felskuppe             | bedeutend          | Naturdenkmal, Landschaftsschutzgebiet, Naturpark              |                                 |
| Granitblock Sattelroß S von Niesaß                               |                | 376R007   | Dieterskirchen Position                     | Naabgebirge                     | Das Sattelroß, ein großer Granitblock aus Oberviechtacher Granit, weist die ungewöhnliche Form eines Sattels auf. Der Felsblock liegt etwa 100 m von der Straße entfernt im Wald und ist über einen Trampelpfad zu erreichen. | 9 4 × 2                  | Typ: Felsblock Art: Granit                                                                                             | Block                          | wertvoll           | Naturdenkmal, Landschaftsschutzgebiet, Naturpark              |                                 |
| Oberviechtacher Granitmassiv W von Obermurach                    | weitere Bilder | 376R008   | Oberviechtach Position                      | Naabgebirge                     | Der hochaufragende Felsen, auf dem die Burgruine Obermurach steht, besteht aus feinkörnigem Granit des Oberviechtacher Granitmassivs. In der Umgebung liegen viele Granitblöcke. | 10000 200 × 50           | Typ: Felsburg, Blockstrom Art: Granit                                                                                  | Felshang/Felskuppe             | bedeutend          | Naturdenkmal, Landschaftsschutzgebiet, Naturpark              |                                 |
| Granitbuckel SW von Nefling                                      |                | 376R009   | Neunburg vorm Wald Position                 | Naabgebirge                     | Der kleine Felsbuckel besteht aus wollsackverwittertem Granit. Der ca. 3 × 3 m große Aufschluss zeigt den typischen Neunburger Granit mit großkristallinen Feldspäten von bis zu 3 cm Kantenlänge. | 200 10 × 20              | Typ: Felskuppe, Gesteinsart Art: Granit                                                                                | Felshang/Felskuppe             | bedeutend          | Naturdenkmal, Landschaftsschutzgebiet, Naturpark              |                                 |
| Druidenstein bei Kröblitz                                        | weitere Bilder | 376R010   | Neunburg vorm Wald Position                 | Naabgebirge                     | Auf einer Anhöhe finden sich teils verstreut, teils aufeinandergetürmt mächtige Granitblöcke, die wollsackartig verwittern. Der oberste Stein hat auf ebener Fläche ein kreisrundes Loch, das vermutlich künstlich hergestellt wurde (Alter unbekannt – evtl. aus keltischer Zeit). Die Blöcke bestehen aus porphyrischen Granit und enthalten stellenweise zahlreiche Gesteinseinschlüsse. | 400 20 × 20              | Typ: Wollsackbildung, Felskuppe Art: Granit                                                                            | Felshang/Felskuppe             | wertvoll           | Naturdenkmal, Naturpark                                       |                                 |
| Kulzer Moos NW von Thanstein                                     | weitere Bilder | 376R011   | Thanstein Position                          | Naabgebirge                     | Im Kulzer Moos sind zahlreiche Torfstiche zu finden, die der Brennmaterialgewinnung gedient hatten. Die heute stark verwachsenen Torfstiche sind am Bewuchs und an ihrer unregelmäßigen Bodenform zu erkennen. Das Kulzer Moos, heute als Naturschutzgebiet ausgewiesen, geht vermutlich auf einen verlandeten See aus der letzten Eiszeit zurück. Es ist nur ein Beispiel von vielen Mooren und Feuchtgebieten im Oberpfälzer Wald. Von Osten führt ein Moorlehrpfad durch das Areal. | 200000 1000 × 200        | Typ: Niedermoor Art: Torf                                                                                              | kein Aufschluss                | bedeutend          | Naturschutzgebiet, Landschaftsschutzgebiet, FFH-Gebiet        |                                 |
| Lenkenhammerfels WSW von Muggenthal                              | weitere Bilder | 376R012   | Schönsee Position                           | Hinterer Oberpfälzer Wald       | Südöstlich der Straße ragen einige Felsnasen aus Cordierit-Sillimanit-Gneis aus dem Hang. Da die Felsen aber ziemlich zugewachsen sind, ist die Aufschlusssituation relativ schlecht. Am Fuß der Felswand liegen zahlreiche Gneisblöcke. | 3600 60 × 60             | Typ: Felswand/-hang Art: Cordierit, Sillimanit, Gneis                                                                  | Hanganriss/Felswand            | bedeutend          | Naturdenkmal, Landschaftsschutzgebiet, Naturpark              |                                 |
| Wotanstein im Hinteren Fuchswinkel SE von Rosenthal              |                | 376R013   | Weiding Position                            | Hinterer Oberpfälzer Wald       | Die bizarr geformten, stark zerklüfteten Felsgebilde, mit z. T. spaltenbedeckenden Blöcken vermitteln Höhlencharakter. Zahlreiche Quarzmineralisationen sind mehrere Quadratmeter groß. | 1600 40 × 40             | Typ: Felsturm/-nadel Art: Cordierit, Sillimanit, Gneis                                                                 | Hanganriss/Felswand            | wertvoll           | Landschaftsschutzgebiet, Naturpark                            |                                 |
| Wollsackartiger Granitblock SSW von Nefling                      |                | 376R016   | Neunburg vorm Wald Position                 | Naabgebirge                     | Südlich der Straße im Wald liegt ein einzelner Granitblock mit der charakteristischen rundlichen Form, die durch Wollsackverwitterung entsteht. Der besonders große Wollsack besteht aus einem großkörnigen Granit mit Feldspatgroßkristallen. | 90 15 × 6                | Typ: Wollsackbildung Art: Granit                                                                                       | Block                          | wertvoll           | Naturpark                                                     |                                 |
| Serpentinit-Buckel S von Antelsdorf                              |                | 376R017   | Oberviechtach Position                      | Naabgebirge                     | Es handelt sich um insgesamt vier kleine Serpentinitvorkommen, die sich morphologisch als kleine Buckel abzeichnen. Auch die Vegetation hebt sich durch Trockenrasen bzw. Kiefernwäldchen von der Umgebung ab. | 3000 150 × 20            | Typ: Gesteinsart, Härtling Art: Serpentinit, Granit, Gneis                                                             | Hanganriss/Felswand            | bedeutend          | Landschaftsschutzgebiet, FFH-Gebiet, Naturpark                |                                 |
| Serpentinitrücken N von Niedermurach                             |                | 376R018   | Niedermurach Position                       | Naabgebirge                     | Der Serpentinitrücken ragt mit steilen, teilweise felsigen Hängen in das Murachtal hinein. Der Serpentinit ist gut aufgeschlossen und bislang nicht durch Abbau gestört. Die Hänge sind mit Trockenrasen und Kiefern bestanden. Eine Schautafel (natura 2000) oberhalb an der Südwestseite erläutert die biologischen Besonderheiten dieses Standorts mit Serpentinit im Untergrund. | 15000 150 × 100          | Typ: Gesteinsart, Härtling Art: Serpentinit                                                                            | Hanganriss/Felswand            | wertvoll           | Naturdenkmal, Landschaftsschutzgebiet, FFH-Gebiet             |                                 |
| Wasserstein im Frauen-Holz SE von Fischbach                      | weitere Bilder | 376R019   | Nittenau Position                           | Regensburger Wald               | Der Wasserstein ist der Gipfelblock eines Ensembles aus Granitfelsen, welche die typischen rundlichen Formen einer Wollsackverwitterung zeigen. Auf der Oberseite des großen Felsens, der mit Hilfe einer Leiter erklettert werden kann, findet sich ein natürliches flaches Felsbecken, das mit Wasser gefüllt ist und in eine Rinne mündet. Der Granitblock zeigt weitere Erosionsformen wie karrenartige Eintiefungen (Rinnen) und kolkartige Becken. | 20 5 × 4                 | Typ: Felsblock, Wollsackbildung, Felskuppe Art: Granit                                                                 | Block                          | wertvoll           | Naturdenkmal, Landschaftsschutzgebiet, Naturpark              |                                 |
| Blockstrom NE von Warnthal                                       |                | 376R020   | Dieterskirchen Position                     | Naabgebirge                     | Am Aschadurchbruch zwischen den Granithügeln Kohlhügel und Warnberg findet sich südöstlich des Flusses (von der Straße aus zugänglich) ein Blockfeld aus großen Granitblöcken. Solche Blockfelder sind in den Granitarealen des Oberpfälzer Waldes häufig. Die Blöcke aus grobkörnigem Granit sind im Pleistozän als Blockstrom vom benachbarten Warnberg herabgekommen. Das Periglazialklima im Pleistozän begünstigte die Bildung (Frostsprengung) und die Bewegung der Blöcke (Bodenfließen). | 3000 75 × 40             | Typ: Blockstrom Art: Granit                                                                                            | Block                          | wertvoll           | Landschaftsschutzgebiet, FFH-Gebiet, Naturpark                |                                 |
| Kalvarienberg W von Winklarn                                     |                | 376R021   | Winklarn Position                           | Naabgebirge                     | Unter dem morphologisch herausragenden Kalvarienberg verbirgt sich ein langgestreckter Serpentinitkörper, der als Härtling der Abtragung besser widerstand als die umgebenden Gneise. Auf der steilen Ostseite des Hügels an einem Fußweg östlich des Kreuzweges ist an zwei Stellen (je ca. 20 m²) der Serpentinit aufgeschlossen. Das im frischen Bruch sehr dunkle Gestein wittert weißlich an. Im frischen Bruch ist zu sehen, dass der Serpentinit gitterartig von verheilten Klüften durchzogen ist. | 6000 150 × 40            | Typ: Härtling, Gesteinsart Art: Serpentinit                                                                            | Hanganriss/Felswand            | bedeutend          | Naturdenkmal, Landschaftsschutzgebiet, FFH-Gebiet             |                                 |
| Felsrippe Steinfelsen ENE von Schönsee                           | weitere Bilder | 376R022   | Schönsee Position                           | Hinterer Oberpfälzer Wald       | Die Felsen aus Gneis ziehen als markante Felsrippe den Hang hinab. Während der untere Bereich im Wald liegt, findet sich am oberen Ende der Rippe eine kleine Waldlichtung. Obwohl die Felsen überwiegend stark mit Flechten und Moosen überzogen sind, lassen sich auf den verwitterten Felsoberflächen Schieferungsstrukturen in dem metamorphen Gestein erkennen. | 1800 120 × 15            | Typ: Felswand/-hang, Gesteinsart, Metamorphes Gefüge Art: Cordierit, Sillimanit, Gneis                                 | Hanganriss/Felswand            | bedeutend          | Naturdenkmal, Landschaftsschutzgebiet, Naturpark              |                                 |
| Eisensandsteinstufe SSW von Spielberg                            |                | 376R023   | Schwandorf Position                         | Bodenwöhrer Senke               | Der Ausstrich des Eisensandsteins aus dem Dogger bildet am Hang eine markante Steilstufe, die über weite Strecken im oberen Steilhang von Felswänden gebildet wird. Direkt oberhalb der Felsen schließt sich eine Verebnungsfläche an. An den Felswänden ist Eisensandstein mit Kreuzschichtung aufgeschlossen. Besonders markant ausgebildet ist hier eine Wabenverwitterung des Sandsteines. Von Lochmustern (wenige mm-Größe) bis hin zu Wabennetzen (Wabe wenige cm groß) ist alles vertreten. | 14000 700 × 20           | Typ: Schichtstufe, Gesteinsart, Tafoni/Wabenverwitterung Art: Sandstein                                                | Hanganriss/Felswand            | wertvoll           | kein Schutzgebiet                                             |                                 |
| Felsfreistellung E von Dietldorf                                 |                | 376R024   | Burglengenfeld Position                     | Mittlere Frankenalb             | Unmittelbar nördlich der Straße Dietldorf-Burglengenfeld ist in einer Felsfreistellung der Grenzbereich zwischen der kalkigen Arzberg-Formation (Malm Gamma) und der dolomitischen Pottenstein-Formation (Malm Delta) aufgeschlossen. | 600 30 × 20              | Typ: Härtling Art: Kalkstein, Dolomitstein                                                                             | Felshang/Felskuppe             | wertvoll           | kein Schutzgebiet                                             |                                 |
| Quarzporphyrhügel NNE von Lenau                                  | weitere Bilder | 377A002   | Kulmain Position                            | Obermain-Bruchschollenland      | In der kleinen Gewinnungsstelle ist eine Lavadecke über einem älteren Lavastrom zu sehen. Der Paläoboden zwischen den beiden Einheiten ist gefrittet und schließt eine dünne Schicht aus vulkanoklastischem Material (Tuffe) mit ein. Der Rand von grünlichen, kupfervererzten Gängen (Malachit) ist gebleicht und vergrust. Selten findet man gelben bis roten Karneol und roten Jaspis. Der Aufschluss ist vulkanologisch interessant, da sich der Förderschlot im Hügel hinter dem Aufschluss befindet. | 600 30 × 20              | Typ: Gesteinsart, Vulkanschlot, Kontakt Art: Rhyolith                                                                  | Steinbruch                     | wertvoll           | Naturdenkmal, Landschaftsschutzgebiet, Naturpark              |                                 |
| Ehemaliger Marmorbruch N von Unterwappenöst                      | weitere Bilder | 377A003   | Kulmain Position                            | Südliches Fichtelgebirge        | Im Steinbruch sind altpaläozoische, metamorph überprägte Kalksteine erschlossen. Der ehemalige sedimentäre Lagenbau ist noch gut zu erkennen. Er besteht aus einem Wechsel von fast reinen Karbonatlagen und Hellglimmer betonten, ehemaligen tonreichen Bereichen mit Pyrit bzw. Magnetit. Graphiteinstäubungen bedingen eine lichtgraue Bänderung. Die ehemals horizontalen Schichtpakete sind heute steil gestellt und verfaltet. Dunkle Scherflächen in den glimmerreichen Partien sind z. T. als Mylonitzonen deutbar. | 1200 60 × 20             | Typ: Gesteinsart, Schichtfolge Art: Marmor                                                                             | Steinbruch                     | wertvoll           | Naturpark                                                     | Bayerns schönste Geotope Nr. 92 |
| Ehemaliger Basaltbruch SE von Aign                               | weitere Bilder | 377A004   | Kulmain Position                            | Obermain-Bruchschollenland      | Im Steinbruch wurde Basalt eines ehem. Förderschlotes nahezu vollständig abgebaut. In den steilen Bruchwänden ist die ehemalige Schlotwand mit Schlotbreccie und Tuffring erkennbar. Reste von liegenden Basaltsäulen markieren zusätzlich den Kontakt des Basalts zum Nebengestein. Nebengesteine sind durch Hitze des Basalts gefrittete Dolomit-, Kalk-, Mergel- u. Tonsteine des Unteren Muschelkalks. Über der Bruchsohle hat sich ein See gebildet. Im Bereich der Wasseroberfläche sind noch die liegenden Basaltsäulen zu erkennen. | 1500 60 × 25             | Typ: Gesteinsart, Vulkanschlot, Kontakt, Basaltsäulen Art: Basalt, Kalkstein                                           | Steinbruch                     | bedeutend          | kein Schutzgebiet                                             |                                 |
| Ehemaliger Marmorbruch S von Neusorg                             |                | 377A005   | Neusorg Position                            | Fichtelgebirge                  | Aufschlüsse im Neusorger Marmor sind im ehemaligen Grubengelände nur noch wenige zu finden. In der Mitte verdecken zwei Seen den größten Teil des Geländes. Die Ufer sind bewaldet, das Gewässer ist zur Fischzucht genutzt. Am Ufer des größeren Sees und in den schlecht zugänglichen Wänden treten gelegentlich gebänderte und verfaltete Marmorzüge zutage. Der Bruch ist namensgebend für den Marmorzug, der sich von Neusorg über Stöcken-Dechantsees und Unterwappenöst erstreckt. | 43500 290 × 150          | Typ: Gesteinsart Art: Marmor                                                                                           | Steinbruch                     | bedeutend          | Naturpark                                                     |                                 |
| Ehemaliger Steinbruch NW von Selingau                            |                | 377A007   | Ebnath Position                             | Fichtelgebirge                  | Im fast vollständig zugewachsenen, mit Müll, Gartenabfällen und Schutt verfüllten Bruch und den zumeist verstürzten Bruchwänden sind noch ein paar kleine Aufschlüsse in deutlich gebänderten Kalksilikaten aufzufinden. Die Grubensohle und die Aufschlüsse in Gabbroamphiboliten, Tuffiten und dem Granitgang sind nicht mehr zugänglich. | 7500 100 × 75            | Typ: Schichtfolge, Kontakt Art: Kalksilikatfels, Amphibolit, Granit                                                    | Steinbruch                     | bedeutend          | Naturpark                                                     |                                 |
| Franzosenfelsen SW von Lochau                                    |                | 377A009   | Neusorg Position                            | Südliches Fichtelgebirge        | Die Glimmerschiefer (sonst im Gebiet eher selten aufgeschlossen) im Straßenaufschluss zeigen deutlichen Lagenbau von dünnblättrigen zu kompakten Schichten, was auf einen rhythmischen Wechsel im ehemaligen Sedimentgestein zurückzuführen ist. Der ehemals tonig bis sandige Anteil wurde zu Glimmerschiefer umgewandelt. Der Aufschluss liegt im Faltenschenkel einer Großfalte, was sich durch eine parallele Schieferung mit verfalteten Pegmatitgängen zeigt. | 800 32 × 25              | Typ: Gesteinsart Art: Quarz, Phyllit                                                                                   | Hanganriss/Felswand            | bedeutend          | Naturdenkmal                                                  |                                 |
| Wappenstein am Silberrangen NW von Groschlattengrün              |                | 377A011   | Pechbrunn Position                          | Südliches Fichtelgebirge        | Der Gipfel des Wappensteins ist der Rest eines alten Vulkanschlotes mit mehreren Förderzentren. In mehreren kleinen, heute verfallenen Gewinnungsstellen wurde der Basalttuff bis ca. 1930 abgebaut. Der Tuff steht im Zusammenhang mit dem miozänen Basaltvulkanismus in der Oberpfalz. Der zentrale Teil des Schlotes wird durch in sich verdrehte Basaltsäulen markiert. Die umgebende Schlotbrekzie und der Tuffring ist nicht mehr zu sehen. Der Aufschluss ist von einem Blockmeer aus Basaltbrocken umgeben. | 48000 320 × 150          | Typ: Gesteinsart, Vulkanschlot Art: Tuff/Tuffit, Basalt                                                                | Steinbruch                     | bedeutend          | Naturdenkmal                                                  |                                 |
| Ehemaliger Basaltabbau N von Steinmühle                          |                | 377A017   | Mitterteich Position                        | Nördlicher Oberpfälzer Wald     | Der ehemalige Steinbruch befindet sich in einer Lavadecke, die fast vollständig abgebaut wurde. Der Steinbruch ist fast ganz verwachsen, die auf der Sohle befindlichen Seen beginnen zu verlanden. Im vorderen Teil der Grube, zur B 299 hin, befindet sich eine Mülldeponie und eine Sondermüllsammelstelle. Der hintere Teil ist ein Biotop. Im Biotop sind nur noch wenige stark verwachsene Aufschlüsse von Basaltsäulen zu finden. | 72800 260 × 280          | Typ: Gesteinsart Art: Basalt                                                                                           | Steinbruch                     | geringwertig       | kein Schutzgebiet                                             |                                 |
| Felsen am Lerchenbühl NE von Neualbenreuth                       | weitere Bilder | 377A019   | Bad Neualbenreuth Position                  | Südliches Fichtelgebirge        | Der am Waldrand einzelstehende Felsen ist ein seltener Aufschluss in den oberflächlich kaum aufgeschlossenen kambrischen Glimmerschiefern und quarzitischen Glimmerschiefern der Neualbenreuther Schichten. Teilweise sind noch deutlich Schichtungen im Gestein erhalten, die auf Ablagerungen in einem ehemaligen Molassemeer hinweisen und stellenweise Goldseifen enthalten. Bei der Verwitterung entstand entlang von Falten, Klüften und Schieferungen ein in etwa rautenförmiger Gesteinskörper. | 30 10 × 3                | Typ: Gesteinsart, Sedimentstrukturen Art: Glimmerschiefer, Quarzit                                                     | Hanganriss/Felswand            | wertvoll           | kein Schutzgebiet                                             |                                 |
| Aufschluss am Galgenberg SSE von Waldeck                         |                | 377A020   | Kemnath Position                            | Oberpfälzer Grundgebirgsvorland | Im umzäunten Aufschluss am Westhang des Galgenberges ist ein ehemaliger Vulkanschlot angeschnitten. Beim Ausbruch des Vulkans entstand ein Schlot, der durch die Brekzie verfüllt wurde. Der spätere Basaltgang (Basaltsäulen) schlug bis zur Oberfläche durch, speiste Lavafontänen und ließ so den Tuffring entstehen. In der Brekzie sind dm-große Gesteinsbrocken aus grauen Tonsteinen der Estherienschichten und geröllführender Grobsandsteine des Benker Sandsteins zu finden. | 20 10 × 2                | Typ: Gesteinsart, Vulkanschlot Art: Breccie, Basalt                                                                    | sonstiger Aufschluss           | wertvoll           | Landschaftsschutzgebiet, Naturpark                            |                                 |
| Ehemaliger Steinbruch am Kusch E von Köglitz                     |                | 377A021   | Kemnath Position                            | Oberpfälzer Grundgebirgsvorland | Im Steinbruch ist der mit einer Eruptionsbrekzie verfüllte Schlot eines ehemaligen Vulkans angeschnitten. Im Vulkan drang später erneut Basalt auf, der als Gang bis zur Oberfläche durchschlug, Lavafontaenen speiste und einen Tuffring entstehen ließ. Durch den Steinbruchbetrieb wurde die Schlotwand herauspräpariert, da der Basalt im Schlot komplett abgebaut wurde. In kleinen Brüchen im Osten wurden vom Schlot radialstrahlig in den umgebenden Benker Sandstein abzweigende Basaltgänge freigelegt. | 200 10 × 20              | Typ: Gesteinsart, Vulkanschlot Art: Basalt, Breccie, Sandstein                                                         | Steinbruch                     | bedeutend          | Landschaftsschutzgebiet, Naturpark                            |                                 |
| Aufschlüsse im Fichtelnaabtal SE von Rosenbühl                   |                | 377A023   | Kemnath Position                            | Südliches Fichtelgebirge        | Im Steilufer der Fichtelnaab, in der Umgebung des Wehres bei Hopfau, sind Gesteine der Erbendorfer Grünschieferserie aufgeschlossen. Durch einen Felssturz sind auf einer Fläche von 4 × 10 m Serpentinite u. Glimmerschiefer aus dem Anwachskeil einer Subduktionszone freigelegt worden. Die Gesteine zeigen deutliche Bänderung, was auf eine ursprüngliche Schichtung bzw. frühe Schieferung hinweist. Durch den Felssturz wurde ein kurzer Stollen verschüttet, in dem vermutlich Asbest abgebaut wurde. | 8000 400 × 20            | Typ: Gesteinsart Art: Serpentinit, Glimmerschiefer                                                                     | Hanganriss/Felswand            | bedeutend          | Landschaftsschutzgebiet, Naturpark                            |                                 |
| Ehem. Specksteinbruch am Föhrenbühl E von Grötschenreuth         |                | 377A024   | Erbendorf Position                          | Nördlicher Oberpfälzer Wald     | Der ehemalige Specksteinbruch ist 2007 neu freigelegt worden und erschließt beispielhaft Serpentinit und Speckstein der Erbendorfer Grünschieferserie. Abgebaut wurde in dem kleinen Steinbruch Speckstein (Talk), der gemahlen als keramischer Rohstoff industriell Verwendung fand. Der Speckstein entstand bei der Kollision von Ur-Europa mit Teilen Ur-Afrikas aus Gesteinen des Oberen Erdmantels. Als Begleitminerale sind Chlorit, Calcit, Dolomit, Serpentin (Asbest), Aktinolith und Magnetit zu finden. | 2 2 × 1                  | Typ: Gesteinsart, Metamorphes Gefüge, Steinbruch/Grube Art: Serpentinit, Amphibolit, Talkschiefer                      | Steinbruch                     | bedeutend          | Naturschutzgebiet, Landschaftsschutzgebiet, FFH-Gebiet        |                                 |
| Ehemaliger Steinbruch am Kornberg SW von Schadenreuth            |                | 377A027   | Erbendorf Position                          | Nördlicher Oberpfälzer Wald     | Im Aufschluss am Fuße des ehemaligen Kornberg-Vulkans ist ein Lavastrom angeschnitten. Da Rhyolith-Lava relativ zähflüssig ist, fließt sie nicht sehr weit und bildet nahe dem Schlot eine massive Lavadecke aus. Auf dem Lavastrom ist noch die gewellte Oberfläche (Fließgefüge) erhalten. Der Lavastrom lagerte sich über einer Tuffschicht ab. Der Schichtwechsel zwischen Lavaströmen und Tuffen ist typisch für einen Schicht-/Stratovulkan (wie Vesuv). Bemerkenswert ist, das Fehlen von Steinwald-Graniten. | 3450 115 × 30            | Typ: Gesteinsart, Vulkanschlot, Kontakt Art: Rhyolith                                                                  | Steinbruch                     | wertvoll           | Landschaftsschutzgebiet, Naturpark                            |                                 |
| Ehem. Steinbruch im Eisgranit bei Liebenstein                    |                | 377A029   | Plößberg Position                           | Nördlicher Oberpfälzer Wald     | Im aufgelassenen Steinbruch wurde eine sehr helle Varietät des Falkenberger Granits abgebaut. Der Granit im Bruch ist kaum verwittert. Die weitständige Klüftung ermöglichte es, große Blöcke zu brechen. Der hohe Anteil an bis zu 8 cm großen Feldspäten lässt das Gestein weiß wie Eis erscheinen (Eisgranit). Dunkle, färbende Minerale wie Muskovit und Biotit sind kaum vorhanden. Bedeutung erlangte der Steinbruch, weil hier der Granit für das Reichsparteitagsgebäude in Nürnberg gebrochen wurde. | 250 25 × 10              | Typ: Gesteinsart Art: Granit                                                                                           | Steinbruch                     | wertvoll           | kein Schutzgebiet                                             |                                 |
| Phycodenschiefer-Aufschluss in Trevesen                          |                | 377A030   | Pullenreuth Position                        | Südliches Fichtelgebirge        | Im Ort Trevesen sind im Garten des Anwesens Trevesen 98 grünliche quarzitische Phycodenschiefer aufgeschlossen. Die quarzitischen Schiefer bilden kleinere, eher seltene Einschaltungen innerhalb der Phycodenschichten. Die Besonderheit ist, dass diese Bereiche auf eine Periode mit einem erhöhten Eintrag von Quarzsand vom Festland her in die überwiegend tonigen, marinen Sedimente hinweisen. Dies kann entweder mit einer Klimakatastrophe oder dem Beginn der variszischen Orogenese erklärt werden. | 350 35 × 10              | Typ: Gesteinsart, Falte/Mulde/Sattel Art: Phyllit, Glimmerschiefer                                                     | Böschung                       | wertvoll           | Naturpark                                                     |                                 |
| Phycodenschichten-Profil am Kranichberg NNW von Bingarten        |                | 377A031   | Kemnath Position                            | Südliches Fichtelgebirge        | In einem Aufschluss in der Straßenböschung sind die für die gesamte Region typischen Phycodenschichten mit einer sehr deutlichen Wechsellagerung von sandigen und tonigen Schichten im marinen Bereich mit annähernd gleichen Anteilen anzutreffen. Die grünlichen Gesteine sind stark verfaltet und die beiden Schenkel einer größeren Falte sind deutlich gegeneinander verschoben worden. Mit verfaltete Quarzmobilisate und Aplitgänge sind Hinweise auf die Bildung von Granit bei der Orogenese. | 250 25 × 10              | Typ: Gesteinsart Art: Phyllit, Glimmerschiefer, Aplit                                                                  | Böschung                       | wertvoll           | Landschaftsschutzgebiet, Naturpark                            |                                 |
| Gneisaufschluss S von Steinmühle                                 | weitere Bilder | 377A032   | Mitterteich Position                        | Südliches Fichtelgebirge        | Im Aufschluss entlang der Straße sind gebänderte Gneise mit größeren migmatischen Bereichen zu sehen. Das Gestein ist deutlich verfaltet, was sich an den verfalteten hellen migmatischen Lagen gut erkennen lässt. Die migmatischen Bereiche markieren Zonen, in denen an Ort und Stelle granitische Schmelze während der Orogenese gebildet wurde. Die Besonderheit ist, dass gute Aufschlüsse in den Bändergneisen in der Gegend selten sind. | 216 54 × 4               | Typ: Gesteinsart, Metamorphes Gefüge, Falte/Mulde/Sattel Art: Gneis                                                    | Böschung                       | bedeutend          | kein Schutzgebiet                                             |                                 |
| Aufschlüsse am Sportplatz in Ebnath                              |                | 377A033   | Ebnath Position                             | Fichtelgebirge                  | Im Felsenhäusl sind Marmorbänder und verfältelte Glimmerschiefer mit Kalksilikat-Linsen der oberproterozoischen Kalk-/Kalksilikatfels-Serie anzutreffen. Die gut zu erkennende ehemalige Schichtung der Sedimente und eine 2 m mächtige Marmorlinse zeigen anschaulich die Ablagerungsbedingungen zu der Zeit. Im Aufschluss lässt sich gut Schichtung von Schieferung unterscheiden. Der Aufschluss stellt insofern eine Besonderheit dar, als gute Aufschlüsse in der Kalk-/Kalksilikatfels-Serie selten sind. | 100 20 × 5               | Typ: Gesteinsart, Schichtfolge, Felsenkeller, Felswand/-hang Art: Glimmerschiefer, Kalksilikatfels, Marmor             | Felsenkeller                   | wertvoll           | Naturpark                                                     |                                 |
| Ehem. Steinbruch am Steinbühl NE von Dobrigau                    |                | 377A034   | Leonberg Position                           | Nördlicher Oberpfälzer Wald     | Im alten Steinbruch im Wald mit lichtem Baumbestand ist nur noch ein Teil der ehemaligen Bruchwand erhalten. Die Grubensohle ist mit Wasser bedeckt. Ein Aufschluss von ca. 4 × 3 m erschließt den stark verfalteten u. verschieferten Kieselschiefer der Wetzldorf-Abfolge. Bei der Metamorphose ist der ehemalige Tonstein durch Mobilisierung von Quarz stark verkieselt. Der Schiefer lässt sich in ca. 2 bis 3 cm dicke Platten spalten. Der Aufschluss stellt eine Besonderheit dar, da gute Aufschlüsse selten sind. | 8 4 × 2                  | Typ: Gesteinsart, Falte/Mulde/Sattel Art: Kieselschiefer                                                               | Steinbruch                     | wertvoll           | kein Schutzgebiet                                             |                                 |
| Kiesgrube Heusterzbühl SSW von Münchsgrün                        |                | 377A035   | Leonberg Position                           | Nördlicher Oberpfälzer Wald     | In der Grube Heusterzbühl sind bodenbildende Vorgänge, welche die im Tertiär fluviatil abgelagerte Sande und Kiese zu Podsol umwandelten, hervorragend nachzuvollziehen. Die anstehenden Kiese und Sande werden zum Aufschottern der umgebenden Forstwege verwendet. | 15000 300 × 50           | Typ: Bodenprofil, Kaolinisierung, Schichtfolge Art: Kies, Sand                                                         | Kiesgrube/Sandgrube            | wertvoll           | Naturpark                                                     | Bayerns schönste Geotope Nr. 91 |
| Sandsteinaufschluss Paterlhütte WSW von Erbendorf                |                | 377A036   | Erbendorf Position                          | Nördlicher Oberpfälzer Wald     | Im aufgelassenen Bruch nordwestlich der Paterlhütte stehen grünlich-graue Sandsteine sowie Silt- und Tonsteinlagen des Unteren Rotliegenden an. So genannte Brandschiefer enthalten inkohlte Pflanzenreste. In der Aufschlusswand befindet sich ein Stollenmundloch. | 2000 80 × 25             | Typ: Schichtfolge, Gesteinsart, Pflanzliche Fossilien Art: Sandstein, Tonstein, Steinkohle                             | Steinbruch                     | besonders wertvoll | kein Schutzgebiet                                             |                                 |
| Kiesgrube SE von Albenreuth                                      |                | 377A037   | Kemnath Position                            | Oberpfälzer Grundgebirgsvorland | In der Kiesgrube unmittelbar südöstlich von Albenreuth stehen die Albenreuther Schotter an. Sie enthalten Gerölle aus kambro-ordovizischen Phylliten, Glimmerschiefern und Quarziten sowie Quarzporphyr, Konglomerat und sandigem Tonstein des Rotliegenden. Die Grube ist der einzige dauerhafte Aufschluss in den Albenreuther Schottern, die heute dem Hesserberg-Member der Hessenreuth-Formation zugerechnet werden. | 400 20 × 20              | Typ: Typlokalität, Sedimentstrukturen, Gesteinsart, Schichtfolge Art: Schotter                                         | Kiesgrube/Sandgrube            | besonders wertvoll | kein Schutzgebiet                                             |                                 |
| Aufschluss der Fränkischen Linie 500 m N von Waldeck             |                | 377A038   | Kemnath Position                            | Oberpfälzer Grundgebirgsvorland | In einem Waldstück ca. 500 m nördlich der Kirche von Waldeck ist in einem Hohlweg in der südlichen Wegböschung die nach ENE einfallende Fränkische Linie aufgeschlossen. Epigneise des Grundgebirges (rhyolithische Metavulkanite des Saxothuringikums) liegen tektonisch bedingt auf Triasgesteinen (Benker Sandstein). Im Grenzbereich sind graue Störungsletten ausgebildet. | 10 5 × 2                 | Typ: Störung Art: Gneis, Sandstein                                                                                     | sonstiger Aufschluss           | besonders wertvoll | Landschaftsschutzgebiet, Naturpark                            |                                 |
| Granitfelsen SE von Leugas                                       |                | 377A039   | Wiesau Position                             | Nördlicher Oberpfälzer Wald     | Felsbildung und aufgelassener Steinbruch, in dem mittelkörniger, bereichsweise porphyrischer Mitterteicher Granit ansteht. Besonders auffällig ist die feine Klüftung im obersten Bereich der Wand, während unterhalb Wollsackverwitterung zu beobachten ist. Der an sich sehr kompakte Granit ist teilweise stark verwittert. An den exponierten Wänden im Westen des Aufschlusses ist die Kaolinisierung der Feldspäte sehr gut erkennbar. | 1000 50 × 20             | Typ: Gesteinsart, Kaolinisierung, Wollsackbildung, Kluft Art: Granit                                                   | Steinbruch                     | wertvoll           | kein Schutzgebiet                                             |                                 |
| Quarzgang N von Leonberg                                         |                | 377A041   | Leonberg Position                           | Nördlicher Oberpfälzer Wald     | In einer Grube ist ein anstehender Quarzgang freigelegt. Es handelt sich um einen großen Block, welcher von milchweißer Farbe und stark geklüftet ist. Die Oberfläche ist mit Moos überzogen. | 60 10 × 6                | Typ: Gang Art: Gangquarz                                                                                               | nicht bekannt                  | bedeutend          | kein Schutzgebiet                                             |                                 |
| Steinbruch S von Mammersreuth                                    |                | 377A042   | Waldsassen Position                         | Südliches Fichtelgebirge        | Am Waldrand südlich von Mammersreuth befindet sich ein kleiner aufgelassener Steinbruch in Phylliten Gräfenthal-Formation. Dies ist der einzige Aufschluss in diesen Gesteinen in der gesamten Region. Die Schieferung ist steilstehend, die ursprüngliche Schichtung ist anhand von Materialwechseln in Handstücken erkennbar. Das Gelände wird gelegentlich gepflegt und ist daher gut zugänglich. | 1200 40 × 30             | Typ: Gesteinsart Art: Phyllit                                                                                          | Steinbruch                     | wertvoll           | kein Schutzgebiet                                             |                                 |
| Pingenfeld im Spitalholz NE von Aign                             |                | 377G001   | Kulmain Position                            | Fichtelgebirge                  | Im 16. Jahrhundert wurde im Spitalholz Bergbau auf Brauneisen u. Kupfererz in den ordovizischen Quarzphylliten betrieben, die sich während tropischer Verwitterung im Tertiär ausbildeten. Noch heute zeugt auf einer Kuppe im Wald ein ausgedehntes Gebiet mit Pingen von bis zu 6 m Durchmesser und bis zu 2 m Tiefe von einem regen Bergbaubetrieb. Auch ein verschüttetes Stollenmundloch mit Halde ist noch vorhanden. | 10000 100 × 100          | Typ: Pinge/nfeld Art: Phyllit                                                                                          | kein Aufschluss                | bedeutend          | Landschaftsschutzgebiet, Naturpark                            |                                 |
| Große Pinge im Burgholz N von Schachten                          |                | 377G003   | Bad Neualbenreuth Position                  | Südliches Fichtelgebirge        | Synsedimentäre Goldvorkommen wurden im 16. Jahrhundert im Tagebau abgebaut. Die große Pinge ist durch Müllablagerungen verunreinigt. | 15 5 × 3                 | Typ: Pinge/nfeld Art: Phyllit                                                                                          | kein Aufschluss                | bedeutend          | kein Schutzgebiet                                             |                                 |
| Eisener Hut SE von Pfaffenreuth                                  |                | 377G004   | Leonberg Position                           | Südliches Fichtelgebirge        | Bei Pfaffenreuth kommen synsedimentäre Kieserzlager in ordovizischen Phylliten vor. Der eiserne Hut (Naturdenkmal!) ist ein durch tertiäre lateritische Verwitterung entstandener, mit Limonit (Brauneisenerz) durchsetzter Quarzhärtling. Er stellt den Ausbiss eines dieser Lager (M-Lager, vorwiegend Magnetkies) an der Erdoberfläche dar. Bergbauspuren wurden bereits von Flurl (1792) erwähnt. In der Nähe Gebäude-Reste der Grube Bayerland, die bis 1971 in Betrieb war. | 1000 50 × 20             | Typ: Tagebau, Härtling, Mineralien Art: Eisenerz, Phyllit                                                              | Schurf                         | wertvoll           | Naturdenkmal                                                  |                                 |
| Pingen am Högelstein NW von Mähring                              |                | 377G005   | Mähring Position                            | Südliches Fichtelgebirge        | Im 17. und 18. Jahrhundert wurde hier Kupfer abgebaut, das zum Teil an Quarzlinsen in kambrischen Glimmerschiefern gebunden war. Verstreute Pingen im Wald um die Kirche St. Nikolaus und in Bachnähe Halden und ein verschüttetes Stollenmundloch mit Wasseraustritt sind als Bergbauzeugen erhalten. Auf den Halden findet sich Gangquarz mit kleinen Quarzkristallen und Brauneisen. | 44200 340 × 130          | Typ: Pinge/nfeld, Mineralien, Stollen Art: Glimmerschiefer                                                             | Pinge                          | wertvoll           | kein Schutzgebiet                                             |                                 |
| Pingenfeld Churfürst am Unteren Brand bei Ernestgrün             |                | 377G007   | Bad Neualbenreuth Position                  | Südliches Fichtelgebirge        | In einem Wäldchen sind drei Pingen aufzufinden. Die Pingen Churfürst, Güldenstern und eine namenlose Pinge haben Durchmesser von 5 bis 6 Metern und eine Schachttiefe von ca. 8 Metern. Nachgebildet ist eine Seilwinde (Haspel) aus dem 16. Jahrhundert. Das Goldvorkommen hat insgesamt eine Ausdehnung von 2 km Länge und ist etwa 800 m breit. 200 m weiter im Osten lag der Schacht Steppenloch. | 8250 110 × 75            | Typ: Pinge/nfeld, Schacht, Halde Art: Glimmerschiefer, Quarzit                                                         | Pinge                          | wertvoll           | kein Schutzgebiet                                             |                                 |
| Seifenhügel und Trichtergruben beim Goldbrunnen SW Erbendorf     |                | 377G008   | Erbendorf Position                          | Nördlicher Oberpfälzer Wald     | Im Mittelalter und in der beginnenden Neuzeit wurde am Goldbrunnen im Kirchwald südlich von Erbendorf in Schürfgräben und Pingen mit bis zu 10 m Durchmesser nach Gold geschürft und im nahen Galgenbach Gold gewaschen. In den kreidezeitlichen Albenreuther Schottern im Hessenreuther Wald bildeten sich in einer Matrix aus Biotitgneisen, Graniten, Phylliten, Glimmerschiefern und Guttenbergquarzit Goldseifen aus. | 32000 400 × 80           | Typ: Seifenwäscherei, Pinge/nfeld, Schurf Art: Gneis, Konglomerat                                                      | Pinge                          | wertvoll           | kein Schutzgebiet                                             |                                 |
| Eisenbergwerk Rotenfels                                          |                | 377G009   | Immenreuth Position                         | Fichtelgebirge                  | Am Rotenfels im Flötzbachtal sind Quarzite der Frauenbach-Formation aufgeschlossen, die mit dem Eisenmineral Hämatit imprägniert sind und daher eine deutliche Rotfärbung aufweisen. Hier wurde vermutlich vom 15. bis ins 18. Jahrhundert Eisenerz abgebaut. Relikte von Stollenmundlöchern, verstürzte Schächte und Haldenmaterial zeugen vom ehemaligen Bergbau. | 1000 50 × 20             | Typ: Tagebau, Stollen, Halde Art: Eisenerz, Quarzit                                                                    | Grube/Kanal/Hohlweg            | wertvoll           | Landschaftsschutzgebiet, Naturpark                            |                                 |
| Goldseifenwerk im Tal der Kalmreut NNE von Altmugl               |                | 377G010   | Bad Neualbenreuth Position                  | Südliches Fichtelgebirge        | In dem Waldstück befinden sich zahlreiche Seifenhügel und -gräben aus der Aufarbeitung von Goldseifen. | 20800 260 × 80           | Typ: Seifenwäscherei Art: Quarzit                                                                                      | kein Aufschluss                | bedeutend          | kein Schutzgebiet                                             |                                 |
| Sauerbrunnen im NSG Waldnaabtal ENE von Ödwalpersreuth           |                | 377Q001   | Falkenberg Position                         | Nördlicher Oberpfälzer Wald     | Im öffentlich zugänglichen Mineralbrunnen am Wanderweg oberhalb der Blockhütte im NSG Waldnaabtal entspringt eine Quelle mit schwefel- u. kohlensäurereichem Wasser, das den umgebenden Granit gelblich-rötlich färbt. Im Gebiet von Tirschenreuth gibt es eine Reihe solcher Säuerlinge, die mit einer beginnenden vulkanischen Aktivität in Verbindung gebracht werden. Erdbeben und eine anschließende Förderung von heißem, schwefelhaltigem Wasser aus Quellen im Steinwald sind historisch belegt. | 1 1 × 1                  | Typ: Verengungsquelle Art: Granit                                                                                      | Hanganriss/Felswand            | bedeutend          | Naturschutzgebiet, FFH-Gebiet                                 |                                 |
| Ruine Weißenstein WSW von Fuchsmühl                              | weitere Bilder | 377R001   | Waldershof Position                         | Südliches Fichtelgebirge        | Es handelt sich um mehrere massige Felstürme aus z. T. bizarr verwitterten Granitwollsäcken. Die Ruine der alten Burg, die im Mittelalter auf der Gipfelplattform angelegt wurde, dient heute als Ausflugsziel. | 1500 50 × 30             | Typ: Felsturm/-nadel Art: Granit                                                                                       | Hanganriss/Felswand            | wertvoll           | Landschaftsschutzgebiet, Naturpark                            |                                 |
| Hackelstein-Gipfel W von Fuchsmühl                               | weitere Bilder | 377R002   | Fuchsmühl Position                          | Südliches Fichtelgebirge        | Es handelt sich um eine Gruppe von imposanten Felsgebilden aus über einander getürmten Granitwollsäcken. Etwas unterhalb des Gipfels liegt eine weitere große Felsformation. | 2800 70 × 40             | Typ: Felsburg, Gesteinsart, Metamorphes Gefüge Art: Granit                                                             | Hanganriss/Felswand            | wertvoll           | Naturdenkmal, Landschaftsschutzgebiet, Naturpark              |                                 |
| Felsental SE von Muglmühle                                       | weitere Bilder | 377R003   | Bad Neualbenreuth Position                  | Südliches Fichtelgebirge        | Im engen Bachtal liegen große Felsen aus biotitreichen kambrischen Glimmerschiefern und Quarziten. Ein treppenartiger Wasserfall von ca. 4 m Gesamthöhe und Strudellöcher prägen das Bachtal. Hinweisschild zum Wasserfall. | 80 20 × 4                | Typ: Felswand/-hang, Gesteinsart, Metamorphes Gefüge, Kontakt Art: Glimmerschiefer, Gangmineralisation                 | Hanganriss/Felswand            | wertvoll           | kein Schutzgebiet                                             |                                 |
| Schlossberg SSW von Waldeck                                      | weitere Bilder | 377R004   | Kemnath Position                            | Oberpfälzer Grundgebirgsvorland | Der Schlossberg überragt als Basalt-Härtling die Umgebung aus Sedimentgestein. An der Südseite des Gipfels befindet sich ein großer Aufschluss im massigen Basalt, der zahlreiche Peridotit-Einschluesse (Olivinknollen) enthält. Eine schwache Säulenstruktur ist erkennbar. | 10000 100 × 100          | Typ: Felskuppe, Vulkanschlot, Gesteinsart, Mineralien Art: Basalt, Peridotit                                           | Felshang/Felskuppe             | bedeutend          | Naturdenkmal, Landschaftsschutzgebiet, FFH-Gebiet             |                                 |
| Härtling SW von Anzenberg                                        | weitere Bilder | 377R005   | Kemnath Position                            | Oberpfälzer Grundgebirgsvorland | Die basaltische, langelliptische Schlotbrekzienfüllung erstreckt sich in Nord-Süd-Richtung. Sie enthält geröllreichen Benker Sandstein und Arkosen aus dem Coburger Sandstein. | 2500 50 × 50             | Typ: Härtling, Vulkanschlot, Gesteinsart, Kontakt Art: Basalt, Breccie, Sandstein                                      | Hanganriss/Felswand            | wertvoll           | kein Schutzgebiet                                             |                                 |
| Armesberg E von Altensteinreuth                                  |                | 377R006   | Kulmain Position                            | Südliches Fichtelgebirge        | Der nephelinführende Feldspatbasalt steht nur im obersten Gipfelbereich an. Am Südosthang schließt sich eine bemooste Blockhalde an. | 10000 100 × 100          | Typ: Vulkanschlot, Basaltsäulen, Gesteinsart, Blockmeer, Mineralien Art: Basalt                                        | Felshang/Felskuppe             | bedeutend          | Naturdenkmal, Landschaftsschutzgebiet, FFH-Gebiet             |                                 |
| Saubadfelsen NW von Napfberg                                     |                | 377R007   | Erbendorf Position                          | Südliches Fichtelgebirge        | Die massigen Felsen aus fein- bis mittelkörnigem Granit zeigen Wollsackverwitterungen. Am Fuß der Felsformation schließt sich eine Blockhalde an. | 12000 200 × 60           | Typ: Felskuppe, Gesteinsart, Blockmeer, Wollsackbildung Art: Granit                                                    | Felshang/Felskuppe             | wertvoll           | Naturdenkmal, Landschaftsschutzgebiet, Naturpark              |                                 |
| Serpentinit-Härtling Föhrenbühl E von Grötschenreuth             |                | 377R008   | Erbendorf Position                          | Nördlicher Oberpfälzer Wald     | Die Serpentinite der Erbendorfer Grünschieferzone durchbrechen hier als Felsgruppen und Rippen die Verwitterungsdecke. Der Rücken trägt eine für Serpentinit-Standorte typische, magere Vegetation (Föhrenbühl). | 5000 250 × 20            | Typ: Härtling, Metamorphes Gefüge, Kontakt Art: Serpentinit, Amphibolit, Grünschiefer                                  | Felshang/Felskuppe             | wertvoll           | Naturschutzgebiet, Landschaftsschutzgebiet, FFH-Gebiet        | Bayerns schönste Geotope Nr. 50 |
| Redwitzitblöcke S von Röthenbach                                 |                | 377R009   | Reuth bei Erbendorf Position                | Nördlicher Oberpfälzer Wald     | Beiderseits der Straße liegen die großen, walfischartig überformten Blöcke. Rezente Bildung von Opferkesseln. Morphologisch auffällig sind die Rippen, welche die Verkittung eines älteren Kluftnetzes (durch albitreiche Plagioklase und Quarz) nachzeichnen. | 10000 100 × 100          | Typ: Wollsackbildung, Kontakt Art: Granodiorit, Gangmineralisation                                                     | Block                          | wertvoll           | Naturpark                                                     |                                 |
| Härtling Kühstein SE von Erbendorf                               |                | 377R010   | Erbendorf Position                          | Nördlicher Oberpfälzer Wald     | Am Fuß des serpentinitischen Härtlingsrückens liegt ein Blockfeld. | 1500 50 × 30             | Typ: Felskuppe, Härtling, Blockmeer, Gesteinsart Art: Serpentinit, Amphibolit                                          | Felshang/Felskuppe             | wertvoll           | Naturdenkmal, FFH-Gebiet, Naturpark                           |                                 |
| Teufelsstein NE von Napfberg                                     |                | 377R011   | Erbendorf Position                          | Südliches Fichtelgebirge        | Großer wollsackförmiger Granitblock. | 1750 70 × 25             | Typ: Wollsackbildung, Felsgruppe Art: Granit                                                                           | Block                          | wertvoll           | Landschaftsschutzgebiet, Naturpark                            |                                 |
| Burgberg in Falkenberg                                           | weitere Bilder | 377R012   | Falkenberg Position                         | Nördlicher Oberpfälzer Wald     | Der herauserodierte, exponierte Granitfelsen verwittert in der typischen Wollsackform. | 10000 100 × 100          | Typ: Felsburg Art: Granit                                                                                              | Hanganriss/Felswand            | besonders wertvoll | Naturdenkmal                                                  | Bayerns schönste Geotope Nr. 4  |
| NSG Waldnaabtal SW von Falkenberg                                | weitere Bilder | 377R013   | Falkenberg Position                         | Nördlicher Oberpfälzer Wald     | Im Naturschutzgebiet quert die Waldnaab zwischen Falkenberg und Windischeschenbach auf einer Länge von 12 km das Falkenberger Granitmassiv. Das schluchtartig eingeschnittene Flusstal verdient den Namen Canon. Erosionshohlkehlen und Schleifspuren in den Felswänden bezeugen, wie sich der Fluss relativ schnell in den Untergrund fraß, als sich das Gebiet zu heben begann. Nördlich des Sauerbrunnens ist der Waldnaabdurchbruch als besonders enge Stelle mit vielen Findlingen im Flussbett zu finden. | 480000 6000 × 80         | Typ: Schlucht Art: Granit                                                                                              | Prallhang/Flussbett/Bachprofil | wertvoll           | Naturschutzgebiet, FFH-Gebiet                                 |                                 |
| Felsformationen ENE von Troglauermühle                           |                | 377R014   | Falkenberg Position                         | Nördlicher Oberpfälzer Wald     | An der Troglauermühle durchschneidet die Waldnaab auf einer Länge von 100 m den Falkenberger Granit. Das relativ enge Tal mit bis zu 20 m hohen Granitwänden zu beiden Seiten des Flusses bietet in Erosionshohlkehlen Unterstand für Mensch und Tier. Die geschützte Lage am Wasser veranlasste bereits in der Stein- u. Urnenfelderzeit (12.000 bzw. 800 v. Chr.) Menschen, sich hier niederzulassen, was durch eine Vielzahl von Funden aus einem Felsunterstand (Abri) belegt ist. | 6000 100 × 60            | Typ: Felswand/-hang, Gesteinsart, Ufer-/Brandungshöhle Art: Granit                                                     | Prallhang/Flussbett/Bachprofil | wertvoll           | Naturdenkmal, FFH-Gebiet, Vogelschutzgebiet                   |                                 |
| Sulzteichstein W von Beidl                                       |                | 377R015   | Plößberg Position                           | Nördlicher Oberpfälzer Wald     | Aus dem Sulzteich in Beidl ragt ein mit drei Kreuzen versehener monolithischer Granitblock. Der Stein ist heimatkundlich von Bedeutung, da über seine Herkunft gerätselt wird und er deshalb im Volksmund auch Teufelsstein oder Dreikreuzstein genannt wird. Der Stein ist weitgehend bewachsen. Nur oberhalb der Wasseroberfläche markiert ein schmaler, bewuchsfreier Bereich den steten Wechsel des Wasserspiegels, er war im Herbst 2006 ca. 30 cm breit. | 12 4 × 3                 | Typ: Wollsackbildung, Gesteinsart Art: Granit                                                                          | Block                          | wertvoll           | Naturdenkmal                                                  |                                 |
| Bürgerfelsen am Burgberg in Falkenberg                           |                | 377R016   | Falkenberg Position                         | Nördlicher Oberpfälzer Wald     | Am Fuß des Burgberges liegt der Granitblock aus Falkenberger Granit mit Feldspateinsprenglingen von bis zu 5 cm Kantenlänge. | 50 10 × 5                | Typ: Wollsackbildung, Gesteinsart Art: Granit                                                                          | Block                          | wertvoll           | Naturdenkmal, FFH-Gebiet                                      |                                 |
| Wolfenstein SE von Hohenwald                                     | weitere Bilder | 377R017   | Tirschenreuth Position                      | Nördlicher Oberpfälzer Wald     | Die massige Granitfelsformation besitzt Feldspateinsprenglinge unterschiedlicher Größen. Er verwittert in Wollsackform und ist von Pseudokarren überzogen. | 900 30 × 30              | Typ: Karren/-felder, Gesteinsart Art: Granit                                                                           | Hanganriss/Felswand            | wertvoll           | Naturdenkmal                                                  |                                 |
| Kleine Teufelsküche NE von Lengenfeld                            |                | 377R018   | Tirschenreuth Position                      | Nördlicher Oberpfälzer Wald     | Am Eingang zur Kleinen Teufelsküche ist das Objekt am besten aufgeschlossen. Auf einer Länge von ca. 50 m häufen sich die Granitblöcke im und um den Bachlauf. | 2500 50 × 50             | Typ: Felswand/-hang, Gesteinsart Art: Granit                                                                           | Hanganriss/Felswand            | bedeutend          | Landschaftsschutzgebiet                                       |                                 |
| Große Teufelsküche N von Pilmersreuth                            | weitere Bilder | 377R019   | Tirschenreuth Position                      | Nördlicher Oberpfälzer Wald     | Um einen Bachlauf gruppiert befinden sich mehrere Felsgebilde aus Granitwollsäcken mit Feldspateinsprenglingen bis zu 4 cm Kantenlänge. | 10000 100 × 100          | Typ: Felswand/-hang, Felsgruppe, Gesteinsart Art: Granit                                                               | Hanganriss/Felswand            | bedeutend          | Naturdenkmal                                                  |                                 |
| Hoher Stein N von Liebenstein                                    |                | 377R020   | Plößberg Position                           | Nördlicher Oberpfälzer Wald     | Der Granit zeigt an den Klüften beginnende Wollsackverwitterung und ist von Pseudokarren überzogen. | 25 5 × 5                 | Typ: Karren/-felder, Gesteinsart Art: Granit                                                                           | Hanganriss/Felswand            | wertvoll           | Naturdenkmal                                                  |                                 |
| Granitfelsen Tiefenlohe SE von Liebenstein                       |                | 377R021   | Plößberg Position                           | Nördlicher Oberpfälzer Wald     | Die Granitformation zeigt Wollsackbildungen. | 200 20 × 10              | Typ: Wollsackbildung, Gesteinsart Art: Granit                                                                          | Felshang/Felskuppe             | bedeutend          | Naturdenkmal                                                  |                                 |
| Poppenlohfelsen SSE von Schwarzenbach                            |                | 377R022   | Bärnau Position                             | Nördlicher Oberpfälzer Wald     | Kleine Felskuppe im östlichen Randbereich des Falkenberger Granits. | 200 20 × 10              | Typ: Felskuppe, Gesteinsart Art: Granit                                                                                | Felshang/Felskuppe             | wertvoll           | Naturdenkmal                                                  |                                 |
| Steinernes Viertel SSE von Naab                                  |                | 377R023   | Bärnau Position                             | Nördlicher Oberpfälzer Wald     | Auf einer kleinen Kuppe im Wald befindet die schöne Felsgruppe Steinernes Viertel. Die einzelnen Granitfelsen sind durch Wollsackverwitterung herauspräpariert worden und zerfallen zusehends in ein Blockmeer. Die Verwitterung setzt an den horizontalen und vertikalen Klüften an und lässt auf den Felsen Karren entstehen. Unter dem Bewuchs aus Flechten und Moos verbirgt sich der mittelkörnige Flossenbürger Granit mit viel Hellglimmer und bis zu 1 cm großen Quarz- u. Feldspatkristallen. | 60 10 × 6                | Typ: Wollsackbildung, Felsgruppe, Blockmeer, Gesteinsart Art: Granit                                                   | Felshang/Felskuppe             | bedeutend          | Naturdenkmal, Landschaftsschutzgebiet, Naturpark              |                                 |
| Basaltkegel Steinhübel E von Pechbrunn                           |                | 377R024   | Pechbrunn Position                          | Südliches Fichtelgebirge        | Die gesamte Kuppe ist vollständig verwachsen, es sind nur noch wenige kleine Aufschlüsse zu erkennen. | 10000 100 × 100          | Typ: Felskuppe Art: Basalt                                                                                             | Felshang/Felskuppe             | bedeutend          | Naturdenkmal                                                  |                                 |
| Dolinen im Wunsiedler Marmor SW von Waldershof                   |                | 377R025   | Waldershof Position                         | Fichtelgebirge                  | Im Wald sind hintereinander 3 Dolinen zu finden. Die Gruben sind teilweise mit Gras bewachsen. Die Anordnung lässt ein langgestrecktes Karstsystem im Untergrund vermuten. Etwa 50 Meter weiter ist eine weitere große grasbewachsene Doline zu finden. | 90 15 × 6                | Typ: Doline Art: Marmor                                                                                                | Doline/Erdfall                 | wertvoll           | Naturpark                                                     |                                 |
| Felsengruppe Huberfelsen E von Neuköslarn                        |                | 377R026   | Erbendorf Position                          | Südliches Fichtelgebirge        | Die Huberfelsen bilden entlang des Rückens eine Gruppe von etwa 12 Felstürmen. Der Steinwald-Granit zeigt hier einen ungewöhnlich hohen Muskovit-Gehalt. Die Glimmer, Feldspäte und Quarze sind in etwa alle gleich groß mit etwa 0,3 bis 0,5 cm. Der Granit ist im oberen Bereich der Türme horizontal geschert. Die Verwitterung lässt sowohl rundliche als auch plattige Wollsackstrukturen entstehen. | 40000 500 × 80           | Typ: Wollsackbildung Art: Granit                                                                                       | Felshang/Felskuppe             | wertvoll           | Naturdenkmal, Landschaftsschutzgebiet, Naturpark              |                                 |
| Reiseneggerfelsen (Steinschlatter) ENE von Neuköslarn            |                | 377R027   | Pullenreuth Position                        | Südliches Fichtelgebirge        | Der Reiseneggerfelsen, auch Steinschlatter genannt, ist ein großer Granit-Monolith. Der Granit ist vergleichbar mit den nahen Huberfelsen. Der Granitblock bildet einen gerundeten Rücken. Auf dem Rücken befindet sich eine Aussichtsplattform mit Blick über den Steinwald. | 30000 300 × 100          | Typ: Wollsackbildung Art: Granit                                                                                       | Felshang/Felskuppe             | wertvoll           | Naturdenkmal, Landschaftsschutzgebiet, Naturpark              |                                 |
| Riesenschüssel NNE von Friedenfels                               |                | 377R028   | Friedenfels Position                        | Südliches Fichtelgebirge        | Der Felsturm Riesenschüssel ist durch Wollsackverwitterung des Steinwald-Granits entstanden. Quer- und Horizontalklüfte ließen das Gestein zerbrechen. In die Klüfte griff die Verwitterung ein und ließ wie von Riesenhand aufgestapelte Kubikmeter große Blöcke entstehen. Der Zweiglimmergranit weist nur wenig Muskovit auf. Die Feldspäte erreichen bis zu 2 cm Größe. | 250 25 × 10              | Typ: Wollsackbildung, Felsburg, Felsgruppe, Gesteinsart Art: Granit                                                    | Felshang/Felskuppe             | wertvoll           | Landschaftsschutzgebiet, Naturpark                            |                                 |
| Froschfelsen WSW von Altmugl                                     |                | 377R029   | Bad Neualbenreuth Position                  | Südliches Fichtelgebirge        | Der Aufschluss in den gebänderten Schiefern der Ernestgrüner-Neualbenreuther Erzformation. Das Gestein zeigt eine Wechsellagerung von ehemals toniger und sandiger Sedimentation. Die Verwitterung griff in das durch Klüftung und Schieferung entstandene Brüche ein und ließ einen trapezförmigen Felsen entstehen. Seine Form erinnert an einen Frosch, was ihm seinen Namen verliehen hat. | 120 12 × 10              | Typ: Felsturm/-nadel, Sedimentstrukturen Art: Glimmerschiefer, Phyllit                                                 | Felshang/Felskuppe             | wertvoll           | kein Schutzgebiet                                             |                                 |
| Kuschberg SE von Atzmannsberg                                    |                | 377R030   | Kemnath Position                            | Oberpfälzer Grundgebirgsvorland | Der Kuschberg bei Atzmannsberg ist ein ehemaliger Vulkanschlot. Im Schlot drangen im Tertiär Alkali-Olivinbasalte auf. Den Schlot umgibt ein Tuffring mit Tuffen und Eruptionsbreccien. Am Kuschberg sind zwei gute Aufschlüsse in der Schlotbreccie und den säuligen Basalten des Schlotes erhalten. | 6400 80 × 80             | Typ: Härtling Art: Basalt, Tuff/Tuffit                                                                                 | Felshang/Felskuppe             | wertvoll           | kein Schutzgebiet                                             |                                 |
| Vulkanschlot am Oberteicher Bühl NNW von Oberteich               |                | 377R031   | Mitterteich Position                        | Südliches Fichtelgebirge        | Der Oberteicher Bühl ist ein ehemaliger Vulkan, dessen Schlot und Lavadecke als Härtling herauspräpariert ist. Der feinkörnige und olovinreische Alkalibasalt wurde in vielen kleinen Gewinnungstellen abgebaut. Der Basalt zeigt eine Fließtextur mit wenigen Blasenhohlräumen. Der Schlot ist umgeben von einem Tuffring. | 28900 170 × 170          | Typ: Vulkanschlot, Gesteinsart Art: Basalt, Tuff/Tuffit                                                                | Felshang/Felskuppe             | wertvoll           | kein Schutzgebiet                                             |                                 |
| Konnsberg E von Konnersreuth                                     |                | 377R032   | Konnersreuth Position                       | Südliches Fichtelgebirge        | Der Konnsbühl-Vulkan ragt heute als markante Härtlings-Kuppe über die Umgebung. Aus dem ehemaligen Schlot floss vor ca. 20 Mio. Jahren glutflüssiger Basalt aus, der um den Förderkanal herum eine Lavadecke auf dem umgebenden Gneis ausbildete. Die ehemals weiträumige Überdeckung mit Lava ist heute gut als Blockmeer aus Basalt am Gipfel des Berges zu erkennen. In einem kleinen Steinbruch in der Lavadecke im Osten des Berges sind schöne, mehrere Meter hohe Basaltsäulen anzutreffen. | 35000 350 × 100          | Typ: Vulkanschlot, Blockmeer, Gesteinsart Art: Basalt, Tuff/Tuffit                                                     | Felshang/Felskuppe             | wertvoll           | kein Schutzgebiet                                             |                                 |
| Rotliegend-Vulkanite WNW Oberwappenöst                           |                | 377R033   | Kulmain Position                            | Südliches Fichtelgebirge        | In einem Wäldchen sind in ehemaligen Pingen Tuffe und Laven aus Rhyolith/Quarzporphyr anzutreffen. Das Unterholz ist stark verbuscht und nur in den verstürzten Pingen findet man Rhyolithe mit bis zu 0,5 cm großen Feldspäten. Vermutlich wurde hier nach Halbedelsteinen gegraben. | 2500 50 × 50             | Typ: Härtling, Gesteinsart Art: Rhyolith, Tuff/Tuffit                                                                  | Felshang/Felskuppe             | bedeutend          | Naturpark                                                     |                                 |
| Torfmoor NW von Rosall                                           |                | 377R034   | Leonberg Position                           | Südliches Fichtelgebirge        | Torfmoor im Wald. | 60000 2000 × 30          | Typ: Niedermoor Art: Torf                                                                                              | kein Aufschluss                | bedeutend          | kein Schutzgebiet                                             |                                 |
| Gulgberg W von Pleußen                                           |                | 377R035   | Mitterteich Position                        | Südliches Fichtelgebirge        | Basaltkuppe mit Gewinnungstellen und Blockmeer am Gipfel | 1000000 1000 × 1000      | Typ: Vulkanschlot, Gesteinsart Art: Basalt                                                                             | Felshang/Felskuppe             | bedeutend          | kein Schutzgebiet                                             |                                 |
| Golitzstein NW von Mähring                                       |                | 377R036   | Mähring Position                            | Südliches Fichtelgebirge        | Der Golitzstein ist ein einzeln stehender monolithischer Felsen aus Glimmerschiefer, umgeben von einem Blockmeer. Auffällig sind cm-große Quarze in den verfalteten Quarzlagen. Helle Muskovitlagen zwischen den Quarzitlagen deuten auf eine ehemalige Schichtung im Sediment hin. | 400 20 × 20              | Typ: Felsturm/-nadel, Felsblock, Blockmeer Art: Glimmerschiefer                                                        | Hanganriss/Felswand            | wertvoll           | kein Schutzgebiet                                             |                                 |
| Tal der Wondreb WNW von Wondreb                                  |                | 377R037   | Tirschenreuth Position                      | Nördlicher Oberpfälzer Wald     | Die Wondreb schlängelt sich in unzähligen Mäandern durch eine parkähnliche Landschaft. Das Tal der Wondreb ist ein gutes Beispiel für den Einklang von Naturschutz und Landwirtschaft. | 700000 3500 × 200        | Typ: Bach-/Flusslauf, Mäander Art: Sand, Schluff, Kies                                                                 | kein Aufschluss                | bedeutend          | kein Schutzgebiet                                             |                                 |
| Korundgneis- und Gabbroblöcke WSW von Plößberg                   |                | 377R038   | Plößberg Position                           | Nördlicher Oberpfälzer Wald     | Im Waldgebiet Pointholz findet man viele verschieden große Blöcke unterschiedlicher Lithologie. An der Ausbildung der Gesteine lässt sich ablesen, dass sich um den Falkenberger Granit im Granat-Cordierit-Sillimanit-Gneis ein Kontakthof ausgebildet hat. Der Korund-Hercynit-Fels und der redwitzitische Gabbro wurden nicht davon beeinflusst. Der Korund-Hercynit-Fels entstand durch Metamorphose ehemaliger Laterite und wurde erst viel später bei der Platznahme des Gabbros aufgeheizt. | 25 5 × 5                 | Typ: Felsblock Art: Gabbro, Gneis                                                                                      | kein Aufschluss                | bedeutend          | kein Schutzgebiet                                             |                                 |
| Wackelstein W von Schurbach                                      |                | 377R039   | Ebnath Position                             | Fichtelgebirge                  | Der Felsen ist durch Wollsackverwitterung des Kösseinegranits herauspräpariert worden. Auffällig sind die großen Kalifeldspäte im Granit. Der Wackelstein ist ein großer flacher Felsen, der von einer Person mit Kraft und Geschicklichkeit zum Kippen (Wackeln) gebracht werden kann. | 0 keine Angabe           | Typ: Wollsackbildung, Felsblock, Gesteinsart Art: Granit                                                               | Block                          | wertvoll           | Naturdenkmal, Landschaftsschutzgebiet, Naturpark              |                                 |
| Basaltkuppe Großbüchlberg                                        |                | 377R040   | Mitterteich Position                        | Südliches Fichtelgebirge        | In Großbüchlberg befindet sich ein markanter Basalt-Härtling. Der schwarze bis schwarzgraue, stark splittrig brechende Alkalibasalt ist aufgeschlossen und sondert säulig ab. Von Großbüchlberg hat man einen eindrucksvollen Blick über das Mitterteicher Becken. Die Lokation wird daher regelmäßig von Exkursionen aufgesucht. | 16000 160 × 100          | Typ: Härtling, Basaltsäulen Art: Alkali, Basalt                                                                        | kein Aufschluss                | wertvoll           | kein Schutzgebiet                                             |                                 |
| Quartäres Maar SE von Neualbenreuth                              |                | 377R041   | Bad Neualbenreuth Position                  | Südliches Fichtelgebirge        | Ca. 1,5 km südöstlich Neualbenreuth, nordwestlich des Tillenberges, existiert eine ca. 250 m × 350 m große rundliche, durch Moorbildung gekennzeichnete Struktur, die durch eine Forschungsbohrung im Jahr 2015 als Maar identifiziert wurde. Der Maartrichter ist mit über 90 Meter Sediment gefüllt. Es handelt sich um einen vermutlich ca. 200.000 Jahre alten Maartrichter. | 87500 250 × 350          | Typ: Maar, Übergangsmoor Art: Schluff, Sand, Torf                                                                      | kein Aufschluss                | besonders wertvoll | Wasserschutzgebiet                                            |                                 |
| Ehemaliger Steinbruch an der Blockhütte zw. Weiden und Theisseil | weitere Bilder | 363A002   | Weiden i.d.OPf. Position                    | Nördlicher Oberpfälzer Wald     | In dem ehemaligen Steinbruch stehen feinkörnige Gneise an. An der zugänglichen Aufschlusswand können verschiedene metamorphe Gefüge wie Schieferung (im mm-Bereich) und Fältelungen (im cm-Bereich) beobachtet werden. Die Gneise gehören tektonisch zur Neustädter Scholle (ZEV: Zone Erbendorf-Vohenstrauss). | 2400 80 × 30             | Typ: Gesteinsart Art: Biotit-Plagioklasgneis                                                                           | Steinbruch                     | bedeutend          | Landschaftsschutzgebiet, Naturpark                            |                                 |